# Военная форма ВС СССР
Вое́нная фо́рма ВС СССР — предметы форменной одежды и снаряжения военнослужащих Вооружённых сил Союза Советских Социалистических Республик (ранее называвшейся Рабоче-Крестьянской Красной Армией и Красной Армией), установленные специальными правилами их ношения в период с 1918 по 1991 г.

Статья 1. Право ношения военной формы одежды имеют военнослужащие, состоящие на действительной военной службе в Советской Армии и Военно-Морском Флоте, суворовцы, нахимовцы, воспитанники военно-музыкальных училищ, учащиеся специальных школ-интернатов и военные строители, а также маршалы, генералы, офицеры, прапорщики и мичманы, состоящие в запасе или отставке с правом ношения военной формы одежды.— ПРИЛОЖЕНИЕ № 1 к приказу Министра обороны СССР 1988 г. № 250.

## Период Гражданской войны
Прообразом Рабоче-Крестьянской Красной Армии являлись красногвардейские отряды, начавшие формироваться после февральской революции 1917 г., и революционизировавшиеся части Российской Императорской армии РИА. Красногвардейцы не имели никакой установленной формы одежды, их отличала только красная нарукавная повязка с надписью «Красная гвардия» и иногда красная лента на головном уборе. Солдаты же носили форму одежды старой армии, зачастую даже с кокардами и погонами, но с красными бантами под ними и на груди. Вообще в марте-ноябре 1917 года в частях бывшей РИА введение какой-либо принципиально новой формы одежды (в отличие от ВМФ, где погоны были заменены нарукавными знаками, а кокарды — специальной эмблемой, изображающей якорь, увенчанный пятиконечной звездой и обрамлённый лавровым венком) новыми властями не рассматривалось и не практиковалось, за исключением установления специальных знаков отличия для революционных и ударных батальонов, волонтеров тыла и т. д.
2 декабря 1917 года приказом по Петроградскому военному округу полностью упразднялись все армейские чины и звания, а также знаки различия и отличия, включая награды. 16 декабря декретом СНК это положение было распространено на всю армию в целом. Все военнослужащие получили единое «почётное» звание «солдат революционной армии».
См. также: Военная форма РККА (1918—1935)

### Стихийный поиск новых решений

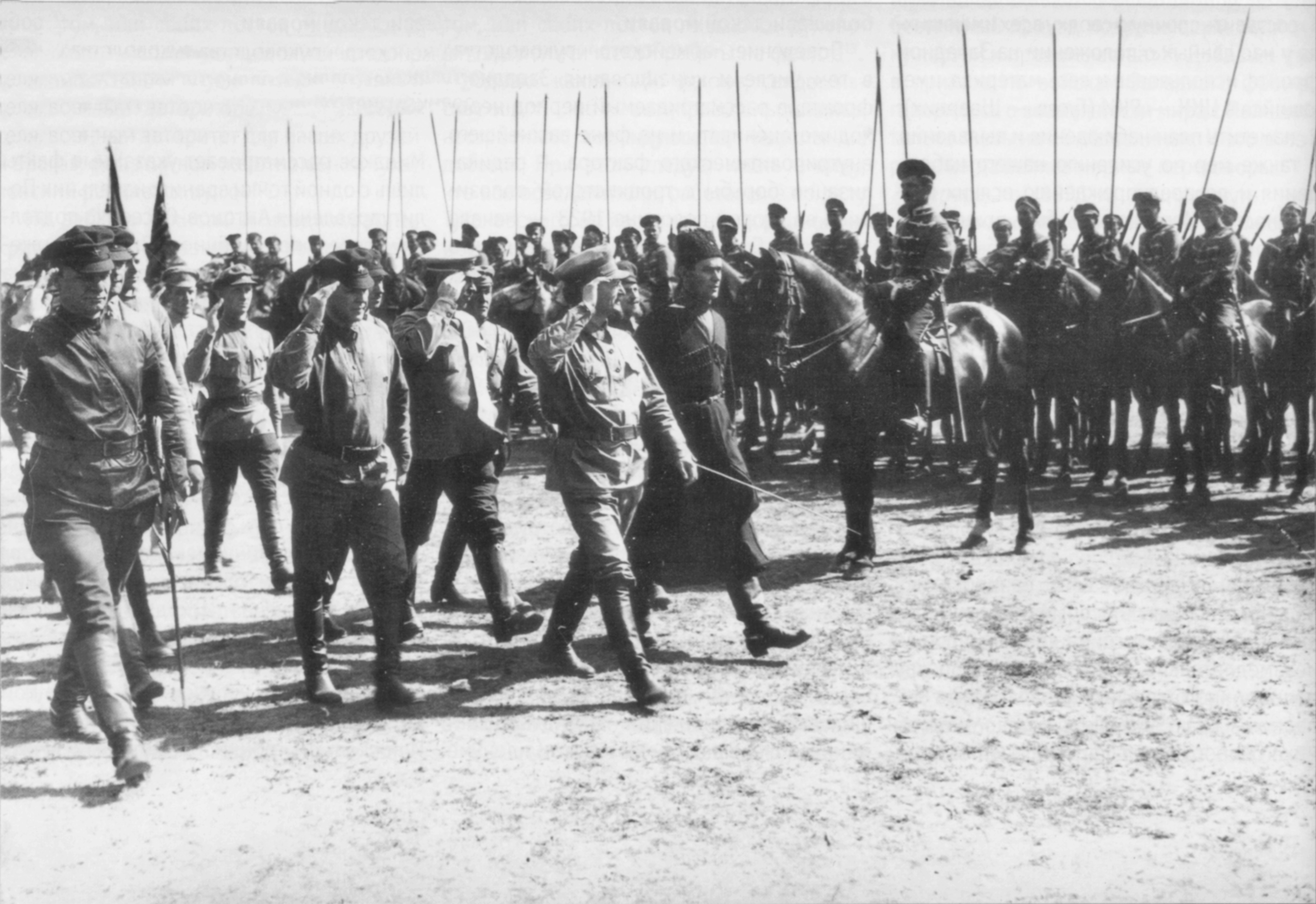
Председатель РВС РСФСР Л. Троцкий и Н. Егоров во время смотра кавалерийских частей РККА. 1919 г. Обратите внимание на гусарские доломаны красных кавалеристов

При создании РККА активно использовались оставшиеся от РИА огромные запасы обмундирования, хранившиеся на интендантских складах по всей России. Красноармейцам разрешалось также ношение гражданской одежды с указанием на принадлежность к РККА (красная лента, нагрудный значок и т. д.). Личный состав РККА в основном носил суконные фуражки, папахи, защитные рубахи со стоячим воротником, суконные Галифе, заправленные в сапоги или обмотки с ботинками, шинели и полушубки.
Широкое распространение с 1919 г. получили британские и американские френчи. Командиры, комиссары и политработники часто имели кожаные фуражки и куртки.
Военнослужащие-лётчики по-прежнему использовали чёрные с красными выпушками «складные шапки» (пилотки) обр. 1914 г., а на рукавах гимнастёрок, шинелей и френчей — носили вышитые кустарным способом шёлком или канителью крылатые пропеллеры (т. н. «утки»).
Снаряжение могло быть отечественным (обр. 1907 или 1912 гг.) или иностранным — английским, французским, американским и даже австрийским или германским (последнее в условиях Гражданской войны также не было редкостью).

#### Новые знаки и эмблемы
Сперва, по мере создания РККА на основе добровольного комплектования, необходимости в установлении новых знаков отличия не было. Однако уже весной 1918 г. военный комиссар Московского военного округа Н. А. Полянский предложил установить в качестве отличительного знака военнослужащих первых частей РККА новый символ — красную звезду. Эта эмблема была введена приказом Наркомата по военным делам от 19 апреля 1918 г. в качестве нагрудного знака для всего личного состава РККА. Ношение её было утверждено во всех частях РККА приказом Реввоенсовета Республики (РВСР) за № 310 от 7 мая того же года, а окончательно в качестве воинского символа РСФСР она утверждена в июле 1918 г. решением V Всероссийского съезда Советов. Красная звезда символизировала борьбу трудящихся за освобождение «от голода… войны, нищеты и рабства», являлась эмблемой «рабоче-крестьянской Советской власти, защитницы бедноты и равенства всех трудящихся».
В конечном варианте эмблема для красноармейцев и командиров РККА представляла собой венок из лавровой и дубовой ветвей (по образцу знаков за окончание высших учебных заведений РИ), на которые была наложена покрытая красной эмалью большая пятиконечная звезда. В центре её помещались перекрещенные плуг и молот. Знак часто имел различные размеры в зависимости от конкретного изготовителя. Крепился он на шинелях, гимнастёрках, френчах или гражданской одежде на левой стороне груди. Как правило, у рядовых красноармейцев знак встречался редко (сложность в изготовлении и т. д.), по большей части его носили красные командиры — со временем он превратился исключительно в командирский знак отличия.
Однако практика сразу же показала, что знак на груди недостаточно заметен. 29 июля 1918 г. приказом Народного комиссара по военным делам Л. Д. Троцкого был установлен значок-кокарда для ношения на головных уборах красноармейцев и командиров. Значок-кокарда из жёлтой меди представлял собой несколько выпуклую пятиконечную звезду красной эмали с выштампованными в центре неё скрещёнными молотом и плугом; последние были золотисто-жёлтого цвета, так же как и окантовка самой звезды. Однако вплоть до конца войны продолжали встречаться неустановленные звёзды-кокарды различного рисунка (с острыми лучами, с изображением плуга и молота в круге, с комбинированием с эмблемами рода войск и т. д.) — как и различные способы крепления звезды (одним или двумя лучами вверх).
Ранняя Красная Армия отвергла офицерство как явление, объявив его «пережитком царизма». Само слово «офицер» было заменено словом «командир». Были отменены погоны, отменены воинские звания, вместо которых использовались названия должностей, где слово «командир» также часто не употреблялось, например «начдив» (начальник дивизии) или «начкор» (начальник корпуса). В качестве знаков различия использовались, например, нашитые на воротник или рукава обмундирования геометрические знаки, шевроны, полосы ткани или повязки. Рода войск различались по цвету шинельных петлиц, однако единой схемы не существовало, за основу, как правило, брали расцветки РИА.
До конца 1918 года процесс введения знаков различия практически никем в полной мере централизовано не регулировался и не регламентировался. Известны знаки различия в виде красных нарукавных повязок с надписью должности, различного числа красных/золотых/серебряных кантов/галунов вокруг обшлага, различного числа звёздочек/геометрических фигур/полосок на рукаве/головном уборе/на груди и другие. Эти знаки различия часто вводились на уровне командиров бригад, дивизий и даже полков. Разумеется, говорить о какой-либо системности в данном вопросе не приходится — введение тех или иных знаков отличия и элементов униформы часто диктовалось эстетическими вкусами красных командиров, а также имевшимися в их распоряжении комплектами обмундирования РИА, стран Тройственного союза или союзных войск Антанты.
Однако уже весной 1918 г. военно-политическому руководству РСФСР и РККА стала ясна необходимость введения для новой армии регламентированной формы одежды. В апреле 1918 года при Наркомате по военным и морским делам была учреждена Комиссия по выработке форм обмундирования для РККА, а через месяц объявлен специальный конкурс, завершившийся в конце того же года.

#### Буденовка
Первым по времени элементом новой формы появился защитного цвета суконный шлем со звездой, получивший неофициальное наименование «богатырка». Её начали носить красноармейцы Иваново-Вознесенска, где в конце 1918 г. был сформирован отряд М. В. Фрунзе. Позднее она получила название «фрунзевки», а потом — «будёновки».
Приказом РВСР № 116 от 16 января 1919 года были объявлены образцы и даны описания нового головного убора:
Головной убор («богатырка») изготавливается из мундирного сукна защитного цвета и имеет вид шлема. Он состоит из колпака, сужающегося кверху, и отгибающихся назатыльника и козырька. Колпак состоит из шести одинаковых кусков формы равнобедренного сферического треугольника, сшиваемых один с другим по боковым сторонам так, что вершины треугольников сходятся вверху в центре колпака. Вершина колпака притуплённая. В ее верх вшивается круглая пластинка-пуговица диаметром около 2 см, обтянутая сукном. К суконному колпаку изнутри пришивается колпак той же формы из бязи с ватной простеганной подкладкой. Спереди к нижнему краю колпака притачивается двухслойный суконный козырек, имеющий шесть рядов прострочки, а к задней части пристрачивается назатыльник, также сшитый из двух слоев сукна. Назатыльник имеет треугольный вырез в средней части и удлиненные суживающиеся концы. На левом конце имеются две просечные обметанные петли, а на правом — две пуговицы. Для складывания назатыльник перегибается по ширине в верхней точке треугольного выреза, а его свободные концы загибаются внутрь по складке. Углы сложенного назатыльника при помощи кожаных хлястиков пристегиваются на пуговицы диаметром 1,5 см, обтянутые приборным сукном. Спереди к головному убору, симметрично по отношению к козырьку и переднему шву, пришивается правильная пятиконечная звезда из приборного сукна диаметром 8,8 см, а внутренние углы на окружности диаметром 4,3 см. Звезда должна иметь кант шириной 5-6 мм, наносимый черной краской, отступая 3 мм от края. В центре звезды прикрепляется «значок-кокарда» установленного образца.

#### Костромской военно-революционный отряд

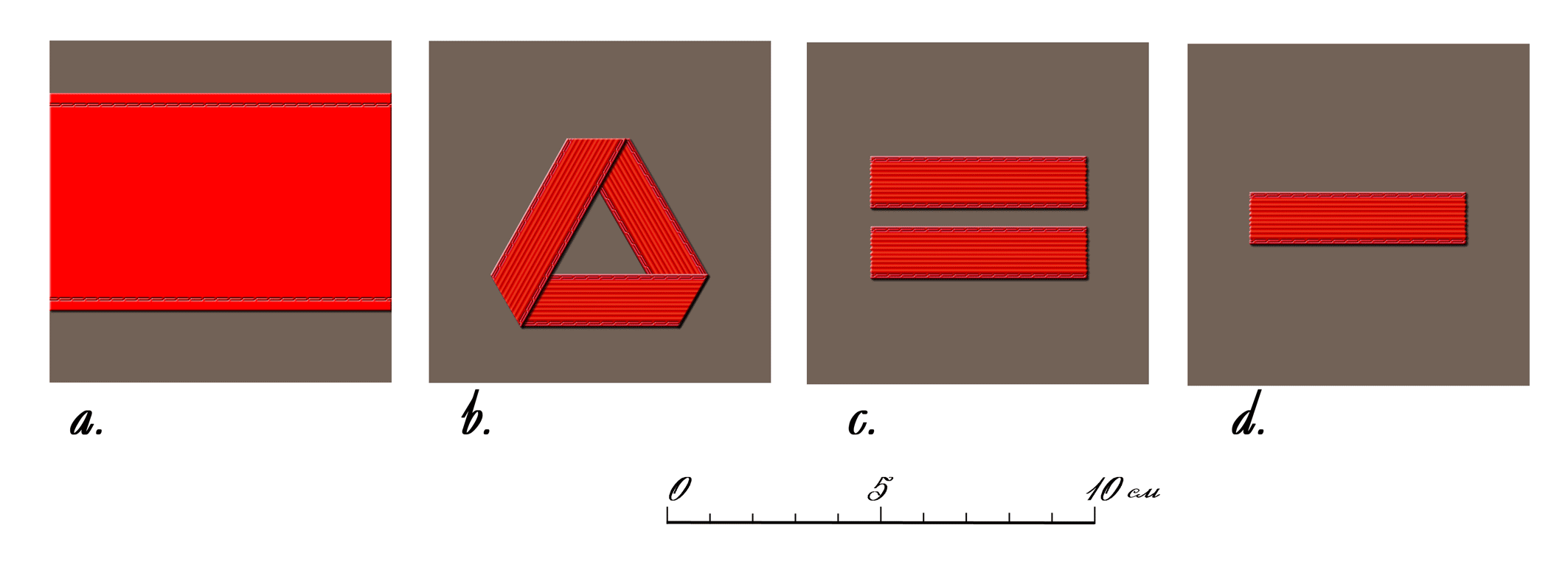
Реконструкция знаков различия 1-го Костромского военно-революционного отряда

Первым в РККА использовал знаки различия 1-й Костромской военно-революционный отряд, сформированный в декабре 1917 г. В приказе по отряду № 2 от 18 декабря 1917 года был параграф 11, в котором было сказано:
Для скорейшего опознавания лицам штаба отряда носить красную повязку на левом рукаве. Командирам рот нашить на левом рукаве выше локтя треугольник из красной ленты. Командирам взводов нашить также на левом рукаве две ленты красного цвета шириною ½ дюйма (1,25 см) и длиной 2 дюйма (5,1 см). Командирам отделений по одной ленте в том же размере.
Для реализации этого приказа в тот же день у галантерейщика Я. Мирера было закуплено 25 аршин красной тесьмы, что подтверждается сохранившимся в делах отряда счётом.

#### Петроградские полки 1-го Конного корпуса
Одними из первых частей новой армии стали 1-й и 2-й Петроградские полки 1-го Конного корпуса РККА, формирование которых было начало ещё в январе-мае 1918 г. Основой формирования нового соединения стал 9 (запасной) кавалерийский полк РИА, укреплённый старослужащими 1 Гвардейской кирасирской дивизии, остатки которой прекратили своё существование в это же время. Чуть позже был сформирован 3-й Петроградский конный полк, а также Путиловский (стальной) полк из бывших красногвардейцев. Судьбы этих соединений симптоматичны и выражают по своему дух времени — так 1 полк просуществует до конца Гражданской войны и пойдет на переформирование, 3-й и 2-й — попытаются уйти к белым, и остатки их будут сведены в отдельный эскадрон, Стальной полк будет уничтожен в 1920 г. во время войны с Польшей. Точно также симптоматичной была и ситуация с обмундированием: 1-й полк носил кирасирские серые гимнастёрки, темно-синие рейтузы с красными кантами, кавалергардские фуражки с красными околышами и красные кавалергардские петлицы на шинели. 2-й полк использовал элементы обмундирования гвардейских кирасир, гвардейских улан и гвардейских гусар РИА, а Стальной Путиловский полк — форму казачьих (донских) полков.

#### Таманская Красная Армия

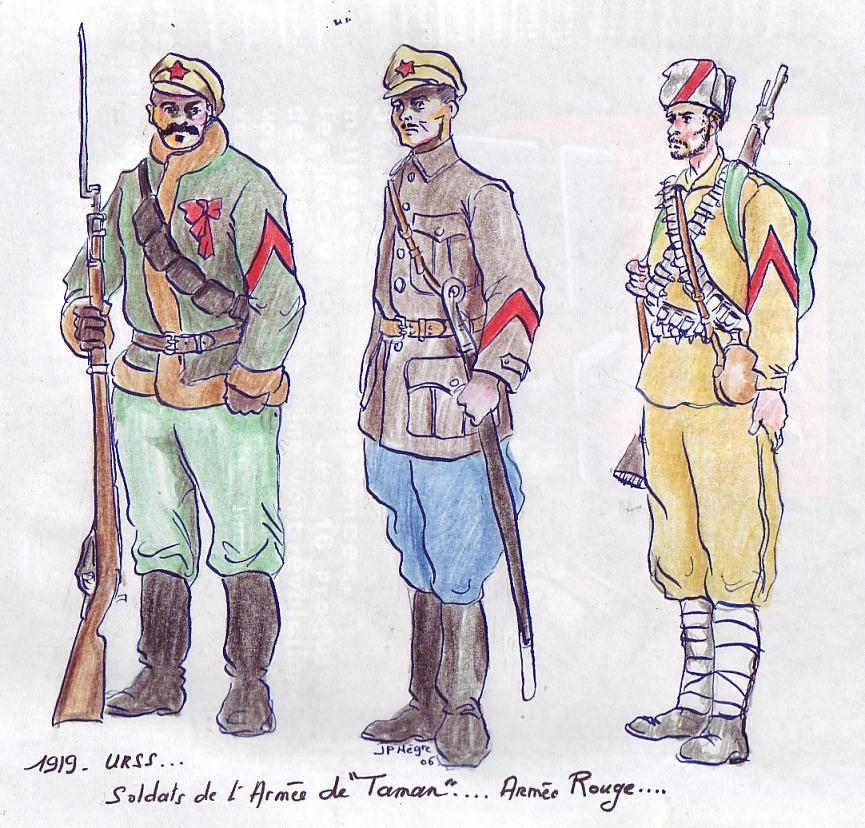
Форма одежды бойцов и командиров Таманской армии, РККА времён Гражданской войны, 1919 год

В ходе боев лета 1918 г. на юге, после падения Екатеринодара часть красноармейских частей была блокирована на Таманском полуострове и объединена под общим командованием как Таманская армия. В сентябре 1918 г. красноармейцам 1-й колонны приказом начштарма Е. И. Ковтюха был установлен отличительный знак — широкий угол-шеврон красного сукна, нашитый остриём вверх на левый рукав. 10 октября приказом по армии № 58 ставший к тому времени командармом Ковтюх официально потребовал наличие этого шеврона на обмундировании всех военнослужащих армии. По центру угла знака должны были размещаться начальные буквы названия полка. В приказе подчеркивалось, что данный знак служит отличием соединений Таманской армии от других красноармейских подразделений как наиболее боеспособных и заслуживших право на специальное отличие участием в боях.
4 ноября приказом № 96 регламентировались размеры знака, материал изготовления и цвет, а также место размещения — локтевой сгиб левого рукава. Однако в реальности ношение знака было весьма вольным — внизу рукава, на локтевом сгибе, предплечье.
Знак был предметом гордости — он носился красноармейцами Таманской армии вплоть до её расформирования, а некоторыми из них — и после, уже в составе 48-й и 50-й дивизий, на основе которых Ковтюх уже в сентябре 1919 г. сделал неудачную попытку возрождения СТА.

#### Башкирские части Петроградского фронта 1919 года
Первые попытки ввести униформу для мусульманских частей РККА связаны с деятельностью Центральной Мусульманской Военной Коллегии, учрежденной при СНК 31 мая 1918 г. Ее задачей было формирование красноармейских частей из «мусульманских народностей» РСФСР. В июне 1918 г. приказ ЦМВК № 7, в § 3 регламентировал введение униформы для военнослужащих таких частей: гимнастерка с «открытым воротом кавказского образца на трех пуговицах», обшитая белым кантом, нагрудные карманы-газыри с 10 ячейками, пояс зелёного сукна с обшитой им бляхой, под воротником застегивающийся воротник красного бешмета, защитные Галифе с белой тоненькой выпушкой. Шапка круглая искусственной мерлушки с треугольным разрезом, по краям обшитая галуном, по разрезу — сукном «цвета части». В качестве кокарды устанавливался металлический полумесяц с уставной красноармейской звездой. На шапке также устанавливалась кисточка, а на шинелях петлицы с кантом, канты и кисточка также «цвета части». Членам Военных коллегий и военным комиссарам присваивалась черкеска с бешметом кавказского образца бордового цвета. Для командиров на левом рукаве «на два вершка ниже плеча» устанавливался вышивной знак «величиной в вершок»: звезда и вышитый полумесяц.
В связи с явной нефункциональностью и сложностью изготовления этой униформы, а также последовавшим вскоре в начале августа 1918 г. в Казани захватом и казнью почти всего состава ЦМВК эта форма не получила широкого распространения. ЦВМК была воссоздана по ходатайству Центрального комиссариата по делам мусульман 20 ноября 1918 г. и смогла широко развернуть свою деятельность в следующем году. Местонахождением ее стал Казань, где в итоге начал внедряться более упрощенный способ отличия мусульманских частей в виде нарукавного шеврона. Наибольшее распространение он получил в частях из башкир.
Формирование башкирских частей Красной Армии началось в апреле 1919 года в соответствии с приказом РВСР № 615 от 5 апреля 1919 года на основе соглашения между правительствами Советской России и Башкирии в с. Тоцкое Оренбургской губернии под руководством военного комиссара Башкирии Заки Валидова. Согласно приказу из граждан Башкирской Республики формировались стрелковая бригада (3 полка), кавалерийская дивизия (4 полка), лёгкий артиллерийский (12 орудий) и конно-артиллерийский (4 орудия) дивизионы, гаубичная батарея (2 орудия), стрелковый и кавалерийский запасные полки. В связи с тем, что бо́льшая часть Башкирии была занята войсками адмирала Колчака, пункт формирования вскоре переместился в Саранск, а затем в Белебей.
4 сентября 1919 года все сформированные в Белебее части прибыли на Петроградский фронт, где было завершено формирование стрелковой бригады и кавалерийской дивизии. Эти части вошли в состав Башкирской группы войск 7-й армии. Позднее после завершения боев под Петроградом башкирские части с успехом применялись на польском фронте и продолжали службу вплоть до начала 1920-х.
В июле 1919 г. по представлению ЦМВК для военнослужащих мусульманских формирований был учрежден нарукавный знак следующего образца: зеленый ромб (у командного состава окантованный по краям тонким золотистым шнуром или шитьем), в середине которого изображены шитьем золотистого цвета полумесяц и пятиконечная звезда. Данный нарукавный знак с большими вариациями его изготовления был широко распространен в мусульманских частях РККА. Для личного состава Башкирской группы был характерен нарукавный знак в виде ромба зелёного цвета с красной окантовкой, звездой и полумесяцем. Как показывают фотодокументы, командиры зачастую украшали свой шеврон не тонким шнуром, а широкой золотой полосой..

#### Калмыцкие формирования РККА. 1919—1921 гг.
К 20 декабря 1918 г. в соответствии с приказом РВСР № 244 от 28 октября 1918 г. и приказом по Приволжскому военному округу № 015 от 11 декабря 1918 г. в Астрахани при Калмыцком ЦИК был создан Калмыцкий уездный комиссариат по военным делам, которому было поручено приступить к формированию Образцового Калмыцкого полка (4 эскадрона). В марте 1919 г. началось формирование Отдельной кавалерийской бригады при Каспийско-Кавказском Краевом Комиссариате по военным делам, в состав которой включались Отдельный кавалерийский дивизион, расположенный в Красном Яру, 1-й Образцовый Калмыцкий конный полк и три калмыцких конных полка, формируемых по личному указанию Л. Троцкого.
20 марта 1919 г. бригада переформирована в Отдельную кавалерийскую Калмыцкую дивизию. Из-за разложения личного состава, дезертирства и перехода отдельных подразделений на сторону белых она была сведена в Калмыцкий пеший батальон, чуть позже развернутый в 1-й Калмыцкий кавполк.
13 сентября 1919 г. РВСР постановил сформировать Калмыцкую кавалерийскую бригаду двухполкового состава. Однако был сформирован только один полк (2-й Калмыцкий) не в полном составе. В связи с этим кавполк был влит в 1-й, который 11 апреля 1920 вошел в Отдельную особую Донскую кавбригаду, участвовал в подавлении восстаний в Ставропольской губернии, Кубанской и Терской областях и Чечне. Расформирован в конце 1921 г.
3 ноября 1919 г. приказом по войскам Юго-Восточного фронта № 213 был утверждён отличительный нарукавный знак калмыцких формирований. Нарукавный знак представлял собой «ромб 15×11 см из красного сукна. В верхнем углу пятиконечная звезда, в центре — венок, в середине которого „ЛЮНГТН“ с надписью „Р. С. Ф. С. Р.“ Диаметр звезды — 15 мм, венка — 6 см, размер „ЛЮНГТН“ — 27 мм, букв — 6 мм. Знак для командного и административного состава вышит золотом и серебром и для красноармейцев трафаретный. Звезда, „ЛЮНГТН“ и лента венка вышиты золотом (для красноармейцев желтой краской), самый венок и надпись — серебром (для красноармейцев белой краской)».
Ряд исследователей полагает, что слово «ЛЮНГТН» (то есть буддийская «Лунгта», означающая — «вихрь», «жизненная энергия») обозначает свастику — старинный буддийский символ.

#### Красно-гусарский (Заволжский кавалерийский) полк
Обмундирование РИА широко использовалось не только в начале Гражданской войны, но и после формального введения и утверждения формы РККА в 1919 г. Один из примеров такого использования — т. н. «красно-гусарский» кавалерийский полк. Причиной, как всегда, была нехватка красноармейского обмундирования и проблемы со снабжением.
Данное соединение было создано на основе Запасного кавалерийского полка Юго-Западного фронта (объединившего осенью 1919 г. кавалерийские дивизионы 13 и 14 армий) в октябре 1920 г. под командованием бывшего ротмистра 3-го Нижегородского драгунского полка Е. В. Ватмана. Полк воевал против Врангеля, Махно, повстанческих отрядов на Правобережной Украине, был отмечен Почётным революционным Красным знаменем, понёс большие потери, затем был развёрнут в бригаду и дивизию. Кавалеристы были сведены в единый Заволжский полк, а впоследствии включены в состав 2-го корпуса им. СНК Украины под командованием Г. И. Котовского.
Полк весной 1920 г. формировался в Балаклее, где находились склады 10-го Ингерманландского гусарского полка РИА (голубые доломаны с жёлтыми шнурами и красные чачкиры). Из-за нехватки обмундирования кавалеристы использовали имеющиеся в цейхгаузах комплекты гусарской униформы (при большом разнообразии головных уборов; часть меховых шапок была подарена Моссоветом и тогда же передана полку Л. Б. Каменевым) — и в таком виде участвовал в параде в Харькове 1 мая 1920 г. Именно это событие и определило название полка. Впоследствии полк понёс ряд существенных потерь в личном составе, и уже к началу 1921 года использование гусарской формы стало эпизодическим, только у старожилов полка, а затем (в маршевых пополнениях) и вовсе сошло на нет.

#### Спецпоезд Председателя РВСР Л. Д. Троцкого 1918—1921 гг.

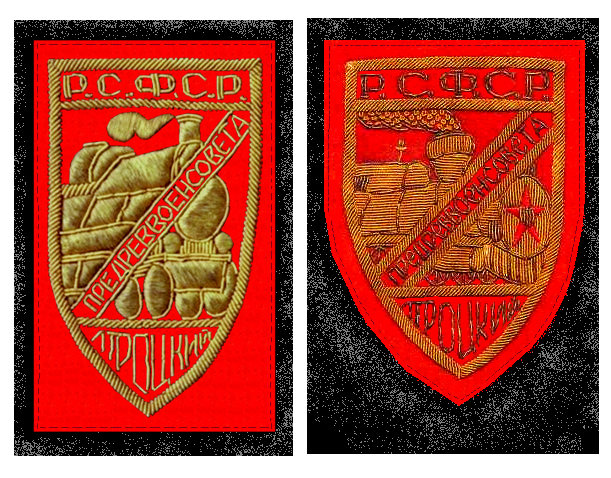
Варианты нарукавного знака стрелков охраны бронепоезда Троцкого 1918—1920 гг. Реконструкция

Знаменитый поезд Троцкого был создан в ночь с 7 на 8 августа 1918 года в Москве на Московско-Казанской железной дороге. Поезд функционировал как боевая единица до конца Гражданской войны и побывал на всех её фронтах. Состав охраняли и обслуживали 232 прекрасно экипированных и преданных лично Льву Давидовичу красноармейца, в большинстве своём латыши и эстонцы.
Для обмундирования личного состава изначально были установлены изъятые на армейских складах парадные гусарские чакчиры малинового цвета с золотыми лампасами Иркутского 16-го гусарского полка и синие доломаны с серебряным шитьём Клястицкого 6-го гусарского полка. Чуть позже были специально пошиты кожаные куртки-френчи с нарукавными знаками, удостоверяющими принадлежность к поезду Предреввоенсовета, а также бриджи-галифе и шлем-будёновка из той же кожи. Цвет кожи по изначально был коричнево-красный. Использование кожи именно этого оттенка было эпизодическим и изначально объяснялось не столько революционной символикой, сколько наличием нужного количества красителя и сырья на складах. Кожа постепенно была заменена на чёрную — судя по более поздним кино и фотодокументам. Помимо шлема использовались папахи серого каракуля.
Снаряжение и вооружение — стандартное, РИА, образца 1909—1912 гг.
Нарукавный знак представлял собой нашивку из красной кожи, сукна или бархата в форме щита с вышитым золотистой канителью дымящим паровозом и надписью: «Р. С. Ф. С. Р. Предреввоенсовета Л. Троцкий». Знак располагался на левом рукаве, однако ношение его также, судя по фотографиям, было весьма вольным и распространялось в основном на начсостав.
Кроме нарукавной эмблемы был установлен серебряный нагрудный значок, покрытый красной и белой эмалью с такими же изображением и надписью, как и на нарукавном знаке. На каждом знаке гравировался индивидуальный номер, который закреплялся за конкретным красноармейцем. Знаки выдавались под расписку, за утерю знака виновный отчислялся с поезда.
Аналогичный рисунок был установлен и для жетонов, также изготовляемых для личного состава поезда.

#### Форма Червонного казачества
Изначально части Червонного казачества формировались как подразделения армии Украинской республики. 28 декабря 1917 г. было объявлено о формировании 1-го полка из состава красногвадейцев, партийных активистов Чернигова и Харькова, а также солдат разоружённых большевиками частей войск Центральной рады. Была сделана попытка образовать части Червонного казачества по всей Украине, однако весной 1918 г. большая часть этих частей перешла на сторону Центральной рады, а остатки 1-го полка под давлением Центральной рады и германских войск были вынуждены отойти в т. н. пограничную Нейтральную зону. В этот период по инициативе В. М. Примакова в полку появились красные лампасы и папахи с красным суконным верхом. Эти отличия нашивались на ту одежду, которая была на красноармейцах. Осенью 1918 года полк влили в Отдельную повстанческую дивизию. Позже, пополненный другими частями украинского фронта, он был развёрнут в конный полк. Летом 1919 г. часть была переформирована в бригаду, а осенью вошла в новосформированную дивизию (8-я конная дивизия Червонного казачества). Тогда же появился ещё один характерный элемент обмундирования — чёрная бурка (тон здесь задал сам Примаков).
Вплоть до 1922 г. единообразие униформы было существенной проблемой. Использовалось красноармейское и трофейное обмундирование, обмундирование РИА. Нередкими бывали случаи размещения элементов обмундирования на гражданской одежде.
Некоторое единообразие наступило летом 1920 г., когда были захвачены богатые трофеи, в том числе склады с обмундированием польской армии, изготовленным во Франции и представляющим собой френчи и бриджи (с ботинками с обмотками) синего цвета.
В конце Гражданской войны Примаков выступил с инициативой узаконивания существующих отличительных знаков. В августе 1921 г. ВУЦИК утвердил следующую форму:
- галифе синего цвета с красными лампасами;
- гимнастёрка синего цвета;
- шинель кавалерийского образца с синими петлицами и синим кантом по обшлагам и воротнику;
- папаха с красным верхом — чёрная в чётных полках и серая — в нечётных;
- нарукавная эмблема: красная суконная звезда с серпом и молотом и каймой жёлтого шитья, между лучей расположены литеры «ВУЦИК».

Попытки ввести особую кавалерийскую форму предпринимались и в ходе большой реформы обмундирования РККА 1922 года — но безуспешно. Тем не менее казаки-конники, пользуясь покровительством командования корпусом, продолжали носить традиционные лампасы и папахи даже тогда, когда формально подобное считалось уже нарушением.
В конце 1923 г. части Червонного казачества перешли на общекавалерийское обмундирование РККА обр. 1922 г. для кавалерийских частей.

### Попытки организации и упорядочивания формы одежды РККА

#### Знаки различия командного состава

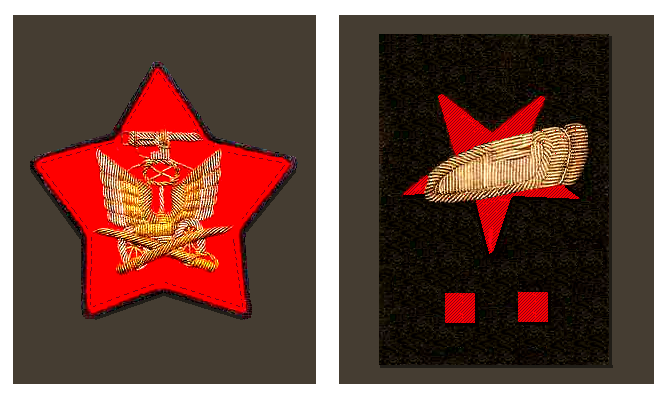
Нарукавные знаки комсостава РККА: командира автомобильного пулеметного отряда (справа); командира танкового отряда (роты) в составе отдельного танкового запасного дивизиона (1920 г.)

Необходимость ясного обозначения командира среди массы красноармейцев была всецело осознана уже в первый год войны. К концу года по поручению руководства Красной Армии были сделаны соответствующие разработки. Предпочтение было отдано нарукавным знакам — введение наплечных знаков различия однозначно трактовалось бы как возвращение к «старорежимным» погонам и потому полностью исключалось.
18 декабря 1918 года рисунки новых знаков были одобрены руководством РККА. 16 января 1919 года они были утверждены официально: приказом РВСР № 116 вводятся знаки различия родов войск в виде цветных петлиц на воротники и знаки различия комсостава в виде нашивок на левый рукав выше обшлага (манжеты). Этим приказом знаки различия были введены только для строевых командиров и их заместителей. Политкомиссары, штабные военнослужащие, военнослужащие вспомогательных служб и административного состава никаких знаков различия по этому приказу не получали.
Знаки различия представляли собой нарукавные нашивки-аппликации из красной ткани в виде треугольников, квадратов и ромбов, размещаемые выше обшлага (манжеты) шинели, кителя, френча, пиджака, гимнастёрки или иной верхней одежды. Выше этих знаков размещалась вырезанная из той же ткани красная звезда диаметром 11 см для командиров от отделения и до полка; диаметром 14,5 см от командира бригады и выше.
Треугольники и квадраты по краю должны были иметь чёрную окантовку, наносимую краской или вышиваемую ниткой. На ромбах такая окантовка должна была быть двойной. Звезда также по краю должна была иметь такую же окантовку, в центре звезды — серп и молот, наносимые также чёрной краской или вышиваемые чёрной ниткой.
Схема размещения знаков была следующая:
| Знаки различия | Должность                                    |
| -------------- | -------------------------------------------- |
|                | Командир отделения                           |
|                | Помощник командира взвода                    |
|                | Старшина роты, батареи, батальона, дивизиона |
|                | Командир взвода                              |
|                | Командир роты                                |
|                | Командир батальона                           |
|                | Командир полка                               |
|                | Командир бригады                             |
|                | Начальник дивизии                            |
|                | Командующий армией                           |
|                | Командующий фронтом                          |

Знаки различия РККА 1919 г.

Очень быстро появилось и разнообразие в исполнении знаков. Связано это было как с организационной необходимостью ярче выделить командира в бою (скромные суконные квадраты и ромбы плохо различались на защитном сукне гимнастерок и френчей или сером сукне шинелей), так и чисто эстетическими потребностями обозначить революционный характер их носителя, своеобразного «красноармейского шика».
Знаки эти представляли собой всё те же пятиконечные звёзды с теми же геометрическими фигурами, расположенными непосредственно под ними, — вышитые золотой или серебряной канителью на единой в тон обмундирования или цветной, как правило, красной подложке-клапане. Материал подложки, как и оттенки цвета могли также сильно разниться (бархат, сукно, шёлк, крашеная бязь и т. д.) Рисунок как звёзд (общего контура, наличия тех или иных эмблем внутри них и т. д.), так и самих геометрических фигур, размеры и сложность исполнения, различались в зависимости от эстетических предпочтений и вкуса, а также материальных возможностей как заказчика, так и мастера. Знаки изготавливались в частных мастерских или кустарным способом.
Так как централизованно знаки не поставлялись, то на их изготовление нередко вместо тёмно-красного сукна шла любая материя (шёлк, кумач, сатин, ситец) красного или близкого к красному цвету (от светло-красного до бордового, малинового). Можно было встретить знаки, целиком вышитые цветной шёлковой нитью.
У высшего начсостава окантовка также могла сильно отличаться от установленной в приказе: так, известно, что Н. И. Муралов, командующий МВО, носил звёзды и ромбы с вышитыми позолоченными кантами.

#### Знаки различия родов и видов войск

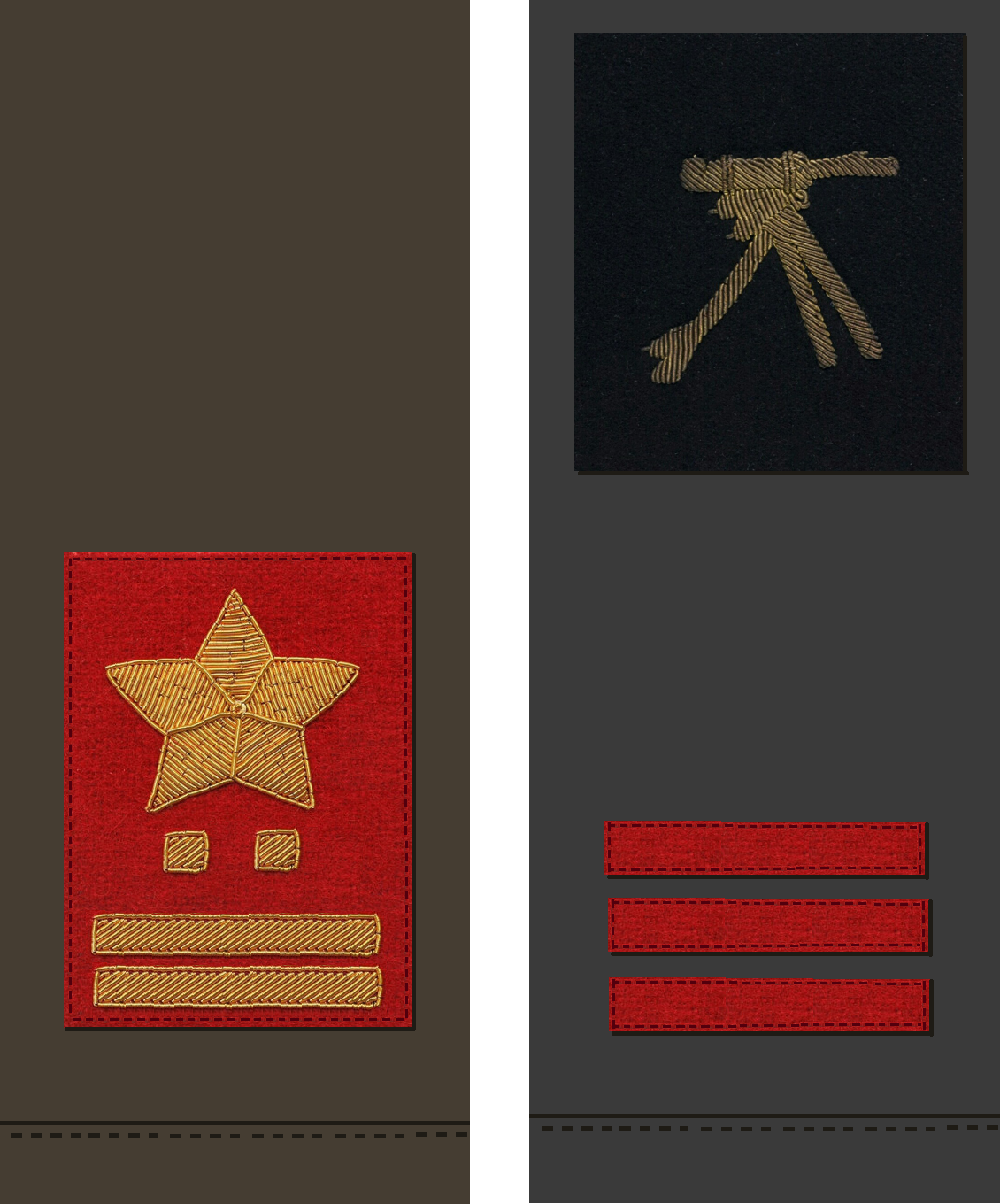
Нарукавные знаки за ранение, комбинированные с неуставным должностным знаком (комроты) и знаком по специальности (пулеметные части). 1918—1921 гг. Реконструкция

Существовала и ещё одна потребность — обозначить род и вид войск военнослужащего. Уже в 1918 году командирами и курсантами военных учебных заведений стали использоваться металлические знаки специальностей и служб, крепившиеся ранее на погоны чинов РИА (с удалённой монархической символикой) — только теперь знаки опять же размещались на рукаве, как правило, на клапане плотной ткани. На основе этих знаков часто изготовлялись кустарным способом нагрудные металлические знаки (по образцу общекрасноармейского). Знаки могли носиться и на околышах фуражек (изначально специальной комиссией при Техническом отделе Хозяйственного комитета РККА, созданной весной 1918 г., предполагалось именно такое их ношение, никак, впрочем, официально не установленное и не утверждённое); звезда при этом могла перекочевать на тулью, комбинироваться со знаком или вообще не носиться. В рамках училищ проще было сделать использование указанных знаков относительно централизованным и регламентированным — гораздо проще, чем в масштабах всей армии, разбросанной по разным фронтам от Петрограда до Царицына. По выпуску курсанты, ставшие краскомами, сохраняли право на ношение знаков по роду войск или специальности и несли инициативу в войска. Так эти знаки получили широкое распространение, хотя в рамках всей Красной Армии они, судя по всему, централизованно не устанавливались.
11 сентября 1918 г. была установлена единая нумерация частей и соединений РККА. В связи с этим было высказано предложение о введении специальных шифровок на петлицы или околыши фуражек с номерами части (дивизии и полка).
Погонные знаки не очень подходили для размещения на рукавах, как в силу небольших размеров, так и неудобного крепления на кламмерах. Проблема решалась изготовлением знаков большего размера — опять же, кустарным образом — из металла, шитьём, аппликацией или жёлтой краской по трафарету.
В целом, все знаки по рисунку были идентичны эмблемам и знакам РИА, кроме кавалерийской эмблемы. Дело в том, что кавалерийским частям РИА, как и пехотным, никаких специальных эмблем и знаков не полагалось и не устанавливалось. Однако роль кавалерии в стремительных сражениях Гражданской войны была колоссальной, поэтому кавалеристы очень быстро стали элитой Красной Армии. В том числе и по этой причине появилась новая кавалерийская эмблема, достаточно сложная по рисунку и исполнению и не имеющая прототипов РИА: в виде лошадиной головы, наложенной поверх подковы над скрещенными клинками. Такая же эмблема меньшего размера, изготовленная литьём или выпуклой штамповкой, носилась кавалеристами на гимнастёрках и френчах (вместо красноармейского знака) или на головных уборах вместо традиционной звезды. Эти знаки также, как правило, не регламентировались: варьировались размеры головы лошади и её расположение, клинки (сабли или казачьи шашки), цвета элементов эмблемы и клапана, а также наличие дополнительных элементов, например, пятиконечной звезды.
Эмблема рода войск или специальности могла совмещаться со знаками различия по должностям.
Собственные, самостоятельно разработанные нарукавные (шитые) или нагрудные (литые металлические) знаки часто носили экипажи (команды) бронепоездов. Самые известные из них:
- Бронепоезд № 6 «Путиловцы» имени тов. Ленина. Изготовлен на Сормовском заводе. Участвовал в подавлении восстания крестьян в Гжатском уезде, в боях против Деникина в Воронеже и в Донбассе. Воевал на северо-западе против Юденича, в 1920 году на юго-восточном и южном фронтах. После Гражданской войны был переименован в «бронепоезд № 20 тип А». Металлический литой знак — на основе серебристого лавро-дубового венка знаков выпускников академий РИА, с наложенными скрещенными молотками и кузнечными клещами (вверху) и орудийными стволами, надписью под ними «Бронепоезд» и литерой «6»; в центре белой эмали красная пятиконечная звезда с надписью «25 февраля», сверху звезды надпись «путиловцы», по бокам от неё — «1918—1919».
- Бронепоезд № 10 «имени Розы Люксембург» Туркестанского фронта. Изготовлен на Сормовском заводе. В мае 1919 года воевал на Украине, в районе Знаменка—Александрия, против атамана Григорьева, в июле 1920 года — в составе Заднепровской бригады бронепоездов под командованием С. М. Лепетенко — против Польской армии, в 1921 году — на Туркестанском фронте (4).
- Бронепоезд № 17 «Смерть или Победа». В 1920 году был в составе 16-й армии, активно воевал против Польской армии на Украине (3).
- Бронепоезд № 56 «Коммунист» Первой Конной армии. В 1919 году бронепоезд участвовал в боях против армии Деникина на юге, в районе Донбасса и Орла, в 1920 году — на Украине, против Польской армии. Был захвачен, на его базе сформирован бронепоезд Польской армии «Грозный», воевавший против Красной Армии под Киевом и Варшавой (2).
- Бронепоезд № 64 «Центробронь» (1).

Ряд частей и подразделений Красной Армии в 1918—1921 гг. был передан в состав так называемой Продовольственно-реквизиционной армии (Продармии), формально подчинявшейся Наркомату продовольствия, но сохранявшей армейскую структуру (полки, батальоны, отряды), дисциплину и субординацию. Такие части носили специальный знак, представляющий собой вышитый сноп пшеницы, наложенный на скрещенные грабли и косу, с серпом поверх снопа.
РВСР в январе 1919 года предпринял попытку организации и в вопросе различения родов войск и служб войск. Ограничиться решили установлением цветовой расцветки. Приказом РВСР № 116 от 16 января 1919 года вводится единый головной убор — шлем суконный, более известный под названием «будёновка». На шлем нашивается суконная цветная звезда установленного цвета по роду войск. Для пехоты цвет звезды малиновый, для кавалерии — синий, для артиллерии — оранжевый (в приказе именуется «померанцевый»), для авиации — голубой, для инженерных войск — чёрный, для пограничных войск — зелёный (в этот период пограничные войска входили в подчинение РВСВ). Диаметр звезды 8,8 см. Поверх суконной звезды прикреплялась металлическая красная звёздочка («значок-кокарда»).
На концах воротника шинели и рубахи (гимнастёрки) пришивались клапана (так тогда именовались петлицы) в форме параллелограмма. Длинная сторона 9 см, короткая 3—4 см. Расцветка клапанов такая же, как и суконной звезды на шлеме. Относительно знаков по родам войск было указано (п. 2), что соответствующие распоряжения будут «объявлены дополнительно». Однако до 1922 г. это так и не было сделано: знаки и их ношение на околышах, петлицах и рукавах так и остались до конца Гражданской войны инициативой отдельных частей и командиров Примечательно, что и после введения единого обмундирования РККА 1922 г. многие командиры, особенно из числа бывших военспецов продолжили практику ношения знаков на фуражках.
Автобронечасти и железнодорожные части (в том числе — команды бронепоездов), носили, как правило, звёзды на шлемах и петлицы чёрного цвета.
Цветовые различия и расцветки также соблюдались — особенно на первых порах — достаточно вольно.
В Красной Армии, как и в белых частях, а также ряде национальных армий, была продолжена практика ношения нарукавных знаков за ранение, установленных ещё 9 декабря 1916 г. для военнослужащих РИА (одна нашивка за одно ранение, контузию или отравление газами; у офицеров из галуна приборного металла, у нижних чинов — из красного сукна). Централизованно это также не устанавливалось и не регламентировалось.
Таблицы. Варианты рисунков нарукавных знаков РККА 1919—1921 гг.
А. Неустановленные знаки различия.
| Помкомвзвода | Старшина роты | Комроты | Комбатальона | Комполка | Комбриг | Начдив |
| ------------ | ------------- | ------- | ------------ | -------- | ------- | ------ |
|              |               |         |              |          |         |        |

Б. Кавалерийские эмблемы.
| 1 | 2 | 3 | 4 | 5 | 6 |
| - | - | - | - | - | - |
|   |   |   |   |   |   |

В. Знаки по родам войск и служб.
| Военно-ветеринарная служба | Автомобильные части (комсостав) | Электротехчасти | Автомобильно-пулемётные части | Артиллерия | Авиация |
| -------------------------- | ------------------------------- | --------------- | ----------------------------- | ---------- | ------- |
|                            |                                 |                 |                               |            |         |

Г. Нарукавные знаки команд бронепоездов и частей Продармии.
| 1 | 2 | 3 | 4 | Командиры бронепоездов | Части Продармии |
| - | - | - | - | ---------------------- | --------------- |
|   |   |   |   |                        |                 |

#### Форма образца 1919 года
В апреле 1919 года устанавливаются первые образцы формы одежды Красной Армии. Одновременно изменяются знаки различия по родам войск. Приказом РВСР № 628 от 8 апреля 1919 года вводятся
- рубаха (гимнастёрка). На рубахе петлицы и клапана одинаковой формы и размера. Петлицы изменили свою форму: на рубахе они приняли форму цветных клапанов, с пятиугольным утолщением на конце и заужением по центру. В обиходе эти цветные клапаны сразу назвали «разговоры» или «малиновые разговоры». Предполагалось, что в боевой обстановке цветные «разговоры» будут заменяться защитными, в цвет базового сукна рубахи или кафтана, но более тёмного оттенка, однако трудно сказать, насколько такая практика широко применялась в реальной жизни. По конструкции рубаха не отличалась от аналогичных рубах нижних чинов РИА — за исключением стоячего воротника с петлицами, закрытой планки, а также прорезей для доступа к карманам. Рубахи для красноармейцев и начсостава изготовлялись по единым лекалам и из одинакового материала, что не мешало лицам, имеющим близость к тыловым службам, использовать улучшенные материалы (вплоть до бархата и сафьяна на петлицах). Начсостав часто продолжал использовать вместо рубах офицерские кители РИА, а также френчи различных образцов и расцветок.
- кафтан-шинель, кроившийся по единым лекалам для всех военнослужащих РККА — из сукна защитного цвета, с двумя боковыми и двумя нагрудными продольными карманами, с застёжкой на левый борт (на цветные клапаны), с острыми обшлагами. Клапан был цельный, одним концом пришивался к борту шинели, а второй имел прорезь под пуговицу. Петлицы — ромбовидной формы. Воротник и обшлага изготавливались из шинельного сукна более тёмного оттенка и имели окантовку по роду войск. Пехотные и кавалерийские шинели отличались не длиной, но некоторыми элементами конструкции и широким разрезом на хлястиках сзади.
- шлем-будёновка — существующего образца, но несколько измененного силуэта (более остроконечный). Концы звезды стали располагаться на окружности диаметром 10,5 см, а внутренние углы — на окружности диаметром 3,5 см (курсантам курсов краскомов РККА ещё 16 января 1919 г. в качестве летнего головного убора была установлена «складная шапка» (пилотка) тёмно-зелёного цвета с красными кантами и хлястиком и лакированным подбородным ремешком).

Расцветка петлиц, клапанов, звёзд на шлемах — без изменений.
Характерные цветные клапаны, петлицы и головные уборы «будёновка» сразу же резко выделили регулярные части Красной Армии из многообразной военной толпы партизанско-анархистского толка. Отношение рядового и командного состава той или иной части к соблюдению этой формы одежды являлось точным индикатором высокой боеспособности, дисциплинированности и большевистского характера полка.
Из-за острого дефицита качественной обуви для военнослужащих РККА тем же приказом от 8 мая 1919 года были введены специальные кожаные лапти. Лапоть состоял из подошвы, верха, кроимого из единого куска кожи, и ремней, удерживающих конструкцию на ноге.
Свои собственные формы одежды на основе формы РККА (в том числе и образца 1922 г.) и РИА, но с оригинальными элементами были разработаны для вооруженных сил близких по революционному духу Москве республик, возникших в ходе войны на территории бывшей Российской Империи.
См.: Бухарская Красная Армия, Народно-революционная армия Дальневосточной Республики (НРА ДВР).

##### Нарукавные знаки родов войск

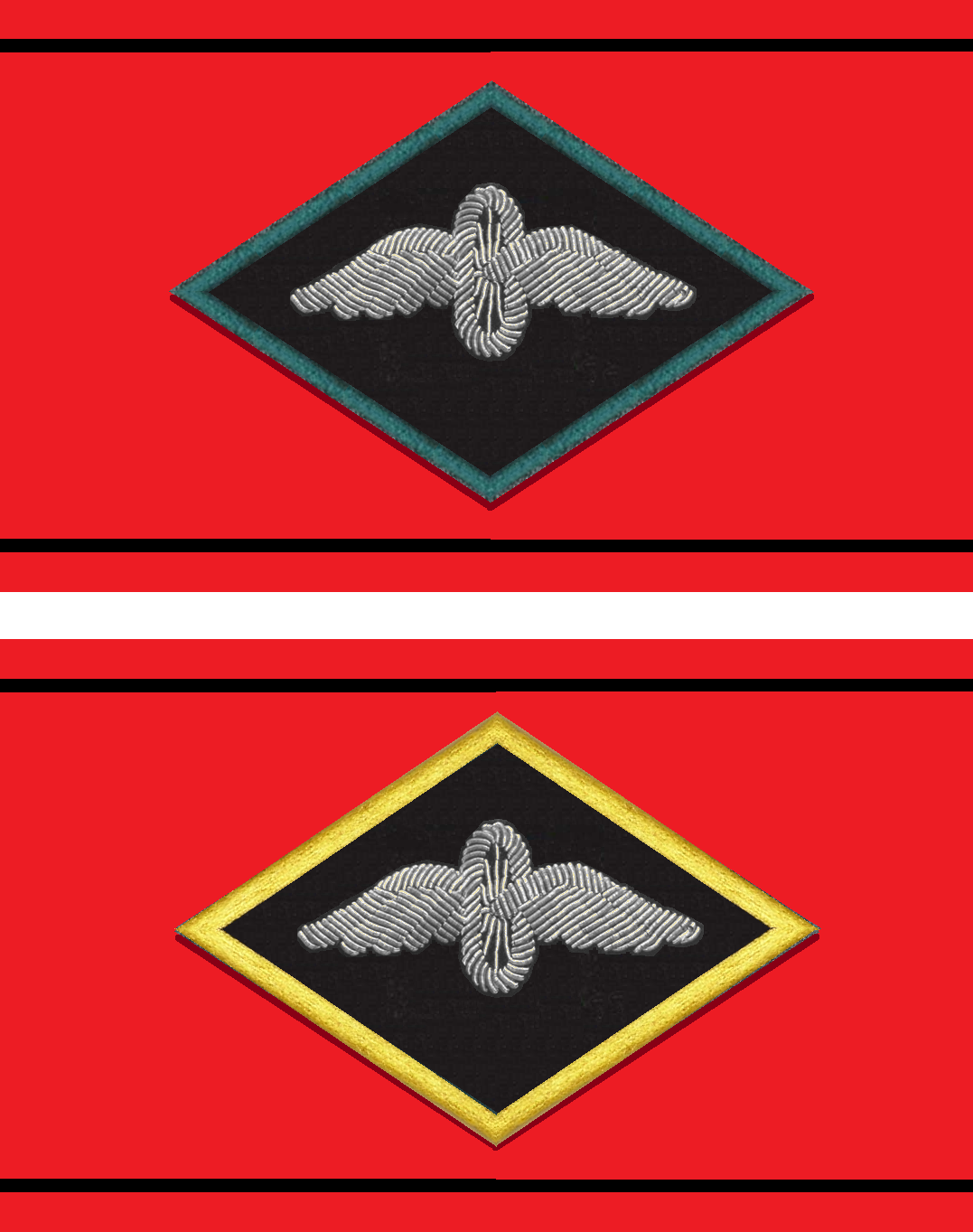
Нарукавные повязки дежурных по станции и военных комендантов (со знаком ВОСО): вверху — комначсостава; внизу — политсостава (1919 г.)

Приказом РВСР № 1406 от 22 августа 1919 года для военнослужащих службы военных сообщений на левый рукав выше локтя были введены особые знаки в виде ромба размеров 11×8 см. Для комендантов ж/д участков, станций, пристаней были введены красные нарукавные повязки с таким же знаком. Жёлтая окантовка знака была установлена для политкомиссаров службы военных сообщений.
В апреле 1920 года вводятся эмблемы родов войск Красной Армии — нарукавные знаки различия родов войск, имевшие общую тему, но отличавшиеся друг от друга цветом, формой и деталями рисунка. Общей темой стало восходящее над земным шаром зелёного цвета жёлтое (золотое) солнце с пятиконечной звездой в центре. Внизу знака крепилась (вышивалась) металлическая эмблема рода войск.
Эти знаки изготавливаются из сукна и вышиваются цветным шёлком, хотя изначально рассматривался вариант аппликации. Знаки размещаются на левом рукаве рубахи, кафтана посередине между плечом и локтем. Централизованного снабжения ими организовано не было. Части и военнослужащие заказывали знаки в частных мастерских. Знаки пехоты вышивались на сукне малинового цвета (ромб), артиллерии — алого цвета («снаряд»), кавалерии — синего цвета («подкова»), авиации и воздухоплавательных частей — голубого цвета (горизонтальный ромб), инженерных войск — чёрного цвета (квадрат).
Военнослужащим полков, награждённых орденом Красного Знамени, разрешалось вместо жёлтого шелка использовать золотую нить. Военнослужащим, раненным в боях или прослужившим в полку более года, при условии участия в боях, вместо жёлтого шелка разрешалось использовать серебряную нить. Однако на практике тип нити определялся не заслугами военнослужащего, а возможностями частных мастеров-изготовителей, наличием у них золотой и серебряной ниток, финансовыми возможностями военнослужащего.
ТаблицаНарукавные знаки РККА образца 1920 г.
| Пехота | Артиллерия | Кавалерия | Инженерно-сапёрные части | Авиация и ВПЧ |
| ------ | ---------- | --------- | ------------------------ | ------------- |
|        |            |           |                          |               |

#### Униформа для военнослужащих Генерального штаба РККА
Небольшой период времени (ориентировочно — с лета 1920 г.) просуществовала специальная униформа для военнослужащих, числящихся по Генеральному штабу (и имеющих соответствующую приставку к именованию должности, аналогично приставке к чину в РИА), а также преподавателей и слушателей АГШ. Эта форма не вводилась централизованно какими-либо приказами РВС (документы в архивах не обнаружены), однако широко использовалась, если судить по кино-фото-документам, в частности, во время парадов на Красной площади.
Форма представляла собой фуражку алого цвета с жёлтыми (золотыми) кантами — по образцу фуражки Лейб-гвардии Гусарского полка; кафтан (вместо шинели) светло-зелёного сукна с чёрным бархатным воротником, тремя нагрудными клапанами черного бархата на трёх пуговицах белого металла и фигурными обшлагами того же материала (все элементы — с красной суконной окантовкой) с тремя малыми пуговицами; рубаху малинового сукна со стоячим воротником и скрытой планкой, петлицы и клапаны — существующего образца, чёрного бархата; Галифе-бриджи красного сукна с жёлтым (золотым) кантом.
В качестве зимнего головного убора использовалась будёновка-шлем с чёрным приборным сукном (бархатом).
Сапоги и снаряжение — существующего образца.
На воротнике и обшлагах кафтана размещались нашивки золотого (серебряного) галуна (сутажа) с шитым петлеобразным узором особого рисунка, указывающего, судя по всему, на уровень службы (батальон, полк (серебряный галун)/ дивизия, корпус, армия, фронт (золотой галун)) и категорию военнослужащего — аналогично квадратам и ромбам на рукавах остального комначсостава. Выше обшлагов нашивалась звезда чёрного бархата с красной суконной окантовкой.
С августа 1921 г. — то есть ликвидации Академии Генерального Штаба РККА как особой организации (формально её преобразовали в Военную Академию РККА, фактически — в Высшие военно-академические курсы при Академии) — данная форма не выдавалась, однако формально сохранялась до января 1922 г., то есть новой реформы обмундирования РККА и отмены наименования «Генерального штаба» для всех лиц комначсотава РККА.

## Первая регламентация советской военной формы: январь 1922 г

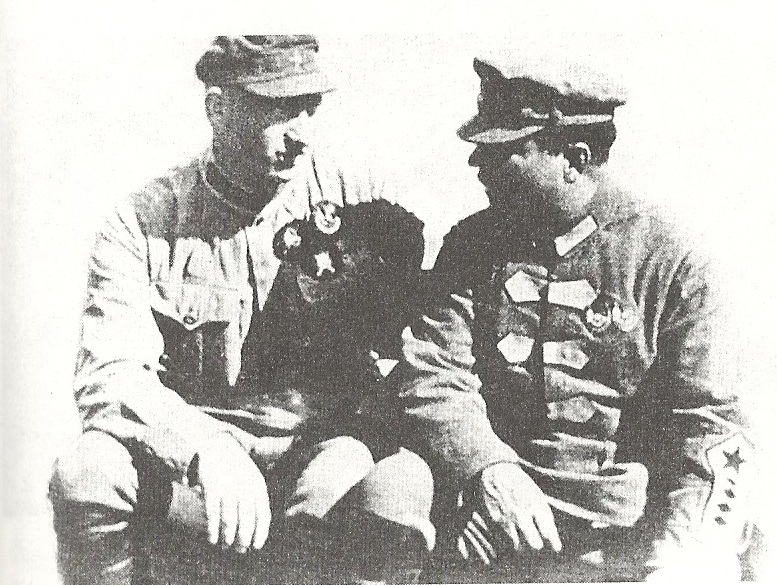
М. Ефремов и К. Ворошилов в форме образца 1922 г. На левом рукаве кителя К. Ворошилова хорошо видны знаки различия — четыре ромба; русский френч английского образца (1916) М. Ефремова — с петлицами, но без цветных клапанов

См. также: Военная форма РККА (1918—1935)
Создание к началу 1922 года системы управления и снабжения Красной Армии, укрепление государственности позволили Реввоенсовету уже в январе издать приказ о переходе на строго регламентированную форму одежды и запретить ношение в армии неуставных образцов обмундирования. С 31 января 1922 г. все элементы старой униформы отменялись (кроме лаптей, которые просуществуют ещё некоторое время) и заменяются новыми. Комбинированное ношение старых и новых элементов униформы (ранее широко распространённое из-за разной степени и скорости изнашиваемости разных предметов обмундирования) также теперь не допускалось ни под каким предлогом.
Запрещалось ношение формы и её отдельных элементов (знаков отличия и различия) лицами, уволенными в запас или не состоящими в кадрах РККА.
Приказом РВСР № 1307 от 29 мая 1922 упраздняется «Революционный нагрудный знак», ведённый в 1918 году.
Без изменений были оставлены существующие нарукавные знаки (в артиллерии основной цвет был заменен на чёрный) по родам войск, более того, данная система получила дальнейшее упорядочение и развитие с введением новых образцов соответствующих знаков (знак бронечастей, имеющий в основе чёрный круг, и знак Ревтрибуналов, изображающий голубой щит с золотым солнцем с расходящимися лучами в центре).
Все знаки условно вписывались в прямоугольник 9×12 см и носились, как и прежде, на левом рукаве посередине между локтем и плечом.

#### Новые знаки различия
С введением новой формы одежды прежде всего происходит изменение внешнего знаков различия военнослужащих по должностям. Приказом РВСР № 322 от 31 января 1922 года эти знаки переносятся на специальные нарукавные клапаны, которые изготавливались из сукна и изначально пришивались на оба рукава всех видов одежды. Однако практически сразу ношение данного клапана было оставлено только для левого рукава. Знаки различия по должностям крепились по вертикали на клапане в виде все тех же треугольников, квадратов и ромбов. Общая логика системы знаков в целом осталась без изменений.
Цвет клапана определялся родом войск: пехота — малиновый, артиллерия — красный, инженерные войска — чёрный, кавалерия — синий, авиа- и воздушный флот — голубой, бронечасти — красный. В верхней части клапана помещалась красная звезда. Клапан изначально окантовывался кантом красного цвета для всех родов войск; точно такую же окантовку изначально в проекте получили петлицы всех военнослужащих РККА без различия должностного положения, однако затем окантовка петлиц и клапанов стала более пёстрой — по роду и виду войск.
Усложнилась цветовая гамма. Знаки различия изготавливались из сукна красного цвета для командного состава и синего цвета для военнослужащих технического и административно-хозяйственного состава. Военнослужащие Генерального Штаба имели знаки металлические серебристого цвета или серебристого шитья.
Таблица: Знаки различия по должностям.
| Знаки различия | Должности |
| -------------- | --- |
|                | Красноармеец |
|                | Командир отделения и ему равные |
|                | Помощник командира взвода и ему равные |
|                | Старшина роты, батареи, батальона, дивизиона и ему равные |
|                | Командир взвода и ему равные |
|                | Помощник командира роты, командир роты и им равные |
|                | Помощник командира отдельной роты, командир отдельной роты, командир батальона и им равные (здесь — административно-хозяйственный состав)                                   |
|                | Помощник командира отдельного батальона, командир отдельного батальона, помощник командира полка, командир полка и им равные (здесь — административно-хозяйственный состав) |
|                | Командир бригады и им равные (здесь — военнослужащий Генерального штаба) |
|                | Командир отдельной бригады, начальник дивизии и им равные (здесь — военнослужащий Генерального штаба)                                                                       |
|                | Командир корпуса, помощник командующего армией, командующий армией и им равные                                                                                              |
|                | Командующий отдельной армией, командующий фронтом и им равные |
|                | Главнокомандующий |

У главнокомандующего звезда на клапане большего размера и обшита золотым шитьём по краю, а треугольник размера 3,5 см.

#### Войсковые расцветки и эмблемы родов войск, шифровки

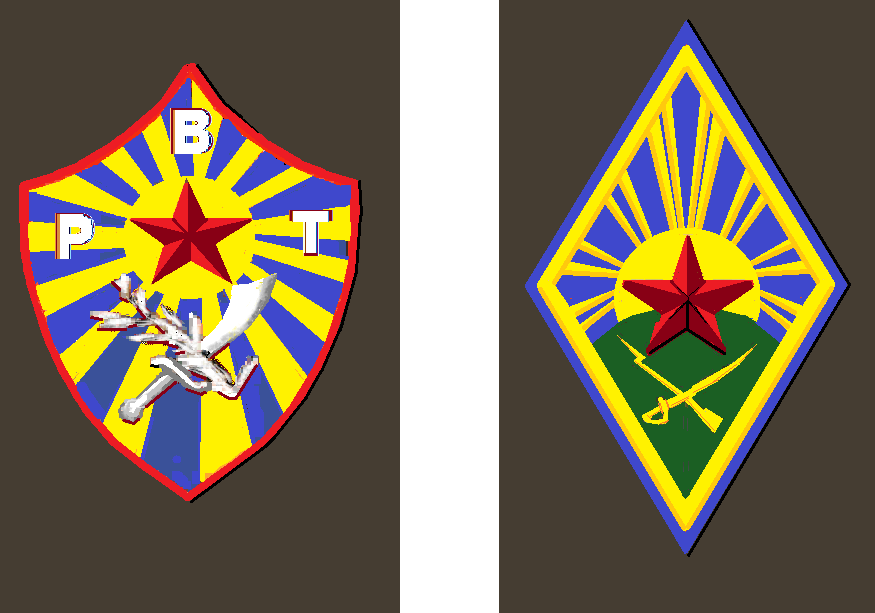
Нарукавные знаки членов Революционных военных трибуналов и военнослужащих Конвойной стражи Республики (КСР) (1922 г.)

Этим же приказом (№ 322 от 31 января 1922 года) изменяется форма петлиц на рубахи (параллелограмм), устанавливаются цветные канты на петлицы, а также петличные эмблемы родов войск — из латуни или наносящиеся краской по трафарету. Эмблемы были жёлтые (золотистые) или белые (серебристые). Эмблемы отличались большим разнообразием — общее их количество достигало сорока (из них у артиллерии — 4 вида эмблем, у инженерных войск — 12; у ВОСО — 2; у частей связи — 5; у военно-учебных заведений — 3; у бронечастей — 7; у воздушного флота — 2).
На рукава устанавливаются знаки родов войск существующего образца с дополнениями (у артиллерии оранжевый цвет суконной подложки заменяется на чёрный; устанавливаются новые эмблемы для отдельных видов инженерных войск, КСР, Ревтрибуналов, бронечастей). По-прежнему красноармейцы, получившие ранение в боях, имеют право заменять шёлк шитья на серебряную нить. Для образцовых частей устанавливается на знак красная подложка по форме знака с вышитой золотой канителью надписью «ОБРАЗЦОВЫЙ». Система нарукавных знаков в дальнейшем дополнялась.
На петлицы по трафарету жёлтой краской (на практике — часто шёлковой нитью, золочёной/серебряной канителью или из металла) должны были наноситься номера и названия частей (так называемая шифровка). Для этого была разработана целая система правил обозначения частей. Был определён набор шрифтов для шифровок, различавшихся в разных частях и подразделениях, поскольку литеры изготовлялись кустарным способом. В целом система шифровок оказалась громоздкой, трудно запоминаемой и в общем бесполезной, поскольку не несла никакой функциональной нагрузки, кроме парадности внешнего вида красноармейца или командира.
Шифровки строились по следующим правилам.
- В штабах военных округов: начальная буква названия округа
  - «М» — Московский;
  - «П» — Петроградский;
  - «Пр. У» — Приуральский;
  - «Пр. В» — Приволжский;
  - «О» — Орловский;
  - «Х» — Харьковский;
  - «К» — Киевский;
  - «СК» — Северо-Кавказский;
  - «Зап.» — Западный;
  - «Сиб.» — Сибирский;
  - «Турк.» — Туркестанский.
- В управлениях армий и корпусов: номер армии или корпуса римскими цифрами с добавлением литер «А» или «К» соответственно.
- В стрелковых и кавалерийских дивизиях: номер дивизии римскими цифрами.
- У постоянного состава дивизионных школ: номер дивизии и литера «ш».
- В стрелковых и кавалерийских бригадах: номер бригады арабскими цифрами и литера «Б».
- В стрелковых и кавалерийских полках: номер полка арабскими цифрами.
- В артиллерийских частях стрелковых дивизий:
  - В управлении артбригад: номер арабскими цифрами и литеры «ЛБ» (легкие); «ТБ» (тяжелые); «ГБ» (гаубичные);
  - В управлении зенитных дивизионов: номер арабскими цифрами и литеры «ЗД»;
  - В управлении артиллерийских дивизионов: номер дивизии римскими цифрами, номер арабскими цифрами и литеры «ЛД», «ТД», «ГД».
- В артиллерийских частях кавалерийских дивизий:
  - В управлении артиллерийского дивизиона: номер дивизии римскими цифрами и литеры «КД»;
  - В управлении гаубичных батарей: номер арабскими цифрами и литеры «КГ» (конная) или «ЛГ» (лёгкая).
- Артиллерийские группы и отдельные инженерные части (единая нумерация): номер римскими цифрами.
- Железнодорожные войска (единая нумерация): номер арабскими цифрами.
- Конвойная стража — литеры «КСР».
- Войска ЧОН Республики:
  - Управление — литеры «ЧОН»;
  - Воинские части и подразделения: номер части, литеры «п» (полк), «б» (батальон), «р» (рота) и литеры «ОН»; с 14 ноября 1922 г. все части переименованы в батальоны с единой нумерацией (1—899).

Соответствующие шифровки были введены и для остальных частей и подразделений — инженерных войск, автобронечастей, авиационных и воздухоплавательных частей, частей связи, военных топографов, военно-медицинского, ветеринарного и административно-хозяйственного состава, а также военных учебных заведений.
Эти правила часто нарушались и трактовались весьма вольно. Более того — реорганизация РККА в 1922—1924 гг. никак не отразилось на системе шифровок, что подвигало командиров соединений на собственную инициативу в этом вопросе.

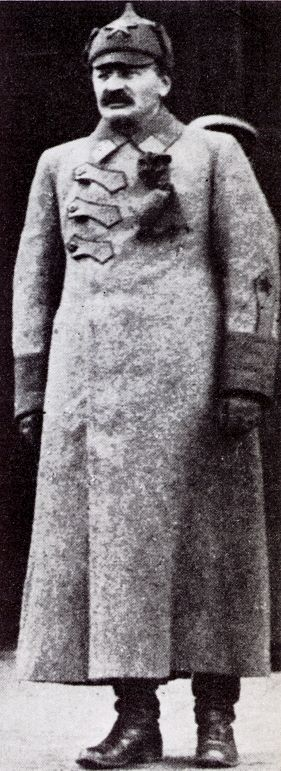
Председатель РВС и НКВиМД РСФСР Л. Д. Троцкий в общевойсковой (пехотной) форме образца 1922. На нарукавном клапане нет знаков различия — как и положено высшему руководству «вне категорий»

Расцветка петлиц, кантов и знаков по родам войск.
| Род войск, управление, штаб                                            | Петлицы              | Петлицы        | Кант шаровар   | Эмблемы и шифровки |
| Род войск, управление, штаб                                            | Поле                 | Кант           | Кант шаровар   | Эмблемы и шифровки |
| ---------------------------------------------------------------------- | -------------------- | -------------- | -------------- | ------------------ |
| Пехота                                                                 | малиновый            | чёрный         | малиновый      | жёлтый             |
| Кавалерия                                                              | синий                | чёрный         | красный        | жёлтый             |
| Артиллерия                                                             | чёрный               | красный        | красный        | жёлтый             |
| Инженерные войска                                                      | чёрный               | красный        | красный        | белый              |
| Авиационные и воздухоплавательные части                                | голубой              | чёрный         | голубой        | жёлтый             |
| Войска связи                                                           | чёрный               | жёлтый         | жёлтый         | белый              |
| Железнодорожные войска                                                 | чёрный               | светло-зелёный | светло-зелёный | белый              |
| Бронесилы                                                              | красный              | чёрный         | красный        | жёлтый             |
| Этапно-транспортные части                                              | чёрный               | светло-зелёный | красный        | белый              |
| Конвойная стража                                                       | синий                | красный        | красный        | жёлтый             |
| Общеармейские (военкоматы, местные части войск) управления, учреждения | чёрный               | малиновый      | красный        | жёлтый             |
| Реввоенсоветы                                                          | бирюзовый            | красный        | бирюзовый      | белый              |
| Штабы                                                                  | красный              | белый          | красный        | белый              |
| Главвоздухфлот                                                         | голубой бархат       | чёрный         | голубой        | жёлтый             |
| Управление главного начальника снабжения                               | тёмно-зелёный бархат | белый          | красный        | белый              |
| Главное военно-инженерное управление                                   | чёрный бархат        | красный        | красный        | белый              |
| Управление связи                                                       | чёрный бархат        | жёлтый         | жёлтый         | белый              |
| Управление бронесил                                                    | красный бархат       | чёрный         | красный        | жёлтый             |
| Главхозуправление                                                      | тёмно-зелёный        | красный        | тёмно-зеленый  | белый              |
| Главсануправление                                                      | тёмно-синий          | красный        | тёмно-синий    | жёлтый             |
| Главветуправление                                                      | чёрный               | синий          | синий          | белый              |
| Управление военных сообщений                                           | чёрный бархат        | светло-синий   | светло-синий   | белый              |
| Всевобуч                                                               | красный              | синий          | синий          | белый              |
| Главное финансовое управление                                          | тёмно-зелёный        | синий          | тёмно-зелёный  | белый              |
| Главное управление военно-учебных заведений                            | красный              | синий          | красный        | жёлтый             |
| Генеральный штаб                                                       | чёрный бархат        | красный        | красный        | белый              |
| Управление конвойной стражи                                            | синий                | красный        | синий          | жёлтый             |

Аналогичную расцветку получили нагрудные клапаны на рубахи и шинели.
Приказом РВСР № 61 от 4 января 1923 года для военнослужащих Корпуса военных топографов клапан был определён чёрного бархата со светло-синим кантом.
12 сентября 1923 г. приказом РВСР № 2058 для комендантских управлений городов были установлены те же отличия, что и для штабов (Пр. РВСР № 322 от 31 января 1922 г.): петлицы, клапаны, звёзды на шлемах и окантовка шаровар — красные, окантовка петлиц и клапанов — белая, металлический прибор — серебряный.
Очевидно, расцветка войск и служб отличалась определённой сложностью и запутанной внутренней логикой. Не менее сложной оказалась система шифровок и эмблематика. Каждая эмблема предназначалась для нескольких типов частей одного и того же рода войск. Всего же таблица эмблем насчитывала более 40 наименований. При этом, забегая вперед, следует заметить, что буквально следом за введением этой системы пошли её изменения, иногда достаточно существенные, ряд которых только усложнял систему. Приказом РВСР № 1379 от 29 мая 1922 года батальону охраны Реввоенсовета республики были присвоены в дополнение к эмблеме металлические литеры особого начертания на петлицы — «Б.РВСР.». В этот же день всего лишь через четыре месяца после введения (!) приказом РВСР № 1312 отменяются все особые эмблемы бронечастей и вводится одна, единая для всех бронесил.
Таблица: Нарукавные знаки РККА 1922—1924 гг. (примеры)
А.
| Железнодорожные войска | Инженерные войска | Инженерные войска  | Инженерные войска             | Инженерные войска  | Военно- ветеринарное ведомство | Военно- санитарное ведомство |
| Железнодорожные войска | Общий знак        | Автомобильные роты | Телеграфисты и электротехники | Прожекторные части | Военно- ветеринарное ведомство | Военно- санитарное ведомство |
| ---------------------- | ----------------- | ------------------ | ----------------------------- | ------------------ | ------------------------------ | ---------------------------- |
| нарукавный знак 1922   |                   |                    |                               |                    |                                |                              |

Б.
| Бронесилы | Автобронечасти       | Военно-топографическая служба | Военно-топографическая служба | Артиллерия           | Артиллерия                         | Службы снабжения и тыла |
| Бронесилы | Автобронечасти       | Вариант 1                     | Вариант 2                     | Общий знак           | Знак для получивших ранение в боях | Службы снабжения и тыла |
| --------- | -------------------- | ----------------------------- | ----------------------------- | -------------------- | ---------------------------------- | ----------------------- |
|           | нарукавный знак 1922 | нарукавный знак 1922          | нарукавный знак топографов    | нарукавный знак 1922 | нарукавный знак 1922               | нарукавный знак 1922    |

Примечание: Знаки пехоты, авиации и воздухоплавательных частей, кавалерии — образца 1920 г. без изменений. Показан защитный цвет летнего полевого обмундирования, базовый цвет — серый.

#### Изменения в форме одежды

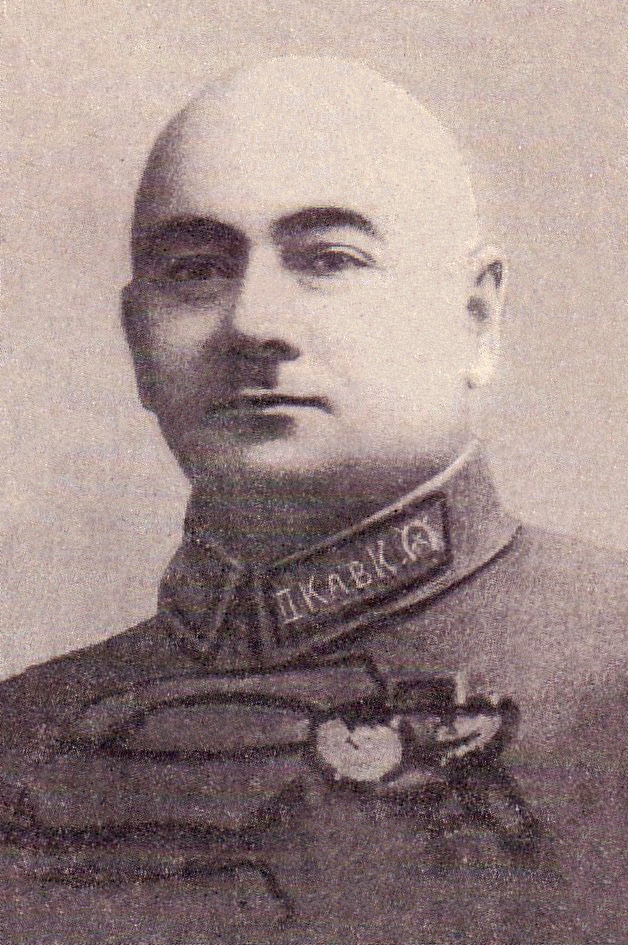
Командующий 2-м кавалерийским корпусом Г. И. Котовский в форме образца 1922 г. На петлицах хорошо различимы шифровки и кавалерийская эмблема. 1922—1923 гг.

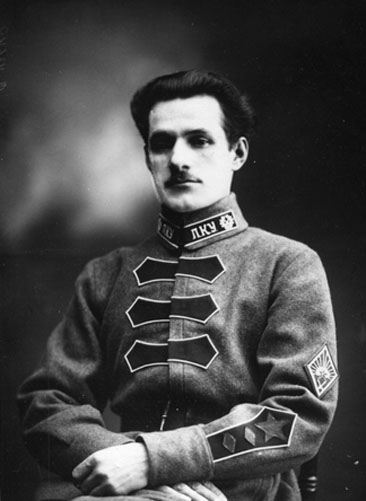
Начальник Петроградского комендантского управления РККА Фёдоров В. Ф. 1922

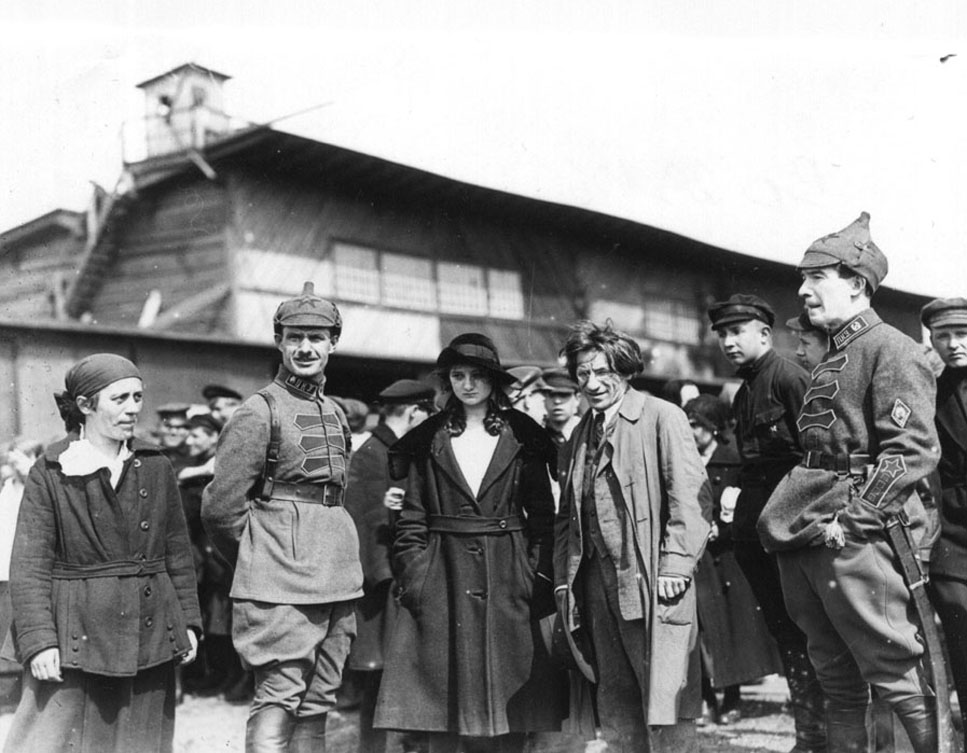
Комначсостав Петроградского комендантского управления РККА, 1922. Обратите внимание на неуставные знаки различия командира справа (предп. Б. Г. Козлов)

Обмундирование всех военнослужащих РККА делилось только на зимнее и летнее и состояло из шинели, гимнастёрки (рубахи), брюк-бриджей (галифе), сапог или ботинок с обмотками, суконного шлема, снаряжения. Существенно изменился покрой обмундирования, хотя основные элементы его — суконные клапаны на груди, шлем и т. д. — внешне почти не изменились.
- Шинель изготавливалась из серого шинельного сукна с двумя нагрудными и двумя прорезными боковыми карманами, на внутренних крючках и внешних цветных клапанах, с отложным воротником с петлицами и обшлагами. Воротник и обшлага изготавливались из сукна тёмно-серого цвета (из того же сукна в случае дефицита цветного сукна или экономии материалов могли выкраиваться как нагрудные, так и нарукавные клапаны с соответствующей окантовкой). Спинка стягивалась хлястиком на двух пуговицах.
  - Шинель кавалерии и конной артиллерии отличалась от общевойсковой традиционным разрезом на 14 см ниже талии. Такой же разрез на шинели полагался тем красноармейцам и командирам, которые действовали в боевой обстановке в конном строю, а также тем, кому полагалась лошадь.
- Рубаха шилась из сукна серого цвета (летняя — из крашеной х/б ткани) со стояче-отложным воротником с петлицами, скрытой планкой, нагрудными цветными (или — в цвет базового сукна) клапанами, прорезными боковыми карманами. Начсоставская гимнастёрка имела потайной внутренний карман.
- Галифе (брюки-бриджи) изготавливались единым кроем из тёмно-серого сукна (у кавалерии и конной артиллерии — с кожаными леями, но допускалось и их отсутствие), для начсостава — с кантами по роду войск.
- Головной убор будёновка-шлем, не изменившись конструктивно, получил более низкий силуэт.
  - Летний вариант шлема изготавливался из лёгкой палаточной х/б ткани и не имел раскладывающегося назатыльника; вместо назатыльника сзади к летнему шлему пристрачивался второй, прочно-прошитый, как и первый, козырёк. Спереди на двух обтянутых защитной тканью пуговицах крепился подбородный тканевый ремешок. Помимо летнего шлема на период весна-осень никаких других головных уборов не полагалось, однако кино-фотодокументы говорят о том, что красноармейцы и, прежде всего, начсостав, при форме вне строя и в рабочей обстановке носили фуражки защитного цвета т. н. «старого образца» (кавалерии и конной артиллерии с лакированным подбородным ремешком), изготовляемые, как правило, за свой счёт.

#### Дальнейшие нововведения
Далее система расцветок и знаков отличия продолжила своё усложнение. Это прождало целый ряд проблем, поскольку основу РККА начала 1920-х гг. составляли крестьяне, часто не очень грамотные, с трудом запоминающие многообразие расцветок и эмблем. И если в РИА подобное разнообразие полковых униформ и расцветок ещё могло объясняться «классовой чуждостью» самой армейской системы царизма угнетённому пролетариату и крестьянству, то в РККА такой аргумент никак не проходил. Определённые сложности это создавало и интендантам, озабоченным тщательным подбором сукон для петлиц, нарукавных знаков и выпушек.
13 апреля 1922 г. (Пр.№ 953) на красноармейской звезде плуг и молот заменены традиционным серпом и молотом. В мае того же года отменено ношение Красной звезды — нагрудного знака. 11 июня (Пр.№ 1691) уточнено описание звезды-кокарды на головные уборы (звезда стала более «стройной» и получила золотистый ободок).
17 сентября 1922 года (приказ РВСР № 2162) для отличившихся в боях частей, показавших высокую дисциплину и организованность, вводится отличие — под нарукавные знаки по родам войск подкладывается клапан красного цвета, который должен выступать на полтора сантиметра со всех сторон знака. По верхнему краю этого клапана жёлтой краской и вышивкой делается надпись «Образцовый».
18 сентября 1922 (Пр.№ 2167) для военных комендантов железнодорожных станций и пристаней установлен головной убор красного цвета.
28 сентября 1922 года приказом РВСР № 2264 нарукавная нашивка диаметром 6,5 см по роду войск вводится для военно-санитарного ведомства.
Приказом РВСР № 2759 от 13 декабря 1922 года для вновь созданного московского артиллерийского звукометрического отдела РККА вводится собственная петличная эмблема.
Приказом РВСР № 174 от 20 января 1923 года для Корпуса военных топографов также вводится нарукавный знак по роду войск, который представлял собой суконный чёрный неравносторонний шестиугольник, на котором вверху располагался вышитый жёлтым шёлком круг солнца с лучами. Ниже красная звезда, а ещё ниже земной шар в виде зелёного полукруга. Поверх всего металлическое изображение угломерного инструмента кипрегеля.
Если введение новых эмблем с января 1923 года было приостановлено, то непрерывное уточнение цветов петлиц, шифровок, расцветок кантов обмундирования, пуговиц буквально для каждой части продолжалось на протяжении всего 1923 и первой половины 1924 годов. Достаточно сказать, что в 1923 году было издано четырнадцать приказов РВСР относительно изменений форм одежды.

#### Критика формы одежды
Уже в 1923 году начинают появляться резко-критические оценки униформы, как среди красноармейцев и командиров, так и среди высшего руководства (например, начальника УБП РККА В. К. Путны). Критике подвергается неудачный покрой и конструкция некоторых элементов обмундирования (летнего шлема, гимнастерки-рубахи), так и общий архаический «народно-крестьянский» стиль.
Система различения родов войск и частей с помощью расцветок петлиц, кантов, эмблем, шифровок буквально за год стала столь громоздка и сложна, что утратила своё прямое предназначение.
Немалую роль играла стоимость качественного цветного сукна. При этом наличие нагрудных клапанов на гимнастерке и шинели затрудняло их стирку, в том числе, в полевых условиях.
Все вышеприведенное делало изменение формы одежды РККА вопросом самого ближайшего времени.

## 1924—1935 гг
Новое военное руководство (М. Фрунзе, К. Ворошилов) в рамках реорганизации РККА в условиях мирного времени и перевода её на кадрово-территориальный принцип комплектования решило радикально преобразовать и военную форму одежды РККА.
Существующая форма образца 1922 года несла на себе существенный отпечаток Гражданской войны, вызывала много проблем и вопросов в производстве и эксплуатации (в том числе — и в финансово-экономическом плане, поскольку требовала большого количества качественного сукна различных расцветок) и не решала ряд важных функциональных задач. Так множество расцветок петлиц, кантов, знаков, а также петличных эмблем и шифровок не только не позволяло однозначно определить часть, специальность и род войск красноармейца или командира, но скорее запутывало в этом вопросе, делая украшательство формы самоцелью, а не функцией.
С другой стороны, выделение военнослужащего РККА яркими нагрудными клапанами явно демаскировало его в бою, а размещение должностных характеристик на рукаве — не позволяло быстро и однозначно определить старшинство воинского начальника. Наконец, шлем, носившийся и в жару, и в холод, явно требовал альтернативы.
Основными идеями реформы обмундирования 1924 года стали — а) умеренность, простота, бережливость; б) качество, экономичность, практичность; в) визуальная дифференциация командиров и подчинённых.
Впоследствии каждая новая реформа обмундирования РККА, КА и СА будет демонстрировать подобную дилемму между качеством, удобством, экономией и «украшательством», в том числе и избыточным.
См. также: Военная форма РККА (1918—1935)

### Новые знаки различия. Изменения войсковых расцветок
Приказом РВС СССР № 807 от 20 июня 1924 года вводятся новые петлицы, знаки различия по служебным категориям и эмблемы («знаки») по специальностям военнослужащих, подразделений и частей. Сразу же последовали уточнения приказами РВС СССР № 850 от 26 июня 1924 года, РВС СССР № 862 от 27 июня 1924 года. Этими приказами было установлено, что на рубахе (постепенно в обиход входит более привычное нам название «гимнастёрка» (гимнастическая рубаха)), френче на воротник пришиваются петлицы из цветного сукна прямоугольной формы с цветной окантовкой по роду войск . На шинель полагаются петлицы ромбовидной формы с окантовкой по верхнему краю.

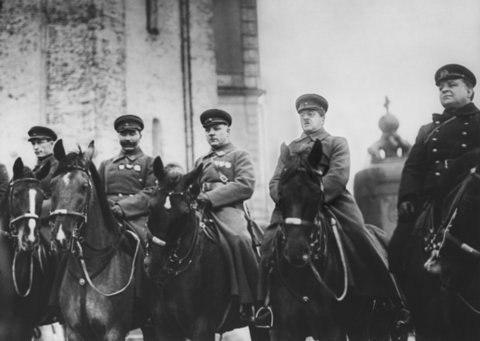
Перед парадом на Красной площади 1 мая 1929 года (справо налево): Р. А. Муклевич, И. С. Уншлихт, К. Е. Ворошилов, С. М. Будённый. Нарком обороны К. Ворошилов не носит ромбов в петлицах. Обратите внимание на ношение наград на шинелях

Цвета петлиц и окантовки были установлены следующие (20 июня 1924 г., приказ РВС СССР № 807):
- пехота — малиновый, чёрный;
- кавалерия — синий, чёрный;
- авиация — синий, красный (с 6 ноября 1925 (приказ РВС СССР № 1097) голубой, чёрный);
- артиллерия — чёрный, красный;
- технические войска — чёрный, синий;
- административно-хозяйственные службы, медицинская и ветеринарная службы — тёмно-зелёный, красный.

В ряде случаев на петлицах крепились эмблемы специальности (военнослужащего, либо подразделения или части). Общее количество таких эмблем резко сократилось по сравнению с 1922 г.: основные рода войск и служб (пехота, кавалерия, артиллерия, АХС, ВВС) различались только цветом петлиц и кантов и специальных эмблем вообще не имели; эмблемы же полагались лишь для отдельных специальностей в составе технических войск (инженеры, связисты, автомобилисты), а также для военных медиков (красный эмалевый крест). Позднее ситуация начала меняться — так уже в августе (приказом РВС СССР № 1058 от 19 августа 1924 года) была установлена новая эмблема для военных медиков — чаша со змеей — а в 1925 г. и для ВВС, в 1926 г. — для военных химиков и бронесил (мотомехвойск). Нередки были случаи неуставного ношения на петлицах формально отмененных эмблем обр. 1922 г. (этим, как правило, грешили в пехоте, кавалерии и артиллерии, лишенных, как указывалось выше, собственных эмблем нового образца).
Для войск путей сообщения чуть позже (приказ РВС СССР № 1269 от 4 октября 1924) установлены чёрная расцветка петлиц и светло-зелёная — окантовок петлиц.
Для военно-химических частей и учреждений (приказ РВС СССР № 721 от 2 декабря 1926) установлена чёрная расцветка петлиц и окантовок петлиц.
Изготовление знаков возлагалось на сами части, подразделения, военнослужащих. Централизованного изготовления и снабжения знаками войск организовано не было. Знаки изготавливались самодельные или в частных мастерских из меди, латуни, жести. Можно было встретить знаки, нанесённые жёлтой краской по трафарету. Однако наличие значительного числа частных мелких ремесленников и мастерских позволяло военнослужащим иметь на петлицах весьма высококачественные эмблемы, в том числе даже и позолоченные.
Цвет петлиц и окантовки определялся тем, к какому роду войск относится данная часть (полк), а эмблема определялась специальностью военнослужащих данного подразделения.
Тем же Приказом РВС СССР № 807 от 20 июня 1924 года все военнослужащие (кроме рядовых красноармейцев и краснофлотцев) по своему служебному положению разделялись на четыре группы:
- младший командный и начальствующий состав;
- средний командный и начальствующий состав;
- старший командный и начальствующий состав;
- высший командный и начальствующий состав.

Внутри каждой группы военнослужащие делились на категории. Рядовые красноармейцы стояли вне категорий. В младшем командном и начальствующем составе находились категории К-1 и К-2. В среднем командном и начальствующем составе находились категории К-3, К-4, К-5, К-6. В старшем командном и начальствующем составе находились категории К-7, К-8, К-9. В высшем командном и начальствующем составе находились категории К-10, К-11, К-12, К-13, К-14.
На петлицах крепились знаки различия по категориям — металлические, крытые красной эмалью. Петличные знаки различия в Рабоче-Крестьянской Красной Армии стали использоваться с 1924 года и просуществовали практически без изменений до 1943 года. За 19 лет использования петличных знаков различий изменения вносились небольшие: менялся внешний вид эмблем родов войск и служб, претерпевала изменения расцветка кантов и петлиц, количество знаков в петлицах и технология производства знаков.
Знаками различия младшего командного и начальствующего состава являлись треугольники; среднего — квадраты; старшего — прямоугольники (введены приказом РВС СССР № 328 от 27 марта 1925 года); высшего — ромбы. Все они выполнялись из красной меди и были покрыты красной эмалью.
Приказом РВС СССР № 1244 от 2 октября 1924 года была определена таблица основных строевых должностей и знаков различия, уточнённая и дополненная в 1925 году:
а) младший командный и начальствующий состав:
| Знаки различия | Категория | Должности                                                                                     |
| -------------- | --------- | --------------------------------------------------------------------------------------------- |
|                | К-1       | Командир звена (подразделение меньше отделения) и ему равные                                  |
|                | К-1       | Командир отделения, расчёта, легкого танка, бронеавтомобиля и им равные                       |
|                | К-2       | Помощник командира взвода, младший командир взвода и им равные                                |
|                | К-2       | Старшина роты, батареи; старшина батальона, дивизиона; заместитель политрука роты и им равные |

б) средний командный и начальствующий состав (категории — по 1925 году):
| Знаки различия | 1924                                                 | 1925      | 1925                                                                                      |
| Знаки различия | Должности                                            | Категория | Должности                                                                                 |
| -------------- | ---------------------------------------------------- | --------- | ----------------------------------------------------------------------------------------- |
|                | Командир взвода и ему равные                         | К-3       | Командир взвода и ему равные                                                              |
|                | Командир роты, политрук роты и им равные             | К-4       | Помощник командира роты, ему равные                                                       |
|                | Командир батальона, батальонный комиссар и им равные | К-5       | Командир роты, политрук роты и им равные                                                  |
|                | Командир полка, комиссар полка и им равные           | К-6       | Командир отдельной роты, командир танковой роты, помощник командира батальона и им равные |

в) старший командный и начальствующий состав (с 1925 года):
| Знаки различия | Категория | Должности                                            |
| -------------- | --------- | ---------------------------------------------------- |
|                | К-7       | Командир батальона, батальонный комиссар и им равные |
|                | К-8       | Помощник командира полка и ему равные                |
|                | К-9       | Командир полка, комиссар полка и им равные           |

г) высший командный и начальствующий состав:
| Знаки различия | Категория | Должности                                                                            |
| -------------- | --------- | ------------------------------------------------------------------------------------ |
|                | К-10      | Командир отдельной бригады, комиссар бригады, помощник командира дивизии и им равные |
|                | К-11      | Командир дивизии, комиссар дивизии, помощник командира корпуса и им равные           |
|                | К-12      | Командир корпуса, комиссар корпуса и им равные                                       |
|                | К-13      | Помощник командующего армией, фронта, округа и им равные                             |
|                | К-14      | Командующий армией, округом, фронтом; комиссар армии, округа, фронта и им равные     |

Председатель Реввоенсовета СССР, нарком обороны, а также некоторые другие высшие руководители армии стояли вне категорий и знаков различия на петлицах не носили.
19 августа 1924 г. для военно-медицинской и ветеринарной служб установлена эмблема в виде традиционной чаши со змеёй. В октябре для железнодорожных частей установлены чёрные бархатные петлицы с зелёным кантом, в декабре военным комендантам железнодорожных станций и пристаней введена фуражка с красной тульёй взамен «головного убора» 1922 года.

### Форма одежды и её элементы

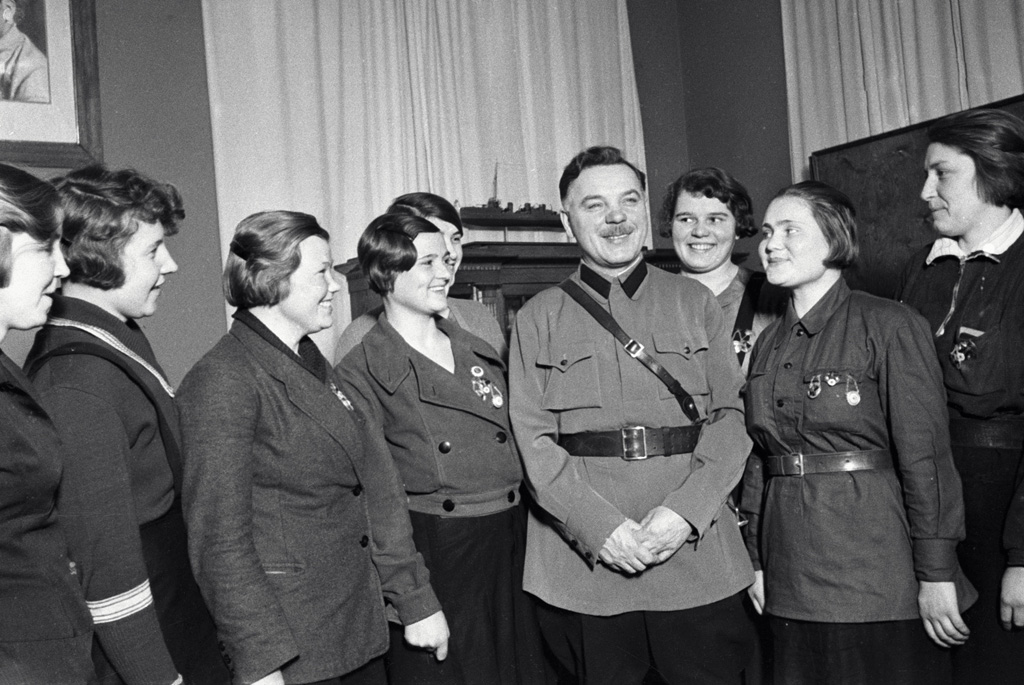
Нарком обороны СССР К. Е. Ворошилов встречается с комсомолками, награждёнными почётным знаком «Ворошиловский стрелок». 1935 год. Нарком в гимнастёрке образца 1929 г. с подворотничком, снаряжении М32, на гимнастёрке — синие петлицы (кавалерия) — но без знаков различия

Вслед за системой знаков различия изменилась и форма одежды. Сохранилось деление формы на зимнюю и летнюю, а также основные её предметы — рубаха, шинель, Галифе-бриджи, сапоги (ботинки с обмотками), зимний шлем, снаряжение.
13 мая 1924 г. все военнослужащие вместо неудобного и непрактичного летнего шлема получили традиционную фуражку защитного цвета без кантов, с красной звездой с защитным козырьком и ремешком, неформально использовавшуюся и с формой 1922 г. Летний шлем в РККА отменялся.
Зимний шлем образца 1922 года поначалу остался без изменений и только непосредственно перед зимним сезоном 1925—1926 годов претерпел некоторые модификации конструкции. В июле 1925 года в целях экономии было принято решение строить колпак не из 4-х клиньев, а из шести, а также перестать покрывать цветным приборным сукном наружные пуговицы, в чем отпала необходимость, благодаря использованию металлических форменных пуговиц малого размера. Также был отменен стяжной шнур — узкая тесемка, имевшаяся на подкладке и позволявшая изменять объем шлема по голове. При этом в дополнение к двум имеющимся был введен дополнительный промежуточный размер шлема. В 1926 году шлем образца 1922 года вновь подвергся переработке в связи с работой специальной комиссии ВХУ, установившей жесткие нормы отпуска материалов на все виды вещевого имущества. В сентябре, после введения названной комиссией шинельных обшлагов и воротника одного цвета с шинелью приемлемым цветом для зимнего шлема был сочтен обыкновенный защитный цвет мундирного сукна. 2 августа 1926 г., приказом РВС СССР была отменена суконная звезда на зимнем шлеме, благодаря чему, единственным отличием шлема остался металлический красноармейский значок. Через несколько месяцев ношение суконных звезд было восстановлено. 3 сентября 1927 года приказом РВС СССР № 474 введен с 1 октября для военнослужащих сухопутных и воздушных сил РККА новый зимний шлем. Шлемы образца 1922 года разрешалось носить до конца зимнего сезона 1928/1929 г.г.
Зимний шлем строится из полугрубого сукна темно-серого цвета и состоит из колпака на подкладке, козырька и откидного назатыльника, застегивающегося на две металлический пуговицы малого размера.
Колпак состоит из шести сшитых сторонами сферических треугольников, сходящихся в вершине, закрепляемых обтянутой тем же сукном пуговицей. В обычном положении назатыльник перегибается по ширине пополам, узкие концы его закладываются внутрь и пристегиваются по бокам к колпаку шлема на металлическую пуговицу малого размера.
Спереди шлема нашивается правильная пятиконечная звезда из приборного сукна, присвоенного роду войск цвета с прикрепленным к ней красноармейским значком. Размеры суконной звезды таковы, что наружные концы ее расположены на окружности диаметром в 8 сантиметров. Подкладка под шлем делается из крашеной бязи с простежкой на вате.
Пошивка производится черными или темно-серыми хл/бум. нитками № 30 в 6 сложений.
Колпак, а равным образом и назатыльник по сгибу приутюжены.
В 1931 году в конструкцию зимнего шлема образца 1927 года были внесены изменения. Колпак шлема стал строиться не из шести клиньев, а из четырех, а кроме того, на назатыльнике были введены надставки из хлопчатобумажной серой байки.
В том же мае 1924 г. (приказ РВС СССР № 702) вводится новая летняя рубаха (гимнастёрка) — с отложным воротником с петлицами, накладными карманами на малых пуговицах. Конструктивные изменения были внесены и в покрой шаровар-бриджей. От канта по шву отказались даже для комначсоства.
26 июня 1924 (приказ РВС СССР № 850) для всех военнослужащих вводится суконная (зимняя) рубаха-френч — тёмно-зелёного цвета с отложным воротником с петлицами, с двумя накладными нагрудными карманами и двумя боковыми прорезными карманами. Этот образец просуществовал до начала 1930-х годов — 19 июля 1929 г. (приказ РВС СССР № 190) введены новая летняя (х/б) и зимняя (сукно) рубахи (гимнастёрки) — классического вида, с отложным воротником (с петлицами), закрытой планкой, нагрудными карманами с клапанами и обшлагами на двух пуговицах. По конструкции зимняя и летняя гимнастёрки были идентичны.
Для комначадмсостава с 4 августа 1924 года введён френч (рубаха-френч) на пяти пуговицах, с накладными боковыми карманами снизу, конструктивно (например, наличием хлястика и подкладки) отличающийся от рубахи-френча рядовых красноармейцев и младших командиров. Таким образом, новая форма — в отличие от формы 1922 года — самой конструкцией элементов подчеркивала различие командного и рядового составов. Это было радикальным новшеством по сравнению с формой образца 1922 г. и было связано с переходом РККА к единоначалию и общим повышением авторитета комначсостава.
1 июля 1924 года вводится новый образец шинели, конструктивно отличающийся лишь отсутствием клапанов. Пехотная шинель стала короче кавалерийской, обшлага последней — с малым мысиком спереди и большим сзади (на пехотной — малый сзади); разрез на кавалерийской шинели начинался почти от талии. 18 декабря 1926 г. (приказ РВС СССР № 733) установлено, что воротник и обшлага шинели изготавливаются из сукна того же цвета, что и сама шинель.
31 декабря 1926 г. всему комначсоставу РККА установлены тёмно-синие бриджи, в кавалерии и конной артиллерии — синие.
В 1927 г. вне строя военнослужащим в жаркое время разрешено ношение летних белых рубах со знаками различия.
В 1931 г. (приказ РВСР № 71) установлен танковый шлем из чёрного шеврета — с двумя наушниками со слуховыми отверстиями, жёстким (спереди) и мягким козырьками и крестообразным выпуклым ободком колпака. Комначсоставу разрешено в зимнее время ношение бекеши цвета хаки (как правило, с шапкой-финкой) со снаряжением как при шинели. Введены куртки на вате нового образца для кавалерии.
Зимнее обмундирование продолжало отличаться пестротой. Помимо обычных шинелей часто использовались полушубки (окончательно унифицирован для пехоты (вместо полушубка-пиджака) и кавалерии (вместо полушубка с короткой юбкой) с января 1932 г. (приказ РВС СССР № 210 23 декабря 1931 г.)), куртки на вате из мериносового сукна со стоячим воротником с петлицами (для кавалерии и конной артиллерии). В качестве нетабельного элемента обмундирования для комначсостава установлен плащ-пальто стального цвета из прорезиненного материала (высота нижней полы от пола — 37-40 см), двубортный, на 4 пуговицах (на воротнике — шинельные петлицы) с пристяжным капюшоном (31 января 1931 г., приказ РВС СССР № 14), а также бекеши с шапками-финками. В Среднеазатском регионе и Закавказье разрешено пальто цвета хаки.
13 февраля 1935 года для всех военнослужащих РККА установлено ношение белого подворотничка на гимнастёрке, закрытом френче, кителе (приказ РВС СССР № 25).

#### Форма военных атташе
В 1933 г. были установлены специальные петлицы для военных атташе зарубежных полпредств СССР. Петлицы представляли собой гимнастёрочные и шинельные петлицы существующего образца синего или голубого (для военно-воздушных атташе) сукна с чёрной окантовкой. На петлицах — пятиконечные звёзды красного сукна с вышитыми золотой канителью окантовкой и серпом и молотом по центру.
Таблица: Петлицы военных атташе 1933—1935 г.
|         | Военные атташе      | Военные атташе   | Военно-воздушные атташе | Военно-воздушные атташе |
|         | Гимнастёрка и френч | Шинель и пальто  | Гимнастёрка и френч     | Шинель и пальто         |
| ------- | ------------------- | ---------------- | ----------------------- | ----------------------- |
| Петлицы | петлица ркм 1936    | петлица ркм 1936 | петлица ркм 1936        | петлица ркм 1936        |

#### Обмундирование танкистов, военных лётчиков и воздухоплавательных частей
Несколько раз за данный период изменилось обмундирование военных лётчиков и частей Воздушных сил РККА, точнее — его расцветка. Эти изменения были связаны как с поиском оптимальной эстетической составляющей внешнего облика красных военных лётчиков («красвоенлётов»), так и с изменением места Воздушных сил в структуре Красной Армии.
- 8 августа 1924 г. (приказ РВС № 1030) была установлена военная форма одежды для военнослужащих Воздушных сил (позже — ВВС) РККА на мирное время: рубаха-френч основного покроя для рядового и начсостава, гимнастёрка (рубаха, х/б) летняя, бриджи (сукно и х/б), фуражка с матерчатым ремешком и козырьком, пальто-реглан с матерчатым поясом. Несмотря на то, что изначально планировалось установление обмундирования общепехотной расцветки, в итоге все элементы униформы были тёмно-синего цвета; в военное же время был оставлен защитный цвет (как в остальных частях РККА). За установление расцветки обмундирования, отличной от общевойсковой, высказывались сами представители воздухофлота, указывая на необходимый эстетический момент для привлечения молодежи[26]. Головным убором установлена тёмно-синяя (в военное время — защитная) фуражка с матерчатым козырьком и ремешком и с красноармейской звездой на околыше. На воротниках френчей, рубах, шинелей петлицы со знаками различия установленного образца (петлицы — голубые, кант — красный) и золотистыми эмблемами ВВС. На левый рукав лётному (серебристые крылья, красная звезда поверх перекрещенных золотистых мечей и пропеллера) и воздухоплавательному (золотистые крылья, красная звезда на серебристом якоре с золотистым канатом) составам устанавливались вышитые на тёмно-синей основе нарукавные знаки. Не были официально приняты — хотя и рассматривались в проектах — элементы формы белой расцветки, тропический шлем и белый чехол на фуражку[26]. В качестве специального обмундирования были установлены кожаные куртки, бриджи, перчатки (краги и меховые), комбинезоны, пальто, пробковые шлемы с очками, сапоги из фетра, тёплые шарфы и подшлемники (для летчиков); брезентовые комбинезоны, полушубки, валенки, тёплое бельё (для механиков и мотористов). Снаряжение — как в РККА.
- 6 ноября 1925 г. (приказ РВС СССР № 1097) введена новая форма ВВС с полной отменой формы 1924 г., поскольку та не позволяла визуально отличить красноармейцев и младших командиров от основного комсостава. Существенную роль сыграла непрактичность темно-синего сукна для долгой носки, а также соображения экономии[26]. Новая форма включала в себя открытый френч (английского образца, на трёх больших пуговицах, с нагрудными и боковыми карманами с клапанами на пуговицах, рукава без обшлагов, с хлястиками), рубашку, галстук, фуражку (с кожаным козырьком), гимнастёрку (х/б), бриджи; все элементы формы — защитного цвета; шинель и зимний шлем (обр. 1925 г.) из серого сукна, ботинки с крагами или сапоги, снаряжение с плечевым ремнём. Пальто-реглан было оставлено для комсостава в качестве «нетабельного» элемента униформы. Петлицы голубого цвета, с чёрным кантом, на петлицах — латунные золотистые знаки по специальности; нарукавные знаки существующего образца на защитной суконной основе. Дополнительно введен нарукавный знак для механиков (аналогичный лётному, но мечи заменены золотистым молотком и французским ключом).
- 12 июня 1926 г. (приказ РВС СССР № 320) старшему и высшему комначсоставу ВВС было разрешено за свой счёт изготовлять для зимней формы — закрытый китель с двумя нагрудными карманами, на пяти пуговицах, из синего (чёрного) сукна с прямыми брюками того же цвета навыпуск; для летней формы — китель, фуражку и брюки белого сукна с белыми или чёрными ботинками.
- 31 декабря 1926 (приказ РВС СССР № 764) для комначсостава ВВС были введены открытый френч, фуражка и бриджи (в сапоги) тёмно-синего цвета, рубашка-сорочка (с пристежными воротничками) гимнастёрочного типа белого цвета с галстуком чёрного цвета. Знаки различий и отличий — без изменений. Для работы на аэродромах были оставлены гимнастёрки защитного цвета (с нарукавным знаком), фуражки защитного цвета, бриджи защитного цвета (в сапоги или с ботинками с обмотками).
- 10 апреля 1934 г. на совещании РВС было принято решение о введении с 1 января 1935 года новой формы для комначсостава ВВС (проекты которой обсуждались еще с 1933 года). В качестве выходной формы устанавливался открытый френч тёмно-синего цвета с бирюзовыми выпушками по воротнику (с белой рубашкой и темным галстуком) и брюки в тон френчу (с ботинками). Для повседневной носки были оставлены гимнастёрка (хаки), бриджи и сапоги. Шинель — тёмно-синего цвета с бирюзовой окантовкой воротника (от последней в итоге отказались). Вводилась пилотка тёмно-синего цвета с бирюзовыми выпушками (изначально — рабочий головной убор, но впоследствии использовавшийся и как парадно-повседневный; фактически пилотка появилась уже в 1934 году), фуражка того же цвета с бирюзовым околышем и кантами по верху околыша и тульи[26]. Петлицы и нарукавные знаки — без изменений.

10 апреля 1934 г. на совещании РВС было принято решение о введении с 1 января 1935 года новой формы для комначсостава автобронетанковых войск (проекты которой обсуждались ещё с 1933 года). Целью нововведение было поднятие авторитета и престижа службы в новых родах и видах войск (схожие изменения происходили в униформе ВВС). В качестве выходной формы устанавливался открытый френч серо-стального цвета (с белой рубашкой и тёмным галстуком) и брюки в тон френчу (с ботинками). Для повседневной носки были оставлены гимнастёрка (хаки), бриджи и сапоги. Шинель — существующего покроя, но укороченная — 40 см от земли до нижней полы Вводилась фуражка серо-стального цвета с чёрным околышем и красными кантами по верху околыша и тульи. Петлицы — без изменений.

#### Новые Правила ношения военной формы
26 февраля 1926 г. установлены Правила ношения формы одежды — фактически первый документ такого рода в РККА, устанавливающий правила использования различных предметов обмундирования, заложивший традицию в этом вопросе как минимум на два десятилетия. В соответствии с Правилами, форма подразделялась на:
а) летнюю (фуражка, рубаха, бриджи, сапоги, снаряжение);
б) зимнюю (шлем, шинель, зимние шерстяные бриджи, френч или рубаха-френч, сапоги, снаряжение).
По ситуациям использования форма делилась на:
- повседневную (по роду войск, службы и занимаемой должности; оружие (огнестрельное или холодное) при повседневной форме носят только те, кому положено);
- караульную (в караулах, на парадах, сопровождениях арестованных, нарядах в вышестоящих штабах и отделах, погребениях, представлениях начальнику; обязательно включала ношение личного оружия, рядовому составу — с одной патронной сумкой справа на ремне);
- походную (в походе, на манёврах, полевых учениях и т. д.; при полной выкладке, шанцевом инструменте, противогазе и т. д.).

Конкретный вид формы определялся приказом воинского начальника.
Правила устанавливали обязательное ношение ордена Боевого Красного Знамени РСФСР, союзных республик, СССР (впоследствии — и других орденов), знаков за отличную стрельбу и других воинских отличий — в том числе и при зимней форме на шинелях. Исключение составляла походная форма.
В ноябре 1932 г. были введены новые «Правила ношения ношения военной одежды военнослужащими РККА», вносящие больший порядок и стройность во внешний вид командиров и красноармейцев. Категорически запрещалось сочетание форменных и неформенных предметов одежды, элементов зимнего и летнего обмундирования (за исключением особо оговариваемых случаев), а также ношение военной формы одежды РККА лицами, не имеющими на это право. Уволенным в запас или отставку военнослужащим, привлечённым к военной работе в школах, вузах, на предприятиях разрешалось ношение военной формы в соответствии с присвоенной служебной категорией. Форма одежды всех военнослужащих по-прежнему подразделялась на зимнюю (гимнастёрка, френч (для ВВС открытый синий френч с белой рубашкой и галстуком), Галифе-бриджи (тёмно-синие или синие для комсостава), шлем, сапоги, рукавицы или перчатки) и летнюю (гимнастёрка х/б, фуражка, Галифе-бриджи, сапоги (ботинки)), однако и эти правила не содержали никаких упоминаний о парадном или парадно-выходном обмундировании.
Ещё одним категорическим требованием новых правил было ношение снаряжения (полного или облегчённого) при всех видах служебной формы, а также ношение знаков различия при всех видах обмундирования, включая рабочее и специальное. Высшее военное руководство страны (К. Е. Ворошилов) по-прежнему никаких знаков различия на петлицах не носило, поскольку считалось стоящим выше всех категорий.
Этими же правилами устанавливались эмблемы (красные вышитые звёзды с золотистым серпом и молотом) на петлицы военных атташе для ношения в предусмотренных правилами случаях при работе в полпредствах СССР за рубежом.

#### Кавказские кавалерийские части и соединения
В 1926 году (приказ РВС СССР № 302) для 11 кавалерийской дивизии Северо-Кавказского ВО была установлена особая форма, за основу которой были взяты элементы традиционной одежды Северного Кавказа. Изготавливались они из местных материалов кустарным способом. Впоследствии эта форма была установлена и для других национальных частей СКВО. Форма включала:
- бурку из чёрного бурочного сукна на х/б подкладке;
- черкеску тёмно-серого кавказского сукна с подкладкой до талии и в рукавах из х/б ткани; рукава широкие, двухшовные, без обшлагов, на лифе глубокий вырез без лацканов и воротника; на левой и правой сторонах груди по 12 гнёзд для газырей, обшитые сверху и снизу чёрным шнурком (таким же шнурком обшивались и края пол); застёжка на пять пуговиц с петлями, скрытая — на крючках;
- бешмет из чёрного сатина с прямым стоячим воротником, края воротника и разрез обшиты чёрным шнуром, застёжка на шнуровые петли и пуговицы;
- Галифе-бриджи тёмно-серого кавказского сукна с поясом и двумя прорезными карманами;
- башлык тёмно-серого кавказского сукна;
- кубанку чёрного каракуля с колпаком сукна приборного цвета, крестообразно обшитого белой тесьмой;
- кавказские сапоги-чувяки козловой кожи;
- кавказский пояс из чёрной сыромятной кожи с серебряной отделкой.

#### «Цветные фуражки» в кавалерии РККА
11 января 1927 г. на мирное время для кавалерии и конной артиллерии были введены цветные фуражки с полковой и служебной расцветкой (идея частично перекликалась с расцветкой полков в дивизиях РИА в годы Первой мировой войны и до неё). Общекавалерийская фуражка получила алый околыш и синюю тулью с белыми кантами; особые расцветки получили учебные заведения, части корпусной конной артиллерии, отдельные эскадроны и территориальные дивизии. Общая схема расцветки выглядела следующим образом:
А. По дивизиям:
| № дивизии | тулья          | кант по тулье | кант по околышу |
| --------- | -------------- | ------------- | --------------- |
| 1 кд      | светло-зелёный | чёрный        | св. зелёный     |
| 2 кд      | бирюзовый      | жёлтый        | бирюзовый       |
| 3 кд      | жёлтый         | св. зелёный   | жёлтый          |
| 4 кд      | краповый       | жёлтый        | краповый        |
| 5 кд      | красный        | чёрный        | красный         |
| 6 кд      | зелёный        | жёлтый        | зелёный         |
| 7 кд      | светло-синий   | белый         | св. синий       |
| 8 кд      | малиновый      | чёрный        | малиновый       |
| 9 кд      | оранжевый      | чёрный        | оранжевый       |
| 10 кд     | голубой        | белый         | голубой         |
| 11 кд     | синий          | жёлтый        | синий           |

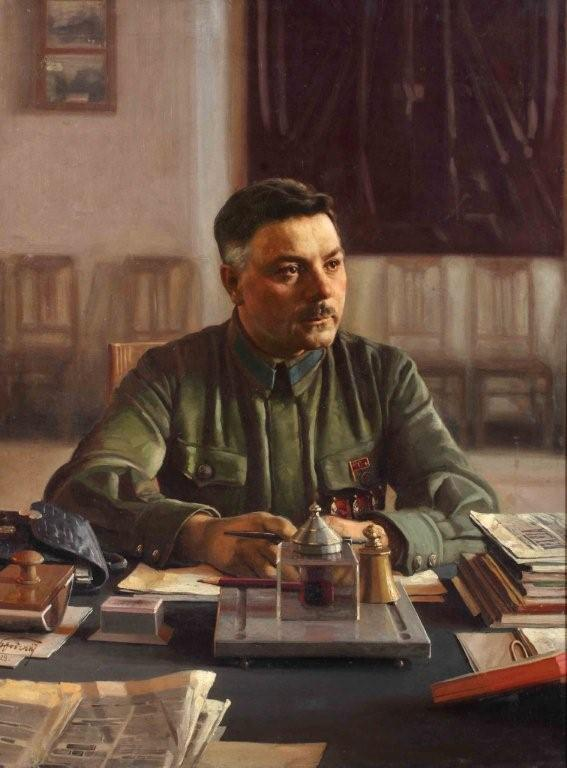
«Портрет Климента Ворошилова в кабинете» (худ. И. И. Бродский) На «парадном» портрете председатель РВС СССР и нарком обороны СССР изображён во рубахе-френче с кавалерийскими петлицами — но без знаков различия

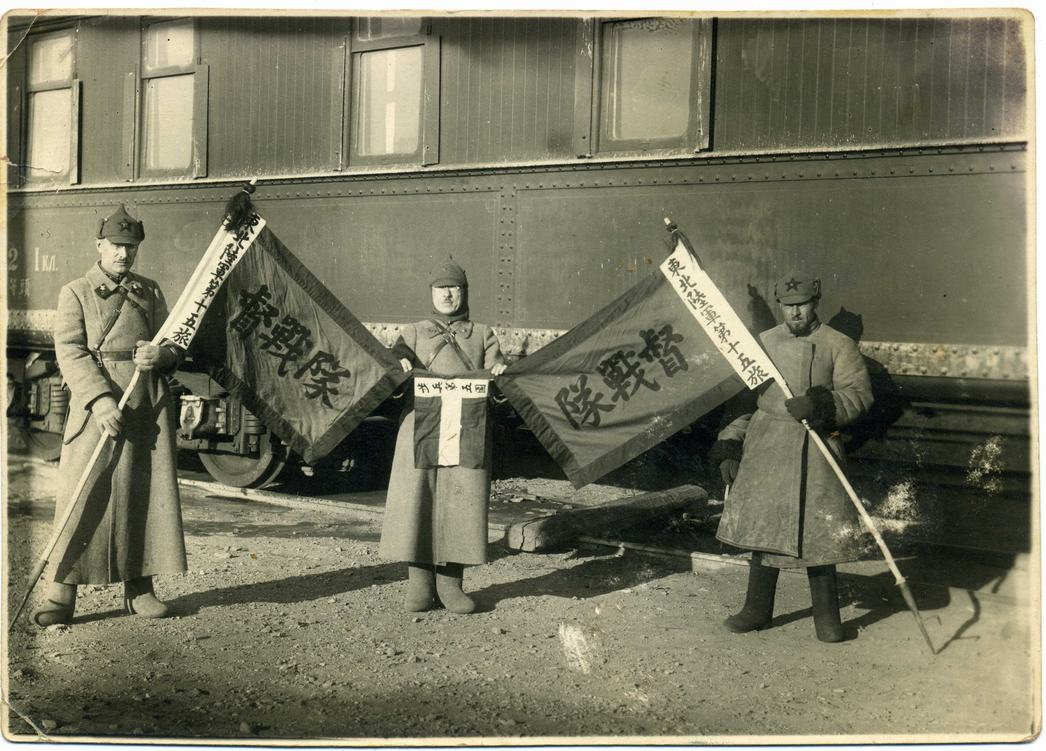
Конфликт на КВЖД, 1929 г., командиры РККА с трофейными знамёнами Чжан Сюэляна (справа — командир в бекеше)

А.1. По подразделениям внутри дивизии (околыш):
- Эскадрон связи — синий;
- Сапёрный эскадрон — синий;
- Конноартиллерийский дивизион — чёрный;
- 1-й полк в дивизии — красный;
- 2-й полк в дивизии — бирюзовый;
- 3-й полк в дивизии — жёлтый;
- 4-й полк в дивизии — белый;
- 5-й полк в дивизии — голубой;
- 6-й полк в дивизии — оранжевый.

Б. По бригадам (тулья, канты):
- 1 окбр. — синий (канты по тулье — синий);
- 2 кбр. — бирюзовый (канты по тулье — бирюзовый);
- 4 кбр. — краповый (канты по тулье — краповый);
- 5 кбр. — красный (канты по тулье — красный);
- 6 кбр. — зелёный (канты по тулье — зелёный);
- 7 кбр. — светло-синий (канты по тулье — светло-синий);
- 8 кбр. — малиновый (кант по тулье — синий, по околышу — малиновый);
- 9 кбр. — оранжевый (канты по тулье — оранжевый).

Б.1 По подразделениям внутри бригады (околыш):
- Полуэскадрон связи — синий (1 окбр. — св. синий);
- Сапёрный полуэскадрон — синий (1 окбр. — св. синий);
- Конная батарея — чёрный;
- 1-й полк в бригаде — красный;
- 2-й полк в бригаде — бирюзовый;
- 3-й полк в бригаде — жёлтый.

4 февраля 1928 года были введены новые летние фуражки для всех военнослужащих РККА — в кавалерии соответствующих расцветок, в остальных частях — защитного цвета, с тремя кантами в тон основной ткани, с двумя вентиляционными отверстиями на тулье, подбородным ремешком и козырьком зелёного цвета. Фуражки образца 1924 года разрешалось использовать военнослужащим Среднеазиатского военного округа и Кавказской Краснознамённой армии. В зимнее время носить фуражки могли только командиры вне строя. 19 января 1928 года «цветные» фуражки кавалерийских частей были отменены (не в последнюю очередь — из-за технических проблем с изготовлением и ноской) — взамен введена фуражка защитного цвета, по конструкции аналогичная фуражке образца 1928 года, с синим околышем и чёрными кантами по околышу и тулье.

### Специальные виды формы. Снаряжение
1 июля 1932 г. введено «единое походное снаряжение» (М32) для комсостава РККА, представлявшее собой командирский ремень с рамочной прямоугольной двузубой пряжкой (вся фурнитура — серебряная), с двумя или одним (по должности) плечевыми ремнями; на ремне носилась кобура пистолета или револьвера, шашка, полевая сумка или сумка-палетка. При походной форме добавлялся свисток (на левом плечевом ремне), фляга в чехле, противогаз (в чресплечной сумке) и бинокль на шее. При повседневной форме одежде вне службы разрешалось ношение снаряжение без оружия. Комначсостав ВВС носил снаряжение только с одним плечевым ремнём.
Для военнослужащих танковых войск, а также мотоциклетных и моторизованных частей были введены предметы спецодежды для работы на технике в летнее и зимнее время — комбинезоны, кожаные куртки, шлемы с пылезащитными очками и т. д. Статус этой формы одежды (специальная, служебная и т. д.) не был до конца определён приказами, поэтому многие военнослужащие допускали ношение на ней петлиц и знаков различия. То же самое касается спецодежды военнослужащих частей ВВС РККА.

## 1935—1940 гг

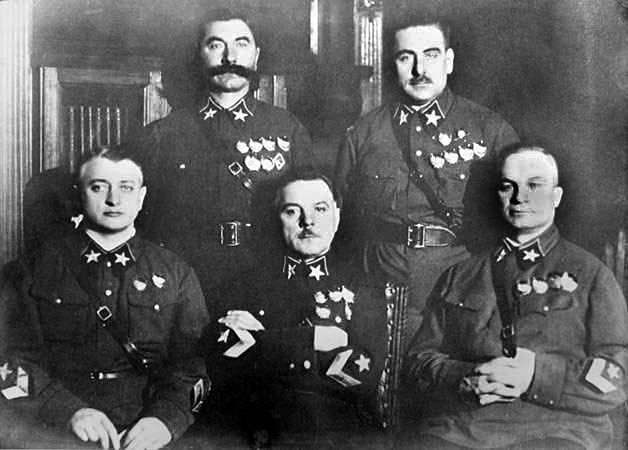
Первые Маршалы Советского Союза — в гимнастёрках со знаками различия 1935 года и формально отменённом для комсостава, но сохранённом для младших командиров-сверхсрочников облегчённом снаряжении М32. У В. Блюхера и М. Тухачевского — неуставные гимнастёрки с открытой планкой и пуговицами

К середине 30-х годов проблема изменения обмундирования РККА вновь стала актуальной, прежде всего, в своем эстетическом аспекте. Уже с 1933 г. началась разработка специальной формы для автобронетанковых войск (серого цвета) и частичной унификацией его с существующей формой ВВС (тёмно-синего цвета), в частности, введение открытых френчей. Ставился вопрос и о введении специальной парадной или выходной формы, отличной от повседневной, рабочей или караульной, благо возможности текстильной промышленности это позволяли.
См. также: Военная форма РККА (1936—1945)
Постановлением ЦИК и СНК СССР от 22 сентября 1935 года для всех военнослужащих РККА и РККФ устанавливались персональные военные (воинские) звания. В декабре того же года приказом НКО были введены новые знаки различия (на петлицы и рукава гимнастёрок, френчей и шинелей) и новая форма. Старую форму разрешалось донашивать с новыми знаками в течение года. Общий смысл данной реформы: укрепление порядка и дисциплины в войсках, повышение престижа воинской службы, а также дальнейшее упрочнение авторитета командного и начальствующего состава Красной Армии как среди рядовых красноармейцев, так и в обществе, особенно образованной его части. Поэтому элементы нового обмундирования (и сама форма в целом) не только несли на себе чисто функциональные задачи или обеспечивали удобство эксплуатации и производства, но и представляли собой определённую эстетическую систему.
10 марта 1936 г. установлены новые знаки родов войск и служб на петлицы. Общее число их сократилось до семнадцати, появились принципиально новые знаки (АБТВ, интендантской службы, войск связи), при этом кавалерия и пехота знаков не получили.
Примечание: В данном разделе не дается подробное описание знаков различий, войсковых эмблем и т. д..

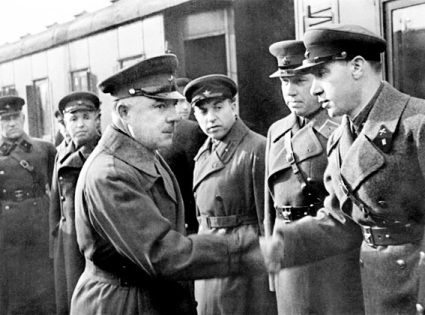
К. Ворошилов в группе командиров РККА, войск НКВД и сотрудников ГУГБ НКВД СССР. Не позднее лета 1937 г. Нарком обороны — в неуставном пальто без знаков различия

Для униформы образца 1935 года отсутствовало строгое деление на парадную, повседневную, полевую и т. д. Лишь для комначсостава различались формы одежды для строя (обязательно — походное или облегчённое снаряжение, брюки (кроме ВВС) в сапоги) и вне строя (снаряжение необязательно, брюки в сапоги или навыпуск). В конце 1936 г. новые Правила ношения формы одежды будут разделять униформу на повседневную, походную и караульную. Походная форма отличалась от повседневной часто лишь наличием стального шлема и походного снаряжения, а караульная от походной — отсутствием некоторых предметов (фляги, котелка, бинокля и т. д.). Существовали, впрочем, и иные, на тот момент более существенные формальные и неформальные градации внутри системы военной формы одежды, в частности, между обязательными и необязательными элементами обмундирования для комначсостава, а также между качеством материала и покроем обмундирования того же комначсостава и младших командиров и красноармейцев. Конкретное сочетание элементов определялось приказами воинских начальников — от наркома до начальника части или караула — однако многие представители высшего комсостава часто позволяли себе известную вольность в сочетании несочетаемых элементов военной формы и снаряжения.
| 1 | 2 | 3 | 4 | 5 | 6 | 7 | 8 |
| - | - | - | - | - | - | - | - |
|   |   |   |   |   |   |   |   |

| 9-10 | 11 | 12 | 13 | 14 | 15 | 16 | 17 |
| ---- | -- | -- | -- | -- | -- | -- | -- |
|      |    |    |    |    |    |    |    |

Знаки-эмблемы на петлицы родов войск и служб. Введены приказом НКО СССР № 33 от 10 марта 1936 года. С исправлениями, введёнными приказами № 165 от 31 августа 1936 года. 1. Автобронетанковые войска. 2. Военно-технический состав всех родов войск. 3. Военно-Воздушные Силы. 4. Железнодорожные войска. 5. Артиллерия и артиллерийские подразделения в других родах войск. 6. Автомобильные части и шофера всех родов войск. 7. Войска связи и связисты всех родов войск. 8. Инженерные войска. 9. Военно-медицинский состав всех родов войск. 10. Военно-ветеринарный состав всех родов войск (эмблема, в отличие от жёлтой медицинской, белого цвета). 11. Химические войска и химические подразделения всех родов войск. 12. Сапёрные части и сапёрные подразделения во всех родах войск. 13. Военные музыканты всех родов войск. 14. Военно-хозяйственный и административный состав всех родов войск. 15. Военно-юридический состав всех родов войск. 16. Понтонные части и подразделения инженерных войск. 17. Электротехнические части и подразделения инженерных войск.

### Расцветки войск и служб

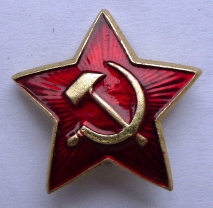
Один из вариантов металлической пятиконечной звезды на головные уборы военнослужащих РККА (КА) и Советской Армии с нач. 1920-х гг.

Одним из главных результатов разработчиков новой униформы стало упорядочивание различных войсковых цветов и расцветок обмундирования, ставших едиными для всех родов и видов войск и служб. Эта схема расцветок оказалась настолько удачной, что серьёзные попытки её изменения не предпринимались вплоть до середины 1960-х годов, а отдельные её элементы существуют в том или ином виде и сегодня. Расцветки обмундирования распределились следующим образом:
- пехота (малиновый околыш, малиновые канты, малиновые петлицы, кант петлиц — чёрный[29]);
- кавалерия (синий околыш, синие канты, синие петлицы, кант петлиц — чёрный);
- артиллерия (чёрный околыш, красные канты, чёрные петлицы, кант петлиц — красный);
- АБТВ (чёрный околыш, красные канты, чёрные петлицы, кант петлиц — красный);
- ВВС (голубой околыш, голубые канты, голубые петлицы, кант петлиц — чёрный (тёмно-синий));
- технические войска (в том числе инженерные, войска связи и служба ВОСО[30]) (чёрный околыш, светло-синие канты, чёрные петлицы, кант петлиц — светло-синий);
- химические войска (чёрный околыш, чёрные канты, чёрные петлицы, кант петлиц — чёрный);
- административно-хозяйственный, военно-медицинский и ветеринарный составы (тёмно-зелёный околыш, красные канты, тёмно-зелёные петлицы, кант петлиц — красный).

Для всего командного состава окантовка петлиц устанавливалась из золотого галуна или (менее распространено) из золотой канители.
Начсостав технической и юридической служб носил петлицы, канты, околыши тех расцветок, которые были установлены для рода войск их частей.
Примечание: С июля 1938 года по конец 1939 года многие работники военных прокуратур (в основном в войсках, но не в ГВП) носили знаки различия военно-политического состава — со звёздами на рукавах и без эмблем. Главный военный прокурор Розовский Н. С. добился их включения в военнополитический состав армии, флота и войск НКВД. Подобное «нововведение» было встречено на местах очень и очень неоднозначно. Вскоре после ареста Розовского (в сентябре 1939 года) военные юристы быстро стали возвращаться к привычной для них форме и знакам различия.
Чуть позже, в марте 1936 г. (приказ НКО СССР № 33) для каждого рода войск и служб была установлена специальная эмблема на петлицы, носившаяся со знаками различия на всех типах петлиц. Планировалось, что металлические эмблемы будут размещаться на петлицах комначадмсостава (политработникам эмблемы не полагались), а на петлицах младших командиров и красноармейцев эмблемы будут наноситься краской по трафарету. Фактически же повсеместно использовались только металлические эмблемы.
Эти эмблемы серьёзно изменятся только в середине 1950-х гг., некоторые же существуют и сегодня лишь в незначительно изменённом виде.

### Обмундирование командного и начальствующего состава РККА
Обмундирование командного и начальствующего состава РККА в соответствии с Постановлением СНК СССР № 2590—2591 от 2 декабря 1935 г. и Приказом НКО № 176 от 3 декабря 1935 г. состояло из следующих обязательных элементов:

#### Сухопутные войска
а) фуражка шерстяная защитного цвета с околышем и кантами по роду войск, лакированным подбородным ремешком и прямым козырьком с двойным бортиком («ворошиловский»), на околыше — пятиконечная металлическая звезда красного цвета;
б) пилотка из той же ткани, что и тулья фуражки с кантами по роду войск, спереди — аппликация в виде пятиконечной звезды цвета околыша с закреплённой сверху металлической кокардой в виде пятиконечной звезды;
в) гимнастёрка (в приказе — рубаха) защитного цвета (шерстяная для зимней формы, х/б для летней, хотя это строго не регламентировалось) с отложным воротником (с петлицами) и вертикальной закрытой планкой, нагрудными карманами с клапанами на малых латунных (золочёных) пуговицах и обшлага на двух аналогичных пуговицах, воротник и обшлага с кантами по роду войск, длина гимнастёрки длиннее обшлагов на 1,5—2 см; на рукавах — нарукавные знаки, если таковые положены. Гимнастёрка носилась только по строевой форме с поясным ремнём или снаряжением; летом допускалось ношение белой гимнастёрки с белой фуражкой; в полевых условиях летом допускалась х/б гимнастёрка красноармейского образца, без окантовок; с 1938 г. разрешено ношение т. н. «улучшенной» коверкотовой гимнастёрки — в том числе серо-зеленовато-коричневого, серо-стального и серо-голубого цвета; «улучшенное» обмундирование заказывалось комначсоставом только за свой счёт;

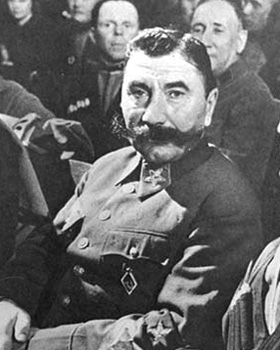
Маршал Советского Союза С. М. Будённый в закрытом френче для комсостава. Обратите внимание на полное отсутствие орденов. 1937 г.

г) закрытый однобортный френч защитного цвета (в тон гимнастёрке и тулье фуражки) на шести больших пуговицах (со звездой и серпом и молотом в центре), с отложным воротником с петлицами, нагрудными и боковыми карманами с застёжками на малые пуговицы, воротник и обшлага с окантовкой как на гимнастёрке, в том числе — и у Маршалов Советского Союза. На рукавах — нарукавные знаки, если таковые положены. Френч мог надеваться с брюками (до февраля 1938 г. — только цвета хаки, навыпуск; с февраля 1938 г. в сапоги и навыпуск — синего цвета), а с 1938 — и с бриджами: как с повседневной строевой, так и нестроевой, а также с караульной формой; френч при этом не являлся парадной или парадно-выходной формой, закреплённой приказами или Правилами ношения; летом допускалось ношение белого френча с белой фуражкой и белыми брюками; френч и брюки к нему изготавливались комначсоставом только за свой счёт.
д) синие бриджи с кантом по роду войск (в сапоги) или прямые брюки цвета хаки навыпуск с тем же кантом; летом в полевых условиях допускалось ношение бриджей х/б цвета хаки, без кантов с гимнастёркой х/б также без окантовки.
е) зимний шлем-буденовка, серого шинельного сукна, с широким простроченным козырьком, с аппликацией спереди в виде большой пятиконечной звезды (цвет — по роду войск) с закреплённой сверху металлической эмблемой в виде красной металлической пятиконечной звезды. На верху шишака крепилась пуговица, обтянутая серым сукном, такие же пуговицы удерживали отвороты и назатыльник в свёрнутом виде (в холодное время отвороты и назатыльник отгибались, защищая лицо и затылок от ветра, снега и мороза), опущенный назатыльник застёгивался спереди на две малые золотистые пуговицы;
ж) двубортная шинель серого сукна на четырёх по борту пуговицах единого покроя для всего комначсостава (кроме кавалерии и конной артиллерии). В строю носится с ремнём или снаряжением, вне строя — возможно ношение без ремня с отогнутыми лацканами. На воротнике — шинельные петлицы, на рукавах — нарукавные знаки, если таковые положены. Для высших командиров и приравненных к ним — обшлага и воротник (с петлицами) с окантовкой по роду войск, для Маршалов Советского Союза — красная окантовка по обшлагам, воротнику, борту, карманам и хлястику; расстояние до пола от нижней полы — 35-45 см
- в кавалерии и конной артиллерии была сохранена шинель прежнего образца: на крючках, с фигурными обшлагами, расстояние до пола от нижней полы — 18-22 см[36].

з) облегчённое снаряжение было одинаковым для всего комначсостава — коричневой кожи из двух ремней (плечевой и поясной, последний — с двойной фигурной прострочкой), золочёной фурнитурой и специальной прямоугольной штампованно-прорезной золочёной рамочной пряжкой со звездой (М35)); полное, походное (М32), также коричневой кожи, включающее два чересплечных ремня (на одном мог крепиться сигнальный свисток), пересекающиеся на спине внахлёст друг на друга, поясной ремень с двойной фигурной прострочкой, простой прямоугольной хромированной двузубой пряжкой и фурнитурой, с пристёгнутой кобурой и полевой сумкой (полное походное снаряжение комначсостава РККА напоминало аналогичное для офицеров РИА образца 1912 г., но не являлось его точной копией); в кавалерии и артиллерийских подразделениях на конной тяге к походному снаряжению полагалась шашка, а на сапоги — шпоры.
и) сапоги яловой кожи или ботинки чёрной кожи; для административно-хозяйственного состава допускались при работе «в поле» кожаные краги.
Командиры могли приобретать за свой счёт и другие предметы обмундирования, к которым относилась, например, зимняя бекеша, кожаная куртка-реглан, зимний полушубок, летнее плащ-пальто (частично изменившее конструкцию в 1938 г.), бурки, унты и валенки, традиционная комсоставская шапка-финка и др. Как правило, подобное разнообразие гардероба отличало старших командиров, от комбрига и равных ему и выше. Все подобные элементы обмундирования могли использоваться только вне строя и, как правило, без знаков различия (исключение — металлическая пятиконечная звезда на головных уборах как главный знак принадлежности к РККА и вообще к категории военнослужащих (комбатантов)).

#### ВВС и АБТВ
Особое комначсоставское обмундирование получили танкисты и лётчики. Последние, собственно, ещё в 1920-х гг. выделялись на общем фоне синими френчами и гимнастёрками. Непосредственно перед большой реформой 1935 года лётчики получили синий открытый китель-тужурку, а лётный состав — специальные знаки на левый рукав (не налетавшие определённое количество часов получить этот знак не могли, тем более они не имели права носить его).
Военно-воздушные силы
а) открытый френч синего цвета на четырёх больших пуговицах с белой рубашкой и чёрным галстуком; воротник с петлицами и фигурные (с мыском) обшлага с голубым кантом, на рукавах — нарукавные знаки, если таковые положены; на левом рукаве лётный или технический знак; на груди и внизу по бокам — накладные карманы с клапанами, нагрудные — на малых пуговицах, с бантовыми складками. Френч надевался с брюками навыпуск, а также с облегчённым полевым снаряжением (в строю) или без него. Следует ещё раз обратить внимание, что френч не считался парадной или повседневной формой ввиду общей их слабой различённости, однако для работы на аэродромах и у самолётов френчи использовать не разрешалось.
б) гимнастёрка (рубаха) защитного цвета или синего цвета (шерстяная для зимней формы, х/б для летней, хотя это строго не регламентировалось) с отложным воротником (с петлицами) и вертикальной закрытой планкой, нагрудными карманами с клапанами на малых латунных (золочёных) пуговицах и обшлага на двух аналогичных пуговицах, воротник и обшлага с голубыми кантами, длина гимнастёрки длиннее обшлагов на 1,5—2 см. На рукавах — нарукавные знаки, если таковые положены, на левом рукаве лётный или технический знак. Гимнастёрка носилась только при строевой форме с поясным ремнём или снаряжением;
в) пилотка синего цвета с голубыми кантами, спереди — голубая суконная аппликация в виде пятиконечной звезды с закреплённой сверху металлической кокардой в виде красной пятиконечной звезды;

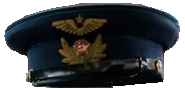
Фуражка ВВС обр. 1937 года раннего выпуска

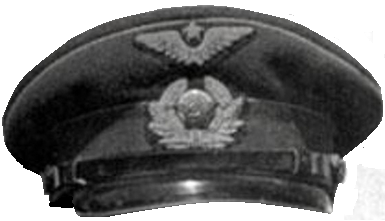
Фуражка ВВС обр. 1937 года; рисунок венка на эмблеме указывает на изготовление после 1938 г.

г) брюки синего цвета с кантами навыпуск (к френчу), синие бриджи с кантом (с гимнастёркой, в сапоги);
д) шинель синего сукна, покрой — как для всего комначсостава. В строю носится с ремнём или снаряжением, вне строя — возможно ношение без ремня с отогнутыми лацканами (подобное ношение встречалось и при наличии снаряжения). На воротнике — шинельные петлицы, на рукавах — нарукавные знаки, как на гимнастерке и френче, в том числе на левом рукаве лётный или технический знак. Для высших командиров и приравненных к ним — обшлага и воротник (с петлицами) с голубой окантовкой;
е) зимний шлем-будёновка, синего шинельного сукна, с голубой суконной аппликацией спереди в виде большой пятиконечной звезды с закреплённой поверх неё металлической красной пятиконечной звездой;
ж) кожаное или простое полётное обмундирование со шлемофоном; на полётном обмундировании знаки различия не полагались, однако в реальности на воротниках лётчики иногда носили гимнастёрочные или шинельные петлицы и нарукавные знаки.
Лётный знак (вышитый цветным шёлком или канителью на тёмно-синей основе крылатый пропеллер с перекрещенными мечами) полагался комначсоставу лётной службы по специальностям: лётчик, лётчик-наблюдатель, штурман, воздушный стрелок-радист, стрелок-бомбардир, стрелок-моторист. Технический знак (вышитый цветным шёлком или канителью на тёмно-синей основе крылатый пропеллер с перекрещенными молотком и французским ключом) полагался инженерно-техническому составу: инженерам, техникам, механикам и бортмеханикам.
В 1936 г. в ВВС была введена фуражка, аналогичная по конструкции общеармейской, но в особой цветовой гамме (синие тулья и околыш, голубые канты); на околыше фуражки крепилась обычная звёздочка, как и на других головных уборах РККА. В 1937 году на фуражку были установлены специальные знаки для лётного состава, заменившие традиционную звёздочку: мини-кокарда (малая звезда красной эмали, наложенная на двойной золотистый ободок) с эмблемой (лавровым венком) на околыше и лётная эмблема (крылатая звезда) на тулье. Изначально верхние лавровые листья в венке были направлены концами вверх от линии симметрии кокарды, однако в процессе производства, уже в 1938—1939 гг., их рисунок был измёнен — направление поменялось на противоположное, к линии симметрии.
Таблица: Нарукавные знаки ВВС РККА 1935—1941 гг.: варианты рисунка
| Лётный знак раннего образца | Лётный знак 1936 г. (френч и гимнастёрка) | Лётный знак 1938 г. (гимнастёрка хаки) | Лётный знак 1939 г. (белая форма) | Технический знак   | Лётный знак 1941 г. (мундир и гимнастёрка) |
| --------------------------- | ----------------------------------------- | -------------------------------------- | --------------------------------- | ------------------ | ------------------------------------------ |
| нз ввс 1934 г.              | нз ввс 1935 г.                            | нз ввс 1936 г.                         | нз ввс 1936 г.                    | нз ввс тех 1935 г. | нз ввс 1936 г.                             |

Автобронетанковые войска

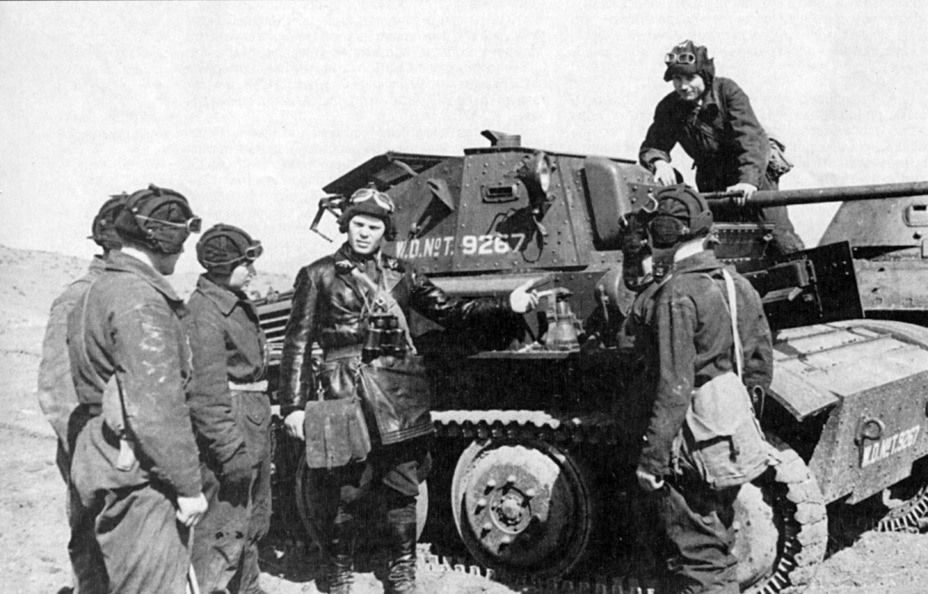
Группа танкистов у танка Tetrarch MkVII. 1942 г. Танкисты одеты в комбинезоны и шлемы довоенного образца;
командир — в кожаную куртку с полным снаряжением поверх обмундирования

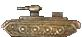
Петличная эмблема АБТВ РККА образца 1935 г. — танк БТ

а) открытый френч серо-стального цвета, по покрою и окантовке аналогичный френчу ВВС, но с прямыми обшлагами;
б) гимнастёрка серо-стального цвета, аналогичная по покрою, окантовке, размещению знаков различия гимнастёркам комначсостава других родов войск; брюки навыпуск с кантом и бриджи с кантом (в сапоги) серо-стального цвета, покрой аналогичен общему в РККА; летом для работы с техникой и во время учений, а также в боевых условиях разрешалось использовать х/б обмундирование защитного цвета с соответствующими знаками различия;
в) фуражка с серо-стальной тульёй, красными кантами и чёрным бархатным околышем; конструкция аналогична фуражкам комначсостава других родов войск; пилотка серо-стальная, также аналогичная общеармейской.
г) шинель и зимний шлем отличаются только цветом (серо-стальной). Командирам АБТВ в полевых условиях полагалась также чёрная двубортная кожаная куртка (у младших командиров — из кирзы) с шинельными петлицами на воротнике, без нарукавных знаков и окантовок, пуговицы — чернёные.
д) специальное рабочее обмундирование для работы с техникой — комбинезоны (защитные, чёрные, тёмно-синие) и танковые шлемофоны с противопылевыми очками; на рабочей форме знаки различия не полагались, однако в реальности на воротниках танкисты иногда носили гимнастёрочные петлицы.
Петлицы, околыши фуражек, звёзды на зимних шлемах комначсостава АБТВ изготавливались из чёрного бархата.

#### Летнее внеслужебное обмундирование
Помимо указанных образцов обмундирования командному и начальствующему составу вне службы в летней период разрешалось ношение гимнастёрок, кителей-френчей (на пяти, а не 6 пуговицах, как на защитных фречах (Пр. НКО № 229 от 17.12.1936)) и брюк навыпуск из х/б ткани белого цвета (без окантовок, но со знаками различия). К данной форме одежды полагалась белая мягкая фуражка с полотняным козырьком и подбородным ремешком той же ткани, а также ботинки белой кожи. Цвет летнего выходного обмундирования мог быть и светло-серым с тем или иным оттенком. Пошив указанного вида формы осуществлялся комначсоставом только за свой счёт.

### Обмундирование младших командиров, курсантов военных училищ РККА и красноармейцев

#### Младшие командиры и красноармейцы
Обмундирование младших командиров и рядовых срочной службы отличалось от комначсоставского качеством материала, исполнения элементов и некоторыми деталями. Оно включало в себя:
а) гимнастёрку (рубаху) защитного (в АБТВ — стального) цвета, по конструкции аналогичной комначсоставской, но более светлого оттенка (зимняя — суконная, летняя — х/б) с петлицами на отложном воротнике, рукава на локтевых сгибах дополнительно усилены суконными накладками. Гимнастёрка носилась исключительно с ремнём с однозубой оцинкованной рамочной пряжкой — ремень отбирался только у арестованных — и бриджами в сапоги. На суконных или х/б бриджах (в тон гимнастёрке; в кавалерии — синих) коленные сгибы усиливались дополнительно настроченными прокладками из ткани.
б) пилотку суконную или х/б защитного цвета, спереди — красная металлическая пятиконечная звезда; в ВВС — пилотка синего цвета, с голубыми кантами и суконной звездой голубого цвета (последними элементами при изготовлении часто пренебрегали).
в) фуражку с цветными околышем и кантами (расцветка как у комначсостава) по конструкции аналогичную комначсоставской, но из более дешевых материалов.
г) хлопчатобумажный зимний шлем серого цвета того же покроя, что и комсоставский, с цветной аппликацией в виде пятиконечной звезды, на которую крепилась пятиконечная красная металлическая звезда; в районах с жарким климатом разрешалось с 1938 г. носить специальную широкополую шляпу-панаму защитного (в АБТВ — стального) цвета с единой аппликацией в виде красной суконной звезды; в зимнее время со шлемом мог надеваться башлык установленного образца.
д) шинель однобортную серого (в АБТВ — стального), более грубого сукна, чем комначсоставская, без пуговиц по борту. В холодное время при заступлении в караул разрешалось надевать поверх шинели тулуп, вместо шинели — полушубок или бекешу; при длительной систематической работе на улице или неотапливаемых помещениях под шинель разрешалось надевать ватную телогрейку; призванным на военные сборы вместо шинели выдавалась ватная куртка с отложными воротником с петлицами, установленная в 1935 г.
е) ботинки юфтевые или кожаные с крагами, с 1937—1938 заменены сапогами с кирзовыми голенищами или целиком кирзовыми, с 1939 г. — кирзовыми или кожаными ботинками с обмотками.
ж) Галифе-бриджи летние (х/б) и зимние (суконные) цвета хаки (в АБТВ — стального); в ВВС — зимние темно-синего цвета; в зимнее время разрешалось ношение ватных шаровар установленного образца.
Для повседневного несения службы в нарядах и караулах, на ремень, как правило, пристёгивались лишь подсумки с патронами к личному стрелковому оружию, через плечо обязательно надевалась сумка с противогазом.
Для походного снаряжения к поясному ремню дополнительно пристёгивались плечевые ремни (для крепления ранца). Полное походное снаряжение красноармейца включало в себя подсумки с патронами к винтовке или карабину (Мосина (1891/1930)), СВТ-38 (1938), СВТ-40 (1940)), пистолету-пулемёту (ППД-40 (1940), ППШ-41 (1941)), а для пулеметного расчёта — к ручному пулемёту Дегтярева (ДП); сумку для гранат, флягу, малую сапёрную лопатку, ранец, к которому крепилась шинель, либо вещмешок (шинель в данном случае надевалась справа налево поперек груди). Через плечо — сумка с противогазом. Дополнял снаряжение стальной шлем СШ-36 с красной звездой.
Трудно назвать эту форму одежды с полной выкладкой «полевой» — ведь именно эта форма стала визитной карточкой РККА второй половины 1930-х гг. из-за систематического появления на парадах 1 мая и 7 ноября на Красной площади в Москве.

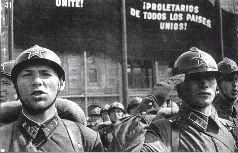
Командиры 1-й Московской Пролетарской дивизии на параде в Москве (1 мая 1938) в касках Адриана

Некоторые части, участвующие в парадах на Красной площади, продолжали использовать вместо СШ-36 каску Адриана, как и в первой половине 1930-х гг., с жестяной рельефной звездой и серпом и молотом спереди на месте кокарды. Такая традиция имелась, например, в 1-й Московской пролетарской стрелковой дивизии, для которой с 1920-х годов эти каски были даны в виде своеобразного символа привилегированного положения. Однако из-за меньшего удобства в боевой обстановке с середины 1930-х гг. каска Адриана в войсках не использовалась, сохранившись лишь в виде исключения как парадный элемент. Впрочем, претензии высказывались и по отношению к СШ-36 (тяжёл, демаскирует, закрывает обзор, неудобен, плохая вентиляция), недостатки которого, впрочем, часто исправляли самостоятельно в полевых условиях — например, замазывая звезду, служащую отличной мишенью снайперам (в боях у оз. Хасан (1938) и на р. Халхин-Гол (1939), в т. н. Освободительном походе 1939 года), нанося на блестящую полированную поверхность шлема камуфляжные пятна (даже простой грязью), сетки для растительного камуфляжа, а также окрашивая белилами или известкой в зимний период (Советско-финляндская война 1939—1940 гг.).
Военнослужащим сверхсрочной службы разрешалось носить (помимо обычного обмундирования младших командиров и рядовых красноармейцев) вне боевой обстановки, вне полигонов, аэродромов и танкодромов и не на казарменном положении:
а) открытый френч в ВВС и АБТВ аналогичный френчу комначсостава, но без окантовок (в реальности часто это правило не соблюдалось) и из более грубого материала, с соответствующими знаками различия и с облегчённым снаряжением М32; в ВВС использовались и шинели комначсоставского образца синего цвета, хотя правилами это не предусматривалось.
б) фуражки и пилотки комначсоставского образца из более качественной ткани, в ВВС — зимние шлемы синего цвета;
в) сапоги и бриджи без окантовки (в ВВС и АБТВ) комначсоставского образца своего рода войск;
г) шерстяные защитные гимнастёрки комсоставского образца без окантовок с облегчённым полевым снаряжением М32 (для зимней формы);
д) предметы «нетабельного обмундирования» — бурки, бекешу, шапку-финку, белую гимнастерку, фуражку, китель, брюки и ботинки, кожаное пальто с меховым воротником — приобретаемые за свой счет (в 1940 г. практика приобретения сверхсрочнослужащими обмундирования за свой счет была прекращена).

#### Курсанты, учащиеся и слушатели военных училищ и школ
Обмундирование курсантов РРКА представляло собой изначально нечто среднее между обмундированием комначсостава и солдат-срочников, приближаясь скорее некоторыми элементами к униформе военнослужащих сверхсрочной службы. Так курсантов, как правило, отличали специальные шифровки на петлицах, устанавливаемые приказами начальников училищ.
В расположении училища курсанты были обязаны носить положенную им форму младшего комсостава, но вне расположения имели (часто — негласное) право на некоторые поблажки и привилегии как будущие командиры, используя элементы комсоставской формы — от гимнастёрки и бриджей улучшенного пошива и материала до фуражек и снаряжения. Нередко встречались комсоставские хромовые сапоги, пошитые за свой счёт (или — на все отделение, в складчину, для использовании в увольнении в порядке очереди) и т. д. В каждом училище существовали свои пошивочные мастерские, что приводило с весьма серьезным вариациям в изготовлении различных элементов форменной одежды.
Курсанты, впрочем, и без того как могли старались выделиться из общей военной массы младших командиров и красноармейцев, не останавливаясь даже перед незначительными нарушениями формы). Так, например, в знаменитом Качинском училище (КВВАШЛ) курсанты не носили на петлицах положенных шифровок, но зато носили комсоставское снаряжение на комсоставских гимнастёрках с комсоставскими же бриджами и сапогами. Правда, следует помнить, что в указанном училище обучение проходили такие курсанты, как В. Сталин, Т. Фрунзе и т. д.
Однако и вполне официально курсанты могли щеголять в неустановленной, но разрешенной особым порядком форме, например, на парадах в Москве или столицах военных округов. Тон здесь задавали летчики, облачавшиеся в гимнастерки синего цвета с открытой планкой на трех пуговицах (пуговицы латунные) — по типу гимнастерок войск НКВД. Впрочем, для парадов всем курсантам и воспитанникам специальным военных школ в 1936 году был установлен особый ремень с латунной пряжкой с изображением штампованной звезды с серпом и молотом.

### Форма одежды военнослужащих-женщин
Для военнослужащих женщин в 1936 г. (приказ НКО № 229) были установлены:
- зимняя форма: гимнастёрка шерстяная, открытый френч, снаряжение или поясной ремень, шинель, юбка суконная или шерстяная тёмно-синего цвета, шлем, чулки и гетры чёрного цвета, сапоги, ботинки;
- летняя форма: гимнастёрка х/б (допускалось ношение шерстяной гимнастёрки), снаряжение или поясной ремень, берет тёмно-синего цвета, юбка х/б или шерстяная тёмно-синего цвета, чулки чёрного цвета, сапоги или ботинки.

Шлем, шинель, гимнастёрки и френч общеутверждённых образцов, никаких вариантов «женского покроя» не предусматривалось, хотя общий покрой комначсоставких шинелей (за исключением кавалерии и конной артиллерии) и плащей-пальто предполагал их застежку как на правую, так и на левую сторону. Петлицы, канты, эмблемы, знаки различия — установленного образца. Допускались к ношению вне службы и нарядов: плащ-пальто, кожаное пальто или тужурка, белая гимнастёрка и белый берет, бурки, полуботинки гражданского образца коричневого или чёрного цвета.

### Изменения в обмундировании кавалерии РККА
В 1936 году преобразования в области униформы РККА продолжаются. В течение года появляются:
а) Специальное звание (квалификация) «разведчик-наблюдатель» для военнослужащих кавалерии РККА. Разведчик-наблюдатель представлял собой особо подготовленного кавалериста, способного вести самостоятельный поиск, возглавлять дозор, руководить небольшими кавалерийскими партиями и т. д. Это звание присваивалось рядовым или младшим командирам срочной службы только после прохождения специальных испытаний. Имелось 2 ступени (класса) данного знания: «разведчик-наблюдатель 2 класса», «разведчик-наблюдатель 1 класса». Успешно прошедшие испытания кандидаты, помимо звания, получали право носить на петлицах особую эмблему серебряного (2 класса — сдавшие испытание на оценку не ниже «хорошо») или золотого (1 класса — сдавшие испытание на оценку «отлично») цвета. Эмблема представляла собой бинокль, наложенный на скрещённые шашки, и компас со звездой по центру. Обладатель звания имел право сохранить за собой ношение эмблемы на всём протяжении службы и даже в ряде случаев — на сверхсрочной службе, вне зависимости от присвоения очередных воинских званий.
б) особое обмундирование Донских казачьих частей (казакин синего цвета с фигурными обшлагами, воротник и обшлага с алой окантовкой (снаряжение — поверх казакина); синие брюки-Галифе с алыми однорядными лампасами, папаха с алым донцем и золотой (для комсостава) или чёрной отделкой, башлык серо-стального цвета, фуражка с красным околышем и кантами и синей тульёй);
в) особое обмундирование Кубанских казачьих частей (кубанка чёрного цвета с красным верхом с отделкой из чёрной или золотой тесьмы (комначсоставу), бешмет алого цвета с синими кавалерийскими петлицами (у комначсостава воротник и шов обшиты золотым галуном), черкеска синего цвета с алым подбоем (снаряжение — поверх черкески), башлык алого цвета, бурка чёрного войлока, Галифе с алыми кантами, сапоги мягкие кавалерийские со шпорами);
г) особое обмундирование Терских казачьих частей (кубанка чёрного цвета с синим верхом с отделкой из чёрной или золотой (комначсоставу) тесьмы, бешмет синего цвета с синими кавалерийскии петлицами (у комначсостава воротник и шов обшиты золотым галуном), черкеска серого цвета с синим подбоем (снаряжение — поверх черкески), бешмет светло-синего цвета, бурка чёрного войлока, Галифе с синими кантами, сапоги мягкие кавалерийские со шпорами);
д) Особое обмундирование Отдельной бригады горских национальностей (меховая мерлушковая шапка коричневого цвета с красным верхом с отделкой из чёрной или золотой (комначсоставу) тесьмы, кавказская рубаха красного цвета с синими кавалерийскими петлицами (у комначсостава воротник и шов обшиты золотым галуном), черкеска чёрного цвета с синим подбоем (снаряжение — поверх черкески), красный замшевый башлык, сапоги мягкие кавалерийские со шпорами; для повседневного ношения — меховая коричневая шапка, фуражка защитного цвета установленного образца, кавказская рубаха защитного цвета с синими петлицами, синие брюки в сапоги).
Особое обмундирование кавалерийских частей существовало только в летнем варианте и фактически использовалось в качестве парадного; в полевых условиях, как правило, носились обычные красноармейские гимнастёрки и бриджи (с папахой, кубанкой или обычной фуражкой).

### Отдельные виды униформы РККА
Также в 1936—1937 гг. были установлены:

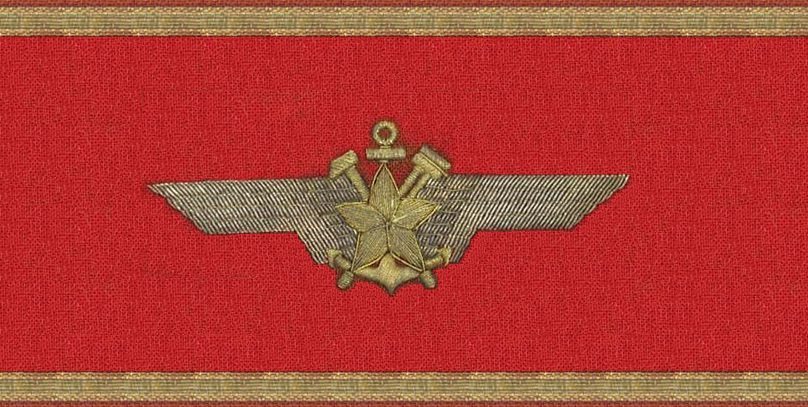
Нарукавная повязка военных комендантов ВОСО 1936 г.

- для службы военных сообщений (ВОСО) и железнодорожных войск (приказ НКО № 165)
  - единая форма, не отличавшаяся об общего обмундирования сухопутных войск, с указанной выше соответствующей расцветкой кантов и петлиц;
  - эмблема ВОСО, размещавшаяся на петлицах личного состава; при этом техническому составу железнодорожных войск и военно-учебным заведениям была оставлена общая техническая эмблема;
  - нарукавная повязка красного цвета с золотой каймой с вышитой по центру серебряной и золотой нитью эмблемой ВОСО — для военных комендантов участков и станций и их помощников при исполнении служебных обязанностей;

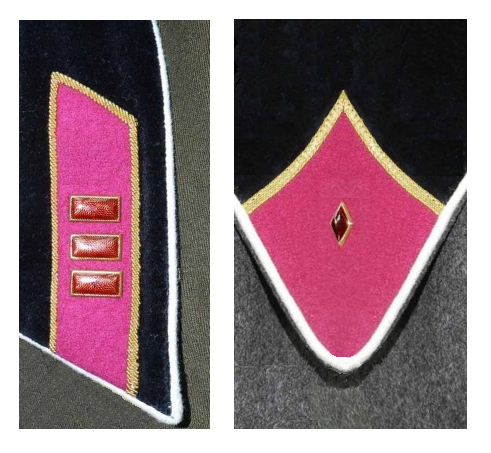
Форма слушателей АГШ (1936—1940 гг.): знаки различия полковника (гимнастерка и френч) и комбрига (шинель)

- особое обмундирование слушателей и преподавателей Академии Генерального штаба РККА (АГШ РККА) (приказ НКО № 191), сформированной специальным совсекретным приказом НКО № 0058 11 апреля 1936 г.[45][46]:
  - фуражка существующего образца с малиновым околышем, белыми кантами и металлической пятиконечной звездой на околыше;
  - френч и гимнастёрка существующего образца защитного цвета с белыми кантами и чёрным отложным бархатным воротником с петлицами, на рукавах — нарукавные знаки;
  - шинель существующего образца из серого драп-кастора, воротник на 17 см от концов покрыт чёрным бархатом, окантовка обшлагов и воротника — белая, воротник с петлицами, на рукавах — нарукавные знаки;
  - брюки навыпуск цвета хаки с малиновым 3 см лампасом и белым кантом по центру лампаса; бриджи (в сапоги) темно-синего цвета с аналогичными лампасами и кантом;
  - сапоги, ботинки, снаряжение — существующего образца.
- знак отличия для снайперов РККА — малиновый галун вдоль планки гимнастёрки (приказ № 2 НКО).
- для жарких районов (СКВО, ЗакВО, САВО, Крыма) — всему личному составу вместо пилотки устанавливалась х/б панама (по образцу «тропического шлема» войск НКВД образца 1935 г., но с иным расположением вентиляционных отверстий) защитного (в АБТВ — стального) цвета; спереди пришивалась суконная звезда красного цвета, единая для всех родов войск (Приказ НКО № 61 16.03.1938)[47], поверх нее — кокарда в виде красной эмалевой звезды РККА.

### Изменения 1939—1940 гг.
Многие из элементов формы второй половины 30-х гг. оказались весьма затратными в производстве, дорогостоящими и неудобными для повседневной эксплуатации и организации военно-вещевого снабжения, однако они выполняли другую главную задачу — повышение авторитета Красной Армии и её комначсостава за счёт эстетики внешнего вида военнослужащего.
Тем не менее, в 1938—1940 гг. закончилось относительно мирное время 1930-х гг., наступил период активного участия РККА в военных конфликтах. Это дало повод, а иногда и прямо заставило руководство страны и армии посмотреть на обмундирование и его основные черты с точки зрения потенциальной войны, а не только парадных маршей. Выводы были сделаны уже весной 1940 года. Особое уделялось внимание разработке новых элементов зимнего обмундирования и вещей комбинированной носки.
- Стальной шлем СШ-36 заменялся на более удобный СШ-40.
- Отменялся зимний шлем (будёновка), не позволявший из-за высоко выступающего шишака комбинированное ношение стального шлема. В качестве общего зимнего головного убора вводилась шапка-ушанка из искусственного (для комсостава — за плату — из натурального) меха. Приказом НКО № 187 от 5 июля 1940 года отменялось ношение шапки-финки.
- Несмотря на то, что в условиях Советско-финляндской (Зимней) войны комначсостав нес большие потери из-за работы снайперов противника, меры по дополнительной маскировке походного обмундирования не только не были приняты, но даже не рассматривались компетентными органами. Решалась проблема иного плана — как выделить строевого командира и подчеркнуть его привилегированное положение, особенно на фоне множества представителей военно-политического, технического, административного и военно-медицинского состава. Нарукавные знаки комсостава и золотая кайма петлиц, изначально призванные решить указанную задачу, с ней не справлялись либо справлялись плохо, так как алые угольники зрительно плохо «читались» на шинелях (серый драп) и гимнастёрках (хаки), особенно издали. Поэтому летом 1940 г. были введены новые нарукавные знаки различия для командного состава РККА, сочетающие алые и золочёные (галунные) угольники.
- Тем же летом галунная окантовка петлиц комсостава была заменена окантовкой из крученой золочёной канители. Сами комсоставские петлицы при этом незначительно изменили размеры.
- В связи с введением генеральской формы с лампасами на брюках и бриджах была отменена специальная форма одежды слушателей и преподавателей АГШ РККА (июль 1940 г.).
- установлены эмблемы на петлицы пехоты (скрещенные винтовки на фоне мишени, («мишень»)) и кавалерии (скрещенные сабли-шашки на фоне подковы («подкова»)).
- В ноябре 1940 г. произошли изменения в званиях и знаках различиях и для младшего комсостава — для младших командиров введены сержантские звания.

В 1940 году в состав СССР вошли три прибалтийские республики — Латвия, Литва, Эстония. Армии этих государств были преобразованы в территориальные корпуса (24-й, 26-й, 22-й соответственно) в составе РККА (учреждался ПрибОВО — Прибалтийский особый военный округ). Личный состав сохранил принятую для них на тот момент униформу, но с новыми красноармейскими знаками различия.

### ГАЛЕРЕЯ: Форма одежды РККА (декабрь 1935 — январь 1941 г.). Реконструкция.

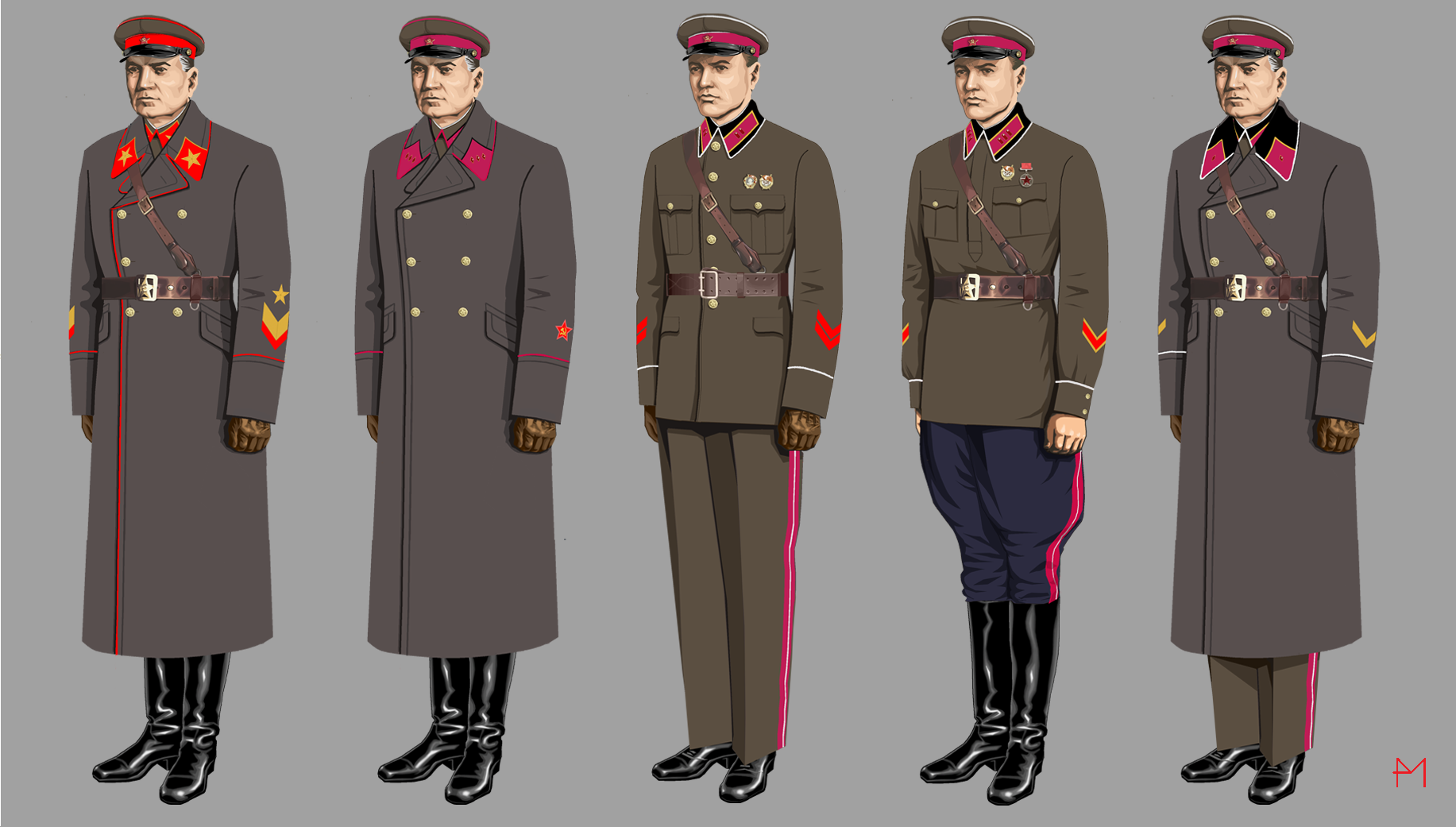
1
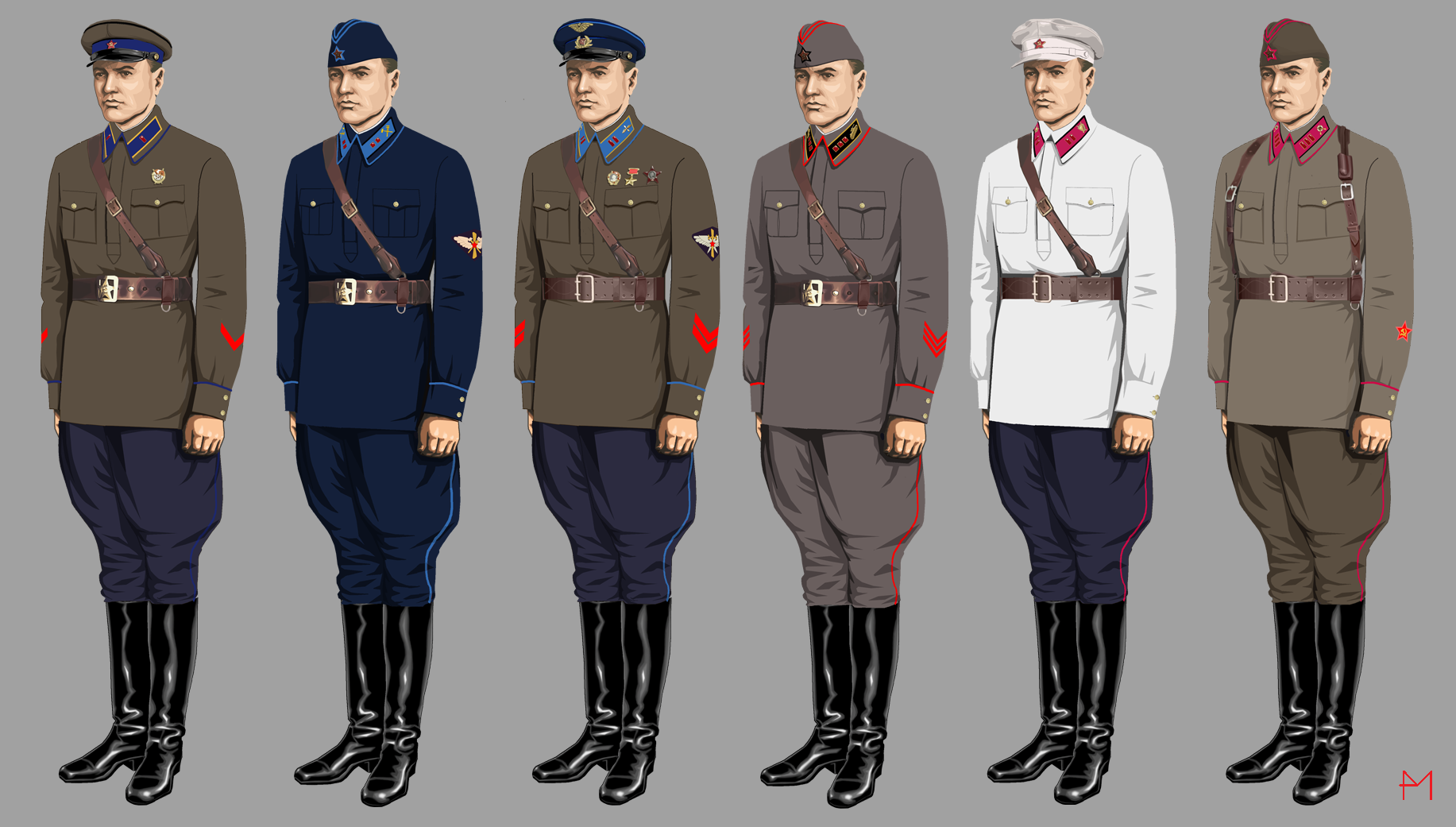
2
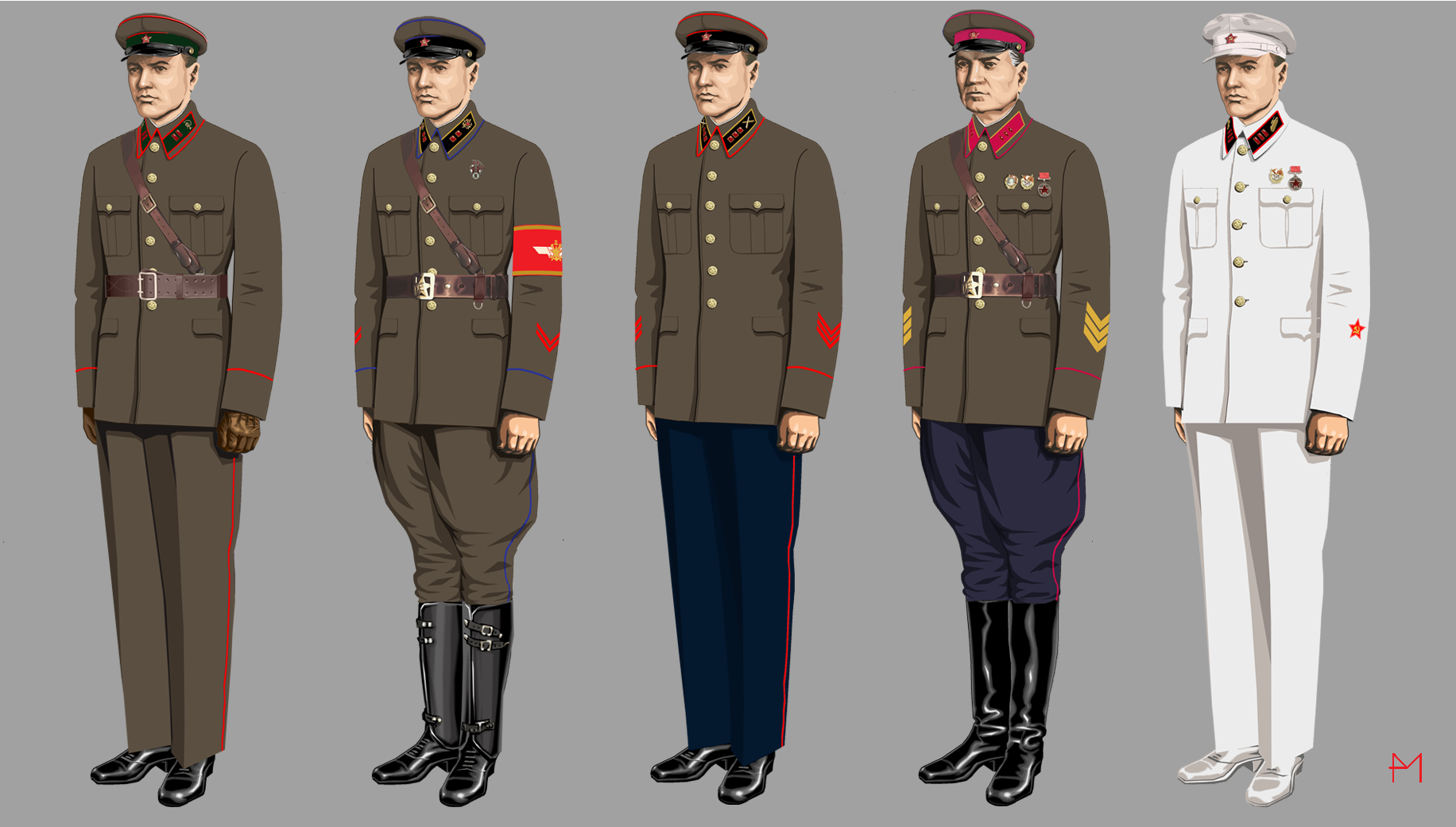
3
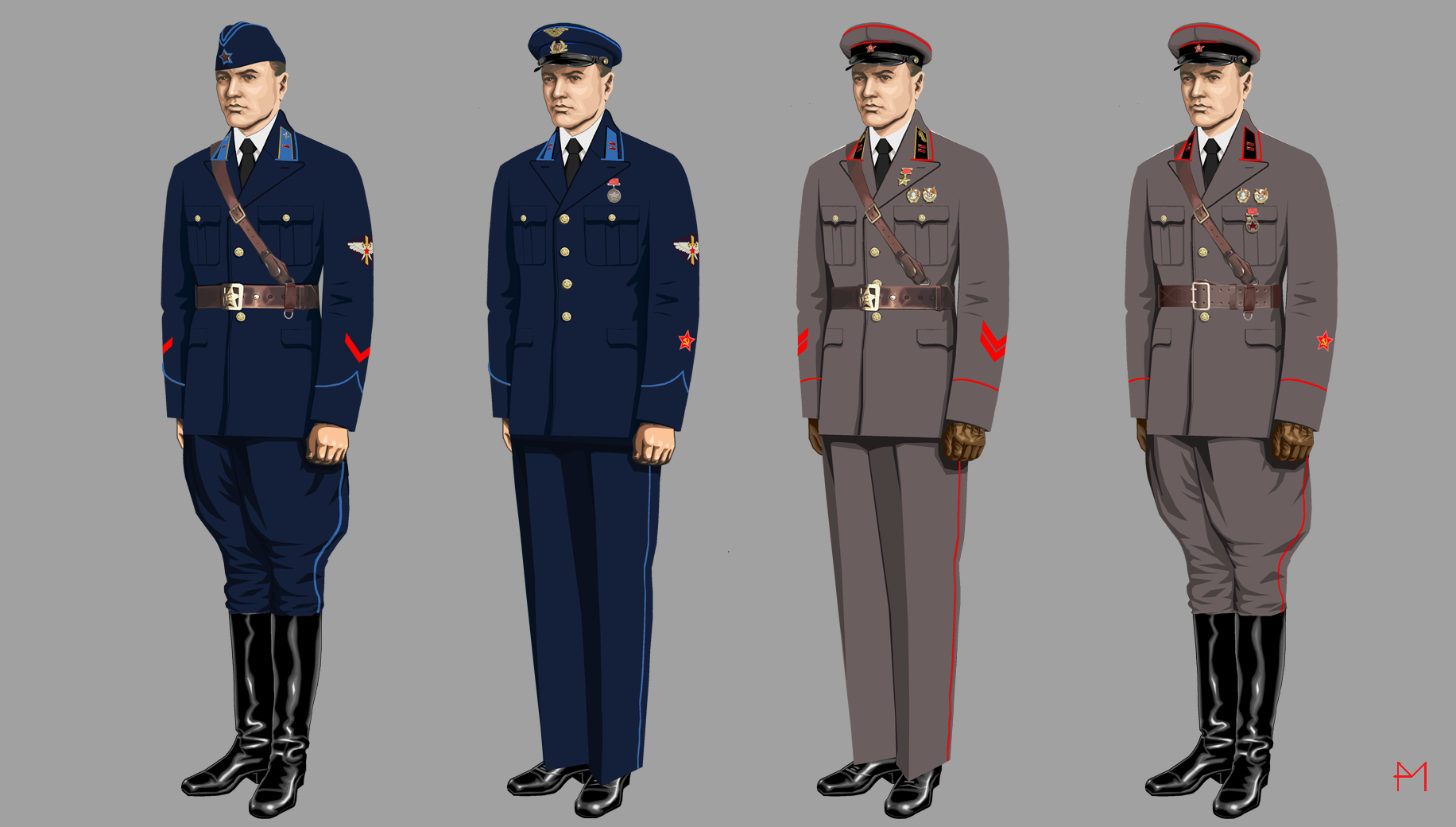
4
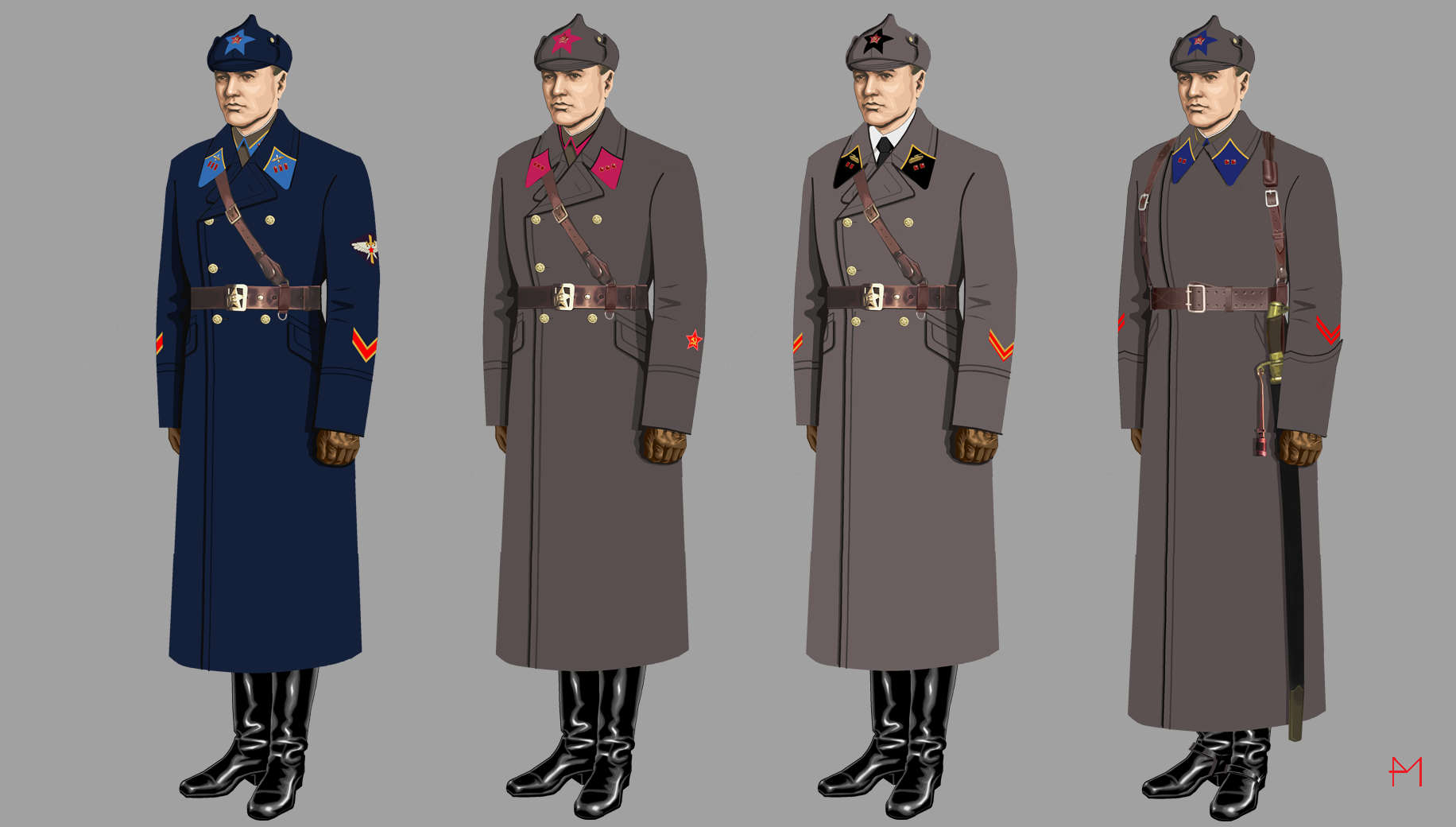
5
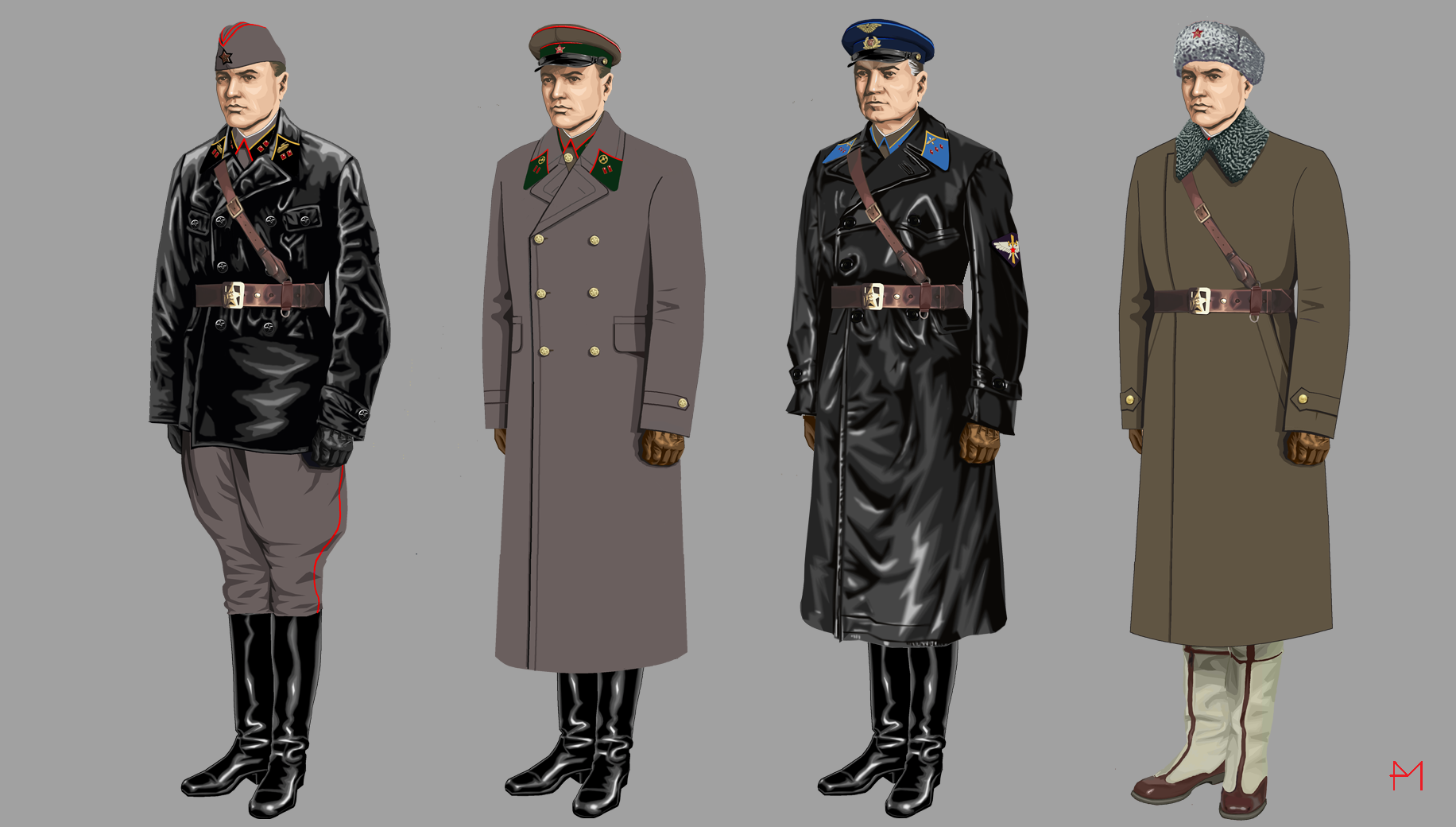
6
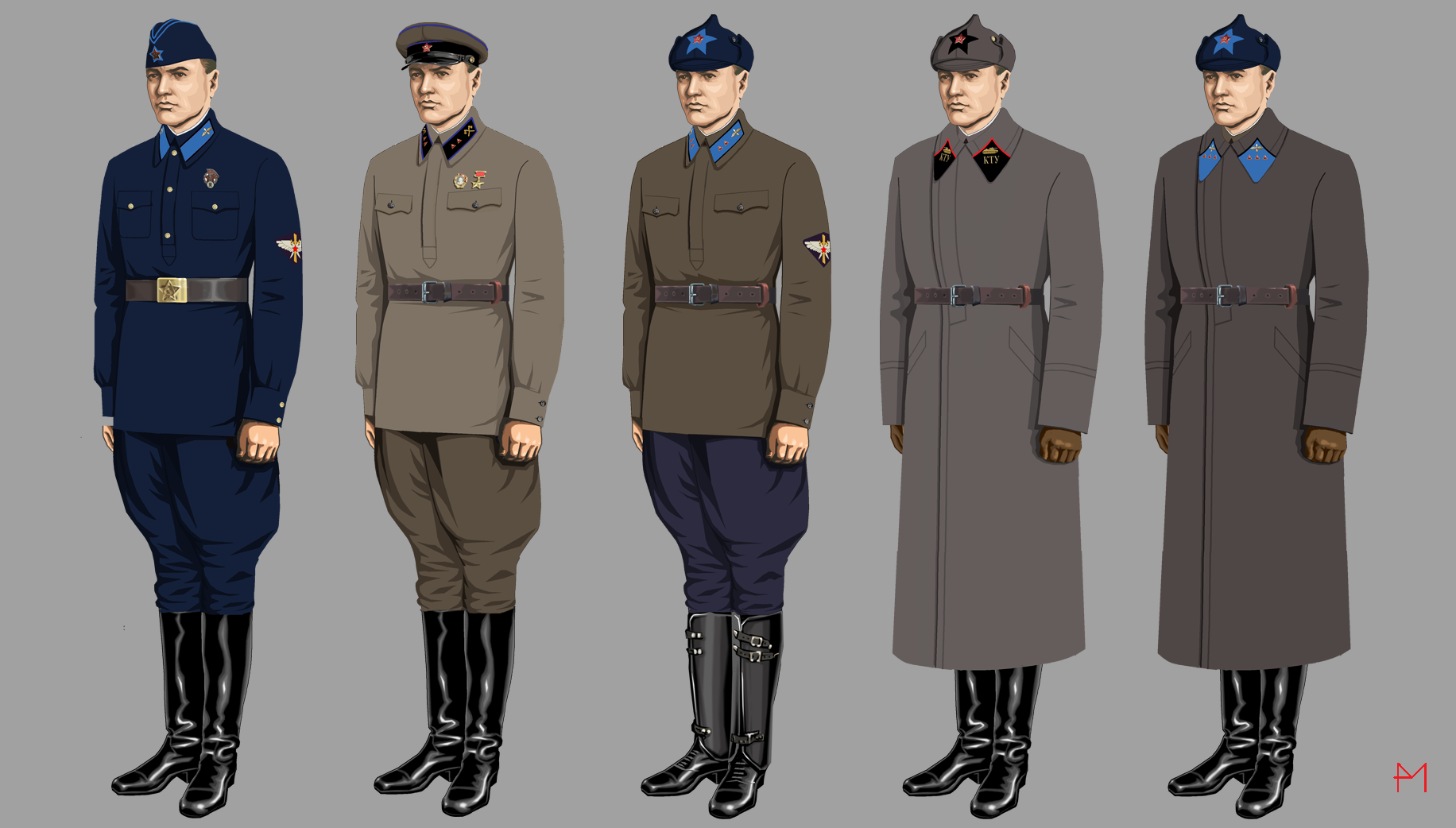
7
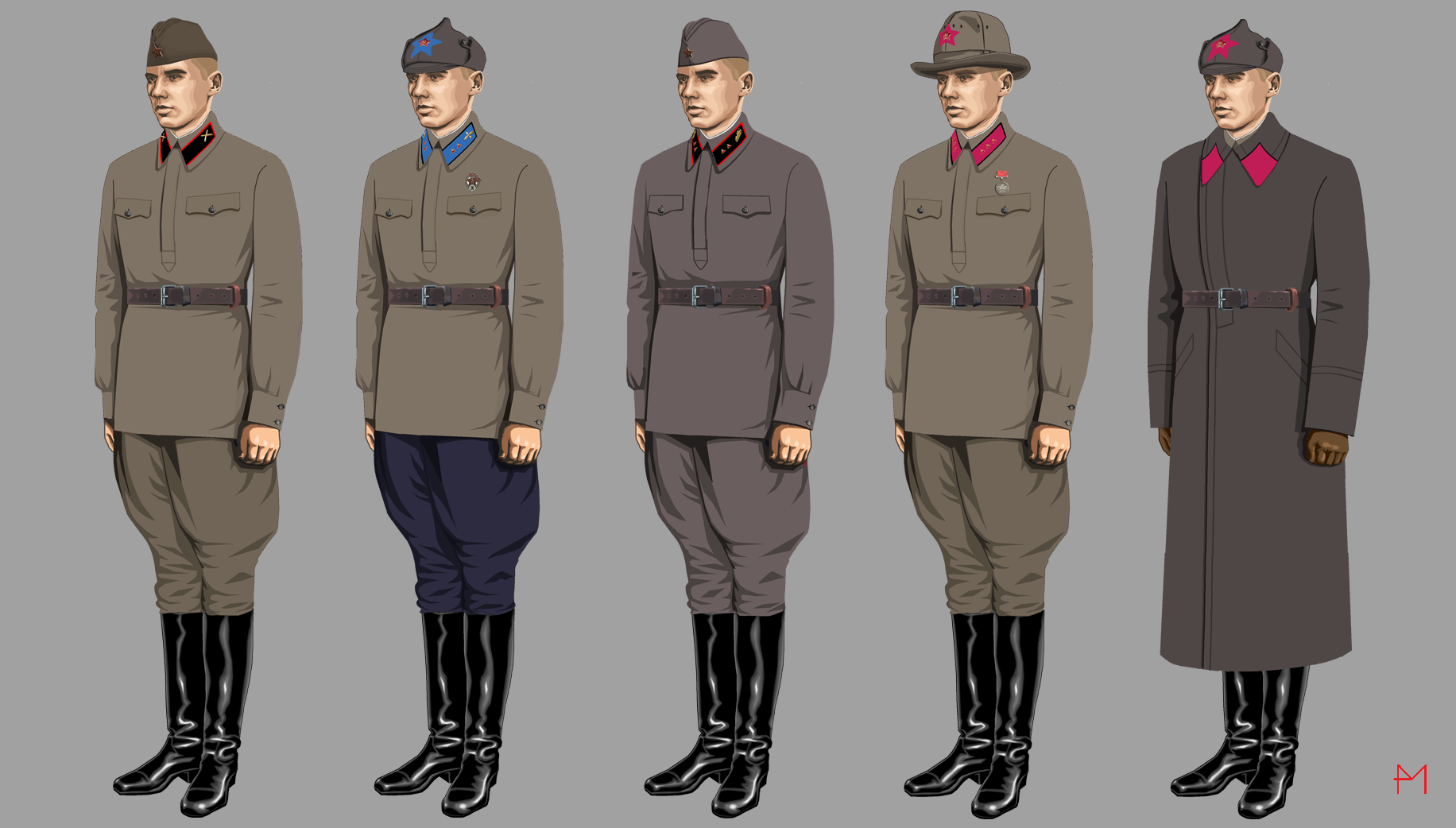
8

1 — Маршал Советского Союза (для строя) и корпусной комиссар (вне строя) в шинелях; майор (во френче, вне строя), полковник (в гимнастерке) и комбриг (в шинели, вне строя) Академии Генерального штаба (1937—1940).
2 — Гимнастерки: капитан кавалерии, воентехник (ВВС), майор (ВВС, с 1939 г.), старший лейтенант (АБТВ), военюрист 2-го ранга (летняя белая гимнастерка), старший батальонный комиссар (походная форма, с 1940 г.).
3 — Френчи: Военврач 2-го ранга (вне строя), лейтенант ВОСО (для строя, при несении службы), старший лейтенант артиллерии (вне строя, с 1938 г.), комкор (для строя, с 1938 г.), старший батальонный комиссар АБТВ в летнем кителе (вне строя, с 1940 г.).
4 — Френчи ВВС и АБТВ: капитан ВВС, батальонный комиссар ВВС (вне строя, с 1938 г.), майор АБТВ (вне строя), батальонный комиссар АБТВ.
5 — Зимняя форма: Полковник (ВВС), политрук (пехота), лейтенант (АБТВ) (с 1940 г.), лейтенант (кавалерия, в полном снаряжении) — для строя.
6 — Нетабельные элементы обмундирования: Лейтенант АБТВ в кожаной (кирзовой) куртке танковых частей, интендант 2-го ранга в летнем плаще-пальто (с 1938 г.), комкор ВВС в кожаном пальто, комначсостав в бекеше, бурках и шапке-финке.
7 — Форма сверхсрочников и курсантов: курсант училища ВВС в одном из вариантов неустановленной парадной формы (1938 г.), отделенный командир (инженерные войска) в летней форме, отделенный командир ВВС в зимней форме, курсант училища АБТВ в зимней форме, помкомзвода ВВС в зимней форме.
8 — Форма военнослужащих срочной службы: красноармеец (артиллерия) в летней форме, отделенный командир (ВВС) в зимней форме, отделенный командир (АБТВ) в летней форме, помкомвзвода (пехота) в летней форме в панаме (с 1938 г.), красноармеец (пехота) в зимней форме.

### Киновоплощения
- Глубокий рейд (1937).
- Если завтра война (1938).
- Истребители (1939).
- Эскадрилья номер пять (1939).
- Танкисты (1939).
- Сердца четырёх (1941—1945).
- Два друга (1941).
- В тылу врага (1941).
- Фронтовые подруги (1941).
- Машенька (1942).
- Парень из нашего города (1942).

## 1940—1950-е гг

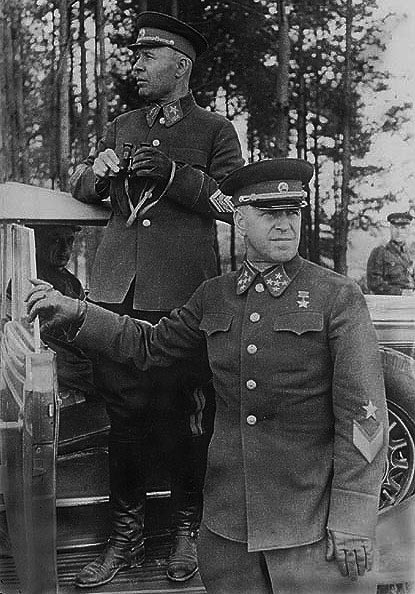
Маршал Советского Союза С. К. Тимошенко и генерал армии Г. К. Жуков в повседневной генеральской форме, 1940 год

См. также: Военная форма РККА (1936—1945), Военная форма ВС СССР (1946—1968)
7 мая 1940 года были введены генеральские (генерал-майор, генерал-лейтенант, генерал-полковник, генерал армии) и адмиральские (контр-адмирал, вице-адмирал, адмирал) персональные звания, заменившие прежние звания «комдив», «комкор», а также звания командармов в сухопутных войсках и в ВВС и звания флагманов в ВМФ. Все высшие командиры Красной Армии (пехота, кавалерия, инженерные войска, ВВС, АБТВ, артиллерия, химические войска, технические войска, интендантская служба, войска связи), имеющие прежние звания, должны были быть переаттестованы на новые, генеральские, специальными комиссиями. Генеральские звания вводились только для командного состава (в том числе и войск НКВД), а также интендантской и военно-технических служб. Для остальных категорий военнослужащих, например, высшего военно-политического или военно-юридического состава, генеральские звания не вводились.
Для некоторых представителей высшего комсостава (особенно для прошедших репрессии) процесс переаттестации затянулся непосредственно до начала Великой Отечественной войны, в которую они вступили в старых, формально отменённых званиях (Л. Г. Петровский (комкор), Ф. Ф. Жмаченко (комбриг), Я. С. Фоканов (комбриг), Н. А. Гусевский (комбриг) и др.) и обычной форме РККА образца 1935 года.
Примечание: В данном разделе не даётся подробное описание знаков различий, войсковых эмблем и т. д.

### Форма генералов РККА и Маршалов Советского Союза

Петлицы и нарукавные знаки генералов. 1940—1941

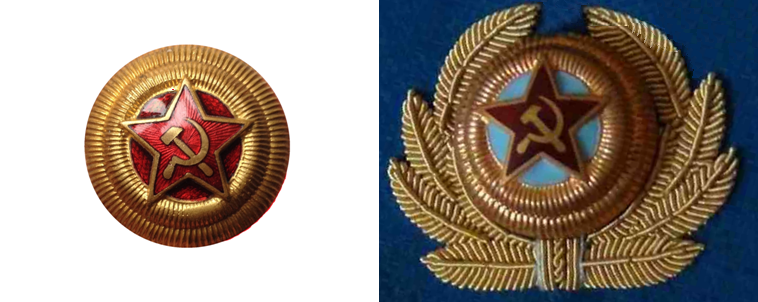
Кокарды на фуражки Маршалов Советского Союза и генералов (1940 г.), справа — генералов ВВС

Летом 1940 г. была введена форма для генералов РККА и Маршалов Советского Союза. Она состояла из трёх видов — парадная, повседневная и походная (до этого в РККА само понятие «парадная форма» было условным и официально в приказах не употреблялось). Так получилось, что основные элементы этой формы оказались весьма удачными и предопределили эволюцию формы одежды в отечественных сухопутных войсках и ВВС как минимум на два десятилетия вперед, хотя и копировали некоторые зарубежные (в частности, немецкие) образцы.
Парадная форма (приказ НКО № 212 от 13 июля 1940 г.) состояла из следующих элементов:
- серо-стальной однобортный мундир без нагрудных карманов со стояче-отложным воротником, с кантом по краю воротника, шестипуговичному борту, задним карманам и фигурным обшлагам. Для Маршалов Советского Союза к парадной форме вводился специальный знак отличия — Маршальская Звезда. Воротник при небольшом отступе от края дополнительно окантовывался золотистым двойным сутажем. Цвет канта — малиновый для инженерных войск, интендантской службы, военно-технических служб и войск связи, голубой — для ВВС, красный для остальных представителей генералитета, генералов армии и Маршалов Советского Союза. Цвет петлиц — малиновый для инженерных войск, интендантской службы, военно-технических служб и войск связи, голубой — для ВВС, чёрный — для танковых войск и артиллерии, красный — для всех остальных представителей генералитета, генералов армии, а также Маршалов Советского Союза.
- фуражка — из серо-стальной мериносовой ткани со специальной генеральской кокардой (две круглые наложенные друг на друга золотые бухты с красноармейской звездой на красном фоне по центру; в ВВС — звезда кокарды на голубом фоне, кокарда с эмблемой (лавровым венком) и лётным знаком на тулье), а также особым золотистым филигранным шнуром вместо подбородного ремешка. Канты — в тон мундирным. Цвет околыша — цвета петлиц.
- светло-синие брюки с двойными лампасами и кантом в цвет мундирных кантов (для строя), кожаный ремень установленного образца.
- серо-стальные в тон мундира брюки с двойными лампасами и кантом, навыпуск (вне строя).

Повседневная генеральская форма включала в себя
- китель защитного цвета на пяти гербовых пуговицах (воротник и прямые обшлага с окантовкой как на парадном мундире) с двумя нагрудными карманами с клапанами;
- фуражку с кокардой (в ВВС — с эмблемой и летным знаком на тулье) по образцу парадной — но с верхом защитной диагонали. Цвета околыша и кантов — как на парадной;
- для строя — синие брюки-бриджи (в сапоги), облегченное снаряжение М35;
- вне строя — синие брюки-бриджи (в сапоги) или брюки тёмно-синего цвета, с двойными лампасами и кантом (с ботинками, навыпуск). Расцветка лампасов, кантов и петлиц — как на парадной форме.

Замена филигранного ремешка фуражки на лакированный, бриджи цвета хаки в сапоги и полное полевое снаряжение превращали повседневную форму в походную.
Для зимней формы были предусмотрены
- шинель (парадная серо-стальная, повседневная и походная — из серого драпа) двубортная на шести гербовых пуговицах с кантами по воротнику, борту, хлястику, задним карманам, фигурным (с 1941 — прямым) обшлагам; расстояние от земли до полы — 27 см, в кавалерии и конной артиллерии — 18 см.); конструктивно парадная и повседневная шинели не отличались; цвет кантов и петлиц — как на мундире и кителе; с шинелью могла носиться как фуражка (только с тульёй серо-стального цвета при повседневной форме вне строя), так и папаха; парадная шинель носилась и как повседневная вне строя;
- папаха — серого каракуля с верхом в цвет окантовки, обшитым золотым сутажем.

Летом вне строя разрешалось носить белый лёгкий китель без окантовки, фуражку с белым чехлом (либо летнюю белую фуражку с матерчатым козырьком, с кокардой) и белые брюки без лампасов и кантов навыпуск с белыми ботинками (либо традиционные синие с лампасами — в сапоги или навыпуск с чёрными ботинками).
Генералы ВВС фактически утратили лётный шеврон на левом рукаве — никакими приказами его ношение не предусматривалось, хотя формально он не был отменен.
Холодное оружие
К парадной (для генералов пехоты (кавалерии) и артиллерии — в некоторых случаях и к походной) форме полагалось холодное оружие (утверждено несколько позже всего комплекта обмундирования, в декабре 1940 г.). Шашка — для общевойсковых генералов и генералов артиллерии — с полированным и хромированным клинком, с рукояткой из неолейкорита цвета слоновой кости, арматура латунная, хромированная с резным или штампованным рисунком. Ножны металлические полированные. Шашки изготавливаются длиной на три роста: 970, 1030 и 1090 мм. Носилась на портупее черного цвета, надеваемой под мундир (летняя для строя) или под шинель (зимняя вне строя; эфес шашки пропускается через левый карман шинели), а также — пристегнутой к поясу (зимняя парадная для строя). Генералам кавалерии данная шашка не полагалась. Для них осталась шашка обр. 1927 года.
Для езды верхом к сапогам пристегивались шпоры.
Кортик — для генералов танковых, инженерных, технических войск, войск связи, авиации и интендантской службы — с полированным и хромированным четырехгранным клинком, рукоятка и арматура из тех же материалов, что и на шашке. Носился на портупее черного цвета, надеваемой под мундир.
Таблица: Изменение знаков различия Маршалов Советского Союза
|                            | 1935-1940 гг.    | 1935-1940 гг.    | 1940-1943 гг.    | 1940-1943 гг.    |
| -------------------------- | ---------------- | ---------------- | ---------------- | ---------------- |
| Петлицы и нарукавные знаки | петлица ркм 1936 | петлица ркм 1936 | петлица ркм 1936 | петлица ркм 1936 |

### Изменения в форме одежды 1941 г.
Введение специальной генеральской униформы было лишь первым шагом на пути масштабной реформы обмундирования РККА. Промежуточным этапом преобразований можно считать первую половину 1941 года, когда был разработан целый ряд усовершенствований и новшеств — прежде всего, ведение различия формы мирного и военного времени, а также парадной формы для всего личного состава РККА. Последняя была впервые показана (и в таком масштабе — в последний раз) на параде 1 мая 1941 г. на Красной площади в Москве. Форма для парада была пошита в рекордные сроки, тогда как в войсках переход на неё был растянут на длительное время, до лета-осени 1942 г., то есть до истечения сроков носки старого обмундирования.
Вводились новые виды обмундирования и элементы формы. Все войсковые расцветки были оставлены без изменения.

#### Командный и политический состав
Парадный мундир (для командиров и политработников (заместителей по политической части)  строевых частей всех родов войск РККА) — защитного цвета со стояче-отложным воротником (с петлицами существующего образца) на пяти золотых пуговицах со звездой и не имел нагрудных карманов; задние карманы с листочками (воротник, борт, обшлага — с кантами).
К мундиру для ношения в строю полагались бриджи (в сапоги) в тон мундиру, с кантами. В строю обязательно полагался поясной ремень коричневой кожи установленного образца (за основу было взято облегчённое снаряжение М35). На рукавах — установленные нарукавные знаки; в ВВС — на левом рукаве лётный или технический знак, вышитый на клапане в тон кителя.
Фуражка осталась без изменений, с цветными околышами и кантами. В ВВС околыш стал голубым, а цвет тульи был заменен на защитный — в тон кителю и бриджам; все эмблемы на фуражке сохранялись без изменений. Эта же фуражка могла использоваться и при повседневной форме. Фуражка ВВС образца 1936—1937 гг. синего цвета фактически отменялась, хотя многие летчики продолжали её носить даже во второй половине Великой Отечественной войны.

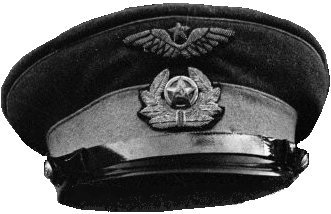
Фуражка ВВС образца 1941 г.

Примечательно, что в новых мундирах в парадных расчётах по Красной площади 1 мая 1941 г. шли преподаватели и слушатели военно-технических, военно-юридических, административно-хозяйственных академий и факультетов, хотя введение парадного обмундирования официально предполагалось только для строевых командиров и политработников.
И к парадной, и к повседневной форме комначсостава на мирное время устанавливалась шинель на пяти пуговицах, крой которой напоминал офицерское пальто РИА и шинель генералов обр. 1941 г. На военное время вводилась однобортная шинель, аналогичная курсантской.
Шапка-ушанка (введённая годом раньше) осталась без изменений.
Не изменились повседневная и полевая гимнастёрки образца 1935 г.

#### Сержанты, красноармейцы, курсанты
Парадный мундир курсантов военных училищ и сержантов срочной и сверхсрочной службы отличался внешне качеством материала (у курсантов и сержантов— шерсть, у рядовых — х/б), пуговицами белого металла (у рядовых — чернение), окантовкой воротника и обшлагов и ремнём с золотой латунной бляхой (у рядовых — ремень с однозубой рамкой). Мундир не имел нагрудных карманов (задние — конструкцией как у комсостава), воротник стоячий, с петлицами. Фуражка для курсантов, сержантов и рядовых отменялась и заменялась пилоткой без окантовок.
Описанная выше парадная форма формально существовала без изменений до введения погон в начале 1943 г., хотя применялась нечасто и недолго: из-за начавшейся войны необходимость в парадной форме надолго отпала (за исключением, возможно, специальной столичной роты почетного караула (числящейся, впрочем, в составе войск НКВД) для встреч официальных почетных гостей или официальных церемоний). Поэтому использование парадной формы фактически ограничилось только первомайским парадом.
Гимнастёрка осталась как элемент повседневной, рабочей и полевой формы. Шинель рядовых, курсантов и сержантов-срочников осталась без изменений, сержантам и старшинам сверхсрочной службы была установлена шинель на пяти пуговицах, аналогичная комначсоставской.
Осенью 1941 — зимой 1942 комплекты установленной формы образца 1941 года выдавали для повседневной носки курсантам тыловых военных учебных заведений, а также военнослужащим тыловых гарнизонов и команд (рядовые и сержанты) и т. д. вместо традиционных гимнастёрок. Поскольку курсанты после нескольких месяцев подготовки, получив командирское звание, часто отправлялись на фронт в своём же, курсантском обмундировании, но с лейтенантскими знаками различия, новую форму можно встретить на фронтовых фотографиях.

### Другие нововведения 1941 года

Варианты полевых петлиц генералов РККА 1941—1942 гг.

В первом полугодии 1941 года (прежде всего, Постановлением Совнаркома от 18 января 1941 г.) и в первые месяцы войны были проведены следующие преобразования, направленные на достижение единообразия элементов униформы разных родов войск и служб, а также максимальное приближение формы мирного времени к форме военного времени:
- изменены нормы отпуска вещевого довольствия в мирное и военное время; на военное время изменена конструкция некоторых элементов обмундирования и снаряжения; отменены
  - открытые френчи АБТВ и авиации (закрытый защитный френч с кантами, на шести пуговицах оставался в качестве единого обмундирования для комначсостава тыловых учреждений и штабов (с брюками хаки, но фактически использовались и синие брюки образца 1938 г.)); синяя фуражка в ВВС заменялась защитной с голубым околышем и кантами;
  - окантовка пилоток комсостава, фуражки для курсантов;
  - специальное обмундирование казачьих войск;
  - синие брюки и бриджи комначсостава (кроме генералов);
  - краги (с 1.02.41);
- изменена конструкция генеральских шинелей — обшлага с мыском заменены прямыми;
- установлена единая шинель для комначсостава на пяти пуговицах (кроме генералов); допущено использование комначадмсоставом в военное время однобортных шинелей по образцу шинелей курсантов, рядового и сержантского состава;
- внесены изменения и дополнения в форму для военнослужащих-женщин, разделённых на строевой и нестроевой состав. В феврале (приказ НКО № 005 от 1 февраля 1941 г.) были установлены: гимнастёрка и шинель существующего образца, пилотка, снаряжение, Галифе суконные и х/б (для строевого состава); гимнастёрка и шинель существующего образца, пилотка, снаряжение, юбка суконная и х/б синего цвета, берет синего цвета (для нестроевого состава); шинель и шапка-ушанка установленного в РККА образца. 2 июля 1941 нормы отпуска вещевого имущества для военнослужащих-женщин были дополнены суконным беретом цвета хаки, зимним и летним платьями и пальто на пяти пуговицах с открытыми лацканами. Эти виды обмундирования были установлены к носке с осени 1941 г. (приказ НКО № 261 от 3 августа 1941 г.) и предполагали «женскую специфику» в конструкции предметов одежды[51];
- установлена в военное время суконная фуражка цвета хаки без цветных элементов, с суконным ремешком и козырьком;
- с осени 1941 г. упрощена конструкция шапки-ушанки, а также качество материалов для ее пошива, в том числе с использованием искусственного меха или бобрика (для рядового состава);
- для сержантского и рядового состава на зимнее время вводилась куртка на вате (приказ НКО № 283), с октября 1941 г. — со стоячим воротником с петлицами;
- в августе 1941 года приказом НКО (приказ НКО № 253 от 1 августа 1941 г.) в действующей армии и маршевых частях отменялось ношение всех цветных элементов обмундирования и знаков различия. Этот приказ часто нарушался или даже в первое время не соблюдался вовсе, как правило, из-за проблем со снабжением и в связи с неистёкшим сроком носки обмундирования.

### ГАЛЕРЕЯ: Форма одежды Красной Армии 1940—1941 гг. (Реконструкция)

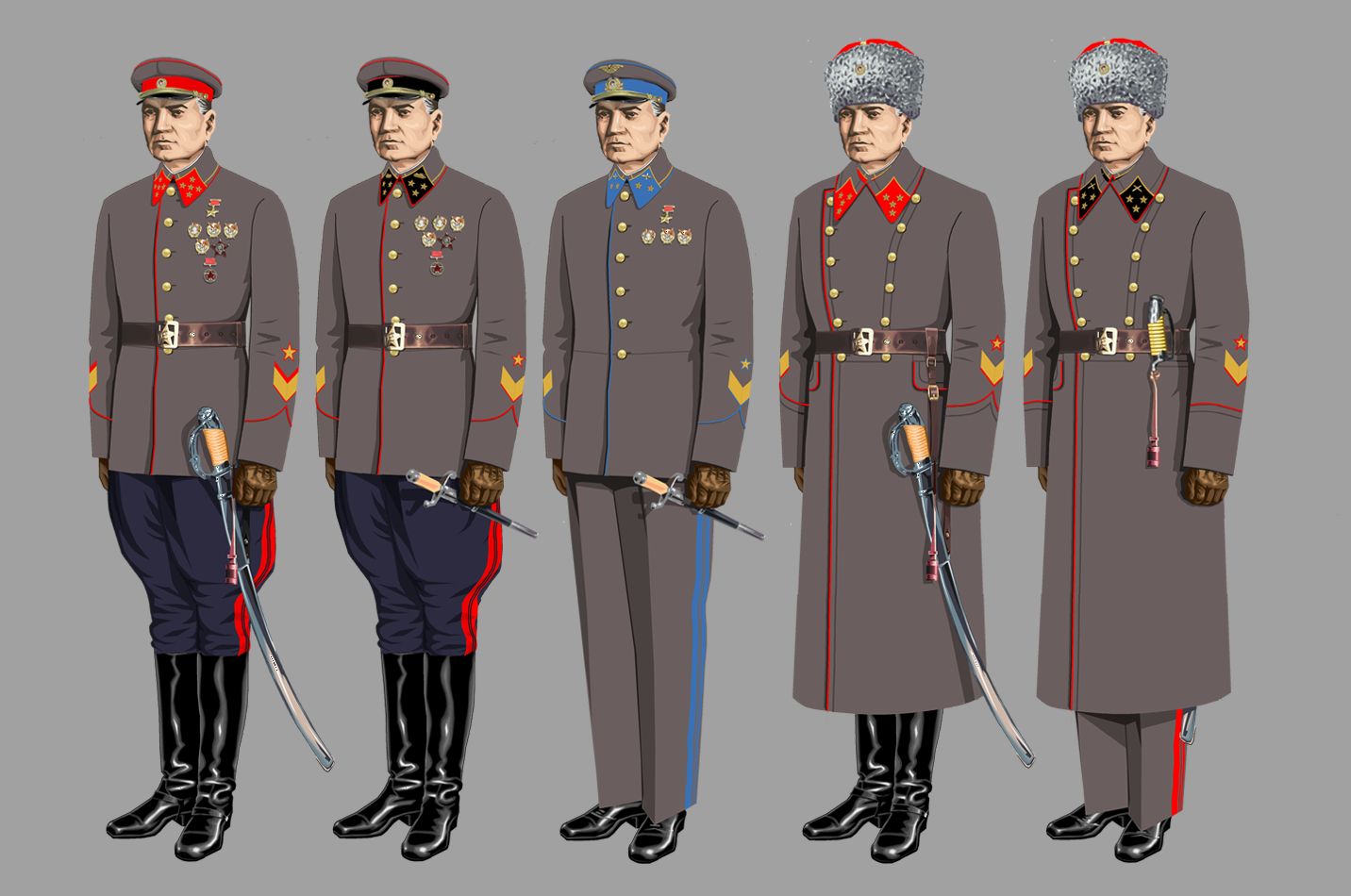
Парадная форма генералов. Летняя: генерал армии и генерал-лейтенант танковых войск (для строя), генерал-майор авиации (вне строя); зимняя: генерал-полковник (для строя), генерал-лейтенант артиллерии (вне строя, с 1941 г.).
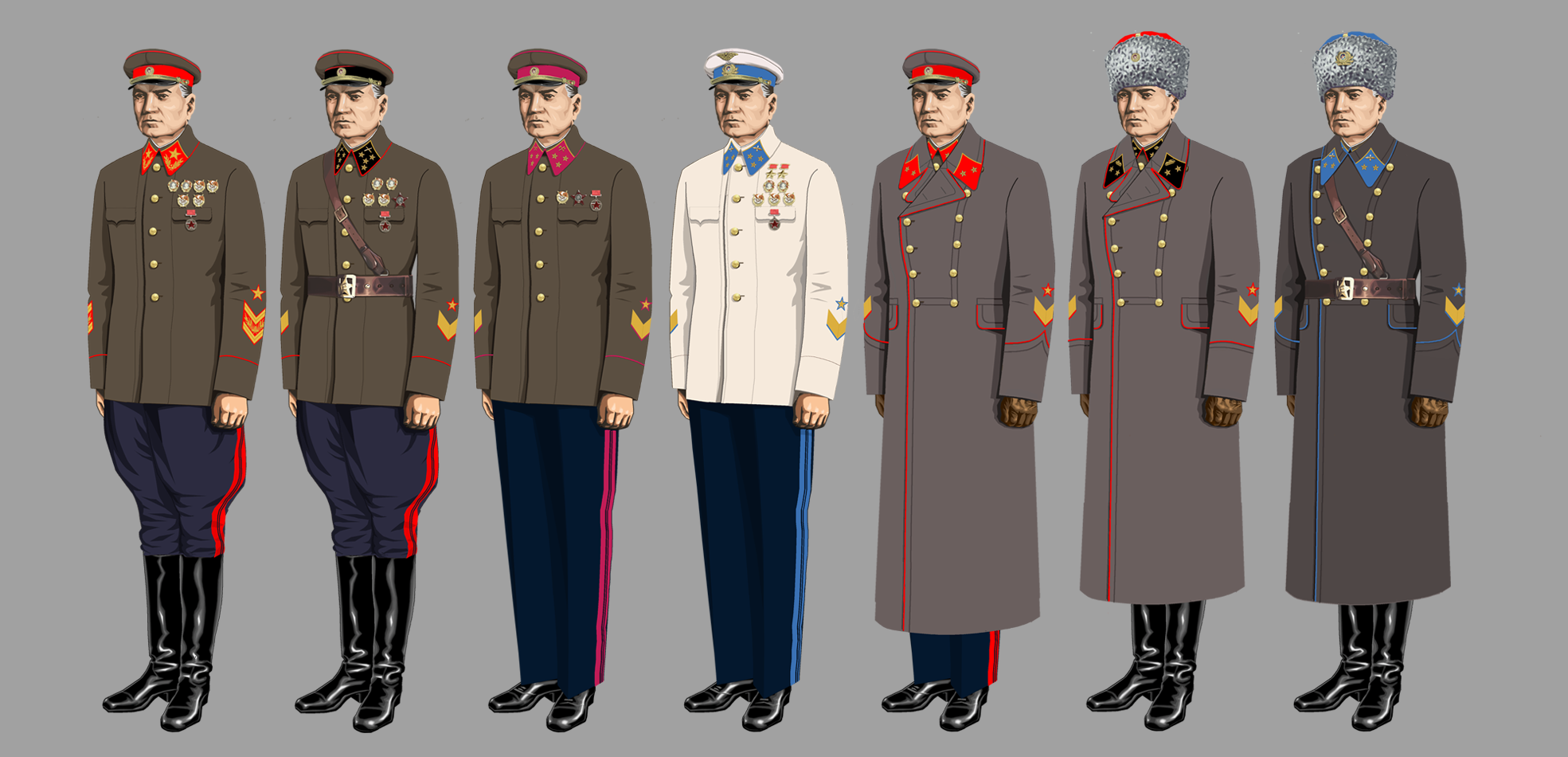
Повседневная форма генералов. Летняя: Маршал Советского Союза (вне строя), генерал-полковник артиллерии (для строя), генерал-лейтенант инженерных войск и генерал-лейтенант авиации (вне строя); зимняя: генерал-майор (кавалерия) и генерал-майор танковых войск (вне строя, с 1941 г.), генерал-майор авиации (для строя).
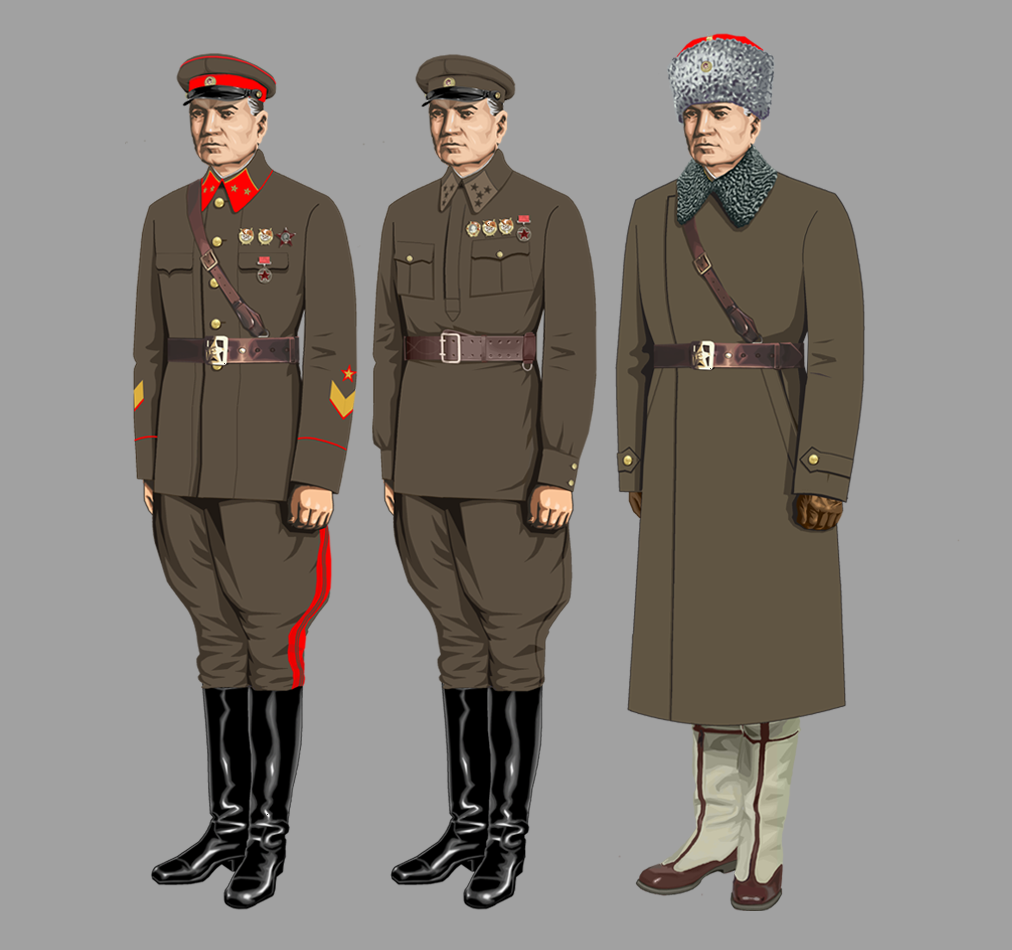
Походная форма генералов. генерал-майор в летней форме мирного времени, генерал-полковник (Действующая армия, осень 1941 г.), генерал в зимней форме в бекеше и бурках.
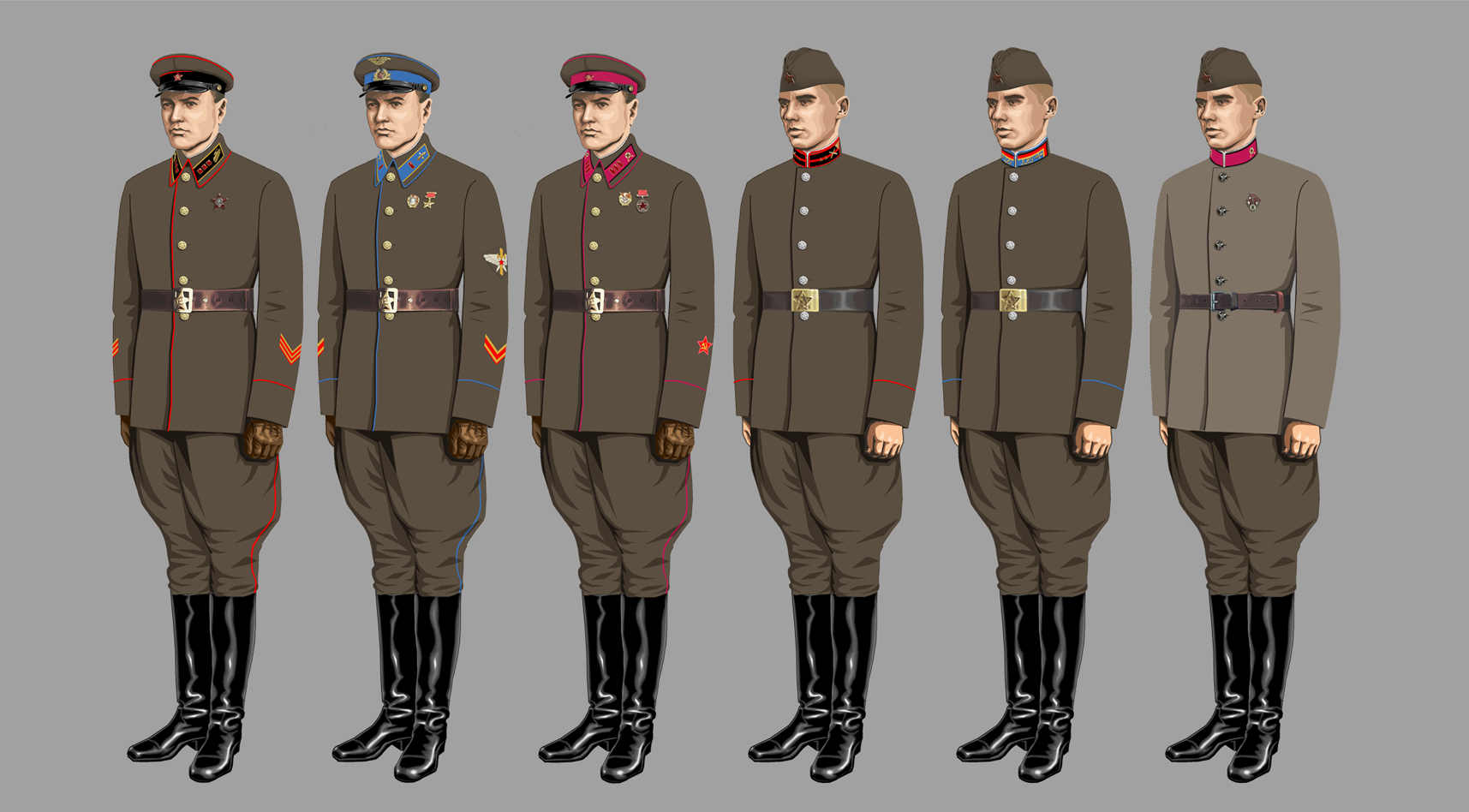
Парадная форма 1941 года: старший лейтенант (АБТВ), капитан (ВВС), старший батальонный комиссар (пехота), сержант (артиллерия), курсант (ВВС), красноармеец (пехота).
Изменения формы КА в 1-й половине 1941 г. Летняя: старший батальонный комиссар (АБТВ) во френче (штабы и тыловые учреждения), подполковник (инженерные войска, для строя), лейтенант (пехота, походная форма); зимняя: полковник (пехота, походная форма мирного времени), младший лейтенант (артиллерия, походная форма военного времени), батальонный комиссар (ВВС, вне строя)
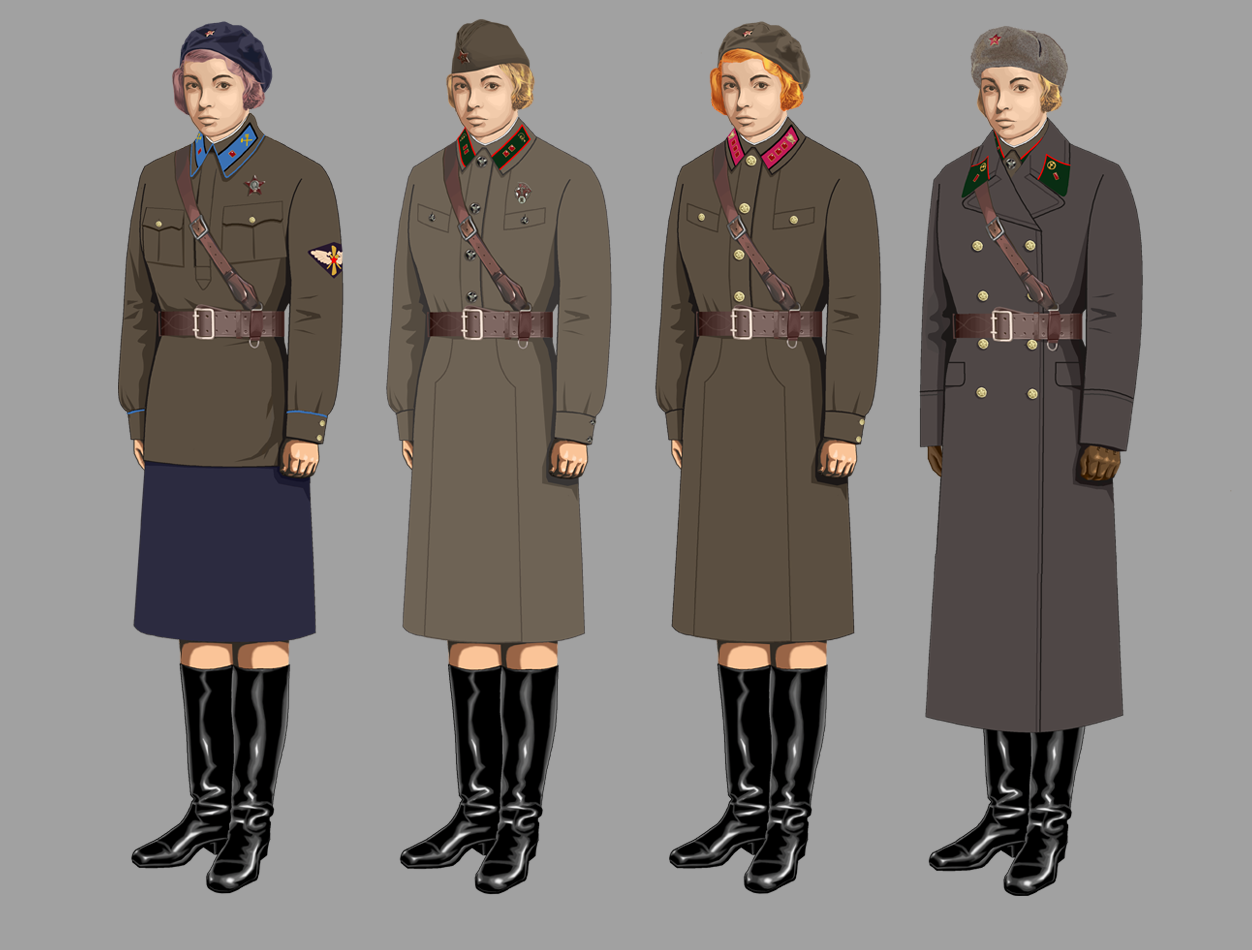
Форма одежды военнослужащих женщин (нестроевой состав): младший воентехник (с февраля 1941 г.), младший военфельдшер в платье летнем, военюрист в платье шерстяном и суконном берете, интендант 3-го ранга в пальто (с августа 1941 г.)

### 1942 год
В 1942 г. были произведены следующие нововведения, правда, не очень существенные и хорошо укладывающиеся в общее направление изменений униформы РККА в военное время:
- Для всех гвардейских частей введён знак «Гвардия» для ношения с правой стороны груди (приказ НКО № 167) (с 1943 г., когда на правой стороне новыми Правилами ношения будет предписано крепить ордена в форме звезды, знак «Гвардия» будет крепиться правее орденов или под ними). Несмотря на то, что знак был един для всех частей и подразделений, изготовление его в различных мастерских в кустарных условиях приводило к весьма интересному разнообразию[52];
- Для частей Истребительно-противотанковой артиллерии РККА (ИПТА) введён нарукавный знак (левый рукав) в виде чёрного ромба с золотистой (жёлтой шёлковой) вышитой эмблемой артиллерии по центру и красной окантовкой по краю[53];
- Введены нашивки за ранение (золотистые за тяжёлые и красные за лёгкие (пост. ГКО 2039; приказ НКО № 213), носившиеся на правой стороне груди. Этот элемент униформы просуществует до начала 1990-х гг., впрочем, некоторые военнослужащие использовали их и во время операции в Республике Чечня в 1999—2001 гг.);
- Изменена в сторону упрощения конструкция пилотки (обр. 1930 г.) — убраны вшитые канты и подкладка бортиков;
- 25 марта 1942 г. постановлением ГКО (ГО-КО-1492сс) шинели в тыловых частях заменены ватными куртками;
- Введены новые эмблемы инженерно-технического состава ВВС (крылатый авиационный двигатель с красной звездой по центру) и интендантской службы (последняя — распространение и на командиров генеральской интендантской эмблемы 1940 г.) (приказ НКО № 93; 121). Технические и интендантские звания заменялись командирскими строевыми;
- Летом 1942 г. (в связи с разработкой новых знаков различия (погон) и нового обмундирования) прекращено изготовление и использование однобортных шинелей для комадмначсостава, что практиковалось с осени 1941 г.; командирам и политработникам возвращена двубортная шинель обр. 1941 г, но из шинельного сукна;
- Отменена форма военнослужащих женщин обр. 1941 г.; вместо неё установлены (приказ НКО № 240 от 9 августа 1942 г.): берет полушерстяной, шапка-ушанка, шинель, гимнастёрка шерстяная и х/б, юбка шерстяная и х/б, чулки шерстяные и х/б, сапоги кожаные (начсостав) или кирзовые, телогрейка и Галифе ватные, валенки, перчатки (для рядового состава — двупалые) — для строевых частей и фронтовых учреждений; шинель, шапка, берет, гимнастёрка, юбка, чулки, сапоги, платье шерстяное и х/б — для тыловых учреждений.

Таблица: Знаки регулировщиков ДА (1941 г.), частей Истребительно-противотанковой артиллерии (1942 г.) и нашивки за ранения (1942 г.)
| Нарукавный знак регулировщиков ДА | Нарукавная повязка регулировщиков ДА | Нарукавный знак частей ИПТА | Нашивки за ранения |
| --------------------------------- | ------------------------------------ | --------------------------- | ------------------ |
| н/з 1941                          | н/з 1941                             |                             | н/з 1941           |

### Введение новой формы одежды и знаков различия — январь-февраль 1943 г.

#### Погоны: форма и расцветка

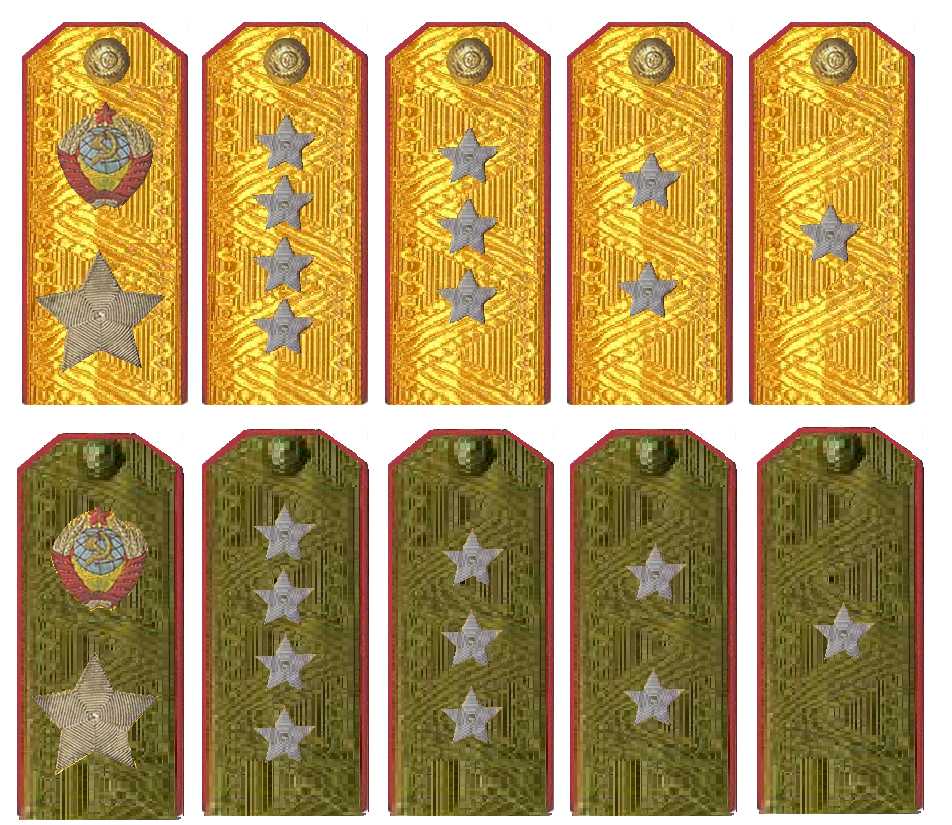
Погоны генералов и Маршалов Красной Армии 1943 г.

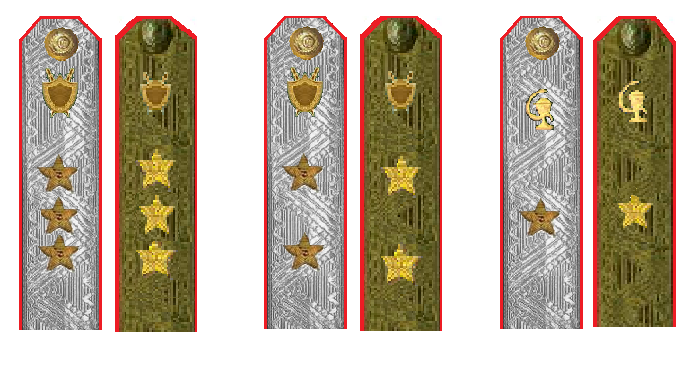
Погоны генералов юстиции, медицинской и ветеринарной служб 1943 г.

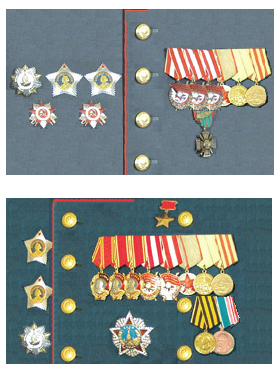
Размещение наград на парадных мундирах высшего комначсостава обр. 1943 г. (вверху) и 1945 г.

Во второй половине 1942 — начале 1943 г. прошла окончательная унификация уцелевших должностных званий с их полной заменой на командные. Снова вернулось в официальный лексикон слово «офицер» вместе с погонами и прежними знаками различия. Система воинских званий и знаков различия практически не менялась вплоть до введения института прапорщиков и мичманов в 1972 году. Знаки различия РККА образца 1943 года не являлись точной копией офицерских погон Российской Императорской армии (РИА), хотя и создавались на их основе. Так, чин полковника в царской армии обозначался погонами с двумя продольными просветами и без звёздочек; в Красной Армии званию «полковник» соответствовали два продольных просвета и три звёздочки среднего размера. Офицерские погоны образца 1943 года были пятиугольные, а не шестиугольные, как у офицеров РИА — шестиугольные погоны надели только высшие офицеры РККА.
Новая военная форма была похожа на форму дореволюционной армии и повторяла ряд её элементов, но не была её точной копией, а во многих чертах ей абсолютно не соответствовала.
Погоны (шестиугольные у генералов, пятиугольные у офицеров, сержантов и солдат) были двух видов — повседневные (они же — парадные) и полевые. Погоны генералов различались по цвету металла и размерам (у медиков, ветеринаров, юристов — узкие, с серебряным полем и шитыми золотистыми звездами и эмблемами служб, кант — красный). Офицерам было установлено также два приборных металла — золотой (командный состав) и серебряный (инженерно-технический и административный состав). Приборное сукно погон — по роду войск. Вверху погона крепилась пуговица (гербовая — у генералов, со звездой — у всех остальных).
Поле повседневного погона генералов и офицеров представляло собой основу из приборного металла с кантами и просветами приборного сукна; все знаки на погонах (вышитые или металлические) цветом были противоположны приборному металлу. Следует иметь в виду, что шитьё на мундирах высшего комсостава с этого времени всегда выполнялось в тон приборного металла погон. Поле полевых погон изготавливалось из защитного вышитого галуна (для генералов) или защитного сукна с бордовыми просветами (для офицеров), с кантами по роду войск и знаками различия и эмблемами того же металла, что и на повседневных погонах.
Повседневные (парадные) погоны рядовых, сержантов и старшин кроились из приборного сукна с соответствующей окантовкой (чаще всего расцветки совпадали с расцветками петлиц и кантов образца 1935 г.), знаки различия — лычки — приборного металла. Полевые погоны сержантов и рядовых были по образцу офицерских — защитные, с кантом приборного сукна, с эмблемами приборного металла и бордовыми лычками. На повседневных погонах трафаретом проставлялся номер части или службы.
Особняком стояли погоны «нестроевых служб» — военных медиков, ветеринаров, военных юристов. Их погоны (с серебряным приборным металлом) были по размеру у́же стандартных офицерских и генеральских погон, а на полевых погонах (также более узких) просветы были не бордовыми, а коричневыми. Генералы этих служб также имели серебряный прибор.
Таким образом, одним из самых главных нововведений стало разделение приборного металла офицеров на серебряный (адмхозначсостав, военно-медицинский и военно-юридический состав, инженерно-технический состав) и золотой (все остальные), при этом цвет пуговиц оставался единым золотым. У генералов серебряный прибор был установлен медицинской, ветеринарной и юридической службам.

#### Форма одежды генералов, маршалов родов войск и Маршалов Советского Союза

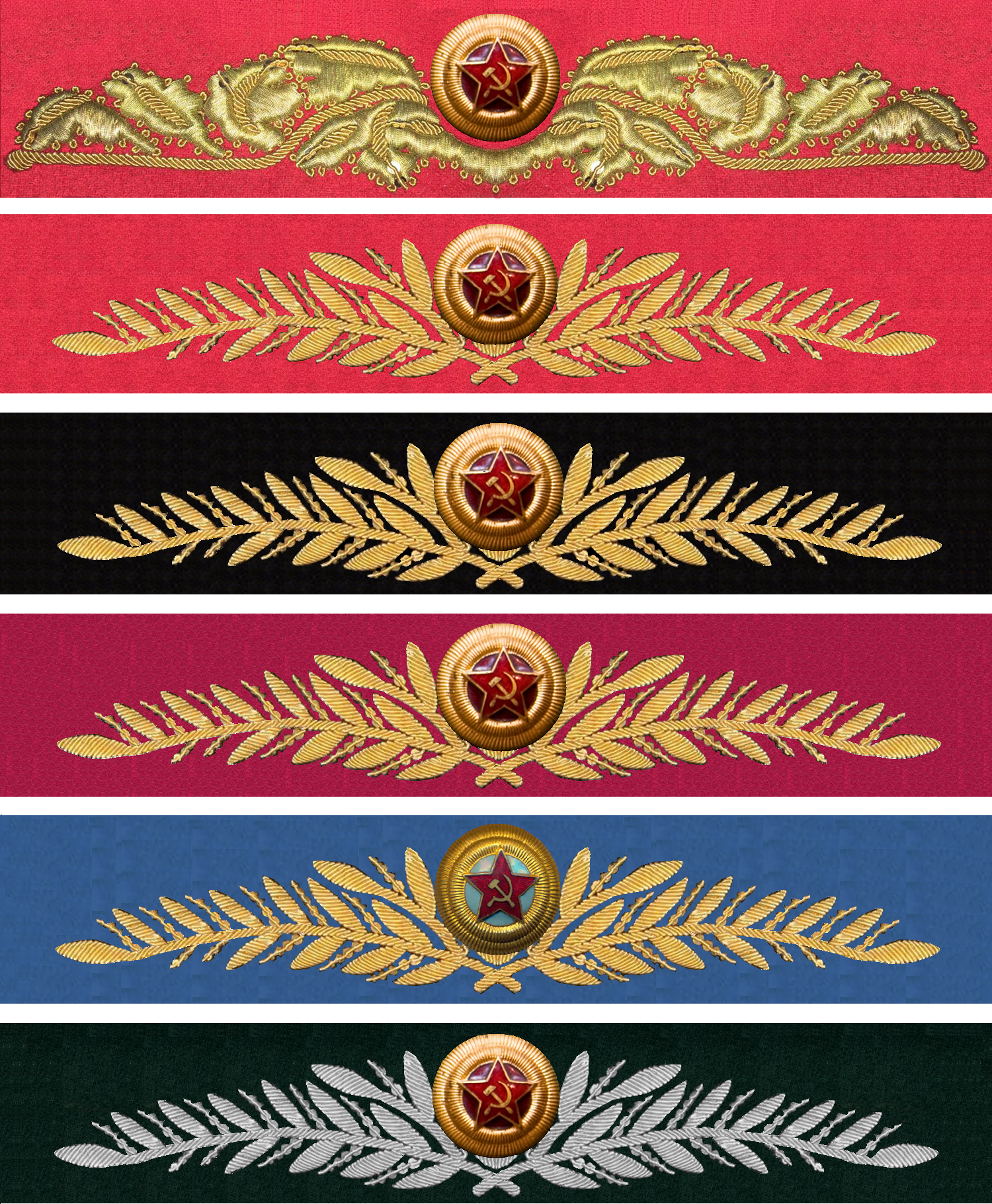
Шитьё на околышах парадных фуражек маршалов и генералов КА обр. 1943 года: Маршалов Советского Союза; генералов армии, генералов пехоты и кавалерии; маршалов, главных маршалов и генералов артиллерии и АБТВ; маршалов, главных маршалов и генералов инженерных войск, войск связи и интендантской службы; маршалов, главных маршалов и генералов авиации; генералов медицинской и ветеринарной служб

Вместе со знаками различия изменилась и форма одежды.
Для высших офицеров (приказ НКО № 25 от 15 января 1943 года) в качестве парадной формы были установлены:
- Парадный однобортный мундир стального цвета, сходный по покрою с мундиром образца 1940 года, но со стоячим воротником и прямыми обшлагами; с пристежными погонами. По воротнику, борту, обшлагам и задним карманам шёл кант по роду войск. По воротнику чуть ниже канта — золотая/серебряная окантовка двойного сутажа.
  - Мундир Маршалов Советского Союза отличался от общегенеральского узором из дубовых листьев (а не лавровых ветвей) на передней части воротника, а также шитьём аналогичного рисунка и на обшлагах рукавов.
  - Обшлага и воротники формы маршалов и главных маршалов родов войск выкладывались цветным сукном/бархатом (чёрный — артиллерия, АБТВ, голубой — ВВС) с шитьём лавровыми листьями (приказ НКО № 52 от 4 февраля 1943 г.). С 1943 г. маршалам и главным маршалам родов войск полагался специальный знак отличия — Малая Маршальская звезда.
  - Шитьё на воротниках генералов — аналогично шитью маршалов и главных маршалов родов войск, но на основном мундирном сукне[54]. Обшлага рукавов генеральских мундиров украшались тремя шитыми золотыми катушками.

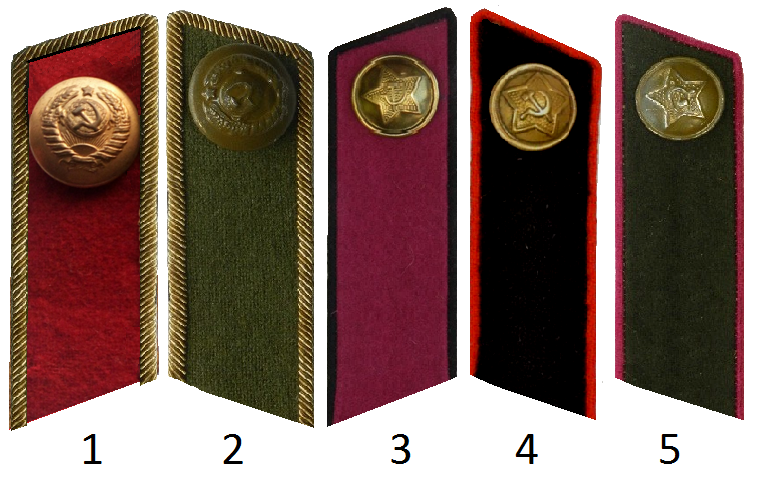
Петлицы к шинели 1943 года. 1 — повседневная генералов и маршалов, 2 — полевая генералов и маршалов, 3, 4 — повседневная солдат и офицеров, 5 — полевая солдат и офицеров

- Парадная фуражка шилась из того же материала стального цвета, что и мундир, с околышем по роду войск (сохранилась расцветка для парадных фуражек 1940 года), кокарда окружалась золотым шитьём — дубовыми листьями для Маршалов Советского Союза, лавровыми для остальных представителей высшего комсостава (общий вид шитья с незначительными изменениями просуществует до конца Советской Армии). Парадная фуражка генералов и маршалов авиации по шитью и эмблемам не отличалась от общегенеральской, за исключением голубых кантов и околыша.

Расцветки околыша сохранились, как и расцветка кантов, однако в 1943 году появилась группа генералов, которая отсутствовала в 1940 году — генералы юридической (звания установлены в феврале 1943 г.), медицинской и ветеринарной служб. Для последних был установлен тёмно-зелёный околыш (и шинельные петлицы) с красными кантами и серебряный прибор (в том числе, шитья и филигранного ремешка на фуражке). Для генералов юридической службы установлен малиновый цвет околыша и шинельных петлиц — при том же серебряном приборе шитья.
- Парадный серебристый с тремя красными прерывистыми шёлковыми полосами-прострочками шитый пояс-шарф на крючках (для строя к мундиру). В 1944 году к существующему парадному серебряному генеральскому поясу-шарфу с красными полосами-прострочками для генералов и маршалов авиации были введены пояса с голубой прострочкой — в цвет окантовки мундира.
- Синие бриджи с лампасами (цвет — по роду войск) в сапоги — без изменений. Вне строя под мундир могли надеваться серо-стальные (в тон мундира) брюки с лампасами навыпуск с чёрными ботинками.

В случае необходимости движения верхом, под мундир надевался ремень, к пассикам которого пристёгивалась кавалерийская шашка, а на сапоги — шпоры.
Повседневная форма генералов РККА (принятая за основу и в НКВД/МГБ, а также некоторых других ведомствах с ведомственными же специфическими отличиями) включала:
- Однобортный китель защитного цвета, с прорезными нагрудными карманами, с кантами по стоячему воротнику и обшлагам цветом по роду войск. Китель представлял собой нечто среднее между генеральским кителем образца 1940 года и офицерским кителем образца 1907 года, принятым в РИА ещё до Первой Мировой войны.
- Фуражку существующего образца с кокардой и филигранным ремешком, в ВВС — кокарда с эмблемой и лётная эмблема на тулье.
- Бриджи, брюки, сапоги, ботинки, а также зимнюю папаху — без изменений.

Не изменился покрой шинелей (и их окантовка) — исчезли лишь старые знаки различия, а на воротниках появились петлицы в форме параллелограмма с золотой или серебряной окантовкой, мундирной пуговицей в верхней части и цветом по роду войск или служб.
Такие же изменения были введены для летних генеральских пальто (приказ НКО № 223 от 18 мая 1943 г.). Генералы ВВС часто носили кожаные пальто — со знаками различия как на шинели.
Для летней формы мог использоваться китель белого цвета из лёгкой ткани без подкладки. К летнему кителю полагался белый чехол на фуражку.
Для полевой формы были установлены:
- Китель существующего образца с пуговицами защитного цвета и защитными погонами;
- Гимнастерка общеофицерского образца, но с гербовыми пуговицами защитного цвета и защитными погонами;
- Брижди цвета хаки без лампасов;
- Шинель или пальто — с полевыми защитными петлицами (с золотой окантовкой), а также бекеши, полушубки, унты и бурки и т. д.

В полевых условиях вместо папахи могла носиться шапка-ушанка.

##### Парадная форма 1945 года

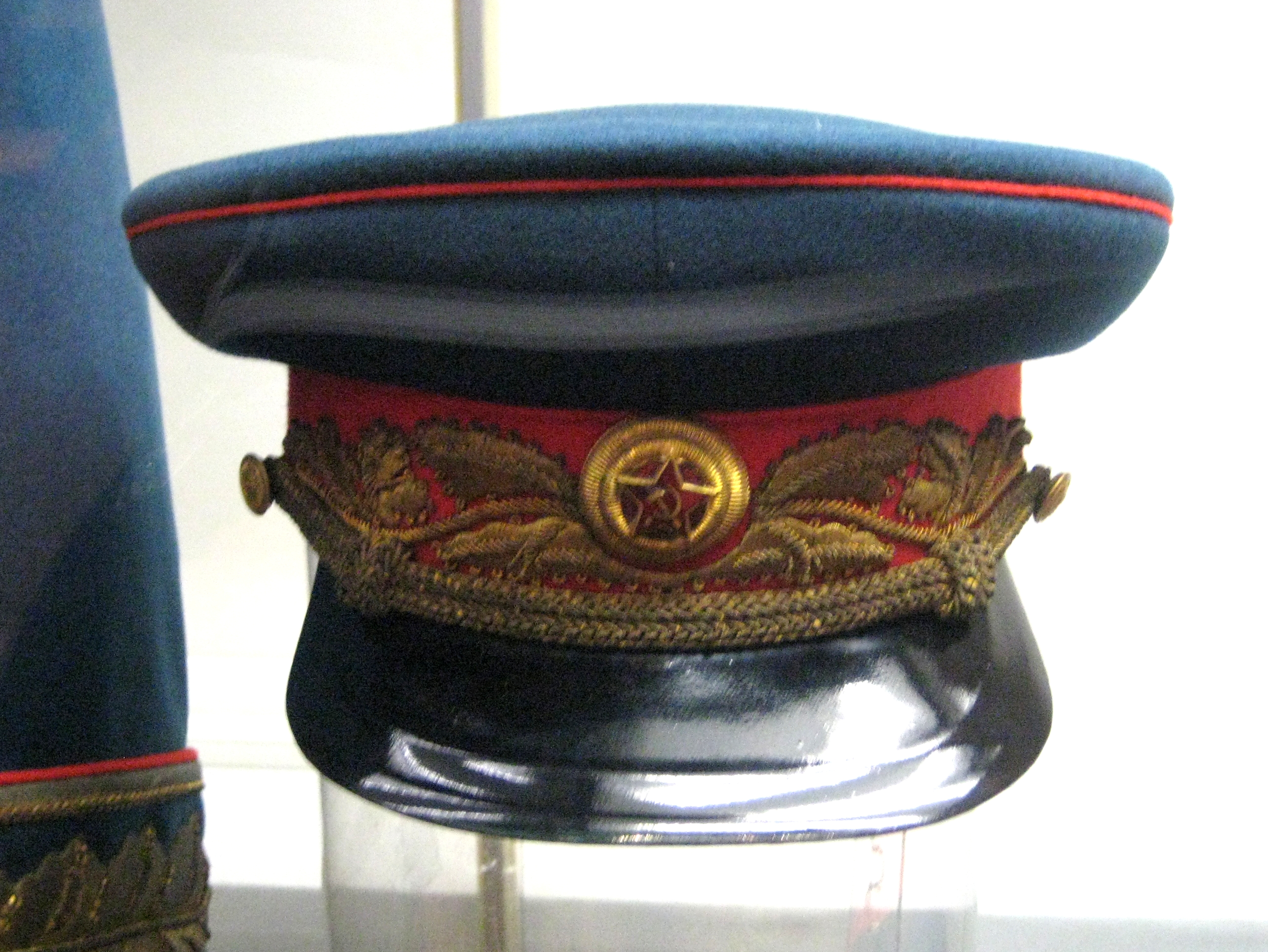
Парадная фуражка цвета «морской волны» для Маршалов Советского Союза

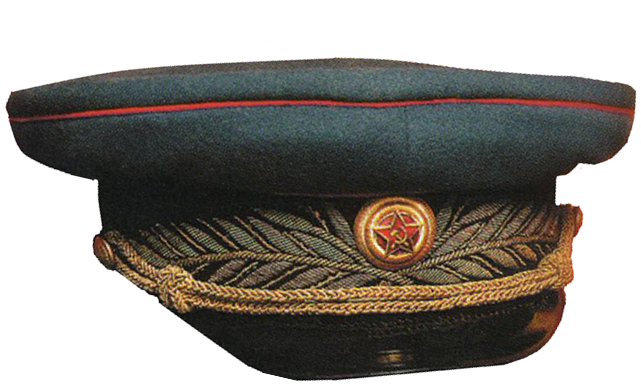
Парадная фуражка образца 1945 года генералов и маршалов артиллерии и АБТВ

В апреле 1945 года для высших офицеров была введена новая форма одежды, хотя сделано это было не приказом НКО, а изменением «технических условий изготовления» (решение Главного интендантского управления КА № 1412). Форма образца 1943 г. при этом формально не отменялась, но более никогда не использовалась. Ситуация не изменилась вплоть до отмены закрытых мундиров для высшего комсостава в 1954 г.
За основу конструкции были взяты двубортные мундиры генералов войск НКВД, введённые в 1943 году.
Двубортный закрытый мундир цвета «морской волны» («царского», как его часто называли, поскольку он был очень распространен в расцветках различных видов униформы РИА до 1917 года), на шесть пуговиц по борту, со стоячим воротником и задними фигурными карманами сохранил окантовки мундира 1943 г. — по воротнику, борту, задним карманам. Верхняя пуговица слева выполнялась съёмной для удобства ношения наград.
Сохранился рисунок шитья на воротниках генералов и маршалов, а также шитьё на маршальских обшлагах. Генералы взамен трёх шитых «катушек» получили шитьё на обшлага, единое с маршалами родов войск.
Маршалы бронетанковых войск, артиллерии и авиации сохранили чёрную (бархат) и голубую суконные подложки на воротнике и обшлагах.
Фуражка не изменила свою конструкцию, шитьё на околыше и филигранный ремешок, однако цвет тульи стал в тон мундиру — «морской волны».
Тот же цвет получили и брюки с лампасами (в сапоги при строевой форме и навыпуск — при внестроевой).
К мундиру тем же документом вводился новый пояс — шитый, золотой, с золотой гербовой пряжкой — правда, изготовили его несколько позже: на параде 24 июня 1945 г. все генералы были при старых серебристых поясах, но в новых мундирах.
Гарнитура шашки, перчатки, ботинки и сапоги не изменились.
Для Маршалов Советского Союза перед Парадом Победы была установлена шашка нового образца с новой гарнитурой. Для парада в связи с этим были частично изменены конструкции парадных поясов маршалов и генералов, возглавляющих сводные парадные полки фронтов — так, чтобы шашка могла пристегиваться к поясу, а не портупее под мундиром в связи с особой конструкцией новой шашки, радикально отличавшейся от общегенеральской шашки образца 1940 года. С введением новых парадных поясов для высшего комсостава (2-я половина 1945 г.) эта проблема была снята.

##### Форма Генералиссимуса Советского Союза
Звание Генералиссимус Советского Союза было учреждено указом Президиума ВС СССР летом 1945 года и тогда же присвоено И. В. Сталину.
Специально для Генералиссимуса Советского Союза разрабатывалась особая форма (которую предполагалось с некоторыми изменениями распространить и на Маршалов Советского Союза): двубортные мундир и сюртук цвета «морской волны» с эполетами и маршальским шитьём по воротнику, карманным клапанам и обшлагам, брюки навыпуск с золочёными лампасами, а также шинель-пелерина. Эти проекты так и не были воплощены в жизнь.
Были разработаны и варианты погон для Генералиссимуса, однако до конца жизни И. В. Сталин носил на мундире погоны Маршала Советского Союза.
Тем не менее, форма одежды И. В. Сталина с лета 1945 года отличалась от общей формы высшего комсостава.
Форма И. В. Сталина представляла собой
- закрытый китель общегенеральского покроя 1940—1943 гг., на пяти золотых гербовых пуговицах с отложным воротником с красной окантовкой по воротнику и обшлагам. На воротнике кителя размещались шинельные петлицы высшего комсостава (прибор: цвет — красный, металл — золото). Цвет кителя был более светлого и тёплого оттенка, чем установленное обмундирование генералов и маршалов (по другим вариантам — цвет колебался к светло-серому)[56].
- брюки навыпуск в тон кителя, с красными лампасами.
- фуражка и шинель — как для высшего комсостава; тулья фуражки — в тон кителя.

Для зимней формы высшего комсостава полагалась папаха, однако кино- и фотоматериалы не показывают, что И. В. Сталин ее когда-либо использовал.
Никакого различия между парадной и повседневной формой, а также формой для и вне строя в данном случае не существовало.
Таблица: Парадное шитьё генералов и маршалов Красной Армии 1943—1945 гг.
| Воротник парадного мундира | Воротник парадного мундира | Воротник парадного мундира | Воротник парадного мундира | Воротник парадного мундира |
| 1                          | 2                          | 3                          | 4                          | 5                          |
| -------------------------- | -------------------------- | -------------------------- | -------------------------- | -------------------------- |
| шитьё парадное             | шитьё парадное             | шитьё парадное             | шитьё парадное             | шитьё парадное             |

| Обшлага парадного мундира | Обшлага парадного мундира | Обшлага парадного мундира | Обшлага парадного мундира |
| 6                         | 7                         | 8                         | 9                         |
| ------------------------- | ------------------------- | ------------------------- | ------------------------- |
| парадное шитьё            | парадное шитьё            | парадное шитьё            | парадное шитьё            |

1 — генералы (1943); 2 — маршалы и главные маршалы авиации (1943, 1945); 3 — генералы медицинской и ветеринарной служб (1945); 4 — генералы (1945); 5 — Маршалы Советского Союза (1945); 6 — генералы медицинской и ветеринарной служб (1945); 7 — генералы (1945), 8 — генералы медицинской и ветеринарной служб (1943); Маршалы Советского Союза (вид сзади) (1943).

#### Форма одежды офицеров Красной Армии

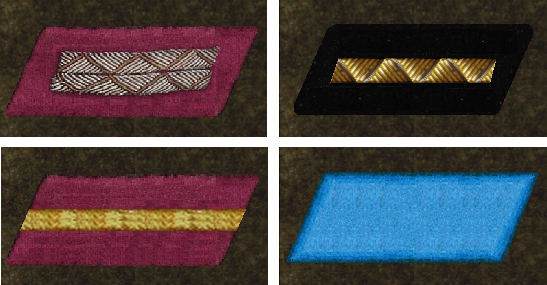
Петлицы на воротники парадных мундиров 1943 г.: старшие и средние офицеры, сержанты и старшины, рядовые

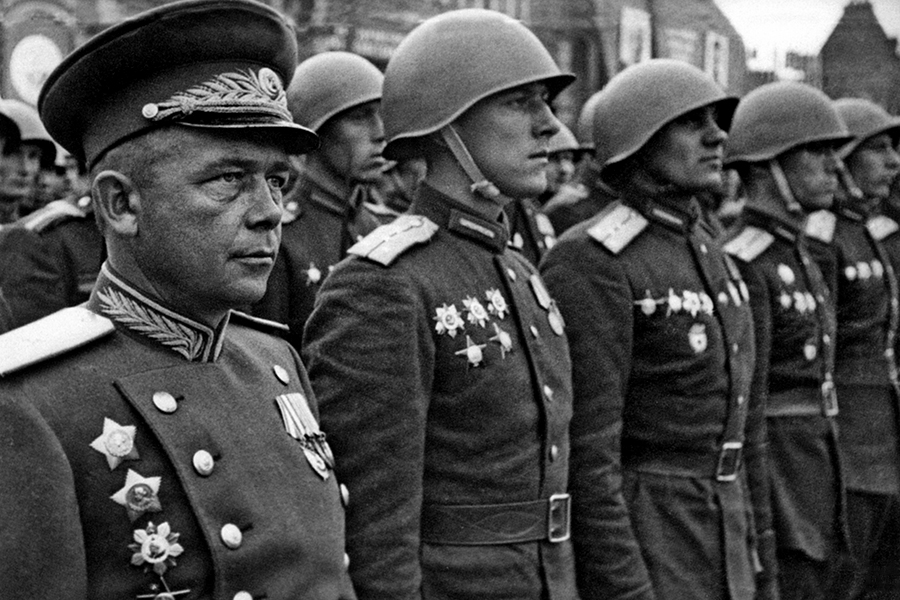
Парад Победы: генерал и офицеры пехоты (первый ряд), сержанты (второй ряд) в парадных мундирах

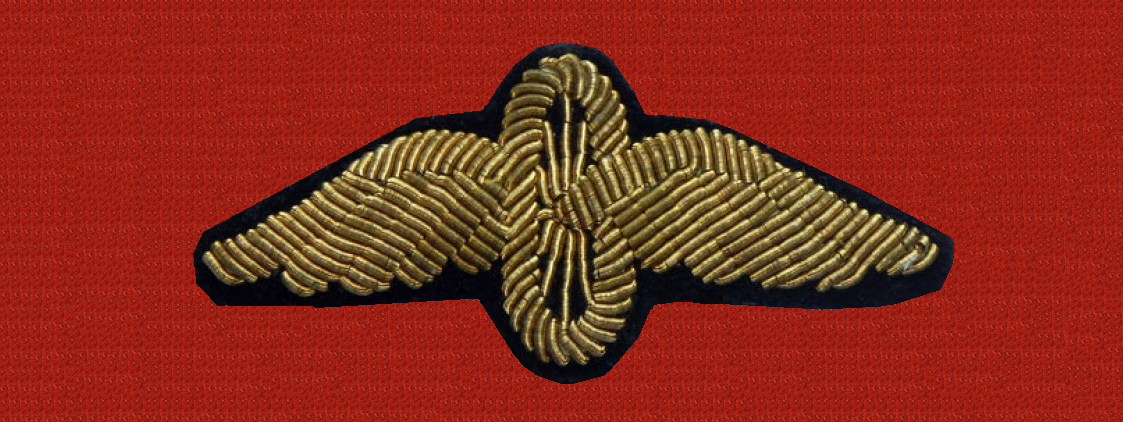
Эмблема на тулью фуражки военных комендантов железнодорожных станций при исполнении ими служебных обязанностей

Старший и средний комсостав получил следующие элементы обмундирования:
- Парадный мундир, аналогичный по покрою с парадным мундиром образца 1941 года, но со стоячим воротником и новыми знаками различия (приказ НКО № 25 от 15 января 1943 г.). Воротник, борт и обшлага окантовывались по роду войск. На воротнике на подложке из сукна цветом по роду войск размещались золотые или серебряные (для военных медиков, интендантов, военюристов и т. д.) петлицы — двойные металлизированные с зигзагом противоположного металла у старших офицеров, одинарные у младших. На обшлагах размещались золотые или серебряные (для техников, медиков, ветеринаров и военюристов) шитые или металлические катушки, аналогичные генеральским — две у старших офицеров, одна у младших. Для строевой формы обязательно надевался коричневый ремень М35 или М31. Награды размещались согласно правилам ношения.
- Повседневный китель, аналогичный по покрою генеральскому, но из более дешёвых материалов. В жаркую погоду и в районах с жарким климатом разрешалось носить белый китель покроем аналогичным повседневному, брюки навыпуск и фуражку с белым чехлом.
- Бриджи и брюки с кантами, сапоги, ботинки, перчатки, шапки-ушанки, фуражки и их расцветки — без изменений. К парадному мундиру и повседневному кителю полагались синие бриджи с кантами.
- Гимнастёрку (в качестве повседневно-полевой формы) со стоячим воротником на двух малых пуговицах, с прорезными карманами с клапанами на малых пуговицах на груди. Гимнастёрка не окантовывалась. Все блестящие элементы обмундирования на полевой форме красились в защитный цвет, использование позолоченных пуговиц и пряжек автоматически превращало полевую форму в повседневную (даже с гимнастёркой, а не кителем), на которой формально не разрешалось носить полевые погоны.
- Папахи серого каракуля (для полковников) — общей конструкцией и материалом напоминавшие генеральские, но с серым суконным верхом, крест-накрест обшитым жёлтым сутажем, и отстегивающимися книзу (в холодное время) клапанами.

Шинели образца 1940—1941 гг. изменились только в связи с новыми знаками различия — на воротниках теперь размещались петлицы с окантовкой по роду войск и золотой или серебряной шинельной пуговицей.
Нарукавный знак ВВС офицерами за редкими исключениями перестал носиться (хотя переход на новое обмундирование предполагал отмену всех нарукавных знаков (кроме ИПТА), некоторые офицеры, как показывают фотодокументы, продолжали его ношение во фронтовых условиях), чего нельзя сказать о нарукавном знаке ИПТА, чрезвычайно популярном среди всех военнослужащих артиллерии и пережившем войну.
Весной 1943 г. было введено новое обмундирование для военных комендантов на железных дорогах при исполнении ими служебных обязанностей (приказ НКО № 223 от 18 мая 1943 г.) От общеофицерской формы оно отличалась зелёной окантовкой повседневного кителя по воротнику и обшлагам, чёрным бархатным стоячим воротником, нарукавным знаком в виде ромба защитного цвета с вышитой золотой нитью железнодорожной эмблемой. Фуражка — утверждённого образца с чёрным бархатным околышем (с пятиконечной звездой), зелёными кантами и красной тульёй (с золотой железнодорожной эмблемой).

#### Форма одежды солдат, сержантов и старшин, курсантов военных училищ
Солдаты и сержанты (приказ НКО № 25 1943 г.) получили единый суконный парадный мундир, установленный для курсантов, сержантов и старшин в январе 1941 г. (мундир рядовых обр. 1941 г. отменялся). Конструктивно он походил на офицерский парадный мундир, но изготовлялся из более дешёвых тканей, без золотых катушек на обшлагах. Канты по воротнику и обшлагам. На воротнике размещались суконные петлицы (с тонким золотым или серебряным просветом у сержантов и старшин). Парадные бриджи (бриджи-Галифе) и брюки были защитного цвета без кантов. К парадной форме полагался пояс коричневой кожи с латунной пряжкой со штампованной звездой, также введённый в 1941 году для курсантов. В качестве парадного головного убора устанавливалась фуражка с цветным околышем и кантами.
В качестве повседневно-полевой формы одежды сержантам и солдатам была оставлена гимнастёрка со стоячим воротником, без нагрудных карманов — такая гимнастёрка напоминала «гимнастическую рубаху» нижних чинов РИА. Все блестящие элементы обмундирования на полевой форме красились в защитный цвет, использование позолоченных пуговиц и пряжек автоматически превращало полевую форму в повседневную.
Шинель, шапка-ушанка, пилотка, куртка ватная (двубортная обр. 1942 г.), обувь — без изменений за исключением замены петлиц на отложных воротниках. Петлицы сержантского и рядового состава (полевые и повседневные — аналогичные офицерским).
На мундир и гимнастёрку пристегивались погоны — защитного цвета с кантами и латунными эмблемами по роду войск (к полевой форме) и цветные, с кантами и латунными эмблемами по роду войск (к повседневной или парадной форме). Были попытки установить на погоны шифровки, обозначающие конкретные части и соединения, однако от этой идеи, в отличие от войск НКВД, отказались; шифровки сохранились только на погонах курсантов.
В 1944 году была изменена конструкция бриджей-шаровар — был добавлен правый задний потайной карман.
Форма одежды курсантов военных училищ, введённая тем же приказом, принципиально не отличалась от формы младшего командного и рядового состава.

##### Форма одежды военнослужащих-женщин
Для военнослужащих-женщин были установлены те же виды обмундирования, что и в остальной КА, с добавлением ряда специальных предметов, в частности, юбки (для офицерского состава — синего цвета) и берета, а также чулок и туфель. Сохранились шинели обр. 1942 г. (с застёжкой на «женскую» сторону) — двубортные (для офицеров), однобортные (для сержантов и рядовых). И шинели и гимнастёрки подверглись общим конструктивным переделкам в связи в введением новых знаков различия (погон). Форма подразделялась на парадную, повседневную и полевую. Гимнастёрки (х/б и шерстяные для всех видов формы) установлены без нагрудных карманов.
Покрой и конструкция «женского» обмундирования вызывали нарекания из-за неудобств при носке. В силу этого нередко использовались «мужские» гимнастёрки, брюки-бриджи, а также неустановленные приказами, формально отменённые платья образца 1941 г. Часто у сержантов и рядовых встречались «мужские» офицерские гимнастёрки (с нагрудными карманами).
5 августа 1944 года постановлением Технического комитета ГИУ КА были изменены технические условия изготовления «женских» гимнастерок — на них появились нагрудные карманы. Для служащих тыловых учреждений был возвращён тёмно-синий берет, а также платья образца 1941 года (х/б и шерсть) для всех военнослужащих. Платье сохранило покрой, но исчезли петлицы с воротника и добавились пристежные погоны.
Платья будут сняты со снабжения в марте 1948 г., однако впоследствии возвращены в качестве полевой формы одежды.
Остальные элементы и предметы униформы — без существенных изменений.

##### Суворовские военные училища

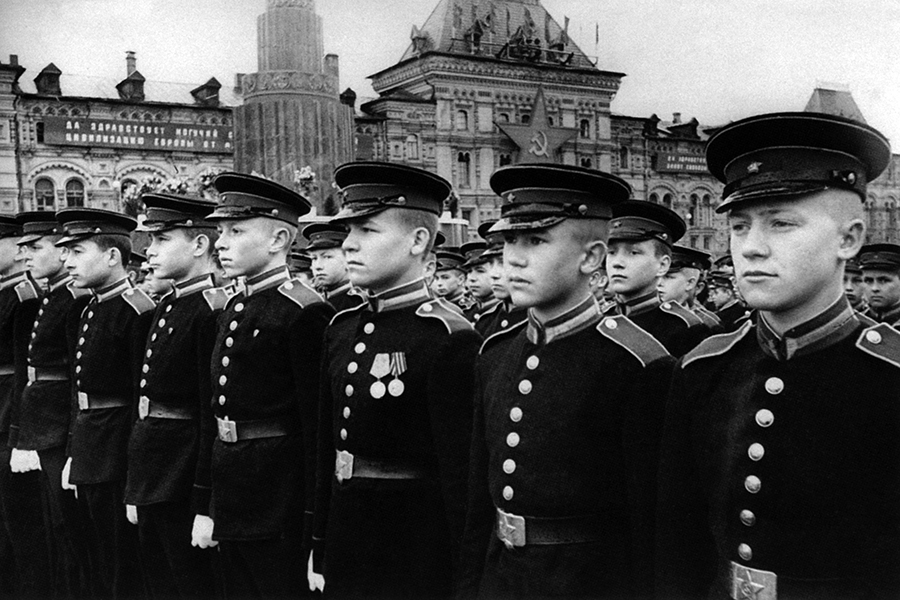
Суворовцы на Параде Победы в Москве 24 июня 1945 г.

В 1943 г. организуются суворовские военные училища (СВУ) в системе НКО и НКВД (для детей пограничников). В сентябре 1943 г. приказом НКО № 287 для их воспитанников установлены парадная и повседневная формы одежды. Цвет формы — чёрный, приборные цвета — красный и белый, приборный метал — золотой. Для училищ НКВД красный цвет прибора заменялся на синий. Погоны — пятиугольные, приборного цвета, с белыми кантами, на погонах позже будет установлена шифровка жёлтого цвета по начальным буквам названия училища.
Парадная форма включала в себя:
- мундир чёрного сукна, однобортный (по образцу общевойскового парадного), на шести пуговицах, со стоячим воротником с закруглёнными концами, на концах воротника петлицы-клапаны приборного цвета с золотыми одинарными катушками, по воротнику и обшлагам — красный кант.
- брюки навыпуск чёрного сукна с красными лампасами с ботинками чёрного цвета;
- фуражку установленного образца с чёрной тульей, красным околышем и белыми кантами;
- белые перчатки.

Повседневная форма включала:
- гимнастёрку чёрного сукна с открытой планкой, без нагрудных карманов;
- брюки навыпуск чёрного сукна с красными лампасами с ботинками чёрного цвета;
- фуражку установленного образца с чёрной тульёй, красным околышем и белыми кантами;
- поясной ремень чёрной кожи с латунной пряжкой установленного образца.

Вне строя летом разрешалось носить гимнастёрку из белого льняного полотна с чехлом на тулью фуражки из той же ткани.
Для зимней формы (при любых видах формы) устанавливались:
- шинель однобортная на шести фальшпуговицах общеармейского образца, на концах воротника — петлицы красного цвета с белым кантом;
- шапка-ушанка чёрного меха;
- при повседневной форме — коричневые перчатки, при парадной — белые.

#### Особые виды униформы
Для 9-й стрелковой дивизии, переименованной в сентябре 1943 г. в 9-ю пластунскую Краснодарскую, была установлена форма кубанских пластунов, аналогичная в основных элементах кубанской казачьей форме образца 1935 г. с новыми знаками различия (черкеска чёрного, а не синего цвета). Такая же форма была чуть позже установлена для всех гвардейских казачьих частей.

### Послевоенные изменения

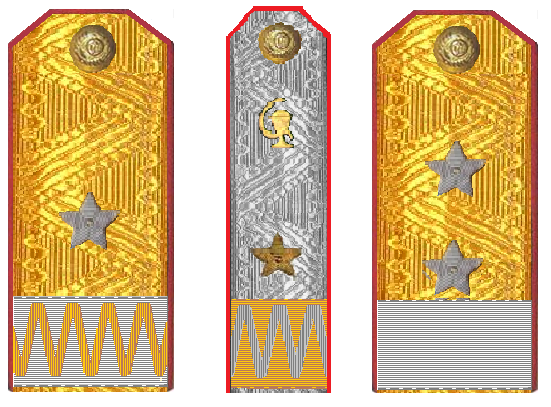
Погоны генерал-майора и генерал-майора медицинской службы в отставке, генерал-лейтенанта запаса (1946—1955)

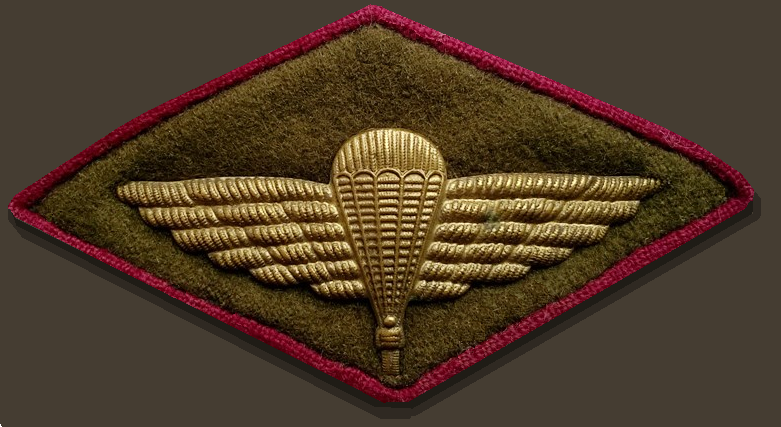
Нарукавный знак ВДВ обр. 1947 г. (офицер стрелковых частей)

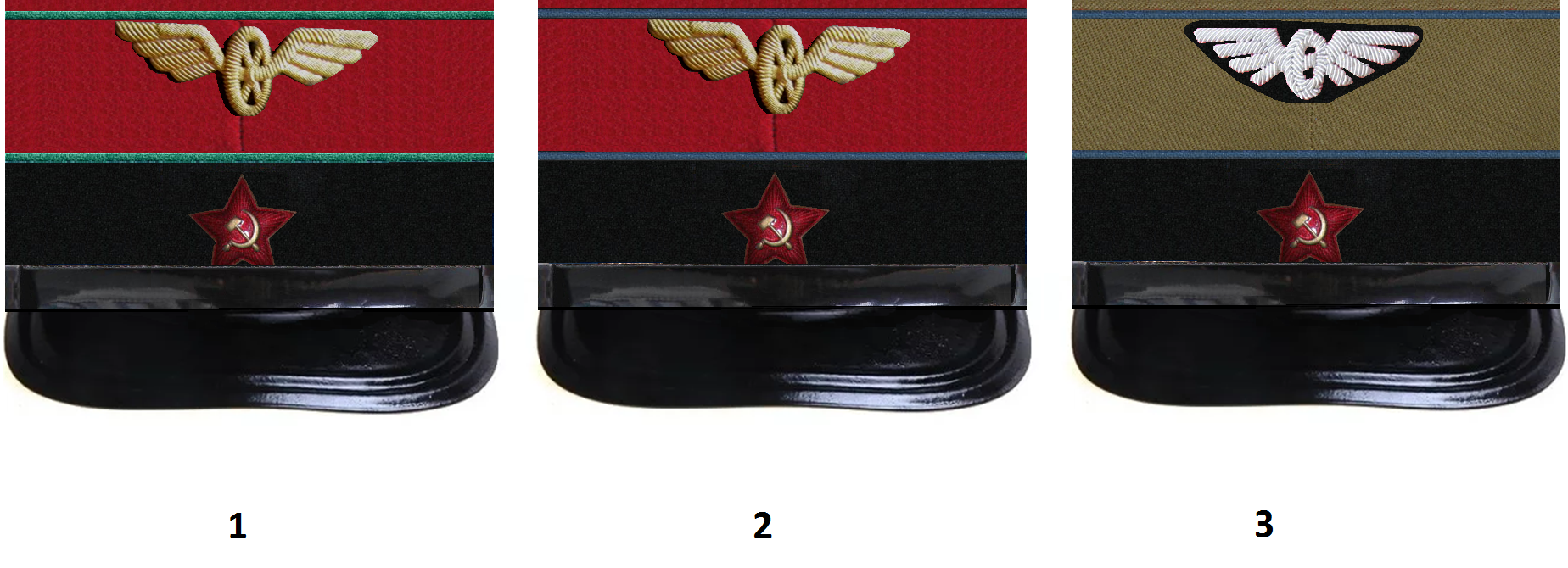
Фуражки офицеров ВОСО: 1 — военных комендантов станций (1943—1951); 2 — военных комендантов станций (1951—1955); 3 — парадная и повседневная (здесь — ИТС) (1951—1954)

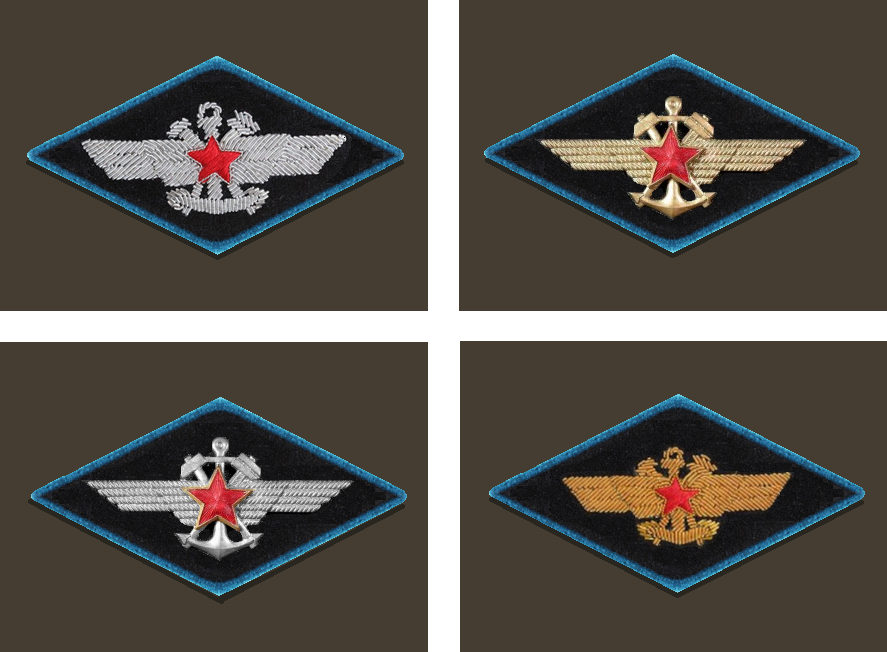
Варианты нарукавного знака ВОСО (слева — ИТС) 1951 г.

- В 1945 г. к униформе старшин и сержантов-сверхсрочников были добавлены соответствующие шевроны за сверхсрочную службу серебряного и золотого галуна (приказ начальника тыла КА № 129 от 26 ноября 1945 г.), изменённые в 1952 году (приказ военного министра СССР № 26 1952 года) частично в сторону упрощения (оставлен только золотой галун и уменьшены размеры), частично — в сторону увеличения сроков выслуги.
- В октябре 1946 г. после объединения управления Советской Армией (с 1946 г.) и Военно-Морским флотом в единое Военное Министерство для офицеров введены шестиугольные погоны; указывалось, что нововведение вызвано а) необходимостью установления единой формы знаков различия в СА и ВМФ; б) неудачной формой пятиугольных погон, способствующей изнашиванию воротника кителя, мундира и гимнастерки в месте прилегания[58].
- 19 августа 1946 г. указом Президиума ВС СССР установлены специальные отличительные знаки на погонах генералов и офицеров, уволенных в запас или в отставку (для имеющих 25 лет выслуги или особые заслуги). Ношение знаков осуществлялось только с разрешения министра Вооружённых Сил СССР (для генералов) или главнокомандующих и командующих родами войск, а также начальников Главных управлений министерского подчинения. Знаки представляли собой полоски галуна (28 мм) цветом противоположного прибору погона, нашиваемые в нижней части погона. У отставников галунный рисунок дополнялся продольной зигзагообразной линией в тон прибору погон (то есть противоположного прибору галуна), причём у генералов линия располагалась во всю ширину галуна, а у офицеров — в центральной его части[59].
- В 1946 г. была изменена форма козырька фуражек, не менявшаяся фактически с 1935 года; фуражки старого образца разрешалось донашивать до истечения сроков носки. Козырёк приобрел полукруглую форму, характерную для фуражек офицеров ВМФ. Однако через год (приказ МВС СССР № 95 от 10 декабря 1947 г.) козырёк фуражек сухопутных войск и авиации вновь изменился, вернув себе характерную закруглённо-квадратную форму.
- В 1947 г. в связи с выделением Воздушно-десантных войск (ВДВ) из состава ВВС (постановление СМ СССР № 1154-474сс) и подчинением их непосредственно министру Вооружённых Сил СССР для ВДВ введён специальный нарукавный знак-ромб (приказ МВС СССР № 52)[60] на правом рукаве повседневной или парадной униформы. Знак полагался всем военнослужащим ВДВ, а не только аэромобильным частям и подразделениям или парашютно-десантной службе (ПДС), и являлся единственным их отличием от всех остальных военнослужащих сухопутных войск. Эмблема представляла собой парашют со стилизованными крыльями, в проекте вышитая, по факту — металлическая, с креплением на кламмерах. Для офицеров эмблема предусматривалась золотой, для всех остальных — серебряной. Эмблема размещалась на суконном ромбе в цвет обмундирования. Стрелковые части имели ромб с малиновой окантовкой, артиллерия, автомобильные и танковые войска — с красной, инженерные и инженерно-технические — синей, ПДС — голубой.
- Летом 1948 года для генералов и офицеров было установлено летнее лёгкое прорезиненое пальто серого цвета, двубортное, на четырёх пуговицах, с отложным воротником (с шинельными петлицами и погонами).
- 20 августа 1949 г. распоряжением начальника тыла СА были установлены нагрудные карманы на гимнастёрках сержантов, солдат и курсантов.
- В 1949 г. офицерам ВВС и АБТВ установлена новая шинель — двубортная, на шести пуговицах. Парадная шинель изготовлялась из мериносового драпа, повседневная — из шинельного сукна. В 1952 г. аналогичные изменения установлены для офицеров остальных родов войск.
- Приказом военного министра СССР № 23 (1950 г.) для сержантов и солдат была установлена дополнительно караульная форма с ношением плащ-палатки, тулупа и валенок.
- В 1951 г. внесены изменения в обмундирование офицеров ВОСО:
  - введён нарукавный знак-ромб чёрного цвета с золотой (у инженерно-технического состава (ИТС) — серебряной) металлической (в реальности редко, но использовались вышитые) эмблемой ВОСО и светло-синей окантовкой;
  - на защитную тулью фуражки с чёрным околышем и светло-синими кантами установлена эмблема ВОСО (крылатое колесо) золотого (для ИТС — серебряного) цвета, такая же эмблема крепилась над звёздочкой на шапке-ушанке и папахе (для полковников) (приказ военного министра СССР № 18);
  - военным комендантам станций и дежурным по станции при исполнении обязанностей сохранялась традиционная фуражка с красной тульёй, но с синими кантами — при этом при исполнении предписывалось ношение шашки и шпор; на летнее время устанавливался белый китель с синими брюками с кантами навыпуск.

Таблица: Нарукавные шевроны сверхсрочнослужащих по годам службы обр. 1945 и 1952 гг.
| 1945 г.              | 1945 г.              | 1945 г.              | 1945 г.              | 1952 г.              | 1952 г.              | 1952 г.              | 1952 г.              |
| 5 лет и более        | 3 года               | 2 года               | начало службы        | 10 лет и более       | 4—10 лет             | 2—4 года             | до 2 лет             |
| -------------------- | -------------------- | -------------------- | -------------------- | -------------------- | -------------------- | -------------------- | -------------------- |
| шеврон сверхсрочника | шеврон сверхсрочника | шеврон сверхсрочника | шеврон сверхсрочника | шеврон сверхсрочника | шеврон сверхсрочника | шеврон сверхсрочника | шеврон сверхсрочника |

#### Новая форма для комсостава ВВС и танковых войск
Самыми существенными изменениями в послевоенный период следует считать введение в 1949 году новой формы одежды для офицеров АБТВ и офицеров и генералов ВВС (постановление СМ СССР от 19 февраля 1949 г., приказ министра ВС от 24 февраля 1949 г.), которое представляло собой отчасти некое послабление, «дань моде», на фоне ставшей к концу десятилетия несколько архаичной и не очень практичной формы образца 1943 г. для комсостава Советской Армии.
К 1949 году закончилась демобилизация армии военного времени. Армия была сокращена во много раз и не требовала больше огромного количества обмундирования для раздачи в войсках или хранения на складах. Воссоздавалась разрушенная войной промышленность, позволявшая обеспечить военнослужащего качественной и красивой одеждой как для парадов, так и для полигона. Планировалось переобмундирование всей Советской Армии. Но объективные обстоятельства позволили поставить вопрос об этом только применительно к элитным родам войск — танкистам и летчикам, как это было ещё в 1930-е годы.
Эта частичная реформа наиболее остро поставила перед интендантами и специалистами-тыловиками вопрос об унификации различных видов обмундирования, а также о его практичности, эстетичности, износостойкости и удобстве после окончания войны.
Первой особенностью новой униформы были открытые тужурки — по образцу открытых тужурок офицеров ВМФ, но защитного цвета и с соответствующим прибором и элементами. Вторая особенность заключалась в декорировании козырьков фуражек орнаментом из лавровых листьев — опять же, как это было установлено для высших и старших офицеров ВМФ.
Новая форма устанавливалась с 1 апреля 1949 г.

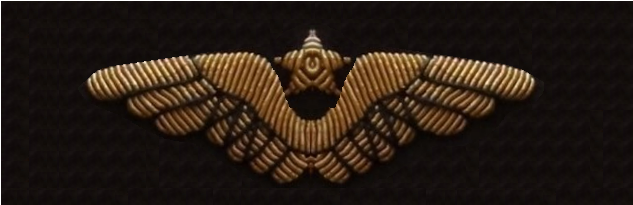
Лётный знак на тулью фуражек генералов, имеющих лётное образование

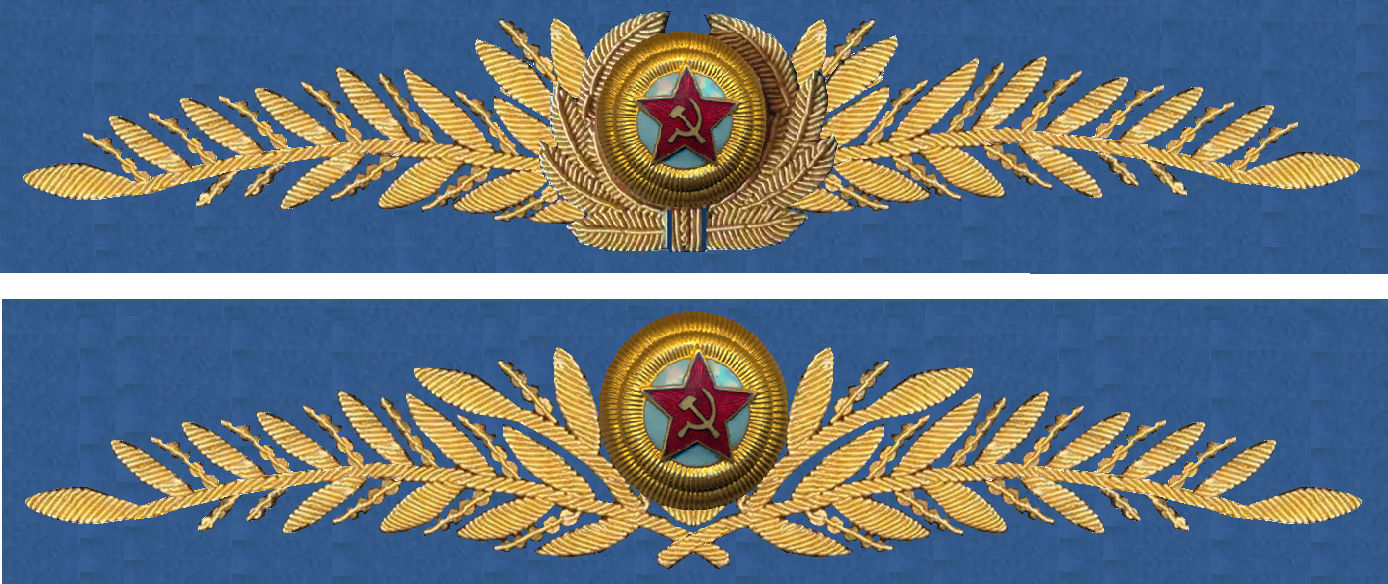
Шитьё на околышах парадных фуражек генералов авиации: вверху — имеющих лётное образование, внизу — не имеющих лётного образования (1947)

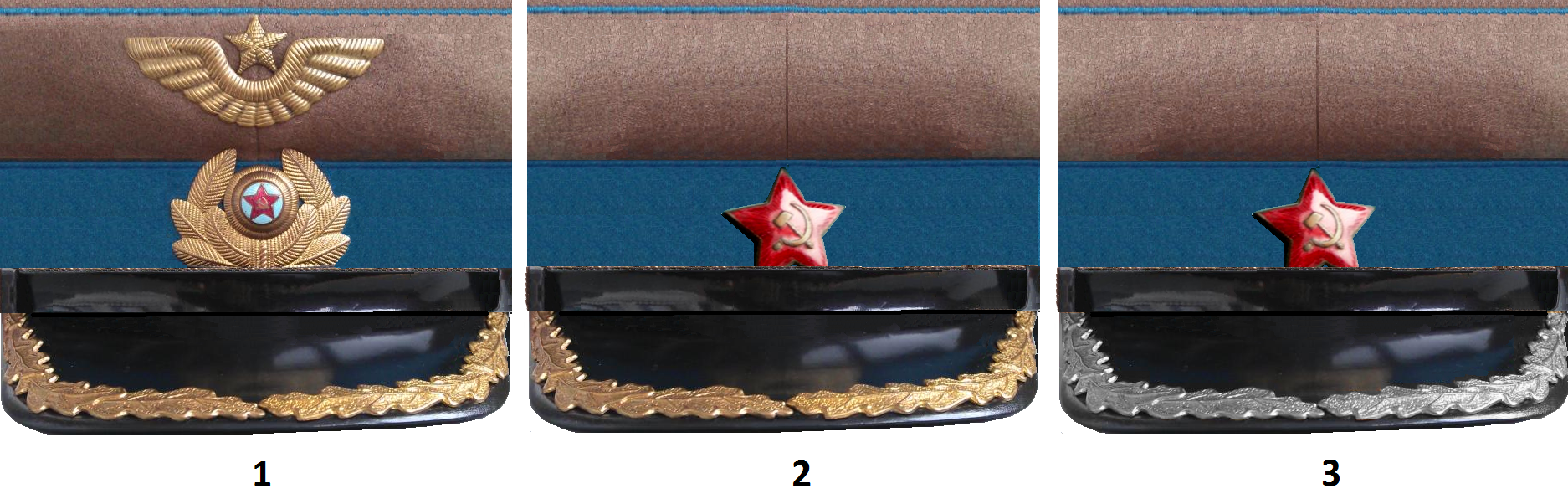
Парадные фуражки офицеров ВВС обр. 1949: 1 — имеющих лётное образование; 2 — не имеющих лётного образования; 3 — ИАС и ИТС

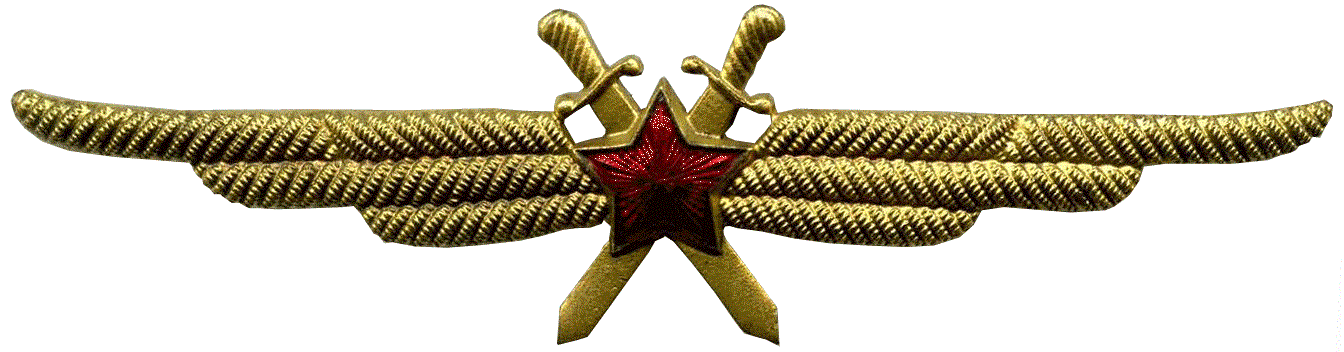
Знак лётчика без класса образца 1949 года

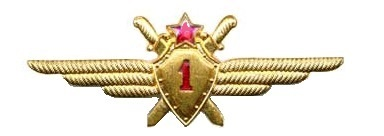
Знак военного лётчика 1 класса образца 1950 года

##### Военно-воздушные силы
Для офицеров, генералов ВВС, маршалов и главных маршалов авиации вводился открытый двубортный китель (в приказе — тужурка) защитного цвета с застёжкой на три гербовые (у офицеров — со звёздами) пуговицы. Золотой прибор был присвоен офицерам лётного состава, серебряный — административно-технического, военно-медицинского, военно-юридического (в составе ВВС). Для генералов золотой прибор был единым.
- Парадная форма:
  - открытый двубортный мундир с защитной рубашкой (сорочкой) особой конструкции (без карманов), с чёрным галстуком-самовязом, брюки защитного цвета с голубыми лампасами и кантами;
    - генералов: с шитьём на воротнике и обшлагах (позже, в 1954 г., с незначительными изменениями распространённое на весь генералитет и маршалов и главных маршалов родов войск), воротник и обшлага с голубым кантом и золотистым двойным сутажем;
    - офицеров: аналогичный по конструкции генеральскому, на воротнике — голубые петлицы с золотой/серебряной окантовкой, украшенные мундирными пуговицами и эмблемой ВВС, воротник и обшлага — с голубым кантом, на обшлагах — традиционные офицерские «катушки» как на парадной форме образца 1943 г.;

  - парадная фуражка — защитного цвета с голубым околышем и кантами, с шитьём на козырьке (у офицеров — металлизированные штампованные листья золотого/серебряного цвета):
    - для генералов — с филигранным ремешком и особым шитьём на околыше (как на фуражках образца 1943-45 гг.), дополненным для генералов, имеющих лётное образование, специальной кокардой с эмблемой и лётной эмблемой на тулье.
    - для офицеров — с лакированным ремешком, без шитья, для имеющих лётное образование с кокардой с эмблемой и лётной эмблемой на тулье. Офицеры, не относящиеся к лётному составу и не имеющие лётного образования (например, офицеры штабов), носили звёзды на околышах и не имели лётных эмблем на тульях. У офицеров ИТС (инженерно-технического состава) и ИАС (инженерно-аэродромного состава) — прибор серебряный.

К парадной форме полагался кортик, пристёгивающийся к ремню под мундиром. На парадный мундир надевались ордена и медали в соответствии с правилами ношения, парадно-выходная форма ограничивалась только орденскими планками.
Специально для парадной формы офицерам установлена шинель (обр. 1949) с парадными петлицами. Шинели генералов — без изменений.
- Повседневная форма.

Китель генералов ВВС походил на парадный офицерский мундир петлицами (с золотой окантовкой и эмблемой ВВС) и кантами. Китель офицеров отличался от парадного мундира отсутствием «катушек» на обшлагах и чёрной окантовкой петлиц. К кителю и повседневной тужурке полагалась рубашка защитного цвета (более светлого (тёплого) оттенка по отношению к тужурке, с гимнастёрочной планкой и двумя сменными воротничками, на рубашке отсутствовали карманы), с чёрным галстуком.
Фуражка — защитного цвета с голубым околышем, для генералов — филигранный ремешок и шитьё на козырьке, для офицеров — лакированный ремешок и козырек без шитья. На околыше генеральских фуражек крепилась кокарда (образца 1940 г.) с эмблемой и лётный знак на тулье (для имеющих лётное образование или состоящих в лётном составе) или только кокарда (для остальных генералов). У офицеров, имеющих лётное образование, — малая кокарда с эмблемой и лётным знаком на тулье, у офицеров без лётного образования — единая красная звезда.
Справа как парадных, так и повседневных кителей офицеров и генералов ВВС на клапане в цвет кителя нашивалась шитая золотая/серебряная эмблема квалификации — лётная или инженерно-техническая, рисунком похожие на довоенные нарукавные знаки. С начале 1950-х годов начинают использоваться металлические штампованные эмблемы.
Брюки к парадной и повседневной форме были идентичны — защитного цвета, с кантами (для офицеров) и лампасами (для высшего комсостава), только навыпуск.
Как рабочая и полевая форма была оставлена гимнастёрка с бриджами (в сапоги) и пилотка.
На шинели обр. 1949 г. установлены петлицы нового типа — с эмблемами, размещавшимися ниже пуговиц.

##### Танковые войска (БТВ)
Новая форма была установлена только для строевых офицеров БТВ. Офицеров адмхозсостава, медслужбы, а также генералов танковых войск, в отличие от генералов ВВС, никакие нововведения не коснулись.
Для парадного обмундирования офицеров БТВ вводились:
- мундир (китель, тужурка), по конструкции и крою аналогичный парадному мундиру офицеров ВВС, но с красными кантами, на воротнике — чёрный бархат без петлиц, с эмблемами в углах воротника, на обшлагах традиционные золочёные офицерские катушки, у ИТС — серебряного цвета;
- рубашка (защитная, без карманов) и чёрный галстук;
- фуражка — с околышем чёрного бархата, красными кантами и лакированным подбородным ремешком, на козырьке по краю — штампованные латунные лавровые листья золотого или серебряного (для ИТС) цвета;
- брюки, аналогичные установленным для офицеров ВВС;
- шинель парадная — с петлицами чёрного бархата, с латунными пуговицами и эмблемами; папахи и шапки-ушанки установленного образца.

Повседневная форма:
- китель (тужурка) — аналогичный по покрою парадному мундиру, с красными кантами по воротнику и обшлагам, на воротнике — чёрные бархатные петлицы с красной окантовкой, с пуговицей и эмблемой танковых войск;
- рубашка (защитная, без карманов) и чёрный галстук;
- фуражка с лакированным ремешком и красными кантами, на околыше чёрного бархата — простая звёздочка;
- брюки — аналогично парадной;
- шинель — аналогично парадной.

Снаряжение — установленного образца.
Брюки при парадной и повседневной форме — только навыпуск.
С 1952 года офицерам ВВС и танковых войск было разрешено носить в жаркое время года вне строя белый закрытый китель (подобный белому кителю генералов) и фуражку с белым чехлом.
Указанные изменения стали во многом исходными пунктами очередной реформы обмундирования Советской Армии.
Таблица: Форма командного состава ВВС и бронетанковых войск (БТВ) 1949—1954 гг.
|                   | Генералы ВВС      | Генералы ВВС       | Генералы ВВС   | Офицеры ВВС        | Офицеры ВВС        | Офицеры БТВ  |
| Парадная форма    | Парадная форма    | Повседневная форма | Парадная форма | Повседневная форма | Повседневная форма |              |
| Шитьё на воротник | Шитьё на обшлага  | Повседневная форма | Парадная форма | Повседневная форма | Повседневная форма |              |
| ----------------- | ----------------- | ------------------ | -------------- | ------------------ | ------------------ | ------------ |
| Мундир и китель   | Петлица ген парад | Обшлаг ген.        | Обшлаг ген.    | петлица ВВС        | петлица ВВС        | петлица абтв |

Примечание: Показаны детали обмундирования для командного состава; для офицеров ИТС и ИАС — шитьё, знаки и пуговицы серебряные. Эмблемы на петлицы офицеров могли быть как вышитыми, так и латунными.

### Киновоплощения
- Военный киносборник (1941—1943).
- Воздушный извозчик (1943).
- Два бойца (1943).
- Жди меня (1943).
- В шесть часов вечера после войны (1944).
- Небесный тихоход (1944).
- Беспокойное хозяйство (1946).
- Встреча на Эльбе (1948)
- Максим Перепелица (1955).
- Солдат Иван Бровкин (1955).
- Живые и мёртвые (1964).
- Хроника пикирующего бомбардировщика (1967)
- На войне как на войне (1968).
- Освобождение (1969—1971).
- Они сражались за Родину (1975).
- В бой идут одни старики (1974).
- Битва за Москву (1985).
- Война на западном направлении. (1990).
- Анкор, ещё анкор! (1992).
- Я - русский солдат (1995).
- Диверсант (2003).
- Брестская крепость (2010).
- 28 панфиловцев (2016).

## 1950-е гг

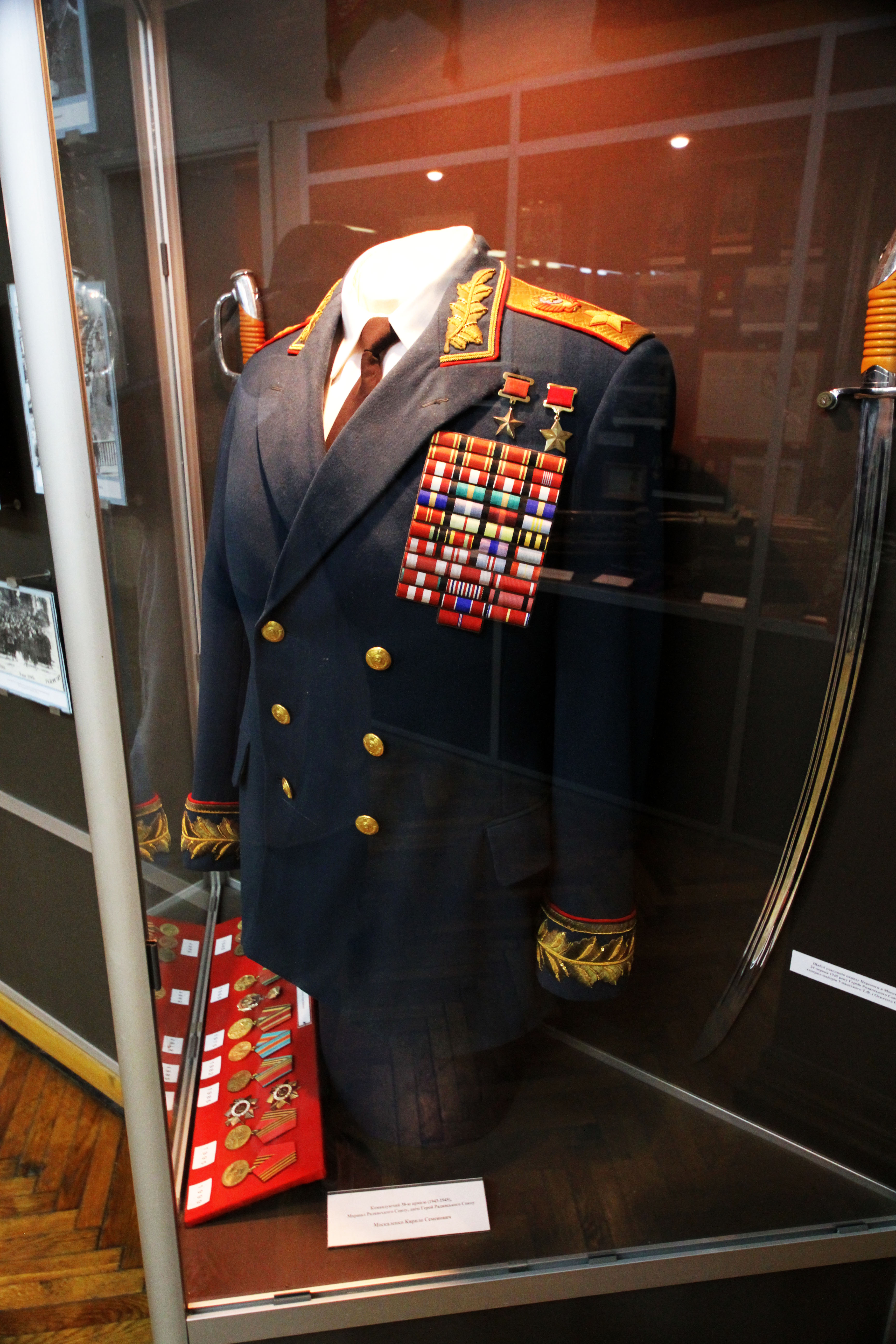
Парадный и парадно-выходной мундир маршалов и генералов (кроме ВВС). 1955. (Приведённый образец — Маршала Советского Союза К. С. Москаленко)

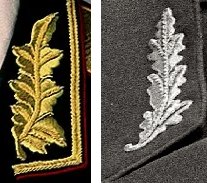
Шитьё на воротниках мундиров Маршалов Советского Союза — парадного и повседневного

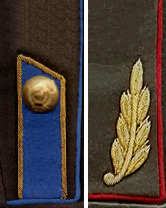
Петлицы на повседневных кителях генералов первоначального (приказ МО СССР № 45 (слева)) и окончательного варианта (приказ МО СССР № 94 (справа)) 1954 г.

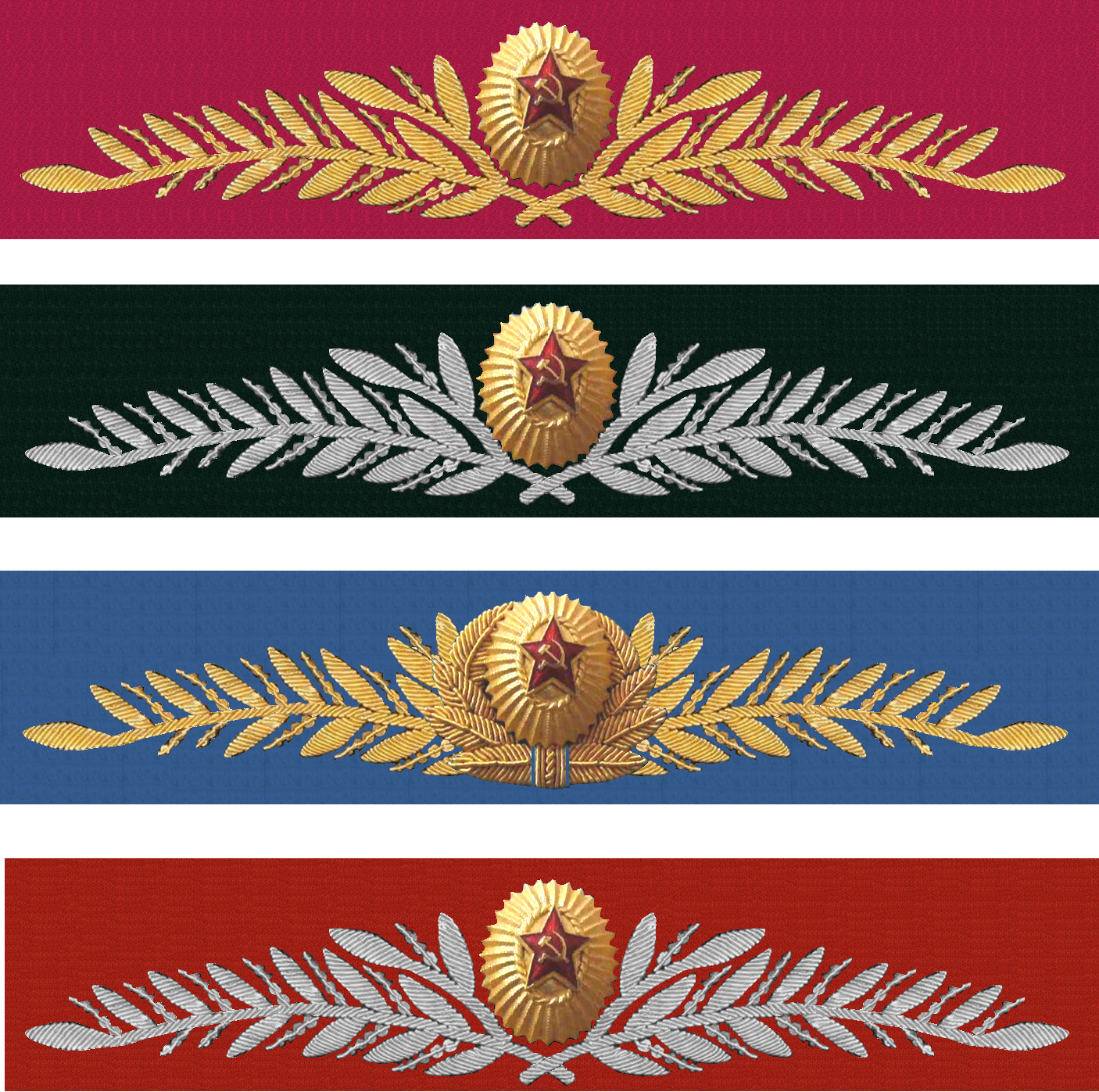
Шитьё на околышах парадных фуражек главных маршалов, маршалов и генералов (сверху вниз): инженерных и технических войск, интендантской службы; медицинской и ветеринарной службы; авиации; юстиции (1954 г.)

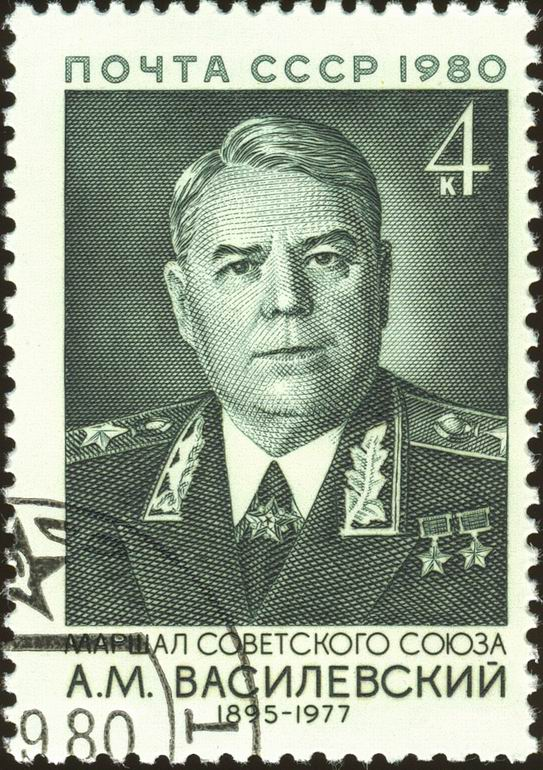
Маршал Советского Союза А. М. Василевский в мундире образца 1954 года

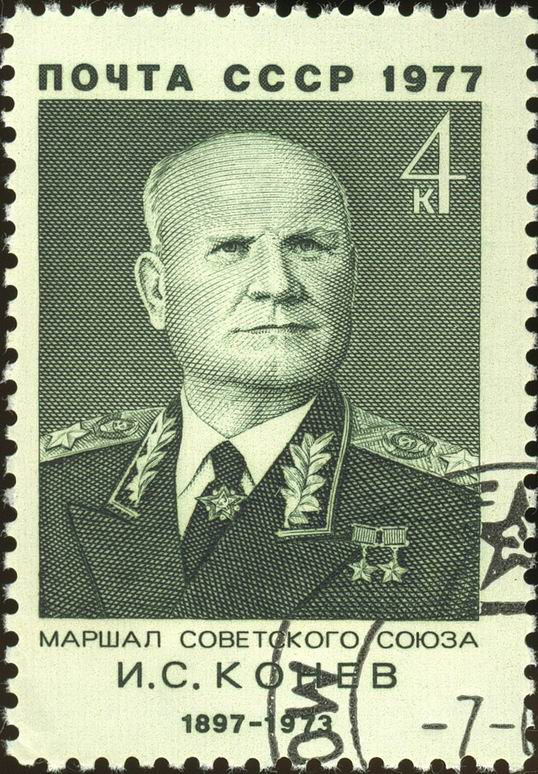
Маршал Советского Союза И. С. Конев в парадном мундире с новым, официально не утверждённым шитьём

Реформа военной формы Советской Армии середины 1950-х годов тесно связана с именем первого заместителя министра обороны СССР (с 1955 — министра обороны СССР) Г. К. Жукова и фактически совпала с его приходом к власти в советском военном ведомстве.
Преобразования прошли в несколько этапов: в марте 1954 года изменилась форма высшего командного состава, в 1955 году — офицеров (хотя уже в сентябре 1954 г. офицерам ВВС установлены темно-синие брюки с кантами (приказ МО № 155 от 8 сентября 1954 г.); тем же приказом был установлен синий цвет бриджей для курсантов военных училищ). Тогда же были введены специальные Правила ношения военной формы, включающие в себя и правила ношения государственных и ведомственных наград.
В 1956 году изменения коснулись сержантского и рядового состава. Стоит особо обратить внимание на то, что униформа сверхсрочников, сержантского и рядового состава изменилась в незначительной степени и не радикально, особенно на фоне перемен в обмундировании офицеров и генералов.
Были установлены два приборных металла — серебро (для генералов: медицинская и ветеринарная службы, военная юстиция; для офицеров: инженерно-технический состав, административный состав, военно-медицинский и военно-ветеринарный состав, военная юстиция) и золото (все маршалы и главные маршалы; для генералов: пехота, АБТВ, ВВС, артиллерия, инженерные и технические войска, интендантская служба; для офицеров — все остальные, кроме указанных выше). При этом серебристое шитьё на околыш фуражки и мундир полагалось только генералам юстиции, медицинской и ветеринарных служб; у офицеров, которым полагался серебряный прибор, он присутствовал только на поле погон с золочением остальных элементов фурнитуры.
Эмблемы всех родов, видов войск и служб — золочёной латуни, за исключением ветеринарной и административно-хозяйственной служб, знаки которых серебрились.
Приборные цвета в основном остались прежними:
- красный (высший комсостав: общевойсковой, пехота (стрелковые войска), юстиция),
- малиновый (высший комсостав: инженерные и технические войска, интендантская служба; офицеры, сержанты и старшины: пехота, стрелковые части ВДВ, юстиция);
- чёрный
  - с красными кантами (высший комсостав: АБТВ, артиллерия, то же для офицеров, сержантов и старшин),
  - с синими кантами (офицеры, сержанты, старшины: инженерные и технические войска),
  - с чёрными кантами (офицеры, сержанты, старшины: химические войска),
  - с голубыми кантами (офицеры, сержанты, старшины: железнодорожные войска и ВОСО);
- голубой (высший комсостав: авиация; офицеры, сержанты, старшины: ВВС, парашютные части ВДВ),
- тёмно-зелёный (высший комсостав: медицинская и ветеринарная служба; офицеры, сержанты и старшины: медицинская и ветеринарная служба, административно-хозяйственная служба).

Все разновидности униформы строго регламентировались для всех категорий военнослужащих: № 1 — парадная для строя, № 2 — парадно-выходная вне строя, № 3 — повседневно-полевая для строя, № 4 — повседневная вне строя (последняя, в свою очередь, делилась на летнюю I, летнюю II, а для генералов и маршалов существовала и летняя III).
5 апреля 1955 г. (указ Президиума ВС СССР; приказ министра обороны СССР от 19.03.1955 г. № 63) были отменены особые галунные знаки на погоны офицеров и генералов, состоящих в запасе или в отставке.
30 июня 1955 г. (приказ МО СССР № 105) были отменены нарукавные знаки офицеров ВДВ, а 4 августа 1956 (приказ МО СССР № 120) — знаки ВДВ для сержантского и рядового состава. Различия в приборных цветах частей ВДВ остались прежними; никаких иных отличий, кроме латунных эмблем, установленных в 1955 г., военнослужащие ВДВ не имели.
См. также: Военная форма ВС СССР (1946—1968)

### Этап 1. Генералы Советской Армии, маршалы и главные маршалы авиации, родов войск и специальных войск, Маршалы Советского Союза
Изменения начались в 1954 году: весной для парадной формы генералов ВВС были установлены темно-синие брюки с кантом (постановление СМ № 544 от 24 марта 1954 г., приказ МО № 45 от 9 апреля 1954 г.).
Остальные генералы и маршалы тем же приказом получили:
- парадный открытый мундир цвета морской волны покроя аналогичного открытому кителю генералов ВВС образца 1949 г. с шитьём в виде лавровых/дубовых листьев на обрамлённых двойным золотым сутажем воротнике и обшлагах, повторяющим, в общих чертах, шитьё на мундирах 1943—1945 гг. У генералов ВВС цвет тужурки и тульи фуражек парадной формы в следующем году (приказ МО № 262—157 от 17 февраля 1955 г.) был заменён на синий;
- брюки цвета мундира, с традиционными генеральскими лампасами, носившиеся как в сапоги (№ 1), так и навыпуск (№ 2);
- фуражку, которая несколько изменила свой внешний вид (увеличена тулья, козырёк обр. 1947 г. изменил форму — такое допускалось и ранее, но формально было отступлением от правил); на парадной фуражке козырёк украшался шитьём. Шитьё на околышах парадных фуражек осталось прежним с незначительными изменениями;
- белую рубашку (в брюки) без карманов, с чёрным галстуком; парадную и парадно-выходную форму Маршалов Советского Союза дополняла Маршальская Звезда, крепившаяся возле узла галстука;
- шинель, как и папаха, не претерпевшую серьёзных изменений (общий покрой, канты, пуговицы, материал остались прежними; расстояние от нижней полы до пола — 28 см); на воротнике появились новые петлицы — цветом по роду войск, с золотой/серебряной окантовкой и вышитыми серебряными/золотыми лавровыми (генералы, маршалы и главные маршалы авиации, родов войск и специальных войск) или золотыми дубовыми листьями (Маршалы Советского Союза).

На околыш крепилась металлическая кокарда нового образца — красная звезда с серпом и молотом (у высших офицеров на золотом фоне, у остальных офицеров — на белом эмалевом, в овале из витого шнура) в золочёном зубчатом выпуклом обрамлении.
В марте 1955 года филигранный ремешок на парадных фуражках генералов и маршалов был заменён (приказ МО СССР № 29 от 3 марта 1955 г.) ремешком на тех же двух малых форменных пуговицах, с золотой/серебряной вышивкой лавровых (генералы и маршалы авиации, родов войск и специальных войск) или дубовых (Маршалы Советского Союза) листьев.
Без изменений осталась цветовая гамма околышей, кантов, лампасов и петлиц.
Несколько изменился рисунок шитья на погонах высших офицеров — Маршалов Советского Союза и маршалов родов войск (приказ МО СССР № 147 от 22 сентября 1956). Звёзды и эмблемы родов войск стали вышиваться золотой канителью в тон поля парадного погона, звёзды с красной (в ВВС — голубой) окантовкой.
Парадная форма № 1 (для строя) для высших офицеров обязательно включала специальный шитый пояс из золочёных нитей с золочёной же гербовой пряжкой, а также награды, размещённые на мундире в соответствии с Правилами ношения. Пояс носился со специальным кортиком, который по форме № 2 (вне строя) пристегивался к ремню под мундиром.
Форма № 3 предназначалась для полевых учений, инспекций, работы в гарнизонах на аэродромах, полигонах и т. д. Изначально для повседневно-полевой формы № 3 генералов и маршалов был сохранён закрытый китель 1943 года с синими брюками с лампасами в сапоги, кроме высших офицеров ВВС (они по форме № 3 носили открытый китель защитного цвета (образца 1949 г.) как при форме № 4, с облегчённым снаряжением). Однако высшие офицеры и других родов войск также предпочитали носить в полевых условиях открытый защитного цвета китель, что привело впоследствии к официальному разрешению использовать открытый китель по форме № 3 всем генералам и маршалам. Зимняя полевая форма включала в себя повседневную шинель (либо бекешу) серого цвета с облегчённым снаряжением, брюки в сапоги, фетровые сапоги, бурки или валенки. Вместо папахи в полевых условиях могла использоваться шапка-ушанка, пошиваемая за свой счет.
Повседневная форма (№ 4) высших офицеров включала:
а) открытый китель защитного цвета с золотыми/серебряными погонами с кантами по воротнику и обшлагам и вышитыми на воротнике упрощёнными и уменьшенными по сравнению с парадным кителем серебряными/золотыми лавровыми (генералы, маршалы и главные маршалы авиации, родов войск и специальных войск; у маршалов шитье большее по размерам) или золотыми дубовыми листьями (Маршалы Советского Союза) (приказ МО СССР № 94 от 10 июня 1954 г.). Изначально вместо шитья в приказе и Положении были предусмотрены цветные петлицы с золотыми кантами и большими гербовыми пуговицами (приказ МО СССР № 45 от 9 апреля 1954 г.), однако этот вариант просуществовал буквально пару месяцев. Китель носился с рубашкой (без карманов) и галстуком защитного цвета, фуражкой защитного цвета с цветным околышем, кокардой и филигранным ремешком и синими брюками с лампасами навыпуск (по летней форме I);
б) открытый китель светлого серого цвета (в приказе — просто упоминается как серый, но на фотографиях присутствует тёплый или чуть коричнево-защитный оттенок) с золотыми погонами с кантами по воротнику и обшлагам и шитьём аналогично защитному кителю, с серой рубашкой (без карманов) и галстуком и синими брюками с лампасами навыпуск. Фуражка — с серой тульёй и цветным околышем с кокардой и филигранным ремешком (по летней форме II);
в) открытый китель белого цвета с золотыми погонами с кантами по воротнику и обшлагам и шитьём аналогично защитному кителю, с белой рубашкой установленного образца, чёрным галстуком и синими брюками с лампасами навыпуск. Фуражка — с белой тульёй (белым чехлом) и цветным околышем с кокардой и филигранным ремешком (по летней форме III);
г) шинель и папаху существующего образца (из серого драпа) с кантами и петлицами как на парадной форме.
Несколько позже офицерам (1957 г.), генералам и маршалам (1956 г.) будет разрешено в жаркое время находиться в рубашке без кителя (к рубашке в этом случае пристегивались погоны цвета ткани рубашки). Помимо этого форма № 4 включала в себя шинель аналогичную форме № 1—2 (зимняя) и летнее пальто серого цвета с петлицами и золотыми/серебряными погонами.
На всех видах формы офицеров и генералов помимо наград, знаков отличия типа «Гвардия», нашивок за ранения, в середине 1950-х гг. появляются знаки об окончании военных академий или гражданских высших учебных заведений.
В 1956—1957 гг. министром обороны Г. К. Жуковым было предпринято несколько попыток изменить внешний облик мундиров Маршалов Советского Союза за счёт технологических усовершенствований и дополнений отдельных элементов, в частности, шитья на воротнике и обшлагах. Судя по кино- и фотоматериалам, новая парадная форма с изменённым шитьём была пошита для нескольких человек, прежде всего самого Г. Жукова, а также, например, И. С. Конева.
Аналогичные изменения были реализованы и для всех видов повседневной формы того же Г. Жукова, придав форме Маршала Советского Союза более представительный вид.
Были, впрочем, и более радикальные изменения: так, летом 1957 Г. Жуков на параде в г. Ленинград в честь Дня ВМФ появился в новой парадной форме, не предусмотренной Правилами (белый китель с новым усовершенствованным золотым шитьём и золотыми погонами, золотой шитый пояс с кортиком, фуражка с красным околышем, белым верхом, с шитьём по околышу и козырьку, белые брюки, белые ботинки, белые перчатки). Однако, все указанные нововведения никак официально не оформлялись и не утверждались.
После отставки Г. Жукова предпочтение было вновь отдано утверждённым образцам.
Таблица: Петлицы генералов, маршалов и главных маршалов родов войск 1954—1969 гг.
|                                     | 1                 | 2                 | 3                 | 4                 | 5                 | 6                 |
| ----------------------------------- | ----------------- | ----------------- | ----------------- | ----------------- | ----------------- | ----------------- |
| Петлицы к шинели и летнему пальто*) | петлицы генералов | петлицы генералов | петлицы генералов | петлицы генералов | петлицы генералов | петлицы генералов |

*) 1 — генералов армии, генералов пехоты; 2 — маршалов и главных маршалов, генералов БТВ и артиллерии; 3 — маршалов и главных маршалов, генералов инженерных и технических войск, генералов интендантской службы; 4 — генералов медицинской и ветеринарной службы; 5 — маршалов, главных маршалов и генералов авиации; 6 — генералов юстиции.

### Этап 2. Офицеры Советской Армии

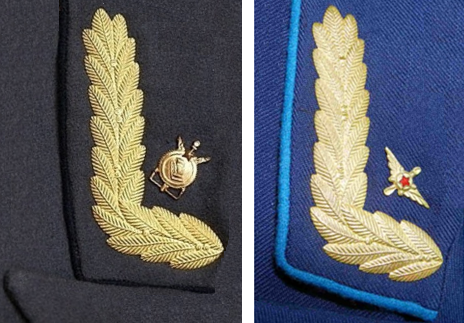
Воротник парадного мундира офицеров инженерных частей (химические войска) и ИАС авиации, 1955 г.

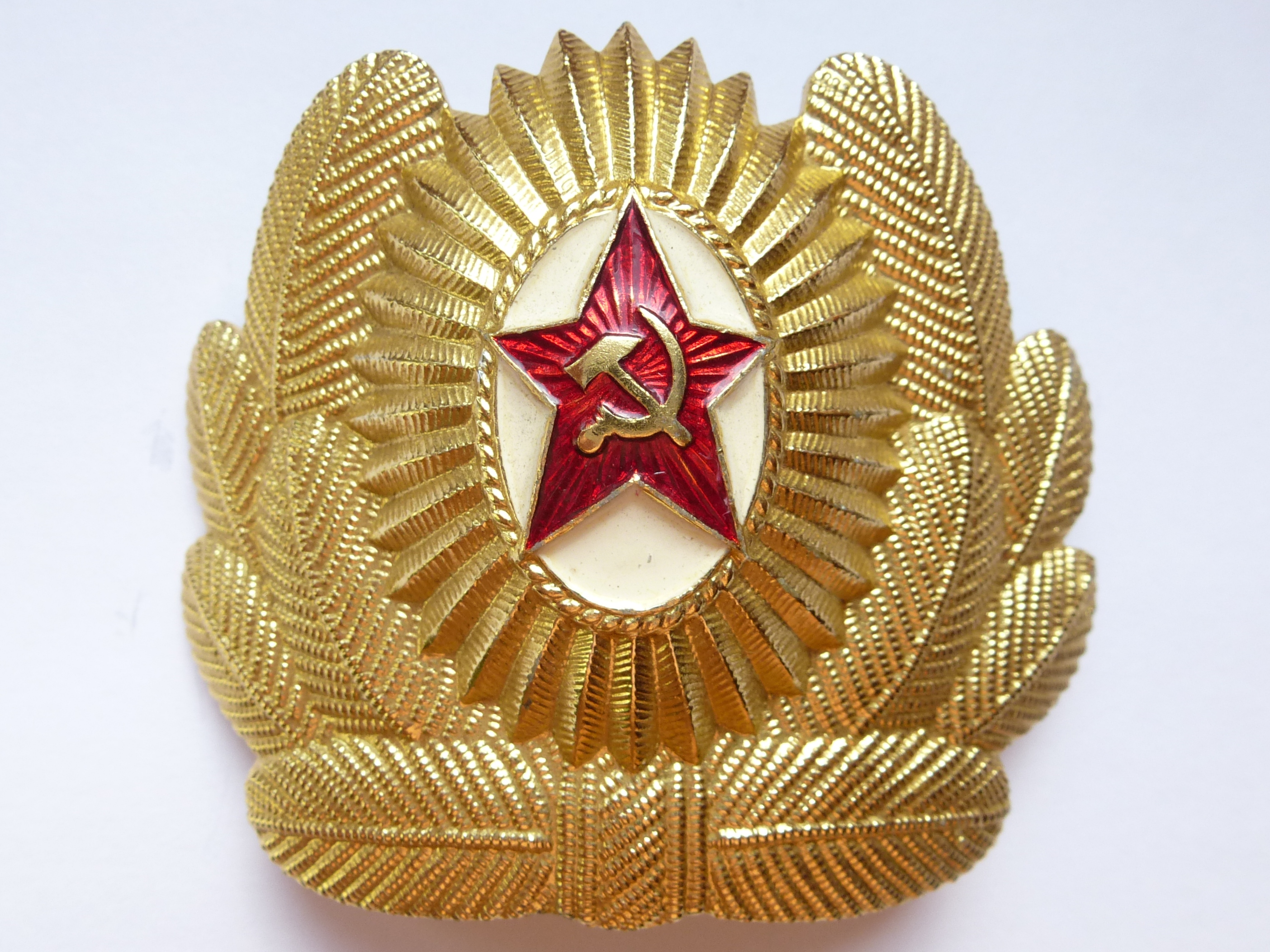
Офицерская кокарда ВВС образца 1955 г. с эмблемой для повседневной формы; в 1958—1969 установлена офицерам всех родов войск в качестве парадной, а в ВВС и ВДВ — как парадной, так и повседневной. С 1969 года — только в ВВС и ВДВ

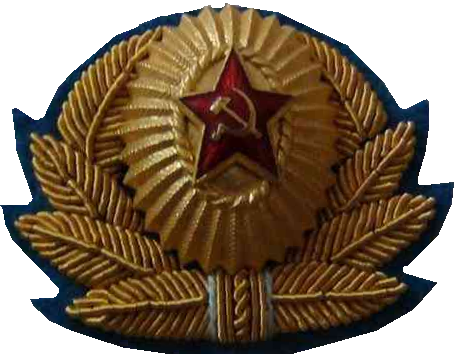
Кокарда с шитьём генералов ВВС

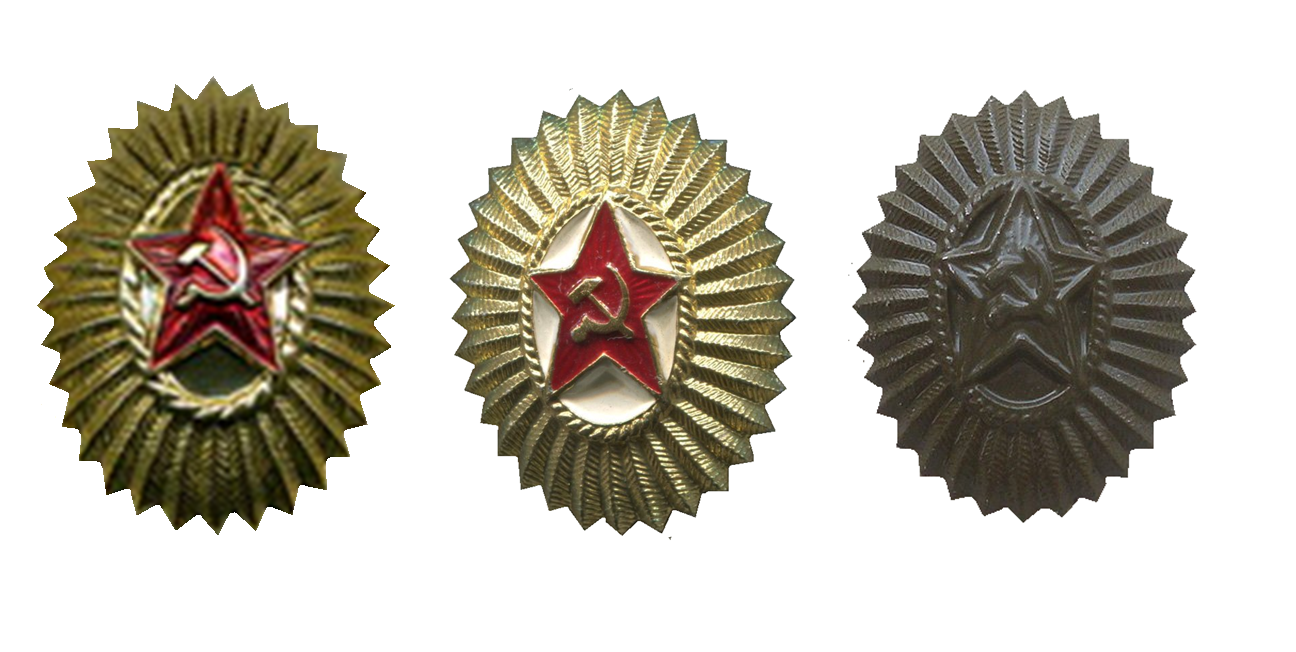
Кокарды (слева направо) генералов и маршалов, офицеров, общая кокарда для полевой формы (с декабря 1956 г.)

Серьёзные изменения ожидали офицерскую парадную (№ 1) и парадно-выходную форму (№ 2) (приказ МО СССР № 262—157 от 17 февраля 1955 г.).
Офицеры сухопутных войск получили:
- мундир открытый двубортный серо-стального цвета с окантовкой по роду войск по воротнику и обшлагам, аналогичный по покрою кителю офицеров ВВС и АБТВ, принятому ещё в 1949 году. В углу воротника крепилась эмблема рода войск, обрамлённая по борту прямоугольным лавровым венком из позолоченной латуни. Аналогичный угол из лавровых ветвей крепился на обшлагах;
- белую рубашку (в брюки, с двумя сменными воротничками, без карманов) с чёрным галстуком;
- брюки в сапоги или навыпуск тёмно-синего цвета, с кантами;
- фуражку с серой тульёй и филигранным золоченым ремешком, канты — как на мундире, околыш по роду войск, на околыше — кокарда с эмблемой, на козырьке золотой/серебряный орнамент в виде лавровых листьев штампованной латуни.

Не в последнюю очередь конструктивными особенностями новой формы было обусловлено введение новых, ранее не существовавших, эмблем родов войск (стрелковых и мотострелковых войск, ВДВ) или радикальная замена на новые уже существующих (отмена традиционных «топориков» инженерных войск, замена на эмблемах танковых войск танка БТ танком Т-34(54) — относительно последнего есть фотоматериалы, позволяющие отнести замену танков на петлицах танкистов ещё к 1952 году), но не удовлетворяющих новым требованиям: эмблемы должны были смотреться на новом мундире эстетично и ярко. Ещё одним нововведением было исключение из родов войск кавалерии и исчезновение из употребления её синих околышей и кантов, а также знаменитой «подковы», позже используемой факультативно в отдельных сохранившихся конных командах военных округов.
Расцветки околышей и кантов по родам войск в остальном остались без изменений. Кокарда, изначально установленная только для парадной формы, с 29 апреля 1955 г. была установлена и для повседневных фуражек (без эмблем).
С 1 октября 1957 г. (приказ МО СССР № 53 от 28 марта 1957 г.) для всех офицеров ВВС были установлены на фуражку такие же эмблемы, как и для лётного состава, имеющего лётное образование.
Мундир офицеров ВВС сохранил свой прежний покрой, но получил синюю окраску и общую фурнитуру; воротник мундира офицеров танковых войск покрывался чёрным бархатом.
Мундир носился с белой рубашкой и серым (в ВВС — тёмно-синим, в танковых войсках — чёрным) галстуком, по форме № 1 — с наградами, синими брюками с кантом в сапоги (в ВВС и танковых войсках — навыпуск) и золочёным тканым офицерским поясом со штампованной пряжкой со звездой; к поясу полагался кортик. Пояс напоминал генеральский, но был проще по конструкции, изготовлению и рисунку. При форме № 2 награды заменялись планками, брюки носились навыпуск с чёрными ботинками, а кортик пристегивался к ремню под мундиром. Конструкция офицерской фуражки напоминала генеральскую: серая тулья с кантами, цветным околышем (в танковых войсках — чёрный бархат), филигранным ремешком, кокардой с дополнением в виде венка из лавровых листьев и штампованными латунными лавровыми листьями на козырьке, имитирующими шитьё. На синей тулье парадных и защитной тулье повседневных фуражек ВВС крепилась традиционная лётная эмблема, на голубом околыше — парадная или повседневная кокарда ВВС. С 1957 право на ношение соответствующих кокард и эмблем получили офицеры инженерно-технического состава ВВС без лётного образования.
Зимняя парадная и парадно-выходная форма включала в себя шинель (№ 1 — застегнутую на все пуговицы, с поясом и брюками в сапоги, в ВВС и танковых войсках — навыпуск), по покрою схожую с существующей генеральской, но без кантов, на воротнике которой располагались неокантованные петлицы цветом по роду войск и соответствующими эмблемами в верхней части петлицы. Головные уборы — без изменений, но с новыми кокардами.

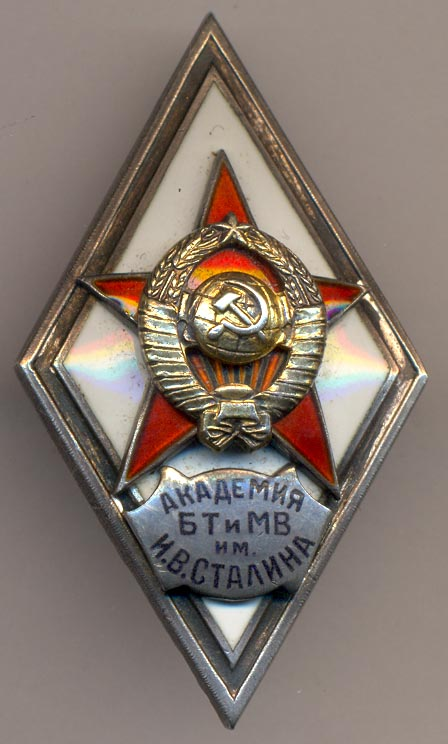
Нагрудный знак за окончание Академии бронетанковых и механизированных войск им. И. Сталина. 1950-е гг.

Радикальное изменение парадной формы никак не соответствовало скромным изменениям формы повседневной и полевой (№ 3—4). Так открытые повседневные кителя получили те, кто их и имел до того, то есть офицеры танковых войск и ВВС: открытый двубортный китель с кантами по воротнику и обшлагам, с петлицами с эмблемами по роду войск на воротнике (голубые с тёмно-синей (чёрной) окантовкой у ВВС, чёрные, бархатные с красным кантом у танковых войск, окантовка уже в 1956 году была отменена), носившийся с защитного цвета рубашкой и галстуком, брюками в сапоги (№ 3 — при обязательном облегчённом полевом снаряжении М55 с золочёной фурнитурой и двузубой рамочной пряжкой) или навыпуск (№ 4).
Для всех остальных офицеров сухопутных войск Советской Армии по форме № 3 полагалась гимнастёрка с полевым облегчённым снаряжением (в жарких районах — со шляпой-панамой), а по форме № 4 — закрытый китель образца 1943 года. Объединяла офицеров повседневно-полевая фуражка защитного цвета с кантами, с цветным околышем и кокардой, новым козырьком (1954 г.) и лакированным ремешком, а также летняя форма II, состоящая из белого кителя и белого чехла на фуражку, предназначенная для жаркого климата и жаркой погоды. На повседневных погонах — латунные эмблемы рода войск или службы.
В 1957 году офицерам разрешили носить в жаркое время защитную рубашку (без карманов) с защитным же галстуком и полевыми погонами, белый китель же был отменен — однако это случилось буквально перед очередной реформой обмундирования, упразднившей закрытые кителя в Советской Армии полностью и окончательно.
Почти не изменилась офицерская повседневно-полевая шинель — изменились лишь петлицы, лишившиеся окантовки и шинельных пуговиц, последние были заменены эмблемами родов войск и служб. Количество пуговиц стало шесть у всех офицеров. Зимняя форма № 3 отличалась от формы № 4 облегчённым полевым снаряжением М55 и брюками в сапоги.
В декабре 1956 года на полевой форме № 3 были отменены золочёные погоны и все золочёные элементы (пуговицы, кокарда, эмблемы на петлицах, фурнитура снаряжения и полевых сумок), а также цветные околыши, петлицы на шинелях и кителях (в ВВС) и канты на фуражках. На место золотых и частично цветных элементов пришли элементы полностью защитного цвета. Исключение составили просветы на погонах. Причиной послужили венгерские события 1956 года и участие в них частей Советской Армии, столкнувшейся — прежде всего, в городских боях — с огромными потерями в офицерском составе из-за демаскирующих элементов обмундирования.
В 1956 г. по инициативе генерал-полковника В. Ф. Маргелова началась разработка и полевые испытания специального обмундирования для ВДВ — шлемов, комбинезонов, курток и т. д. В 1958 г. первые серийные образцы летнего и зимнего спецобмундирования поступают в строевые части.

#### Форма одежды военнослужащих-женщин
Полный набор из четырёх видов обмундирования с подробными же Правилами ношения получили военнослужащие-женщины, имеющие офицерские звания. Вскоре данная форма была распространена и на сержантский состав.
Общие принципы деления обмундирования на виды был аналогичен рассмотренному выше обмундированию для офицеров-мужчин (форма № 1 — парадная, с наградами, поясом, кортиком, пальто, застёгнутое на все пуговицы; форма № 2 — парадно-выходная, с кортиком и поясом под мундир, пальто с отогнутыми бортами; форма № 3 — повседневно-полевая, в кителе, сапогах, облегчённом снаряжении, пальто, застёгнутое на все пуговицы; форма № 4 — повседневная в открытом защитном или закрытом белом кителе, пальто с отогнутыми бортами).
Ношение шитья, петлиц, окантовки, наград также было аналогично стандартному офицерскому обмундированию. Специфическими элементами в данном случае являлись парадный мундир серого/синего цвета, китель защитного цвета, рубашки белого и защитного цветов с чёрным и защитным галстуками, однобортное пальто тёмно-серого цвета (для офицеров, проходящих службу за границей, в частях Московского гарнизона, ВВС и танковых войск — стального цвета), а также серый/синий (парадный) и синий/белый (повседневный) береты, каракулевая шапка-кубанка, синяя юбка, ботинки и сапоги особого пошива.

### Этап 3. Сержанты, курсанты, старшины и солдаты

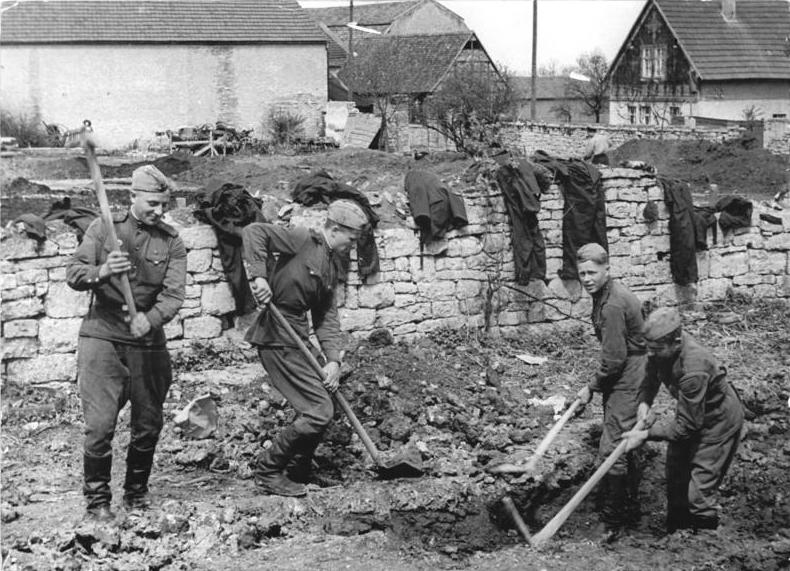
Солдаты в пилотках, гимнастёрках и галифе защитного цвета ВС СССР помогают восстанавливать хозяйство Германии, ГСВГ, 1958 год. Рабочая и полевая униформа рядового состава со второй половины 1940-х гг. почти не изменилась

В 1956 году были утверждены Правила ношения военной формы одежды старшинами, сержантами и рядовыми Советской Армии.
Новая парадно-выходная форма была вполне практична и проста в уходе, хотя и не столь нарядна, как «сталинская»:
- мундир, по покрою аналогичный мундиру 1943 г., но упрощённой конструкции — без задних карманов с вырезами и пуговицами, без кантов по воротнику, обшлагам и бортам, с цветными петлицами на воротнике (у сержантов и старшин на петлице — продольный золотой/серебряный галун);
- фуражка с окантовкой и цветным околышем со звездой, ремешок лакированный;
- брюки защитного цвета в тон мундиру (для курсантов военных училищ — синие брюки) (в сапоги);
- шинель установленного образца, с петлицами без окантовки, с эмблемами по родам войск и служб; шапка-ушанка — без изменений.

Повседневно-полевая форма представляла собой
- гимнастёрку существующего образца,
- бриджи (в приказе — Галифе) (в сапоги),
- шинель и шапку-ушанку — как к парадно-выходной форме,
- пилотку со звездой.

Все виды униформы носились только с поясным ремнём с латунной пряжкой и сапогами.
Для жарких районов вводилась специальная гимнастёрка с отложным воротником, которую можно было носить с открытым воротом, и шляпа-панама, аналогичная довоенной, образца 1936 года, но без цветной аппликации под звездой и кокардой.
Зимняя и летняя рабочая форма одежды — со специальной курткой-бушлатом (зимой — на вате), аналогичной куртке-бушлату образца 1941—1942 гг.
Вводилось новое полевое снаряжение на плечевых ремнях, с заплечным рюкзаком, для снаряжения поясной ремень с пряжкой защитного цвета.
Погоны лишились окантовок, но приобрели латунные эмблемы родов войск и служб вверху погона. Погоны курсантов сохранили окантовку (пехота, ВВС, ВДВ (при голубых погонах), инженерные, технические, железнодорожные войска, войска связи — чёрный кант; артиллерия, бронетанковые, автомобильные войска, медицинская и ветеринарная служба — красный кант) и обшивку золотым/серебряным галуном. На мундире, суконной гимнастерке и шинели погоны нашивные, на х/б гимнастёрке — пристежные.

#### Военнослужащие сверхсрочной службы
Обмундирование сверхсрочников отличалось от формы солдат и сержантов срочной службы только золотыми нарукавными угольниками и петлицами на парадных мундирах. Поэтому сверхсрочники продолжили подчеркивать своё особое положение неуставными способами — ношением парадных фуражек с повседневной формой, офицерских сапог и снаряжения и т. д. С другой стороны, такое «форменное» равенство опытного бывалого сверхсрочника со срочниками снижало престиж сверхсрочной службы. Отчасти такая ситуация объяснялась общим сокращением числа сверхсрочников в 1956—1957 гг. с той мотивацией, что их функции вполне могут выполнять подготовленные солдаты и сержанты-срочники с законченным средним образованием — они «дешевле» сверхсрочника, которого необходимо обеспечивать жильём и зарплатой. Время, как известно, показало ошибочность такой «экономии».
В 1957 году нарукавные знаки для сверхсрочников были отменены — вместо них вводился золочёный нагрудный знак, носившийся на правой стороне груди при всех видах формы (кроме шинели и рабочей куртки), представляющий собой золотую гранёную пятиконечную звезду в золотом венке (аналогично общевойсковой эмблеме) со стилизованными серебряными крыльями, знаменем Сухопутных войск (или ВВС) и подвеской с выбитыми цифрами, указывающими срок службы.

#### Воспитанники суворовских училищ
В целом форма воспитанников СВУ осталась без изменений. Погоны существующего образца — красные с белым кантом и шифровкой жёлтого цвета. Отменяются белые перчатки к парадной форме.
Правилами ношения устанавливается разделение униформы на парадно-выходную и повседневно-полевую. Парадно-выходная форма включает в себя: мундир, фуражку (шапку-ушанка для зимней формы), брюки с лампасами навыпуск, ботинки, шинель, ремень — всё существующего образца. Зимняя повседневно-полевая форма включает: гимнастерку чёрного цвета, брюки с лампасами навыпуск, шинель, шапку-ушанку, ботинки, ремень — всё существующего образца. Для формы вне строя допускаются ботинки с галошами.
Летняя повседневно-полевая форма существует в двух видах. Летняя 1 — фуражка с чёрной тульёй и красным околышем с белыми кантами, гимнастёрка защитного цвета; летняя 2 — фуражка с белым чехлом на тулью, гимнастёрка белого цвета; для обоих видов — брюки без лампасов чёрного цвета навыпуск, ремень и ботинки существующего образца. Допускается ношение сапог в полевых условиях (брюки — в сапоги).

### Другие нововведения
- За год до введения формы нового образца, в 1954 г., были изменены звёздочки, обозначающие звание на офицерских погонах — усилено крепление, частично изменён внешний вид, рельеф и рисунок, установлен единые размеры по категориям с офицерскими звёздочками, использующимися в ВМФ.
- 25 февраля 1955 г. (приказ МО СССР №) установлена панама нового образца (вместо летней пилотки) и гимнастёрка с отложным воротником для жарких районов.
- 29 апреля 1955 г. (приказ МО СССР № 70) для маршалов, генералов и офицеров установлено ношение кашне белого цвета.
- 23 июня 1955 г. (приказ МО СССР № 104) чёрный галстук к повседневной форме офицеров заменён галстуком защитного цвета.
- С 1955 г. (приказ МО СССР № 225 от 30 декабря 1955 г.) папаха полковников изменила конструкцию на полностью аналогичную генеральской, без отстёгивающихся клапанов.
- 17 июля 1956 г. (приказ МО СССР № 109) всем генералам, маршалам и офицерам для ношения с парадно-выходной формой установлены белые перчатки вместо коричневых.
- Согласно приказу МО СССР № 147 от 22.09.1956 г. на погонах Маршалов Советского Союза, Главных Маршалов и Маршалов артиллерии, авиации, бронетанковых войск, войск связи и инженерных войск звезды золотистого цвета с окантовкой по цвету канта погона.
- 23 апреля 1957 г. (приказ МО СССР № 72) всем генералам, маршалам и офицерам разрешено при нахождении вне строя ношение поверх брюк форменных рубашек (без карманов, с разрезом и поясом) — защитных и серых у генералов и маршалов, защитных у офицеров. Погоны — пристежные, без кантов, крепление на пуговицах малого размера — золотых гербовых у маршалов, защитных пластмассовых у генералов (гербовых) и офицеров (со звездой). Рисунок шитья на погонах генералов и маршалов — контурный, выполнен золочёной нитью.

Униформа образца 1950-х годов оказалась в ряде случаев весьма удачной — как, например, в случае с парадным обмундированием генералов и маршалов и некоторыми элементами повседневного обмундирования офицеров. Парадная форма красиво смотрелась в парадных расчётах два раза в год — 7 ноября и 1 мая. Но в целом она имела существенный системный недостаток — малую унификацию и взаимозаменяемость частей и предметов, а также низкую практичность и существенную дороговизну (золотое шитьё, штампованные накладные украшения и позолота).

### Некоторые специальные виды формы

#### Специальная церемониальная форма: Отдельная рота Почётного караула

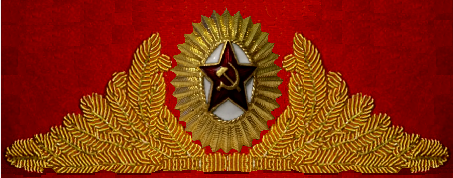
Кокарда с шитьём офицеров ОРПК (с 1960 г. — взвода Сухопутных войск)

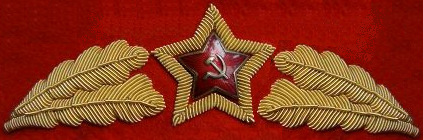
Шитьё на околыше фуражки сержантов и рядовых ОРПК

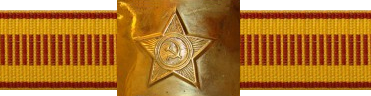
Ремень сержантов и рядовых ОРПК

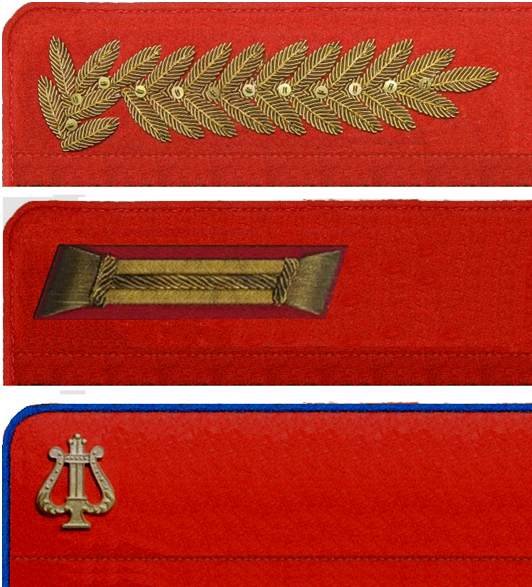
Шитьё на воротниках офицеров ОРПК (вверху), петлицы на воротниках сержантов и рядовых ОРПК, воротник музыкантов Сводного оркестра Московского гарнизона

В 1955 году (приказ МО № 124 от 1 августа 1955) новую форму получила 1-я Отдельная рота почётного караула Московского гарнизона (ОРПК) в г. Москве. Использовалась эта форма только в особых церемониях — встреч, отдачи воинских почестей, обеспечения воинских ритуалов и т. д.
Основу обмундирования составили:
- закрытый двубортный серый мундир с красным суконным воротником и красными прямыми (офицеры) или фигурными обшлагами; на груди мундира крепился широкий красный восьмиугольный лацкан (напоминающий дореволюционный, существовавший в частях гвардии) на шести пуговицах по борту, окантованный золотым галуном; сзади — фигурные карманы с окантовкой и две мундирные пуговицы, поддерживающие ремень (как на униформе образца 1943 г.);
- фуражка с красными кантами и околышем и серой тульёй,
- синие брюки с кантами, в сапоги.

К офицерскому мундиру полагалось
- золотое шитьё в виде лавровых листьев на воротнике и обшлагах,
- пристежные погоны золотого прибора с красными кантами и просветами, на малой золотой пуговице, с эмблемой стрелковых войск,
- золотой аксельбант на правом плече,
- офицерский парадный пояс с пряжкой существующего образца.

Форму офицеров дополняла шашка, так как прохождение торжественным парадным маршем рота всегда осуществляла с оружием. Шашка крепилась к золочёному парадному шитому офицерскому поясу.
Мундир сержантов и рядовых выполнялся
- без шитья на фигурных (с мыском) обшлагах,
- на воротниках помещалась шитая золотистая петлица (тура),
- погоны — пятиугольные пристежные общевойсковые, на золотой малой пуговице, с золотой галунной окантовкой, эмблемой стрелковых войск и цифрой, обозначающей номер подразделения — «1».
- к мундиру — тканый ремень упрощённого шитья с квадратной латунной золочёной пряжкой и штампованной звездой установленного образца.

Фуражки офицеров — с филигранным золотым ремешком, шитьём или его латунной имитацией на козырьке и околыше, с общеармейской кокардой. Фуражка сержантов и рядовых — с лакированным ремешком, шитьём и красной звездой на околыше.
Шинели офицеров и солдат не имели особых отличий от аналогичных парадных шинелей военнослужащих сухопутных войск — кроме петлиц, окантованных золотым галуном, и офицерского аксельбанта.

#### Сводный оркестровый полк Московского гарнизона
Особую форму несколько ранее (приказ министра обороны СССР № 37 от 11 марта 1955) получил Сводный оркестровый полк Московского гарнизона (кроме офицеров). Двубортный закрытый китель на шести пуговицах, с красным стоячим воротником и обшлагами, синей окантовкой, фигурными задними карманами был по конструкции, материалу и покрою схож с закрытыми парадными мундирами образца 1943 года. Погоны — красные пятиугольные с синим кантом. Ремень белый с квадратной латунной пряжкой.
Фуражка защитная со звёздочкой на красном околыше, золотой лирой на тулье и синими кантами. Такие же лиры крепились или вышивались по углам воротника. Брюки синие — в сапоги или навыпуск.
Фотодокументы свидетельствуют о том, что указанная униформа была дополнена для парадов в Москве и декоративным лацканом красного цвета на груди.

### Реформа обмундирования 1957 г.
В июне 1957 г. Министр обороны СССР Г. К. Жуков дал поручение разработать новый вариант парадной и повседневной униформы для офицеров и сверхсрочников, поскольку существующие образцы обладали рядом недостатков. Предполагалось упрощение формы одежды, унификация основных элементов обмундирования и сокращение их числа. Проект был подготовлен относительно быстро (за образец взяли форму Народной Армии Чехословакии), столь же быстро изготовили экспериментальную партию обмундирования для практических испытаний в действующих частях Советской Армии. Уже к августу состоялся показ нового обмундирования и его обсуждение в ряде военных округов. В целом форма не вызвала серьёзных нареканий по итогам экспериментальной носки.
В сентябре образцы новой формы одежды, одобренные личным составом и получившие поддержку Министра, были утверждены Советом Обороны СССР. 23 сентября 1957 г. было подписано постановление Совета Министров СССР No 1134, в соответствии с которым «в целях улучшения формы одежды и ликвидации излишеств в нормах снабжения военнослужащих Советской Армии и Военно-Морского Флота» были внесены изменения в обмундирование и знаки различия. Постановление Совмина было объявлено приказом Министра обороны СССР от 28 сентября 1957 г. No 185.
Изменения были следующие:
- малиновый приборный цвет заменялся красным;
- изменялась форма погон к мундиру и кителю — вытянутый, сужающийся к вершине пятиугольник; парадные погоны — галунные, повседневные и полевые тканевые защитного цвета.
- устанавливались единые защитные открытые повседневные и парадно-выходные (с галунными погонами) кителя на четырех пуговицах, с накладными нагрудными и боковыми карманами с клапанами, с цветными петлицами-ромбами на воротнике; на петлицах — золотистая латунная эмблема рода войск (уменьшенного по сравнению с существующими образцами размера), у офицеров внизу петлицы — скрещенные лавровая и дубовая ветви золотистого шитья;
- к парадному кителю (мундиру) устанавливались брюки синего цвета с кантами, рубашка и галстук защитного цвета; к повседневному — рубашка, галстук и брюки (без кантов) защитного цвета;
- защитная фуражка с жёлтым трунцаловым (офицеры) или лакированным (сверхсрочники) ремешком, с цветными околышами и кантами, на околыше — кокарда с эмблемами в виде венка из лавровых листьев (парадная) либо кокарда без эмблем (повседневная); на тулье парадно-выходных фуражек устанавливалась латунная или шитая жёлтым шелком эмблема — звезда в обрамлении лавровой и дубовой ветвей, в ВВС на фуражках — традиционная эмблема существующего образца.

Форма сверхсрочнослужащих полностью унифицировалась с офицерской.
Отставка Г. Жукова фактически прекратила проведение всех его приказов и распоряжений в жизнь, оставив вопрос о реформе обмундирования открытым. Новый министр обороны Р. Я. Малиновский настоял на новом обсуждении преобразований, высказавшись за традиционную форму погон и петлиц, а также за китель без накладных карманов.
Постановлением Совмина СССР от 8 марта 1958 г. No 267 были отменены пункты Постановления No 1134 об установлении погон нового образца и о замене малинового приборного цвета на красный. 29 марта 1958 г. приказом МО СССР No 70 была введена новая форма одежды военнослужащих Советской Армии, утверждены правила её ношения. Приказ No 185 тем же приказом был отменён.

### Киновоплощения
- Офицеры (1971).

## 1960-е гг

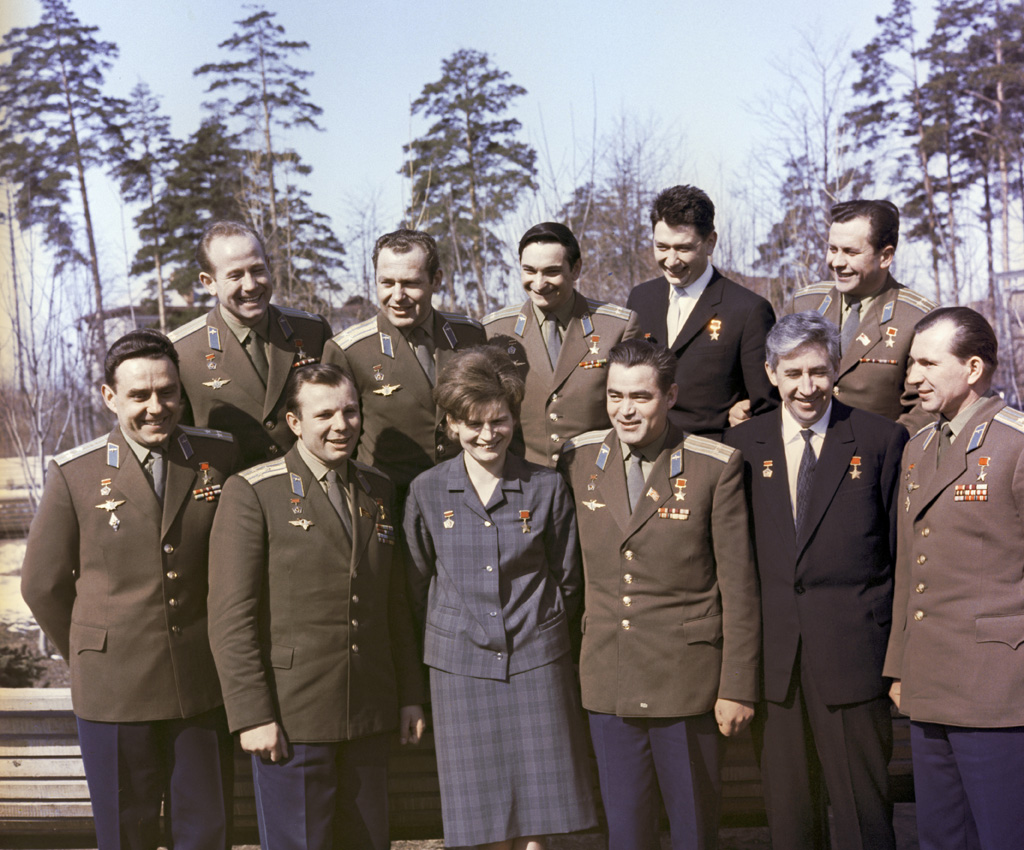
Лётчики-космонавты СССР в Звёздном городке. Офицеры — в парадно-выходных мундирах образца 1958 г.

Увольнение с поста министра обороны СССР Г. Жукова в октябре 1957 года не сняло с повестки дня вопрос о реформе обмундирования. Уже при новом министре (им стал Маршал Советского Союза Р. Я. Малиновский) реформа была осуществлена при сохранении всех одобренных ещё его предшественником фундаментальных принципов — экономии, унификации, износостойкости и, как всегда, — эстетики.
Последнему требованию, впрочем, офицерская форма образца 1955 года отвечала как нельзя лучше. Однако, красиво смотревшаяся на парадах, она вызывала большие вопросы в дальнейшей эксплуатации, поскольку парадный мундир не был никак унифицирован с другими видами обмундирования, в том числе с повседневной формой.
Другим недостатком формы образца 1955 года была её высокая себестоимость и трудозатратность в производстве. Задача стояла в повышении технологичности производства различных видов обмундирования и его элементов. Именно эти проблемы и решались в первую очередь.
Новая форма одежды была введена в 1958 году, несколько позже были утверждены новые правила её ношения Старые правила при этом полностью отменялись, хотя многие виды униформы, как уже указывалось, сохранялись без изменения — да и сами правила изменились в плане описания сочетания тех или иных элементов униформы очень незначительно. Изменения почти не коснулись обмундирования высших офицеров, а также сержантов, старшин и рядовых срочной службы. Объектом преобразований стала прежде всего униформа офицеров и сержантов и старшин сверхсрочной службы.
Без изменений остались все приборные цвета и металлы. Существенным нововведением стало исчезновение кортиков с парадной и парадно-выходной формы всех офицеров, генералов и маршалов.
См. также: Военная форма ВС СССР (1946—1968)

### Генералы и маршалы

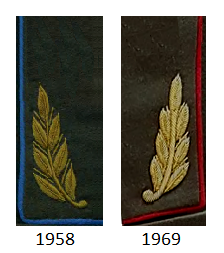
Шитьё на воротниках кителя генералов и маршалов родов войск — 1958 г. (зелёный шёлк) и 1969 г. (жёлто-золотистый шёлк)

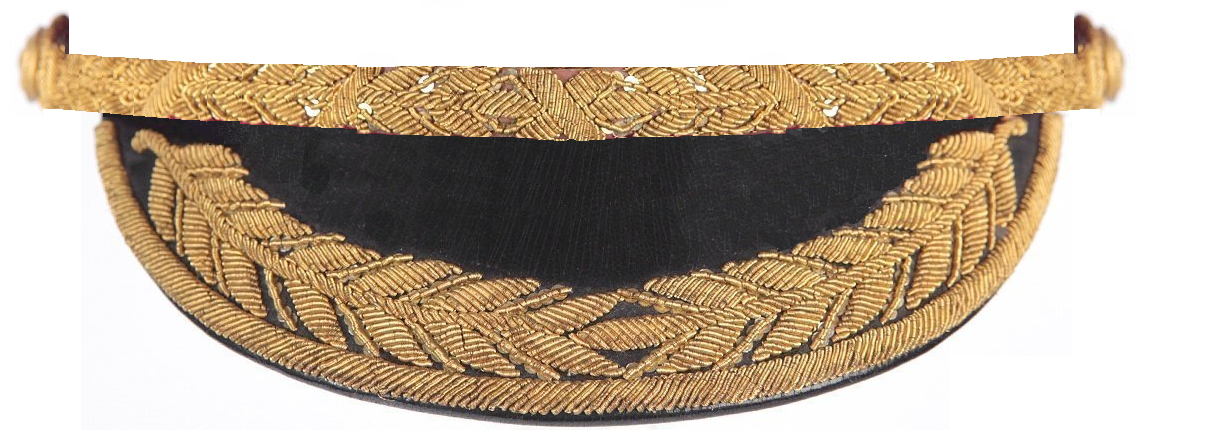
Шитье на козырьке парадной фуражки генералов и маршалов родов войск обр. 1955 г.

Парадная и парадно-выходная форма высших офицеров фактически не изменилась — за исключением усовершенствования и повышения экономичности технологии золотого шитья на околышах и козырьках фуражек, воротниках и обшлагах (в последнем случае — в том числе и за счёт сокращения размеров). Внешне эти изменения почти не были заметны постороннему глазу.
На повседневном защитном генеральском и маршальском кителе исчезли все элементы золочения, кроме гербовых пуговиц из жёлтой латуни и шитых золочёной канителью звёзд на погонах: погоны также стали защитного цвета (как и на повседневно-полевой шинели и бекеше), как и шитьё на воротнике, вышитое светло-зелёным шёлком на тон светлее, чем основной цвет кителя.
Все элементы золотого цвета сохранились, однако, на светло-сером повседневном кителе без изменений (до мая 1962 г., когда на данный китель, летнее пальто и парадную шинель будут установлены погоны стального цвета (приказ МО СССР № 127).
Не претерпели изменений и парадные фуражки с шитьём, а также повседневные фуражки и кокарды на них, снаряжение, синие брюки с лампасами и т. д. Расстояние от пола до полы шинели — 28 см.
Прежними остались летнее генеральское пальто (с золотыми, а с мая 1962 г. — серо-стальными погонами, высота нижней полы — 32 см) и плащ-накидка, аналогичная офицерской.
Для летней полевой формы генералам и маршалам полагалась гимнастёрка с фуражкой без цветных элементов и кокардой защитного цвета, защитными бриджами в сапоги и облегчённым полевым снаряжением; зимняя включала застегнутую на все пуговицы повседневно-полевую шинель.

### Офицеры

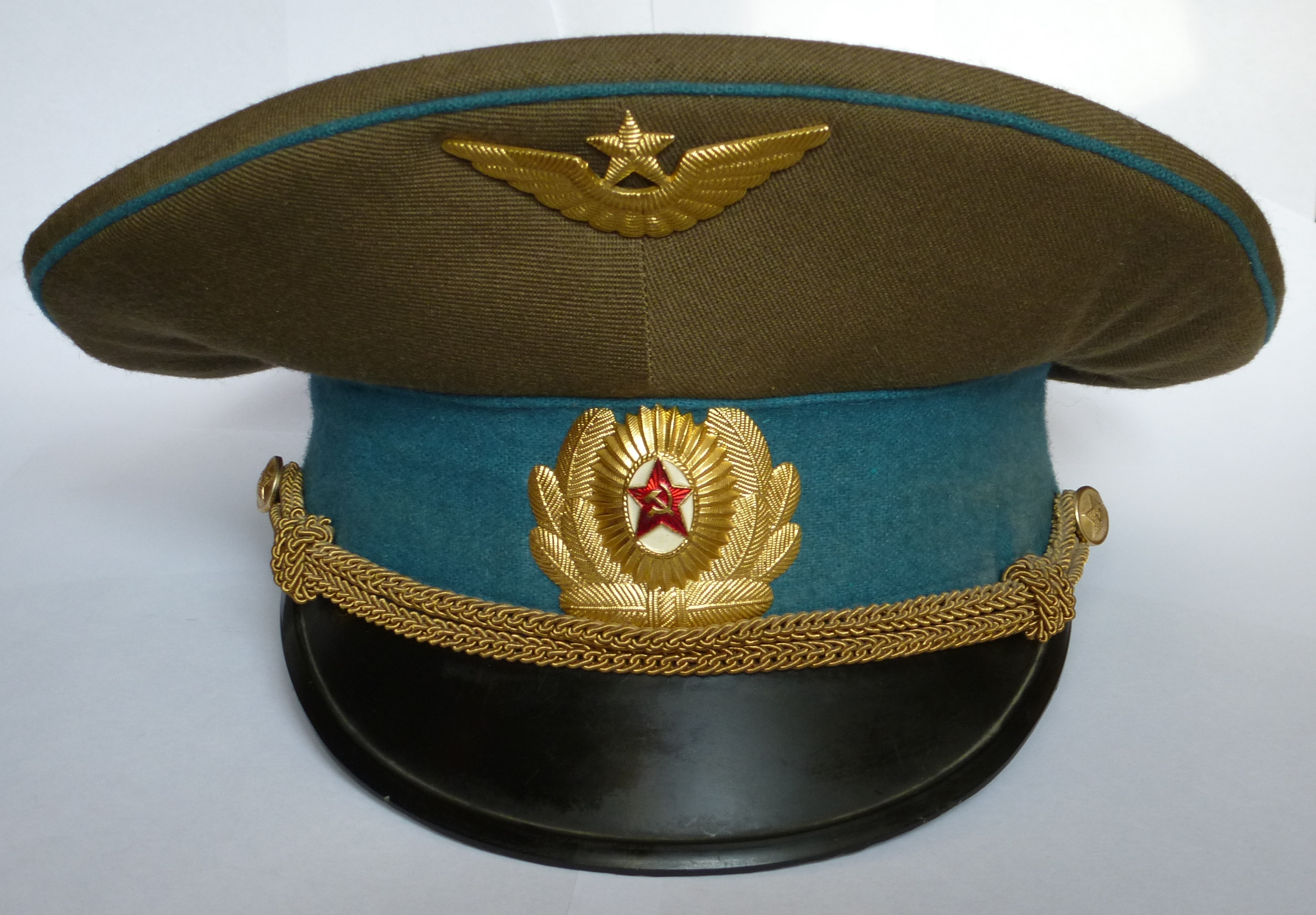
Офицерская фуражка ВВС и ВДВ (с 1964). 1958—1969 — парадная и парадно-выходная; с 1975 г. — повседневная

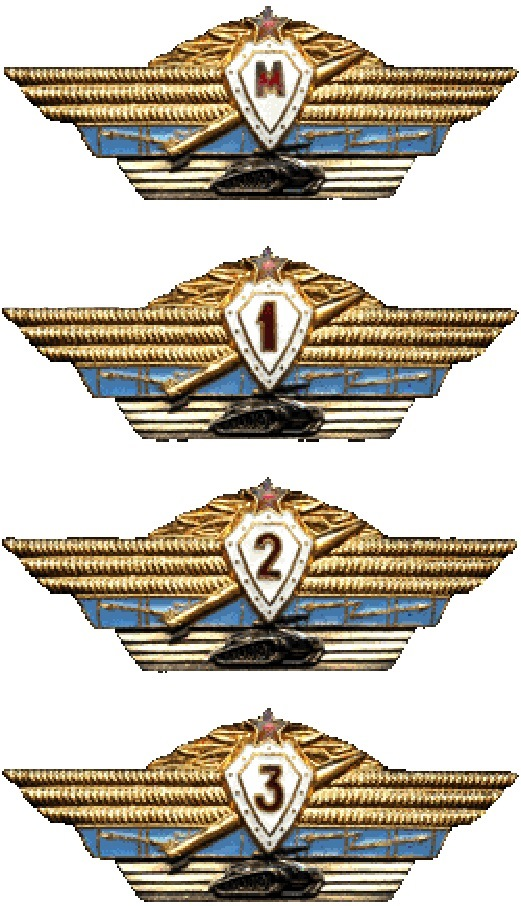
Знаки классных специалистов образца 1961 года

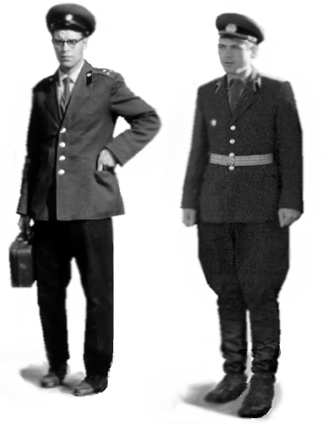
Офицеры Советской Армии в летней повседневной (вне строя) и парадной форме. 1960-е годы

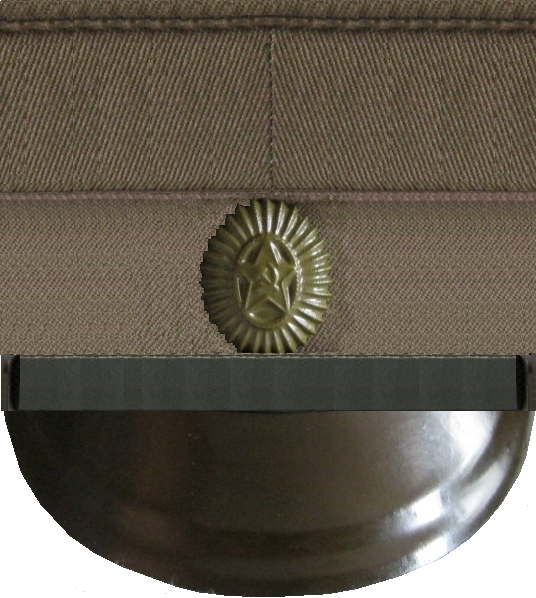
Фуражка полевая генералов, офицеров и сверхсрочников

Если изменения обмундирования высших офицеров можно смело назвать косметическими, то изменения, произошедшие с формой старших и младших офицеров в той же степени можно именовать революционными.
Без изменений были оставлены синие брюки с кантами (для строя — в сапоги), обувь, повседневные фуражки с кокардами и лакированными ремешками, шинели (с повседневной убрали золотые погоны, заменив их защитными) и шапки-ушанки, папахи полковников, а также зимняя и летняя полевая форма. Во всём остальном произошли радикальные перемены.
Отменялись фуражка с серой/синей тульёй, парадная кокарда образца 1955 г., серый/синий парадный двубортный мундир. Вместо этого для парадной формы всех офицеров вводились
- фуражка с защитной тульёй (околыш и канты — традиционная расцветка по родам войск), филигранным ремешком и кокардой, аналогичной повседневной кокарде ВВС образца 1955 г. (в ВВС на тулье — лётная эмблема);
- открытый однобортный мундир защитного цвета на 4 пуговицах с золотыми/серебряными погонами (с цветными кантами и просветами), с петлицами цветом по роду войск с золотыми эмблемами и золотой латунной окантовкой;
- рубашка защитного цвета (без карманов) с галстуком того же цвета.

Для летней парадно-выходной формы было предусмотрено летнее офицерское пальто с белым кашне, однако в силу своей дороговизны (этот элемент обмундирования приобретался офицерами за свои средства) оно не пользовалось популярностью и поэтому вскоре (в 1966 г.) его сменил летний плащ, пошитый из той же ткани, что и офицерская плащ-накидка.
Парадная форма предполагала ношение всех наград, парадного пояса и брюк в сапоги, парадно-выходная — наградных планок на кителе и брюк навыпуск, с ботинками.
Для повседневной формы офицерам полагались:
- китель защитного цвета, полностью идентичный по покрою и цветовой гамме парадному мундиру, что делало возможным их полную взаимозаменяемость. Отличия повседневной формы от парадной: погоны с полем защитного цвета (с цветными просветами), позже — из защитного шелкового галуна или вискозной ткани; петлицы без латунно-золотой окантовки.
- рубашка защитного цвета (без карманов) с галстуком того же цвета; в жаркую погоду в жарких районах с 1957 г. разрешалось ношение вне строя рубашки без кителя, но с погонами.
- фуражка с офицерской кокардой без эмблемы (у ВВС кокарда — как на парадной и парадно-выходной, на тулье — лётная эмблема) и лакированным ремешком.

В 1963 г. с подачи командующего ВДВ генерал-полковника В. Ф. Маргелова удалось добиться возвращения офицерам-десантникам (при сохранении самостоятельности ВДВ как рода войск) приборного голубого цвета, кокард с эмблемами ВВС на околыши и лётных эмблем на тульи фуражек (приказ МО СССР № 160 от 2 июля 1963 г.) с 1 января 1964 года.
Изменения, аналогичные изменениям в форме офицеров-мужчин, произошли и в обмундировании офицеров-женщин. Серый/синий парадный мундир и защитный повседневный китель были заменены мундиром и кителем защитного цвета единого покроя с петлицами (на парадной и парадно-выходной — с золотой окантовкой) и погонами (на парадной и парадно-выходной — золотые/серебряные, на повседневной и полевой — защитные тканые), золотые погоны на повседневно-полевом пальто сменили защитные, на берет и зимнюю шапку крепилась кокарда нового образца.
На правой стороне кителя или парадного мундира все офицеры получили право на ношение знаков классности (классных специалистов) по родам войск и воинским специальностям.

### Сержанты и старшины сверхсрочной службы
Для военнослужащих сверхсрочной службы было введено парадное и повседневное обмундирование офицерского образца (фуражка, китель, брюки, обувь), полевая форма с облегчённым офицерским снаряжением М55. Форма сверхсрочников имела соответствующие знаки различия (к кителю — пятиугольные нашивные погоны цвета по роду войск с золотыми или серебряными лычками (парадная) или защитного сукна с красными лычками (повседневная)) и некоторые несущественные отличия в сочетании различных элементов (например, отсутствие парадного пояса, заменённого обычным ремнём с двузубой рамочной пряжкой). Знак о прохождении сверхсрочной службы на правой стороне груди не изменился.
Полевая форма — аналогичная офицерской, но с пилоткой вместо фуражки.
Сверхсрочникам ВДВ с 1 января 1964 г., как и офицерам ВДВ, были установлены голубой цвет околыша и кантов, кокарда с эмблемой и лётная эмблема на тулью.
С 1963 г. изменился вид погон старшины — теперь широкий галун размещался вдоль погона.

### Военнослужащие срочной службы
Без серьёзных изменений осталась парадная, парадно-выходная, повседневная, полевая и рабочая форма военнослужащих срочной службы, а также обмундирование воспитанников суворовских училищ (хотя зимняя повседневная шапка ушанка суворовцев поменяла цвет с чёрного на серый). Исключением можно назвать лишь установление Правилами ношения полевых погон защитного цвета с защитными знаками родов войск и лычками красной тесьмы, а также изменение внешнего вида погон старшины. Высота полы шинели от земли — 32-35 см.

#### Военно-строительные отряды
В соответствии с Законом о воинской обязанности военные строители призывались в Вооруженные силы СССР, однако не являлись при этом военнослужащими. До 1958 года они носили единообразную одежду (тужурку, ватную куртку, шапку-ушанку) серого цвета гражданского образца, без каких-либо знаков различия или принадлежности к ВС СССР. С 1958 г. они получили форменную одежду, аналогичную по покрою одежде срочнослужащих СА (гимнастёрку с отложным воротником и прорезными карманами с клапанами, фуражку с чёрным околышем без кантов и лакированным ремешком, ватную куртку, шапку-ушанку, пилотку, бриджи, сапоги и поясной ремень). На концах воротника гимнастёрки и куртки нашивались ромбовидные петлицы чёрного цвета с эмблемой белого металла — перекрещенная кирка и лопата, на фуражке, шапке и пилотке — красная пятиконечная звезда общего образца.
Форма делилась на выходную и рабочую. Для рабочей формы дополнительно устанавливались куртка рабочая с отложным воротником и нашивным карманом слева и брюки в сапоги с нашивным карманом справа.
В апреле 1966 г. для военных строителей установлено армейское выходное обмундирование с чёрным прибором и знаками-эмблемами инженерных войск, а через месяц гимнастёрка была заменена на парадно-выходной мундир общеармейского образца (приказы МО СССР № 79, 172).

### Другие нововведения
- В 1963 г. (приказ МО СССР № 160 от 2 июля 1963 г.) генералам, офицерам и сверхсрочнослужащим в т. н. «жарких районах» (перечень устанавливался специальным приказом министра обороны) в летнее время разрешено носить рубашку с погонами без галстука с открытым воротником.
- В 1966 г. (приказ МО СССР № 164) изменилась конструкция верхней летней рубашки маршалов, генералов, офицеров и сверхсрочнослужащих — на ней появились нагрудные карманы с клапанами на пуговицах.
- 17 сентября 1966 г. (приказ МО СССР № 220 в соответствии с постановлением СМ СССР от 31 августа № 700) для маршалов, генералов, офицеров, сверхсрочников, а также военнослужащих-женщин был установлен плащ единого образца (х/б защитного цвета, однобортный, с пристежными погонами и капюшоном, открытыми лацканами и петлицами на отложном воротнике).
- В октябре 1966 г. для офицеров и сверхсрочников к полевому обмундированию установлены утеплённая куртка с отложным (в районах с холодным климатом — меховым) воротником с защитными петлицами с эмблемами и брюки из водоупорной ткани.
- 5 апреля 1967 г. (приказ МО СССР № 85) для генералов и полковников к полевой форме для ношения вместо папах установлены шапки-ушанки из серого каракуля и цигейки. Этим же приказом для районов с холодным климатом устанавливался (офицерам и сверхсрочникам) специальный меховой жилет.
- В октябре 1967 г. регулировщикам движения установлена специальная форма при исполнении обязанностей: стальной шлем защитного цвета (с красной пятиконечной звездой с белым кантом спереди и широкой красной полосой с белой окантовкой по корпусу), костюм (куртка с повседневными погонами и брюки) чёрного цвета из ткани с водоупорной пропиткой, плащ-пальто, белые трикотажные перчатки с белыми крагами, снаряжение белой кожи.

### Специальная и особая форма
13 февраля 1959 (приказ начальника тыла МО СССР № 15) были установлены элементы специальной формы одежды для ВДВ: зимняя куртка (из водоупорной х/б ткани защитного цвета
с отложным меховым воротником, однобортная, застёжка гульфиком на 5 пуговиц, с ветровым защитным клапаном, двумя прорезными и одним внутренним карманом, с налокотниками и напульсниками), зимние брюки (из водоупорной ткани, с леями, широким стёганым поясом и ветрозащитными клапанами, поверх сапог), летний комбинезон (из водоупорной х/б ткани защитного цвета, с отложным воротником и застёжкой с гульфиком на шести пуговицах, с налокотниками, наколенниками и напульсниками, на штанинах с леями настроченный карман с клапаном), летний шлем (из той же ткани). Какие-либо знаки отличия или различия на спецобмундировании в силу его специфики не предусматривались, однако с подачи В. Маргелова рассматривались проекты (так и оставшиеся нереализованными) установления погон и тканой эмблемы ВДВ на комбинезон и куртку, а также тканых кокард на шлем.
Форма офицерского, сержантского и рядового состава 1-й Отдельной роты почетного караула Московского гарнизона и приданого ей оркестра не изменилась, однако она была закреплена только за взводом Сухопутных войск. В 1960 г. приказом министра обороны СССР в ОРПК были дополнительно сформированы особые подразделения (взводы) ВВС и ВМФ, а вышеописанное обмундирование стало обмундированием только взвода Сухопутных войск.
Обмундирование взвода ВВС включало в себя
- парадный двубортный открытый мундир ВВС синего цвета с голубыми петлицами с золотыми эмблемами и кантом, аксельбант (у офицеров),
- шинель серого цвета установленного образца,
- брюки синего цвета с голубым кантом в сапоги.

Шитьё на синих фуражках с голубыми кантами и околышем повторяло рисунок эмблемы на парадных фуражках офицеров сухопутных войск (у офицеров), либо представляло собой лавровый венок вокруг пятиконечной звезды (у сержантов и рядовых). Шитьё на околыше дополнялось лётной эмблемой на тулье. Ремешок — у офицеров золоченый филигранный, у сержантов и рядовых — лакированный. На козырьке офицерских фуражек — лавровые листья установленного рисунка (как у офицеров взвода Сухопутных войск).
Погоны — аналогичные погонам взвода Сухопутных войск, но у офицеров — с голубыми просветами, кантами и золотой эмблемой ВВС, у рядовых — голубого цвета с золотой эмблемой ВВС и цифрой «1». Аналогичным взводу Сухопутных войск было и снаряжение.
Обмундирование взвода ВМФ отвечало специфике морской униформы.
Унификация и взаимозаменяемость удешевили офицерскую форму и решили проблему с её неравномерной изнашиваемостью, однако сделано это было явно в ущерб эстетической стороне. Руководство пыталось решить этот вопрос хотя бы частично, например, вводя особыми приказами Министерства обороны специальную парадную форму только для парадов в Москве, включающую в себя такие неуставные элементы как серые тульи носимых с шинелями фуражек (синие для ВВС), золотистую окантовку шинельных петлиц, парадное шитьё на околышах, напоминающее парадные кокарды обр. 1955 г., белые ремни для сержантов и рядовых и др. Были случаи введения специальной парадной формы к конкретным парадам для отдельных родов и видов вооружённых сил по протекции их командующих, обращающихся с соответствующими просьбами напрямую к начальнику тыла МО или самому министру обороны.
Так, например, обстояло дело с парадной формой расчётов воздушно-десантных войск для парада 1 мая 1961 г., для которых были установлены красные пристежные пятиугольные погоны с белым кантом (на комбинезон) и нарукавный знак — красный с белым кантом ромб с вышитой жёлтым шелком эмблемой ВДВ. Тогда же была предпринята первая попытка ввести в качестве отличительного элемента униформы ВДВ (пока ещё только парадной) берета защитного или оранжевого цвета — от которой решили отказаться в самый последний момент.
Однако движение продолжалось и в противоположном направлении. Несмотря на нововведения, форма образца 1958 года считалась временной и требующей дальнейшей доработки в плане унификации и экономичности в производстве. В 1962 г. было принято решение ЦККПСС и СМ СССР о дальнейшей унификации и упрощении военной формы одежды. В рамках его реализации в середине 1960-х гг. были проведены эксперименты, большей частью на тот момент неудачные, по внедрению знаков различия, погон и петлиц из вискозного галуна как материала, обладающего большей износостойкостью и экономичностью.

### Новые проекты реформ и эксперименты с формой одежды

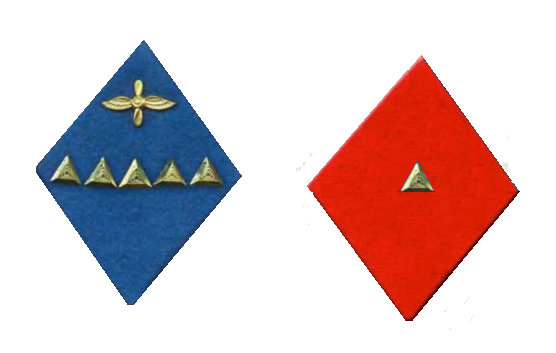
Проект знаков различия к закрытым кителям (1965 г.) — петлицы: старшина (ВВС) и ефрейтор

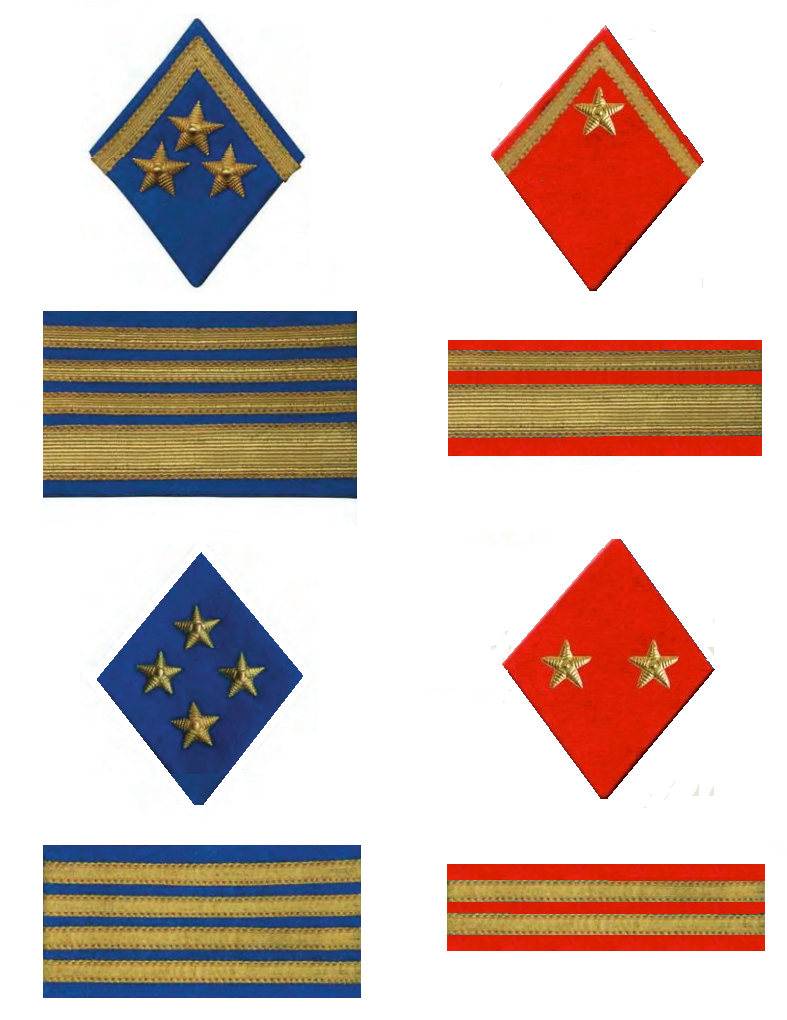
Проект знаков различия к закрытым кителям (1965 г.) — петлицы и нарукавные знаки: капитана (ВВС), лейтенанта, полковника (ВВС), майора

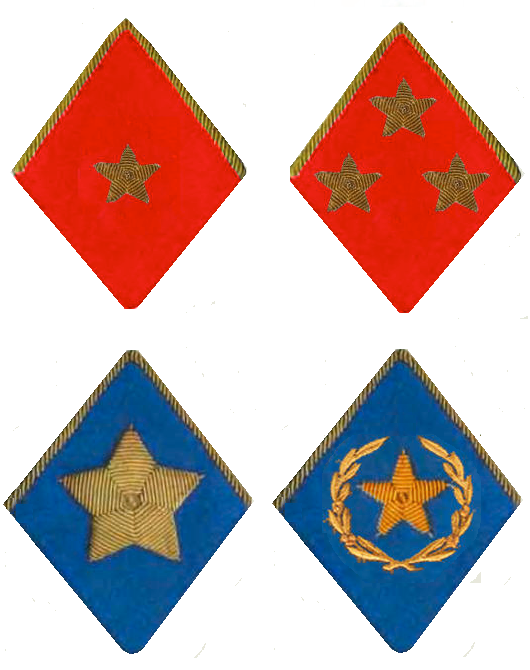
Проект знаков различия к закрытым кителям (1965 г.) — петлицы: генерал-майор, генерал-полковник, маршал авиации, главный маршал авиации

11 ноября 1962 года вышло постановление Совета Министров СССР № 1054—448 об унификации военной формы одежды. Вслед за постановлением последовали инструкции, как именно эту форму следует унифицировать.
Уже после отставки Н. С. Хрущева и ослабления тенденций к экономии и сокращению излишеств, в 1965 г., специалисты Главного управления тыла представили на рассмотрение министра обороны СССР по его распоряжению два варианта единой униформы для командного и рядового состава, разработанные на основании принципиально разных подходов, но с общей единой темой унификации и удешевления в производстве.
Предполагалось введение единого защитного цвета обмундирования для всех видов и родов войск и разновидностей униформы, а также ограничение цветовой гаммы только с двумя цветами — голубым (ВВС) и красным (все остальные).
Первый вариант предполагал сохранение различий в парадной, полевой и повседневной (выходной) форме. Все элементы обмундирования для всех категорий военнослужащих изготавливались из одного и того же материала. Парадная форма включала в себя однобортные открытые кителя для сверхсрочников, офицеров и генералов (у генералов — с кантами по обшлагам и воротнику) и закрытые кителя для срочников. Покрой кителя был единым — с прорезными нагрудными и боковыми карманами с клапанами. Такой же китель устанавливался и для выходной формы, но с защитными, а не золотыми погонами и без цветных элементов. К открытому кителю полагалась рубашка с галстуком защитного цвета. Фуражки сохраняли существующий вид для парадной формы, однако с полной отменой всех цветных элементов (околышей и кантов) для всех военнослужащих, кроме генералов (им были сохранены цветные околыши) для выходной и полевой формы. Единообразной по покрою и материалу предполагалась и шинель, единая для всех видов формы.
Второй вариант предполагал введение закрытых единых для рядовых и комсостава кителей и возможный отказ от погон и вообще любых наплечных знаков различия. Планировался возврат к петлицам на отложных воротниках, а для сержантов и старшин — к петличным довоенным треугольникам, правда уже без использования эмали. Петлицы представляли собой ромбы, нашиваемые внизу воротника (напоминавшие по форме шинельные петлицы 1920—1930-х гг. или генеральские петлицы 1940 г.), звания офицеров обозначались металлическими звёздочками одинакового размера, звания генералов и маршалов — вышитыми звёздами. На рукава офицерам и генералам устанавливались нарукавные знаки по званию. При этом звание младшего лейтенанта в мирное время предполагалось не присваивать. Данная форма могла использоваться и с погонами — в этом случае на воротниках кителей размещались петлицы с эмблемами рода войск или шитьё в виде лавровых листьев существующего образца (для генералов).
Летом 1965 г. министром обороны (приказ № 203) была создана специальная комиссия под руководством начальника тыла ВС СССР И. Х. Баграмяна. Комиссия рассмотрела приведённые выше варианты и разработала свой собственный проект, также представленный министру обороны. Предполагалось введение:
- единого открытого однобортного кителя и мундира для парадной и повседневной формы для генералов, офицеров и свехсрочников (в ВВС парадная форма — синего цвета) с нагрудными и боковыми карманами с клапанами;
- для парадного мундира (и повседневного кителя генералов) — канты по воротнику и обшлагам;
- отмену петлиц на кителях и мундирах офицеров и сверхсрочников с заменой их эмблемами родов войск в лавровом венке;
- унификацию всех приборных цветов (ВВС — голубой, красный — все остальные);
- фуражки для парадной (в ВВС — с синей тульёй) и повседневной формы существующего образца;
- парадной формы для курсантов и срочников — закрытый китель по образцу кителя офицеров, с цветными петлицами и погонами и фуражкой с цветным околышем и кантами;
- полевой формы для офицеров и свехсрочников (генералам полевая форма устанавливалась по образцу повседневной): китель закрытый защитного цвета по образцу повседневного, без цветных элементов, со снаряжением;
- повседневно-полевой формы курсантов и срочников — аналогично парадной, из цветных элементов сохранялась только окантовка петлиц, околыша и тульи фуражки.

Особую дискуссию на комиссии вызвала синяя расцветка парадной формы ВВС.
Министр обороны высказал ряд замечаний по итогам работы комиссии, настаивая на введении единых закрытых кителей и максимальной унификации различных видов обмундирования.
Тема получила обсуждения в войсках нескольких военных округов и вызвала живой интерес, однако ни один из этих проектов не был принят к реализации даже в качестве эксперимента — не в последнюю очередь из-за тяжелой болезни министра обороны Р. Я. Малиновского в 1966—1967 гг.
Приход в Министерство обороны нового руководителя — с апреля 1967 г. им стал Маршал Советского Союза А. А. Гречко — снял вопрос о судьбе всех подобных реформ его предшественника, однако не закрыл окончательно вопрос о введении некоторых элементов экспериментального проектного обмундирования в повседневную практику.

#### Парад 7 ноября 1967 г.

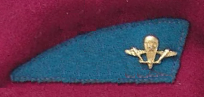
Флажок на берет ВДВ, установленный к параду 7 ноября 1967 г.

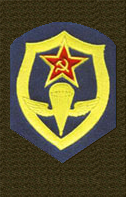
Нарукавный шеврон ВДВ, установленный к параду 7 ноября 1967 г. и утверждённый в 1968 г.

То, что с новым министром обороны приходит новый этап в развитии системы обмундирования Советской Армии, стало ясно уже при подготовке к грандиозному параду 7 ноября 1967 г. в честь 50-летия Великой Октябрьской Социалистической революции. Ещё в августе 1967 г. Управлением вещевого снабжения МО СССР министру были предложены варианты улучшения внешнего вида военнослужащих, участвующих в параде, а к октябрю были готовы экспериментальные предметы для новой парадной формы.
Изменения, с одной стороны, продолжали уже начатую унификацию (отмена малинового цвета на обмундировании стрелковых войск и зелёного цвета у медиков, ветеринаров и административно-хозяйственного состава и замена его красным; отмена серебристых погон и элементов обмундирования серебристого цвета (в том числе генеральского шитья) технического состава, медицинской, ветеринарной и юридической служб, введение эмблем родов войск только золотого цвета), с другой явно были ориентированы на усиление «парадности» униформы (введение для сержантов и рядовых сверхсрочной службы пристежного лаврового венка к звезде на околыши, золочёных пристежных литер «СА» на погоны (для курсантов — литера «К»), нарукавных знаков по роду войск с золотыми эмблемами и т. д.).
На этот парад военнослужащие ВДВ (в парадных расчётах) впервые вышли в беретах, правда, пока ещё не традиционного сине-голубого, а малинового цвета, с синим треугольным флажком с золотистой латунной эмблемой ВДВ справа. У офицеров — кокарда с эмблемой 1955 г. и лётной эмблемой, у сержантов и солдат — звезда, наложенная на золотистый венок. Инициатором модернизации парадной формы десантников был командующий ВДВ генерал армии В. Ф. Маргелов, нашедший горячую поддержку в лице министра обороны А.Гречко. В октябре 1967 г. в рекордный срок были разработаны парадные и повседневные варианты формы десантников с цветными и повседневными защитными (нереализованы) беретами и флажками (вымпелами) с эмблемами на них.
Были разработаны и варианты нарукавных знаков в виде голубого суконного щита с жёлтым шёлковым шитьём, с красной звездой в верхней части и нестандартной эмблемой ВДВ. Эти нарукавные знаки, впервые показанные на параде 7 ноября 1967 г. будут установлены для десантников в следующем, 1968 году и просуществуют всего год, до новой масштабной реформы обмундирования Советской Армии.
Малиновые береты так и остались редким парадным элементом униформы (ещё раз они засветились на парадах 1968 г., но у офицеров — с кокардами с эмблемами нового образца), хотя и имелись случаи эпизодической выдачи их отдельным частям с кокардами образца 1958 г. и без парадных флажков, в частности, в подразделениях ВДВ (7-я гвардейская вдд), принимавших участие в операции «Дунай» в августе 1968 года.
Многие из указанных неуставных изменений сохранились и были усовершенствованы в плане технологии изготовления в следующем, 1968 году, на парадах 1 мая и 7 ноября. В июле 1969 данные нововведения станут важнейшими моментами очередной реформы обмундирования Советской Армии. Впрочем, ношение униформы старого образца с классическими гимнастерками, особенно у рядового состава, происходило и после принятия новой униформы образца 1969 года. Старая форма была официально отменена лишь приказом Минобороны, начиная с января 1972 года. Однако на воинских складах было такое количество новой униформы старого образца, что даже в 1970—1980-е годы её продолжали выдавать, например, призываемым из запаса на военные сборы, шуточно называемым в
народе «партизанами» или заключенным военнослужащим на гауптвахте или дисциплинарной части.

### Киновоплощения
- Добровольцы (1958).
- Ключи от неба (1964).
- Серые волки (1993).
- Водитель для Веры (2004).

## 1970—1980-е гг

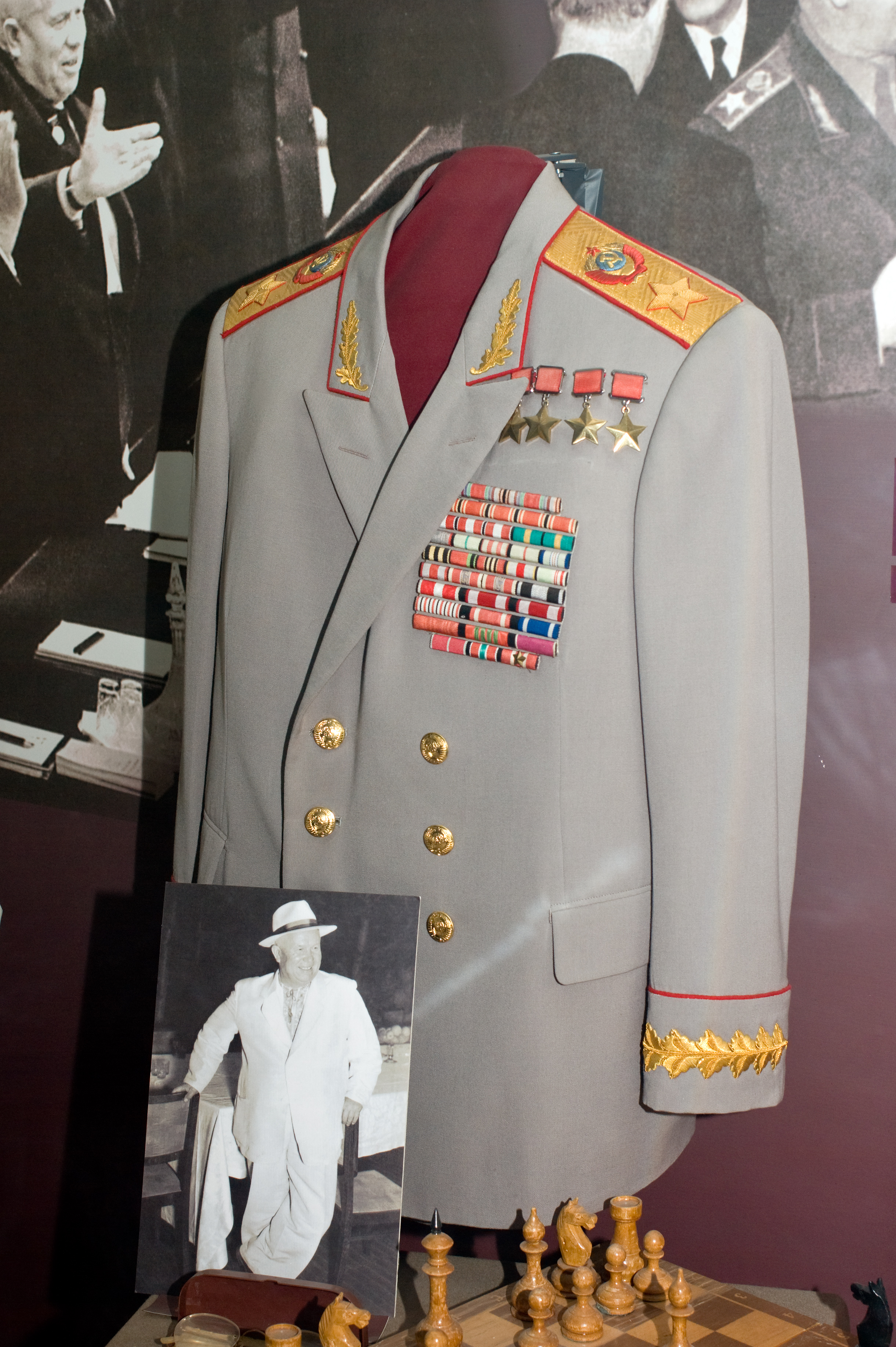
Парадно-выходной мундир маршалов и генералов обр. 1969.
(здесь — Маршала Советского Союза Г. К. Жукова)

### Форма Советской Армии образца 1969 г.
Июль 1969 г. ознаменовал собой новое коренное изменение внешнего вида военнослужащих Советской Армии. Для Вооружённых Сил СССР это было последнее радикальное преобразование такого рода — дальнейшие изменения будут носить скорее эстетико-косметический характер, за исключением полевой формы. Новые изменения были утверждены постановлением Совета Министров СССР от 30 мая 1969 г. № 417 и указом Президиума Верховного Совета СССР от 26 июня 1969 г. № 4024-VII. В соответствии с указанными актами, приказом министра обороны СССР № 191 вводились новые Правила ношения.
В соответствии с Правилами ношения военной формы одежды устанавливались следующие её виды:
- а) для маршалов, генералов и офицеров:
  - парадная для строя/вне строя;
  - парадно-выходная;
  - повседневная для строя/вне строя;
  - полевая;
- б) для солдат, сержантов, старшин, курсантов и воспитанников военных училищ:
  - парадно-выходная;
  - повседневно-полевая;
  - рабочая (для военнослужащих срочной службы).

Каждая из этих форм подразделялась на летнюю и зимнюю. Форма одежды сержантов и старшин сверхсрочной службы, получающих обмундирование офицерского образца, подразделялась на те же виды и носилась в тех же случаях, как и форма одежды для офицеров.
Для генералов и офицеров к парадной форме был восстановлен кортик. Парадные погоны сохранили золотой и серебряный цвет, однако если ранее звёздочки устанавливались цве́та, противоположного прибору погон, то теперь прибор звёздочек и поля погон устанавливался единый. Цвет просвета на офицерских погонах устанавливался голубой (ВДВ, ВВС), малиновый (административная, интендантская, медицинская и ветеринарная службы, юстиция) и красный (все остальные).
Резко сократилась в высоту шинель — теперь расстояние от ее полы до земли было 32 (у солдат и сержантов) — 38 (у офицеров и генералов) см.

#### Высший командный состав

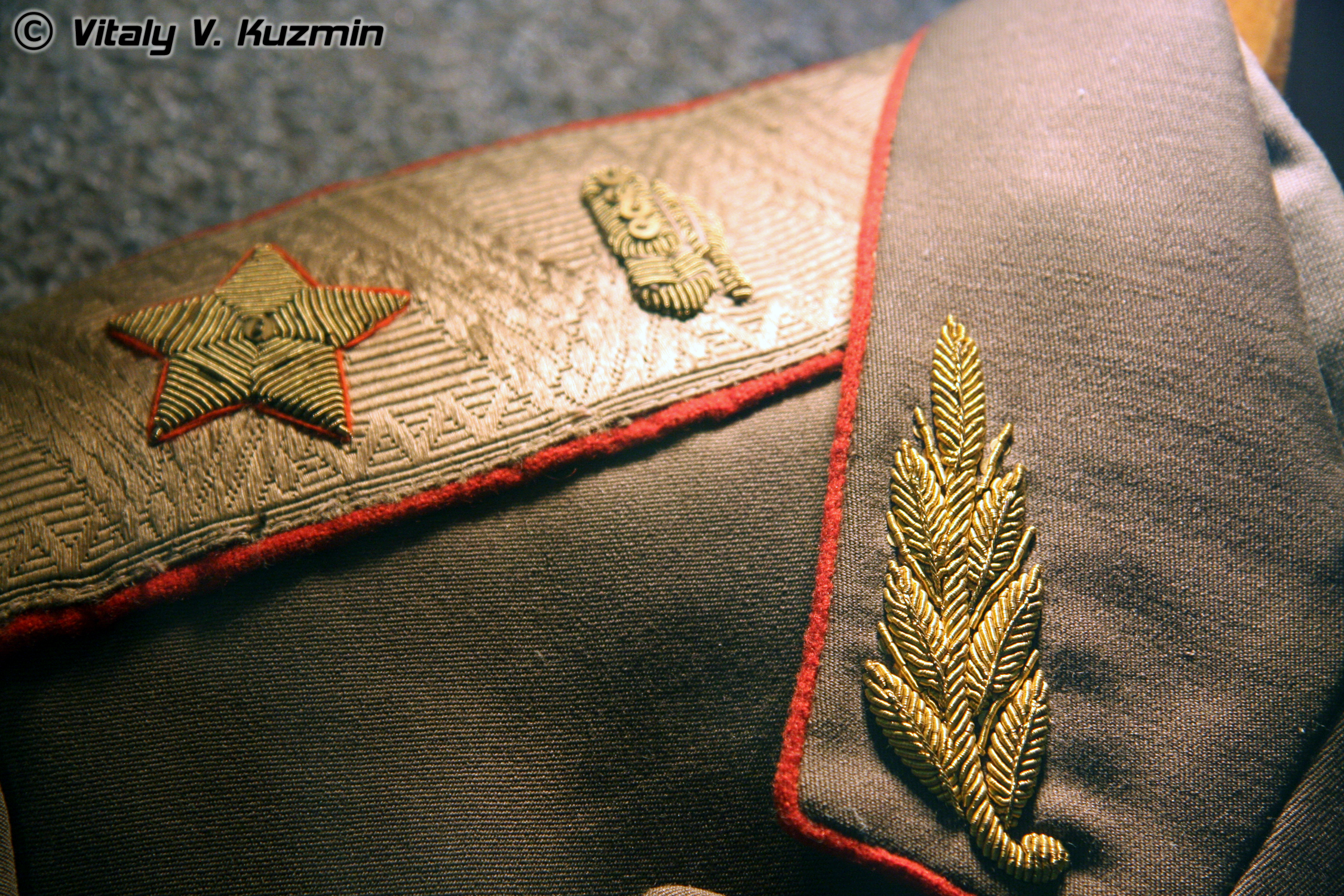
Край воротника повседневного кителя и погон маршала бронетанковых войск М. Е. Катукова

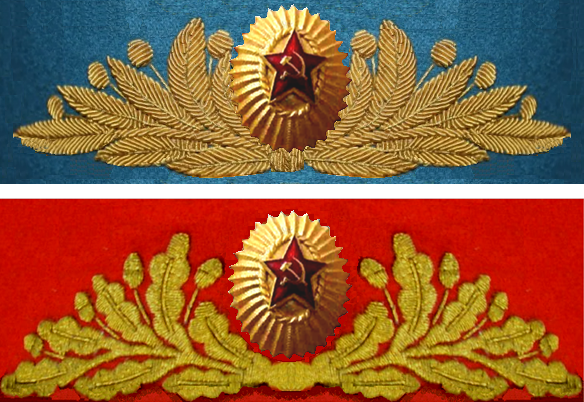
Шитьё на парадно-выходных фуражках генералов и маршалов родов войск (вверху) и Маршалов Советского Союза)

Форма одежды высшего командного состава изменилась крайне незначительно и в основных своих элементах осталась прежней, часто сменив лишь названия.
Так, парадная форма (обязательно с парадным ремнём и застёгнутой на все пуговицы шинелью) теперь делилась на строевую (брюки в сапоги) и внестроевую (брюки навыпуск); для ВВС эти виды формы внешне не различались. Мундир с шитьём, брюки, обувь, фуражка с кокардой и шитьём, парадный пояс — без изменений. Зимняя парадная форма — также без изменений, с сохранением разделения для строя и вне строя, за исключением шинели, чьи полы были укорочены до 38 см от пола (это касалось и парадных, и повседневных шинелей всех военнослужащих, кроме военных строителей).
Летняя парадно-выходная включала
- светло-серый двубортный китель с кантами на воротнике и по обшлагам, золотыми погонами (как на парадном мундире), упрощённым шитьём золочёной канители на воротнике и обшлагах (и на обшлагах, и на воротниках — без сутажной окантовки по канту)[76];
- белая рубашка с нагрудными накладными карманами с клапанами на пуговицах, аналогичная парадной, чёрный галстук.
- брюки синего цвета с лампасами навыпуск;
- фуражка с светло-серой тульёй (в тон кителю) и шитьём на околыше, представляющим собой орнамент из дубовых (Маршалы Советского Союза) или лавровых листьев на ветвях, обрамляющих кокарду.

Повседневная форма одежды (для строя — с генеральским облегчённым снаряжением и брюками в сапоги, шинель застегнута на все пуговицы; вне строя — без снаряжения, брюки навыпуск, лацканы шинели открыты) представляла собой
- традиционный двубортный китель защитного цвета с кантами по воротнику и обшлагам,
- защитную рубашку с нагрудными накладными карманами с клапанами на пуговицах, галстуком,
- брюки защитного цвета с лампасами,
- сапоги, ботинки, снаряжение — существующих образцов,
- для зимней формы — шинель и папаха, кашне серого цвета, перчатки — без изменений, за исключением длины шинели.

На воротнике повседневного кителя упрощённое шитьё вновь поменяло цвет — светло-зелёный шёлк сменился золотисто-жёлтым шёлком с мишурой. Погоны на кителе остались прежними (защитного цвета), на всех шинелях — тканые шёлковые в тон шинели. Папаха, фуражка и шинель — без изменений.
Изменена конструкция рубашки — убраны петли крепления рубашки к поясу брюк, упрощена конструкция воротника.
Фуражки ко всем видам формы немного изменились в сторону незначительного увеличения тульи, однако общая конструкция осталась прежней.
К летней внестроевой форме полагалось дополнительно летнее плащ-пальто защитного цвета с шинельными петлицами на воротнике, к зимней — бекеша с фетровыми сапогами или унтами.
Введено летнее шерстяное пальто защитного цвета — с отложным воротником, однобортное, с поясом. Петлицы шинельного образца, погоны защитного цвета. Пальто могло носиться как с повседневным (с кашне защитного цвета), так и парадно-выходным обмундированием (с белым кашне).
Полевая генеральская форма не отличалась от повседневной строевой, за исключением летнего кителя и фуражки: все цветные и золочёные элементы красились в защитный цвет, заменялись защитным сукном или вышивались зелёным шёлком, при этом полностью сохранялась окантовка кителя, фуражки и цветные лампасы на брюках. К полевой форме полагались сапоги и облегчённое снаряжение. На снаряжении изменена пряжка — установлена пряжка в виде пятиконечной звезды в рамке, в центре которой размещён герб СССР.
Таблица: Варианты шитья на обмундировании генералов и маршалов
|                                                                   | Маршалы Советского Союза              | Маршалы Советского Союза                         | Маршалы Советского Союза                          | Маршалы Советского Союза          | Маршалы Советского Союза   |
| Парадный мундир                                                   | Парадно-выходной китель               | Повседневный китель                              | Полевой китель                                    | Шинель и пальто                   |                            |
| ----------------------------------------------------------------- | ------------------------------------- | ------------------------------------------------ | ------------------------------------------------- | --------------------------------- | -------------------------- |
| Парадный мундир                                                   | Парадно-выходной китель               | Повседневный китель                              | Полевой китель                                    | Шинель и пальто                   |                            |
| Шитьё на воротниках мундиров и кителей и петлицы к верхней одежде | Петлица для парадного мундира маршала | Парадно-выходной китель Маршала Советского Союза | Петелица цветная для повседневного кителя маршала | Шитьё для полевого кителя маршала | Петлица для шинели маршала |

|                                                                   | Маршалы родов войск и генералы               | Маршалы родов войск и генералы          | Маршалы родов войск и генералы                  | Маршалы родов войск и генералы                          | Маршалы родов войск и генералы | Маршалы родов войск и генералы           | Маршалы родов войск и генералы                                                             |
| Парадный мундир                                                   | Парадно-выходной китель                      | Повседневный китель                     | Шинель и пальто                                 | Шинель и пальто                                         | Шинель и пальто                | Шинель и пальто                          |                                                                                            |
| Парадный мундир                                                   | Парадно-выходной китель                      | Повседневный китель                     | 1                                               | 2                                                       | 3                              | 4                                        |                                                                                            |
| ----------------------------------------------------------------- | -------------------------------------------- | --------------------------------------- | ----------------------------------------------- | ------------------------------------------------------- | ------------------------------ | ---------------------------------------- | ------------------------------------------------------------------------------------------ |
| Шитьё на воротниках мундиров и кителей и петлицы к верхней одежде | Петлица цветная к парадному мундиру генерала | Шитьё парадно-выходного кителя генерала | Петлица цветная к повседневному кителю генерала | Петлица к шинели генерала артиллерии или танковых войск | Петлица к шинели генерала ВВС  | Петлица к шинели общевойскового генерала | Петлица к шинели генерала инженерно-технической, медицинской, ветеринарной службы, юстиции |

Примечание: 1 — танковые войска и артиллерия; 2 — авиация; 3 — общевойсковой; 4 — инженерные и технические войска, медицинская и ветеринарная служба, юстиция.

#### Офицеры
Серьёзные изменения произошли в парадной и парадно-выходной форме офицеров.
Офицеры сухопутных войск получили

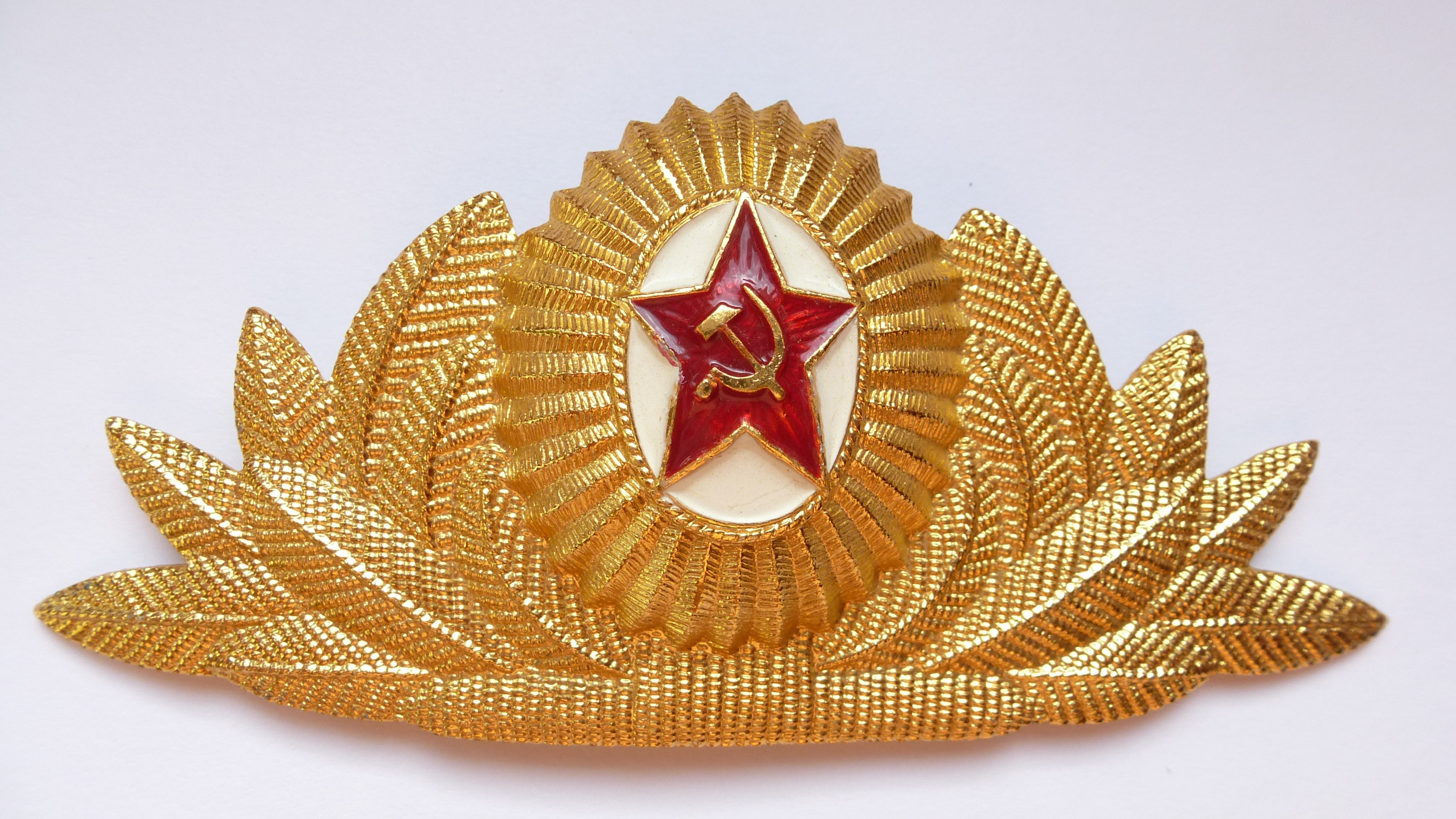
Офицерская кокарда с эмблемой для парадной формы одежды

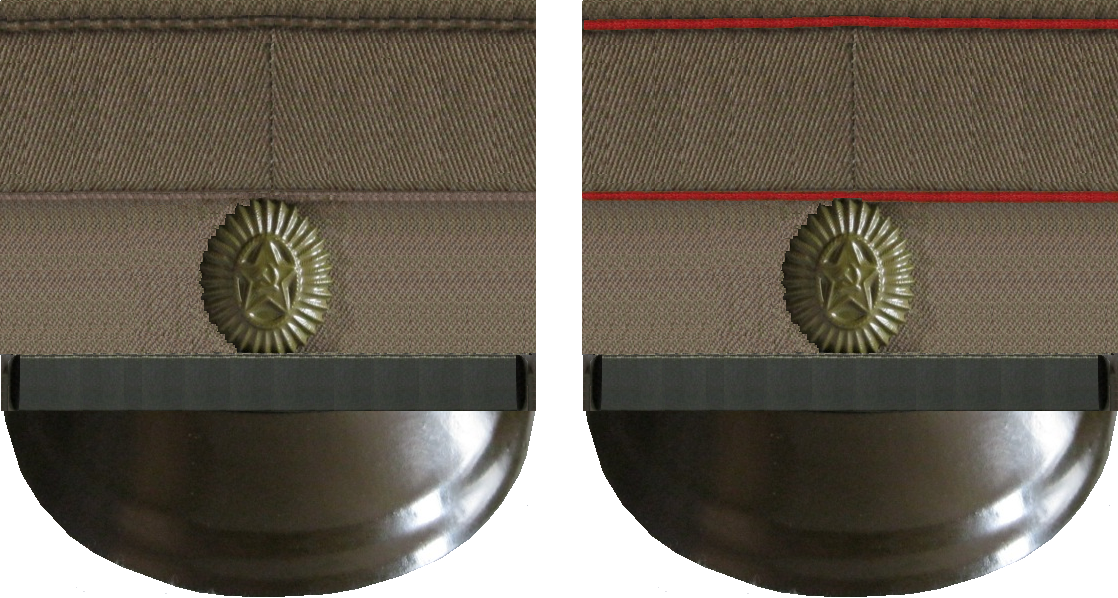
Фуражки полевые генералов (справа), офицеров и сверхсрочников (с 1969 г.)

- парадный мундир цвета «морской волны» с золотыми/серебряными погонами, с кантами по обшлагам, цветными петлицами с золотой латунной окантовкой,
- белую рубашку с нагрудными накладными карманами с клапанами на пуговицах под мундир, с чёрным галстуком-самовязом,
- брюки цвета «морской волны» с кантом,
- фуражку с цветным околышем и кантами и тульёй цвета «морской волны», а также золотым филигранным ремешком,
- шинель — серо-стального цвета на шести пуговицах с цветными петлицами с эмблемами на воротнике, погоны — в тон шинели, тканые.

На околыше крепилась единая штампованная кокарда с эмблемой из лавровых листьев, отдалённо напоминающая эмблему обр. 1955 г. Заметим, что на зимней шапке-ушанке при парадной форме крепилась обычная кокарда без эмблемы.
Для офицеров ВВС и ВДВ цвет мундира, брюк, тульи фуражки был тёмно-синим, на тулье крепился традиционный лётный знак; все виды формы в ВВС — только с брюками навыпуск.
Парадная форма предполагала обязательное ношение парадного пояса (сапоги — для строя (кроме ВВС), ботинки — вне строя), парадно-выходная — без пояса, брюки навыпуск.
Правилами специально оговаривалась зимняя парадная форма офицеров и генералов для парадов в Москве, городах-героях и столицах союзных республик (золотые погоны на шинель, белые перчатки вместо коричневых и специальная эмблема к кокарде на шапку-ушанку офицеров). На ноябрьские парады на Красной площади военнослужащие (офицеры, курсанты, солдаты и сержанты срочной службы) традиционно выходили в фуражках, а не шапках-ушанках.
Повседневная офицерская форма (для строя — в облегчённом снаряжении и сапогах; вне строя — без снаряжения, в ботинках) не претерпела существенных изменений, кроме смены цвета брюк с синего на защитный и изменения конструкции рубашки — офицерская стала аналогичной генеральской, добавились нагрудные накладные карманы с клапанами на пуговицах. Погоны на кителе и на темно-серой повседневной шинели также остались защитного цвета.
Установлено летнее шерстяное пальто, аналогичное по конструкции генеральскому. Пальто могло носиться как с парадно-выходной, так и с повседневной формой.
В районах с жарким климатом, а также в жаркую погоду офицерам и генералам разрешалось носить вне строя рубашку без кителя, с обязательно пристёгнутыми погонами.
Для полевой формы офицеров вместо гимнастёрки был введён защитный однобортный закрытый китель с отложным воротником и боковыми прорезными карманами. К кителю полагалась защитная фуражка с защитными кантами и кокардой и защитные брюки в сапоги. Внешний вид кителя напоминал один из вариантов обмундирования, рассматривавшийся в середине 1960-х гг. Этот вариант вызвал одобрение при обсуждении, поскольку гимнастёрка при всех своих безусловных плюсах морально устарела и не отвечала новым требованиям, например, безопасности применения в условиях радиоактивного или химического заражения.
В районах с жарким климатом разрешалось носить китель несколько изменённой конструкции, позволяющей ношение с расстёгнутой верхней пуговицей. Вместо брюк в сапоги разрешалось носить брюки навыпуск особой конструкции, с манжетами у щиколоток.
К зимней полевой форме помимо традиционной шинели офицерам полагалась утеплённая куртка защитного цвета с отложным воротником с петлицами.

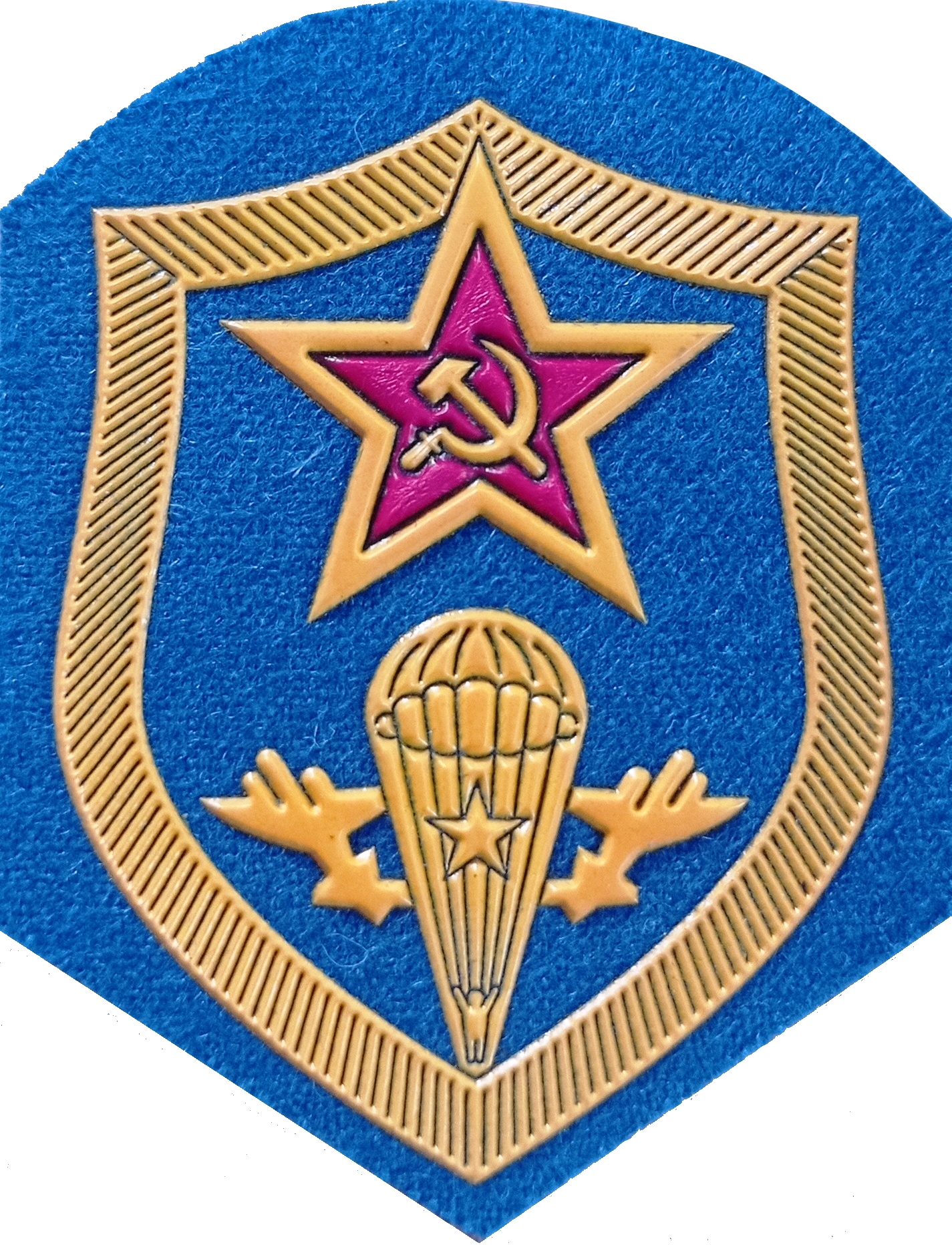
Нарукавная эмблема ВДВ обр. 1969 г. позднего изготовления

#### Сверхсрочники
Форма одежды военнослужащих сверхсрочной службы — как парадная, повседневная, так и полевая — была полностью аналогичной офицерской за исключением цветных нарукавных эмблем по родам войск и служб (основа — цвета рода войск, на ней — стилизованный золотой контур щита, выше — красная пятиконечная звезда с золотым серпом и молотом и золотой окантовкой и ниже — эмблема рода войск; за исключением нарукавной эмблемы для мотострелковых войск, на которой отсутствовала звезда, так как сама эмблема войск содержала звезду в обрамлении венка) на левых рукавах парадных кителей сверхсрочников (на уровне локтя), а также знаков-угольников за сверхсрочную службу (над обшлагом), носимых при любой форме.
Те же самые изменения были проведены относительно обмундирования женщин-военнослужащих: для парадной и парадно-выходной формы вводились элементы (берет с кокардой с эмблемой, мундир, юбка) цвета «морской волны» или синего (в ВВС и ВДВ), без парадного ремня; для повседневной формы все элементы приобрели защитный цвет, без ношения полевого снаряжения (последнее — только с платьем защитного цвета при полевой форме с сапогами). Для зимней формы одежды осталась меховая шапка, светло-серое (для парадной) и тёмно-серое пальто без петлиц на воротнике (для повседневной и полевой формы).

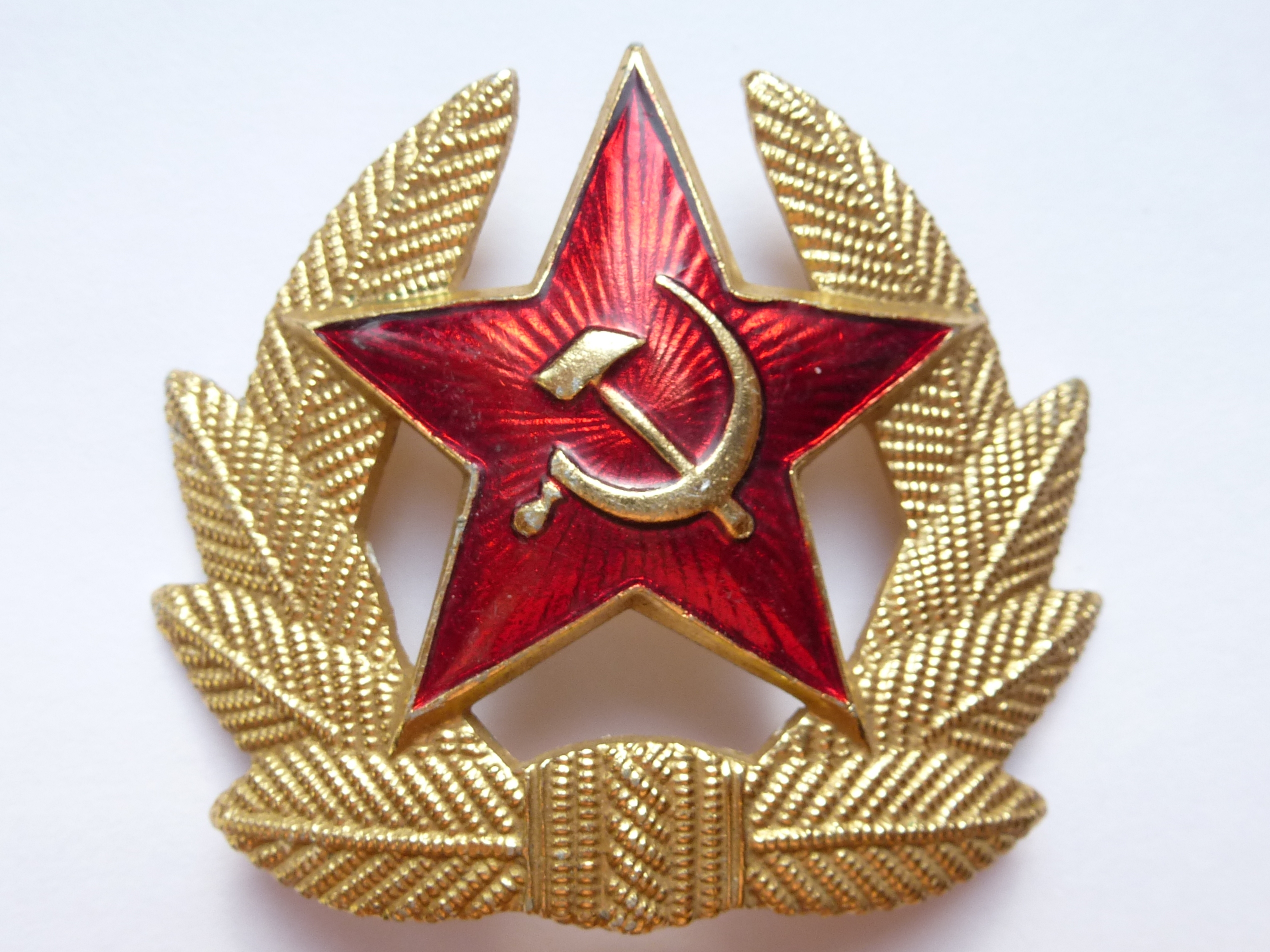
Эмблема со звездой на шапку-ушанку, бескозырку, берет и фуражку солдат, матросов, сержантов и старшин ВС Союза ССР, 1969—1991 годы.

#### Военнослужащие срочной службы
Для парадной формы солдатам и сержантам срочной службы, а также курсантам военных учебных заведений полагались
- открытый защитный мундир сходного с офицерским покроя, но с иной конструкцией — с острыми лацканами — воротника; с цветными петлицами (с латунной золочёной окантовкой) с эмблемами, цветными погонами с латунными литерами «СА». На левом рукаве нашивалась цветная эмблема рода войск, для курсантов чуть ниже эмблемы — золочёные нашивки за годы обучения на голубой (ВВС) или красной подкладке;
- рубашка защитного цвета с защитным галстуком;
- брюки защитного цвета;
- фуражка с цветным околышем, кантами и защитной тульёй. На околыше крепилась красная звезда с эмблемой в виде золочёного лаврового венка.

Изначально предполагалось, что все элементы парадной формы будут вышитыми жёлтой металлизированной нитью либо выштампованными из латуни, однако сразу же появились упрощения в виде замены металлики простым шёлком. Впоследствии все нашивные знаки и эмблемы стали изготовляться из синтетических материалов, что повышало износостойкость, но выглядело, судя по всему, не так эстетично, так как при увольнении в запас военнослужащие старались достать для оформления обмундирования именно положенный им по приказу МО СССР «металлик», заменяя им всю синтетику, где только можно.
Ремень остался прежним для всех видов обмундирования — коричневый, с латунной пряжкой с тиснёной пятиконечной звездой; без изменений осталось и полевое снаряжение.

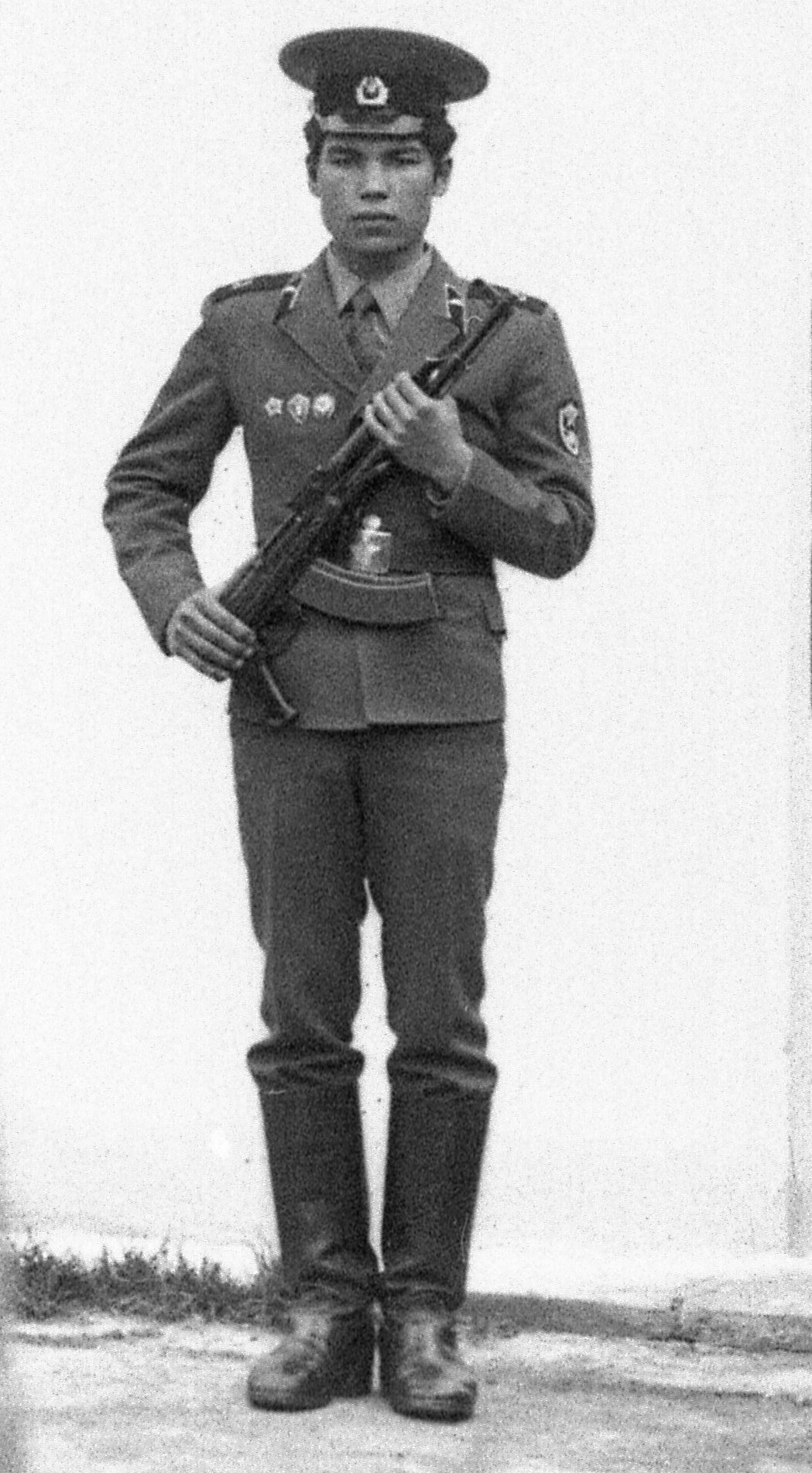
Рядовой Советской Армии в парадной форме одежды 1985 год.

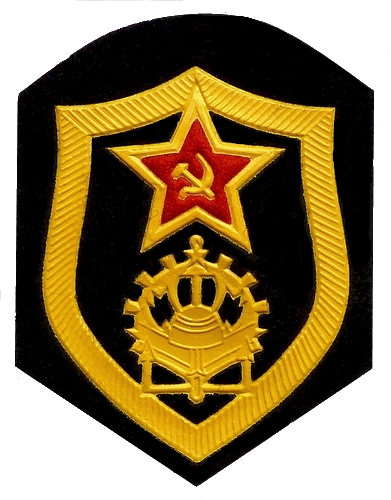
Нарукавная эмблема инженерных войск. Новая эмблема обр. 1969 г. представляла собой комбинацию традиционных скрещенных топоров, речного якоря, отвала путепрокладчика БАТ-М, шестерни, противотанковой мины и молний. Старая эмблема инженерных войск перешла к военным строителям

Однобортная шинель приобрела более нарядный вид за счёт четырёх фальшпуговиц в ряд. Поскольку шинель выдавалась одна как для парадной, так и для повседневной и даже полевой носки, на цветных погонах шинели крепились литеры «СА», а на рукавах — нарукавные знаки по родам войск.
На всех видах головных уборов (кроме фуражек и голубых беретов ВДВ) военнослужащих срочной службы сохранилась (на шапке-ушанке — до 1973 г.) простая металлическая звезда без эмблемы в виде золочёного венка.
Повседневная форма военнослужащих срочной службы имела в своём составе:
- закрытый суконный или х/б китель, по покрою напоминающий полевой офицерский, но более светлого оттенка, с обшлагами рукавов на пуговицах с цветными петлицами и латунными эмблемами, латунными пуговицами, цветными погонами без литер. На кителе — значки (классного специалиста, «Воин-спортсмен», «Отличник СА», комсомольский значок);
- фуражку с цветным околышем;
- шинель;
- шапку-ушанку;
- защитные бриджи (аналогичные периоду 1950—1960-х годов) в сапоги;
- кожаный коричневый ремень с пряжкой существующего образца.

Суконный китель с суконными погонами и петлицами и бриджи носились в зимнее время солдатами срочной службы за пределами СССР и комендантскими подразделениями в полках. Они же носили яловые сапоги. Все остальные солдаты в пределах СССР носили кирзовые сапоги, ремень из линолеума, пилотку (зимой — шапку-ушанку), хлопчатобумажное обмундирование в любое время года. В зимнее время добавлялись дополнительные зимние кальсоны и фуфайка + х/б летнее нижнее бельё из байки и байковые зимние портянки. В летнее время нижнее бельё — сатиновые трусы синего цвета и голубая майка. Портянки летние полотняные. Кожаные ремни, носовые платки, ежедневно подшиваемые одноразовые подворотнички покупались солдатами самостоятельно.
Для ВДВ при повседневной форме был установлен берет светло-синего (голубого) цвета с кокардой как на фуражках, китель с открытой верхней пуговицей и сине-белой тельняшкой под китель.
Полевая форма состояла из
- повседневного кителя с цветными погонами и петлицами, а также значками,
- защитной пилотки с красной звездочкой,
- защитных бриджей в сапоги,
- зимой — шинели и шапки-ушанки.

К полевой форме полагался как ремень, так и полевое походное снаряжение в соответствии со специальностью и стальной шлем (каска) СШ-60 или СШ-68. Однако на практике существовали отступления. Например, солдаты-мотострелки инженерно-сапёрной роты (ИСР) никогда не носили полевое походное разгрузочное снаряжение. Его носили только стрелки мотострелковых батальонов полков.

#### Рабочая форма
Рабочая форма осталась в основном прежней, без существенных изменений. Летняя форма включала х/б китель с прорезными нагрудными карманами на клапанах, отложным воротником без петлиц и погонами защитного цвета; бриджи; пилотку; поясной ремень. Военным строителям была установлена куртка с отложным воротником и нагрудным карманом, с погонами, на воротнике — петлицы чёрного цвета с эмблемами военно-строительных частей, поясной ремень с защитного цвета пряжкой, пилотка, бриджи, сапоги. Для зимней формы устанавливалась куртка на вате с отложным воротником с петлицами чёрного цвета с эмблемами, нашивными погонами защитного цвета, утеплённые брюки, шапка-ушанка.
На рабочую форму знаки различия не полагались, однако это правило нарушалось повсеместно, в том числе и офицерами.
Для танкистов и экипажей БТР, БМП к рабочим (боевым) комбинезонам (для всех категорий военнослужащих) был установлен специальный ромбовидный знак на правую сторону груди с изображением танка Т-55, изготовлявшийся из пластизоля на тканой основе; на рабочей форме было разрешено ношение повседневных погон, а при работе с техникой в парке — чёрного суконного берета с офицерской повседневной кокардой или малой солдатской звездой (с 1973 г.). Водители прочих боевых и транспортных машин носили куртку и брюки из чёрного х/б и стандартную полевую пилотку.

#### Обмундирование суворовцев и воспитанников военно-музыкальных училищ
Воспитанникам суворовских училищ был установлен китель, аналогичный повседневному кителю военнослужащих срочной службы: однобортный, закрытый, на пяти пуговицах, с отложным воротником.
Для парадной формы — китель чёрный, шерстяной, с красным кантом по обшлагам, с общевойсковым нарукавным знаком, на воротнике — красные петлицы с белым кантом. Для повседневной формы (летняя 2) — китель черный, х/б, но без нарукавного знака. Для ношения с чёрным кителем установлена фуражка общеармейского образца, с красным околышем и чёрной тульёй с белыми кантами, на фуражке — звезда с эмблемой. Для летней формы 1 — китель из белой суконной ткани, без кантов, петлиц и нарукавных знаков. К белому кителю полагается белый чехол на фуражку. К чёрным кителям погоны пришивные, четырёхугольные, к белому — пристежные, пятиугольные. Шифровки на погонах — без изменений.
Для зимней формы всех видов установлена шинель общеармейского образца, на пяти фальшпуговицах, на воротнике — петлицы, на левом рукаве — общеармейский нарукавный знак. Шапка-ушанка чёрного меха — с красной звездой без эмблемы. Перчатки — шерстяные, коричневые.
Ко всем видам формы установлены брюки чёрного цвета с красными одинарными лампасами, ботинки чёрного цвета, поясной ремень чёрной кожи с пряжкой существующего образца.
Форма воспитанников военно-музыкальных училищ отличалась лирой жёлтого металла на тульях фуражек и нарукавным знаком, установленным для военных дирижёров и военно-музыкальной службы.

### Унификация расцветок
В рамках реформы 1969 произошла частичная унификация расцветок родов войск и служб.
Для всех генералов был установлен единый металл — золотой. Для офицеров медицинской, ветеринарной, юридической и административной службы сохранилось серебро погон парадного мундира при общем золотом приборе.
Для генеральских петлиц, кантов, лампасов и околышей сохранились четыре цвета: голубой (ВВС), чёрный с красными кантами/лампасами (артиллерия, танковые войска), малиновый (инженерные войска, технические войска, военно-медицинский/ветеринарный/юридический/административно-хозяйственный состав), красный (все остальные рода войск и служб).
Те же расцветки были установлены и для остальных военнослужащих за исключением чёрного цвета околышей и петлиц и красных кантов для инженерных войск, технических войск (и всех войск и служб, так или иначе связанных с ними) и войск связи, а также голубых околышей и кантов офицеров ВДВ. Цвета нарукавных знаков (обязательно в цвет околышей, погон и петлиц) распределялись так: красный (мотострелковые войска, военные дирижёры и музыканты, комендантская служба), малиновый (мед- и ветслужбы), голубой (ВВС, армейская авиация и ВДВ), чёрный (все остальные).
Основной род войск, в котором проходил службу военнослужащий, обозначался цветом петлиц и нарукавным знаком, а род войск подразделения непосредственной принадлежности военнослужащего по специальности — латунной эмблемой на петлицах. Так, военный медик, прапорщик-сверхсрочник (например, фельдшер или начальник аптеки), служивший в авиационной части, носил на голубых петлицах (при форме ВВС) эмблему медицинской службы (змея с чашей), а на нарукавном знаке — эмблему ВВС (крылатый пропеллер). Капитан, командир танковой роты мотострелкового полка, носил эмблему танковых войск на красных петлицах. Связисты носили эмблему войск связи («муху», как они её называли) на петлицах; но нарукавный знак войск связи и чёрные петлицы — только при службе непосредственно в частях связи (например, инструктор в учебном полку), в частях других родов войск они носили петлицы цвета соответствующего рода войск. В мотострелковых полках практиковалось, что все солдаты и сержанты срочной службы носили повседневную форму с красными погонами мотострелков, а парадную с чёрными погонами и фуражками носили солдаты и сержанты, пришедшие в полк после учебных подразделений (сержанты и специалисты). Это обусловливалось экономией фуражек и погон.

### Некоторые специализированные виды формы

#### Церемониальная форма ОРПК

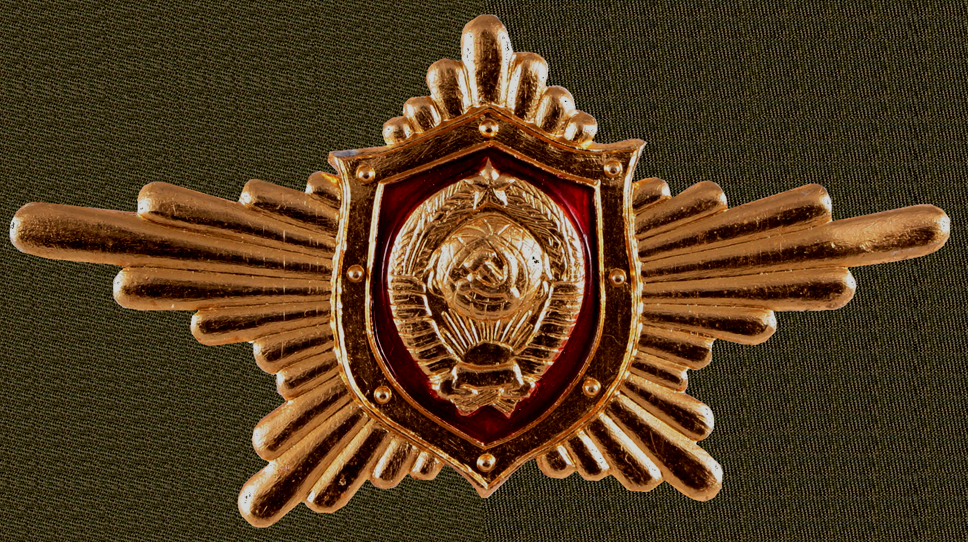
Знак ОРПК на фуражку (рядовой/сержант взвода Сухопутных войск)

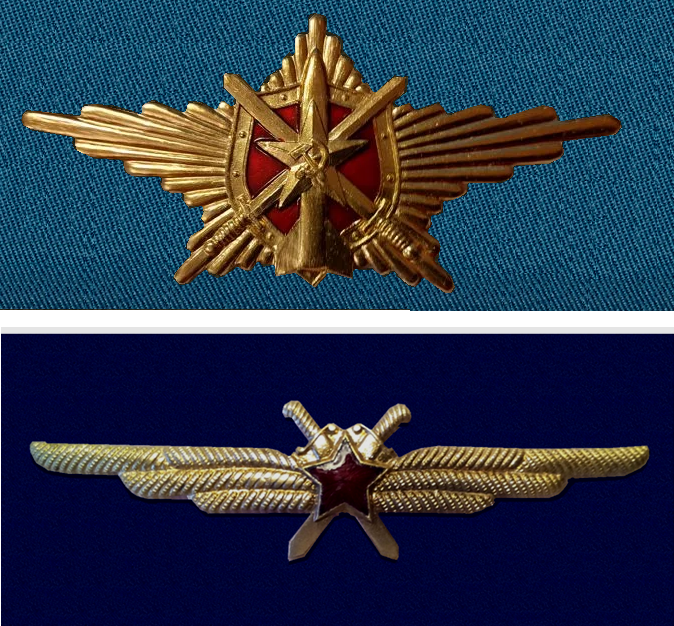
Знаки на кителя офицеров ОРПК: взводы Сухопутных войск и ВВС

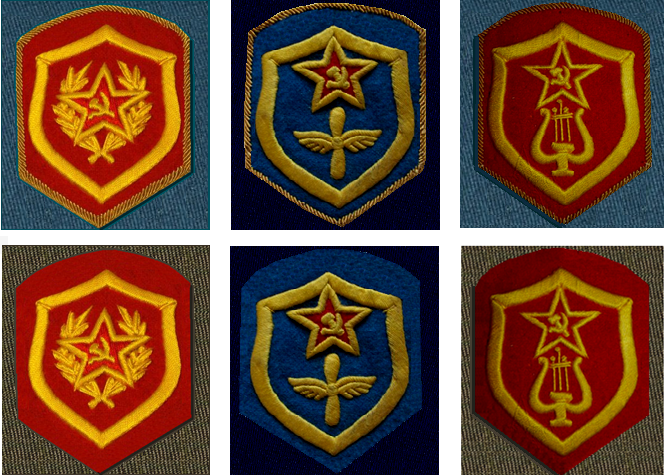
Нарукавные знаки ОРПК (взводы Сухопутных войск и ВВС, оркестр), вверху — офицеры, внизу — сержанты и рядовые.

В 1971 г. приказом министра обороны была установлена новая церемониальная форма Отдельной роты почетного караула Московского гарнизона.
В целом, для ОРПК устанавливалась общая форма образца 1969 г., но с некоторыми добавлениями.
При общем покрое и расцветке обмундирования, (с открытым однобортным мундиром на четырёх пуговицах, белой рубашкой и чёрным галстуком) сохранились, прежде всего, цветовые различия околышей, кантов, петлиц. Офицеры взвода Сухопутных войск получили обмундирование на основе цвета «морской волны» с красным приборным сукном и золотистым металлом; офицеры взвода ВВС — мундир на основе синего, с прибором голубого цвета, с тем же золотистым приборным металлом. На обшлагах, окантованных красным кантом, размещались вышитые лавровые листья малого размера.
У рядовых взвода Сухопутных войск тулья фуражки, китель и брюки — защитного цвета, петлицы и погоны с золотистым кантом, на погонах — литеры «СА». У рядовых взвода ВВС мундир и брюки синего цвета (с голубыми кантами, петлицами, околышами).
И офицерам, и рядовым (в приказе — на правый рукав, де-факто на фото — на оба рукава) полагались общевойсковой нарукавный знак или нарукавный знак ВВС (расположение нарукавных знаков связано было со спецификой прохождения почётного караула торжественным маршем), вышитые на подкладках соответственно красного и голубого сукна золотой канителью и шёлком. Офицерский знак окантовывался жгутом золочёного крученого шёлка.
Погоны офицеров — общеармейского образца, с натуральным золочением; погоны сержантов, старшин и рядовых — с золотым кантом по длинным сторонам и литерами «ВФ» (у взвода ВМФ) и «СА» (у всех остальных).
Офицерам устанавливалась кокарда и шитьё на околыше фуражки по образцу металлизированной эмблемы обр. 1969. Для сержантов и рядовых эмблема к звезде не штамповалась, а вышивалась. К фуражкам офицеров и рядовых полагался единый филигранный ремень и единая эмблема Почётного караула (кроме ВВС) в виде стилизованной пятиконечной звезды со щитом с гербом СССР по центру на тульи. На тульях фуражек ВВС размещалась лётная эмблема.
Аксельбанты (положенные всем военнослужащим роты) и сапоги остались без изменений.  Без изменений (за исключением новых погон и нарукавных знаков) осталась и зимняя форма.
Весь личный состав при зимней форме носил шинели офицерского покроя (взвод Сухопутных войск — серо-стального, взвод ВВС — синего, взвод ВМФ — чёрного цвета) на шести пуговицах с петлицами (с золотым кантом и эмблемой) на воротнике (кроме взвода ВМФ). Под шинель полагалось белое кашне. В качестве зимнего головного убора использовалась шапка-ушанка из каракуля.
Ремни офицеров — офицерские парадные, существующего образца, с шашкой вместо кортиков; сержантов и солдат — белёные, с медной пряжкой, а также подсумками к карабину СКС. Всем военнослужащим полагались белые перчатки.
Такие же элементы и эмблемы при общей парадной форме были ведены и в других аналогичных подразделениях, например, РПК в городах-героях, столицах союзных республик, столицах военных округов и групп войск.

#### Музыканты оркестра ОРПК и Сводный оркестровый полк Московского гарнизона
Музыканты оркестра ОРПК получили аналогичную форму, но с дирижёрской лирой на тульях фуражек и в петлицах, а также соответствующими нарукавными знаками. Лиры украшали и тульи офицерских фуражек. Все расцветки униформы музыкантов были по образцу церемониальной формы рот ОРПК. Ремни офицеров — парадные, с кортиками.
Такая же форма была установлена для Сводного оркестрового полка Московского гарнизона.

#### Комендантские части и подразделения ВАИ
Приказом МО СССР № 200 (август 1969 г.) подразделения регулирования движения Военной автоинспекции (ВАИ) и комендантской службы преобразованы в комендантские части, а в их специальную форму одежды внесены изменения:
- Летний хлопчатобумажный костюм заменен на кожаную куртку с отложным воротником, с потайной застёжкой на пуговицы и двумя прорезными карманами и бриджи чёрной шерсти с красным кантом. На куртку пристёгиваются погоны, на рукавах — нарукавные знаки.
- Для зимней формы устанавливались а) ватный х/б костюм (куртка с меховым воротником и брюки) чёрного цвета — для умеренного климата; б) утеплённые телогрейка и Галифе, полушубок чёрного цвета, кирзовые рукавицы существующего образца — для холодного климата. На куртку, телогрейку и полушубок пристёгиваются погоны.
- Белые кожаные краги с красной полосой.
- Снаряжение белой кожи.

Остальные предметы спецобмундирования — без изменений.

#### Охрана Генерального штаба ВС СССР
Приказом МО СССР № 59 (1971 г.) устанавливалась специальная форма военнослужащих Охраны ГШ ВС СССР — при несении дежурств, нарядов и караулов. Форма сверхсрочников включала в себя:
- повседневный китель офицерского образца с петлицами мотострелковых войск с латунной окантовкой, нарукавными знаками мотострелковых войск и нашивками по годам службы.
- повседневную фуражку с красными околышами и кантами и кокардой с парадной эмблемой, с золотистым трунцалловым ремешком; на тулье — эмблема как во взводе сухопутных войск ОРПК;
- брюки с красным кантом в сапоги;
- офицерское снаряжение белой кожи.

Форма военнослужащих срочной службы представляла собой парадную строевую форму для сержантов-срочников и рядовых мотострелковых войск, фуражка — с эмблемой взвода сухопутных войск ОРПК на тулье и золотистым трунцалловым ремешком. Снаряжение офицерское, белой кожи.

#### Патрульная служба Управления комендатуры г. Москвы

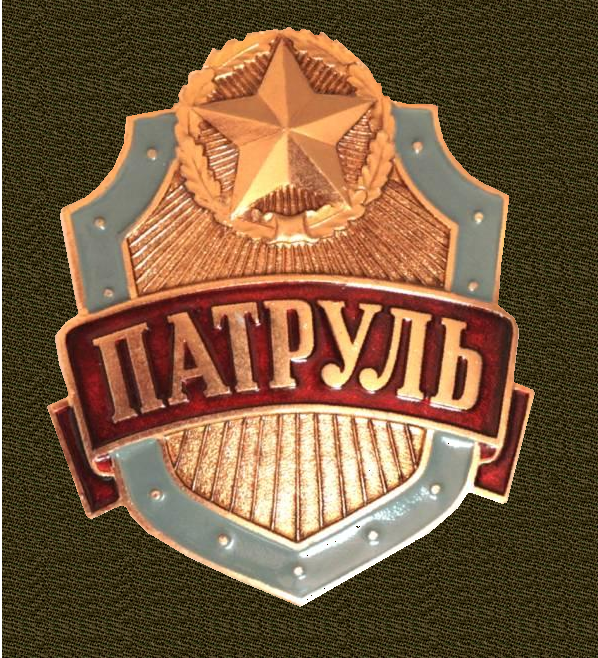
Нагрудный знак военных патрулей (1973)

Приказом МО СССР № 71 (март 1973 г.) для военнослужащих Управления комендатуры г. Москвы при несении ими патрульной службы устанавливалась специальная форма одежды на основе повседневного строевого обмундирования мотострелковых войск со следующими отличиями:
- для офицеров и прапорщиков — снаряжение белого цвета с кобурой;
- для сержантов и рядовых срочной службы — белый ремень со штык-ножом (АК или СКС) с рукоятью белого цвета в белых ножнах;
- слева на кителе или шинели — нагрудный знак «ПАТРУЛЬ»;
- для офицеров и прапорщиков — шапка каракулевая, шинель парадная с белым кашне;
- на обоих рукавах шинели и кителя — нарукавные знаки, у офицеров и прапорщиков — как у офицеров взвода Сухопутных войск ОРПК.

### Изменения 1970—1980-х годов

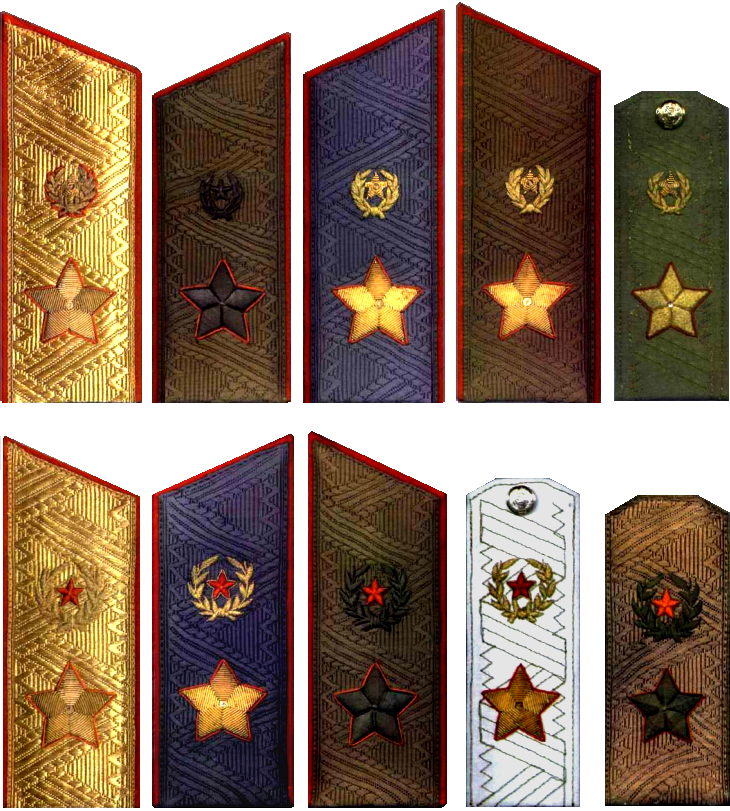
Погоны генералов армии (к парадному кителю, полевому кителю, шинели (пальто), повседневному кителю, рубашке (повседневной и парадной) и полевой форме обр. 1985 г.)): вверху — образца 1.11.1974 г., внизу — с 10.03.1980 г.

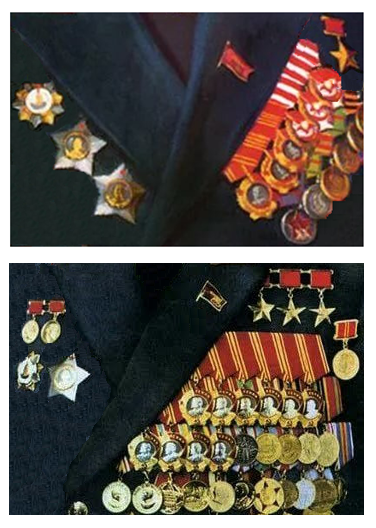
Размещение наград на открытых парадных мундирах офицеров и генералов: вверху — до 1980 г.; внизу — после 1980 г.

В 1973 году приказом министра обороны были утверждены новые Правила ношения военной формы. Связано это было прежде всего с введением новых званий для военнослужащих сверхсрочной службы — прапорщик и старший прапорщик.
Самые существенные изменения заключались в следующем:
- частичное изменение парадной кокарды на парадные офицерские фуражки, связанные с уточнением и технологичностью рисунка эмблемы, кокарды постепенно становятся цельноштампованными;
- для полевой формы установлено зимнее утеплённое обмундирование (куртка и брюки);
- к повседневной форме срочнослужащих установлена пилотка вместо фуражки;
- для повседневной формы вне строя (в том числе и с летним плащом или в рубашке без кителя) генералам и офицерам введено ношение брюк как навыпуск (от полковника и выше — ботинки коричневой кожи), так и в сапоги;
- разрешено ношение летнего защитного плаща с летней парадно-выходной формой генералам и офицерам;
- введена новая полевая форма для генералов и маршалов (аналогичная офицерской обр. 1969 г.), включающая защитный закрытый однобортный китель с дубовыми (Маршалы Советского Союза) или лавровыми листьями, вышитыми защитным шёлком на концах воротника, воротник и обшлага с кантом; защитные брюки — с лампасами; полевую фуражку с кантами; зимнюю утеплённую куртку на молнии с меховым воротником; летний плащ с цветными петлицами, разрешённый к ношению с летним кителем;
- для жарких районов офицерам разрешено ношение облегчённой полевой формы с ботинками;
- для военнослужащих-женщин сверхсрочной службы введён китель покроя, аналогичного солдатскому, с цветными петлицами и погонами (с сапогами и облегчённым полевым снаряжением).
- на повседневные и полевые погоны срочнослужащих установлены литеры «СА», на все погоны курсантов — литеры «К».
- в районах с жарким климатом разрешено при повседневной форме (с панамой) ношение кителя с открытым воротом, а также облегчённого обмундирования с ботинками;
- для полевой формы срочнослужащих пряжка ремня — защитного цвета.
- для офицеров и генералов, участвующих в парадах в Москве, городах-героях, столицах союзных республик, — золотые погоны на шинель, белые перчатки, кокарда с эмблемой на шапку-ушанку (как в ВВС), для участников московских парадов дополнительно — золотая окантовка петлиц и ношение золотого аксельбанта под правым погоном.

Для понтонных, переправочных, мостовых частей инженерных войск установлено спецобмундирование из куртки (однобортная, с отложным воротником, из водонепроницаемой ткани, на манжетах и поясе — защитные резиновые вставки) и брюк-полукомбинезона с притачанными резиновыми сапогами, с полной герметизацией швов.
В апреле 1974 г. (приказ МО СССР № 85):
- на правый рукав срочнослужащих введены золотистые прямоугольные нашивки по годам службы;
- на все головные уборы срочнослужащих, кроме пилотки, крепится звезда с эмблемой — лавровым венком;
- для зимней рабочей формы военных строителей установлена телогрейка и ватные Галифе.

В октябре 1974 г. (приказ МО СССР № 231) для всех видов парадной формы срочнослужащих и курсантов введен белёный ремень с золочёной латунной пряжкой.
Для всех военнослужащих, имеющих на левом рукаве нашивку по роду войск, в случае участия в параде на Красной площади устанавливалось её ношение на правом рукаве. На правую сторону голубых беретов перекочёвывал и красный флажок с эмблемой ВДВ у десантников из парадных расчётов. Эти изменения специально не регламентировались и в Правилах ношения не отражались, хотя их регулярно можно было наблюдать ежегодно 7 ноября во время московского парада.
С парадной формой военнослужащие ВДВ могли носить голубой берет — в этом случае под китель вместо рубашки надевалась тельняшка. С полевой формой им также разрешалось носить голубой берет и различные средства маскировки и камуфляжные костюмы, Правилами никак не регламентированные.
Далее незначительные и более-менее значимые изменения вводятся отдельными приказами и распоряжениями без изменения всей системы организации и ношения униформы.
- В 1974 г. изменён статус генералов армии, которых приравняли к маршалам родов войск (указ Президиума ВС СССР от 1 ноября 1974 г.). Вследствие этого вводятся новые знаки различия на погоны и новый знак отличия, аналогичный знакам маршалов и главных маршалов родов войск — «Малая маршальская звезда».
- В 1975 г. с целью укрепления положения офицерского состава и придания форме одежды офицеров большего отличия от формы сверхсрочнослужащих на повседневные фуражки офицеров устанавливается золотой филигранный ремешок, на повседневный китель — петлицы как на парадном мундире с золотой окантовкой (приказ МО СССР № 108).

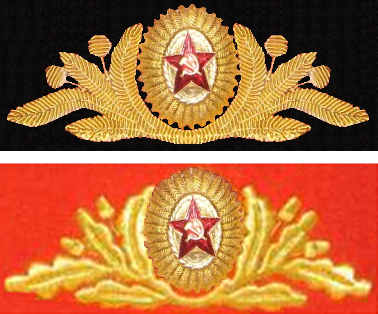
Шитьё на повседневных фуражках генералов и маршалов родов войск (здесь — бронетанковых войск и артиллерии) и Маршалов Советского Союза (внизу)

В апреле 1976 года после продолжительной болезни умер министр обороны Маршал Советского Союза А.Гречко. На смену ему пришел опытный военно-хозяйственный руководитель генерал армии (впоследствии — Маршал Советского Союза) Д. Ф. Устинов. Новый министр не считал необходимым проведение каких-либо реформ, в том числе и в обмундировании и снабжении войск Советской Армии, тем более, что существующая форма не вызывала серьёзных нареканий. Некоторые изменения произошли лишь в начале 1980-х годов (приказ МО СССР № 85 от 15 марта 1980 г.):
- на околыш повседневных фуражек генералов и маршалов введено шитьё жёлто-золотистой канители, аналогичное парадно-выходному, но упрощённой схемы, представляющее собой орнамент из восьми дубовых (Маршалы Советского Союза) или лавровых ветвей;
- отменены парадные погоны серебряного цвета, все инженерно-технические звания заменены общевойсковыми;
- всем офицерам и сверхсрочникам чёрное сукно на околыше и петлицах заменено чёрным бархатом;
- малиновый приборный цвет для всех военнослужащих заменен красным; таким образом, оставлено только три приборных цвета — красный, чёрный и голубой;
- для парадно-выходной формы генералов и маршалов с серым кителем установлены парадная фуражка с тульёй цвета морской волны и парадным шитьём и парадные брюки цвета морской волны.

Помимо этого:
- изменены правила ношения наград на парадных мундирах военнослужащих (указ Президиума ВС СССР от 28 марта 1980 г.) — вдоль груди, а не вдоль лацкана;
- разрешено при повседневной нестроевой форме в жаркую погоду носить рубашку без кителя.

Таблица: Офицерские кокарды с эмблемами к парадной форме 1955—1991 г.

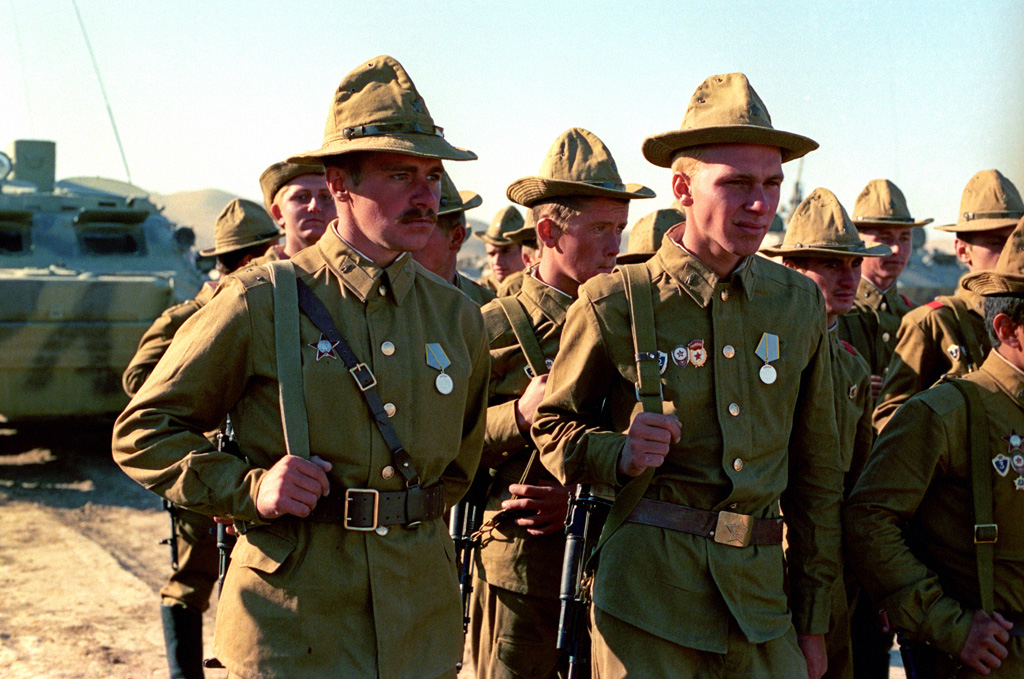
Офицер и солдаты «ограниченного контингента». Кушка. 1986. Офицер — в солдатском обмундировании со звездочками на солдатских погонах в снаряжении М55, солдаты — в полевой форме, но с повседневными ремнями

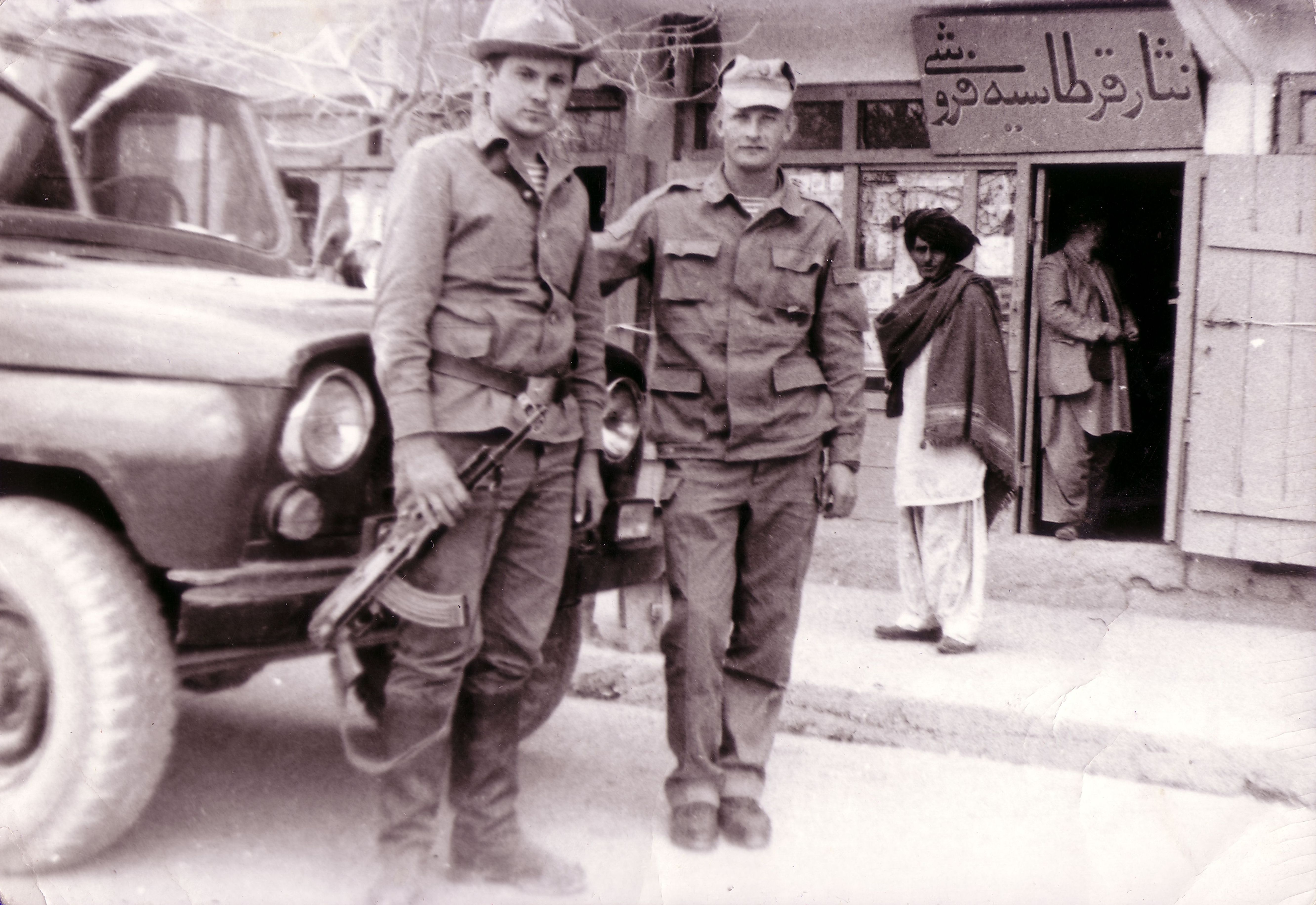
Военнослужащие ВС СССР во время Афганской войны

|         | 1955 г.      | 1958 г.      | 1969 г.      | 1973 г.      |
| ------- | ------------ | ------------ | ------------ | ------------ |
| Кокарды | Кокарды СССР | Кокарды СССР | Кокарды СССР | Кокарды СССР |

### Разработка новой полевой формы
В 1975 году Центральное вещевое управление (ЦВУ) ВС СССР приступило к разработке комплекта полевой летней (зимней) формы одежды нового образца для военнослужащих Вооружённых Сил СССР в составе: куртка полевая; брюки прямого покроя полевые; куртка полевая утеплённая; брюки утеплённые полевые; полевая фуражка.
В 1976 году в частях проводились испытания различных образцов, отличавшихся друг от друга тканью, различным количеством карманов, их размером, местом размещения и т. д. В 1978 году комплекты начали поступать на склады неприкосновенного запаса (НЗ) вещевых служб военных округов. Форма являлась собственной разработкой ЦВУ ВС СССР на основе специальной формы разведчиков и специальной одежды танковых войск РККА и СА. Позднее данная форма стала основой для новой полевой формы одежды всех военнослужащих и получила неофициальные названия «Афганка», «Эксперименталка», «Песочка», «Полёвка», «Варшавка». Однако официально данная форма в тот момент (конец 1970-х — начало 1980-х гг.) установлена не была.
В процесс вмешались внешние события. В декабре 1979 года СССР ввёл на территорию Афганистана (ДРА) «Ограниченный контингент Советской Армии». Началась десятилетняя война в Афганистане (Афганская война), выдвинувшая целый ряд серьёзнейших требований в том числе и к обмундированию Советской Армии, а также системам её тылового обеспечения.
Главные претензии были высказаны к офицерской и генеральской полевой форме образца 1969—1973 гг. Плотный китель плохо подходил к жаркому горному климату Афганистана, тёмный цвет хаки и фуражка демаскировали офицера и делали его удобной мишенью для снайпера. Недаром опытные офицеры-афганцы старались сразу отказываться от офицерских кителей, предпочитая солдатские х/б с соответствующими знаками различия. Впрочем форма сержантского и рядового состава тоже не вызывала восторгов из-за явных неудобств в ходе непосредственных боевых столкновений, в том числе из-за стеснённости в движениях, а также неудобного расположения карманов. Какие-то проблемы решались непосредственно на местах (например, цветные петлицы, погоны, значки и кокарды убирались с обмундирования и заменялись на защитные, как правило, сразу по прибытии в ДРА или после первого боестолкновения), какие-то требовали коренной переделки всего полевого обмундирования.

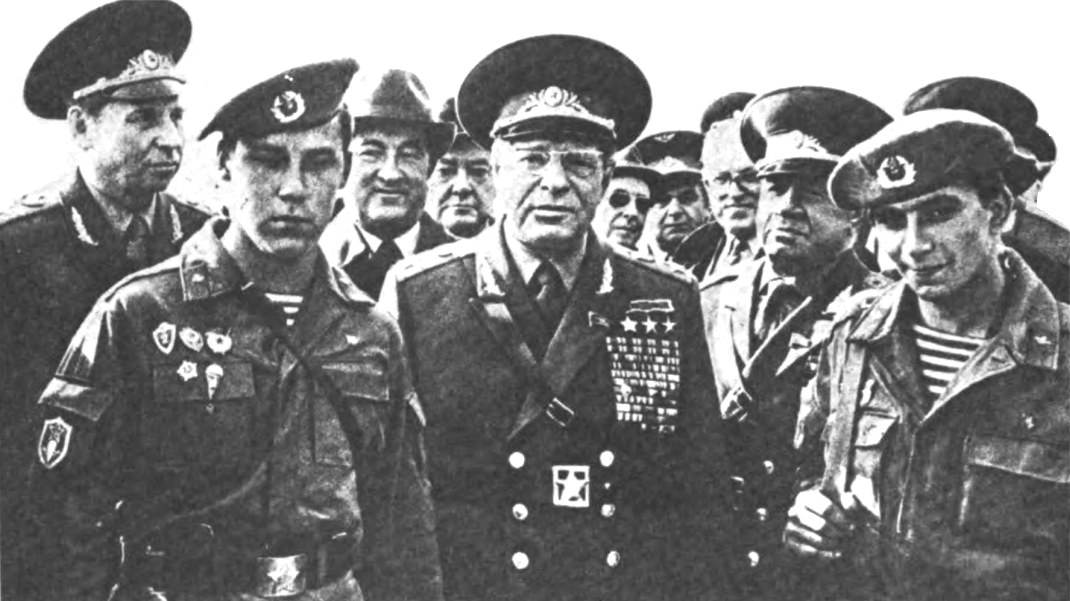
Министр обороны Д. Ф. Устинов на военных учениях «Запад-81». Десантники — в традиционных беретах и новой экспериментальной полевой форме ОКЗК-Д

По опыту первых лет войны в составе мотострелковых частей были воссозданы специальные горнострелковые подразделения с особой полевой формой, включающей в себя брюки, собранные на щиколотках, спецснаряжение и спецобувь (ботинки на высокой шнуровке).
Для частей и подразделений «Ограниченного контингента» в течение нескольких лет в начале 1980-х годов была созданы образцы экспериментальной формы, проходившей испытания во время различных войсковых учений («Запад-81», «Запад-82»), а также в Пограничных войсках КГБ СССР (камуфляжные комбинезоны и полевое обмундирование целиком из камуфляжной ткани (1985)). В перспективе новая форма должна была распространиться на всю Советскую Армию, заменив устаревшее полевое и, возможно, также повседневное обмундирование. За образец были взяты лучшие мировые достижения в данной области, включая и обмундирование и экипировку не только армий Варшавского Договора (традиционно — Польша, Чехословакия и др.), но и стран-участниц НАТО. Помимо обмундирования разрабатывались новые средства индивидуальной защиты, а также маскировочные и иные средства.
Общее направление в разработке новой полевой формы было следующее — свободный покрой, не стесняющий движения, возможность использовать маскировочные средства (комбинезоны, куртки-анораки и т. д. как из простой, так и из камуфлированной ткани разных видов), удобное расположение карманов, включая специальный покрой обмундирования для частей специального назначения. Рассматривался вариант полного отказа от сапог и замены их ботинками со шнуровкой. Цвет новой формы изначально отличался от традиционной формы х/б желтоватым («афганка»), либо песчаным («песчанка») оттенком (последний выгорал на солнце и за счёт стирки почти до белого и, как правило, использовался войсковым спецназом или спецназом ГРУ).
Камуфляж в частях Советской Армии использовался ещё до Великой Отечественной войны, однако это использование было эпизодическим, популярностью не пользовалось и касалось в основном лишь некоторых частей специального назначения. В 1970—1980-е гг. камуфляж начали широко применять комбинировано с полевой формой в частях ВДВ. Следует заметить, что никого обмундирования камуфляжных цветов в Советской Армии до конца 1980-х гг. не существовало, имелись лишь отдельные предметы для комбинированного ношения с униформой (куртки, комбинезоны, масхалаты). Правилами ношения военной формы и приказами МО СССР конкретные случаи использования камуфляжных элементов не регламентировались.

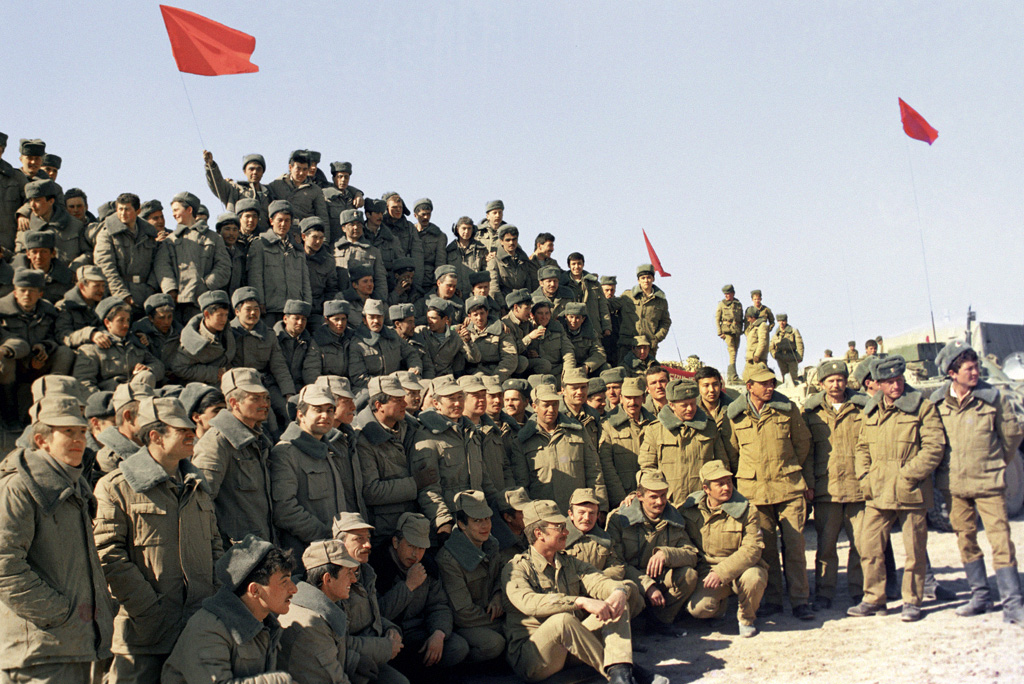
Выход советских войск из Афганистана. Февраль 1989 г. Все военнослужащие — в новом полевом обмундировании

Основным камуфляжным рисунком вплоть до 1960-х гг. оставался двуцветный рисунок тёмных больших амёбообразных пятен на зелёном фоне («Амёба», обр. 1935 г.). Затем появился новый вариант камуфляжного рисунка — тоже двуцветный — светлые пятна на зелёном фоне, причём цвет пятен и фона мог варьироваться от желтоватого до более бледного. Из-за сетчатой ткани светлые пятна создавали впечатление увеличенной растровой графики («Серебряный лист» или «Берёзка» обр. 1957 г.). Во второй половине 1980-х годов появился трёхцветный камуфляж, сочетающий коричневые, светло- и тёмно-зелёные пятна («Дубок» или «Бутан» обр. 1984 г.).
Новая полевая форма была утверждена в 1984 г.' и стала поступать в войска, прежде всего, находившиеся в Среднеазиатском военном округе и ДРА. С весны-лета 1986 года новой формой в приоритетном порядке укомплектовывались части СА, участвующие в ликвидации последствий аварии на Чернобыльской АЭС. При этом старая форма не отменялась и не снималась с производства, она по-прежнему поступала на склады в части тыловых округов и даже некоторые группировки войск в странах ОВД. Неспешный процесс переобмундирования, таким образом, явно растягивался на годы.
Униформа образца 1969 года продолжала использоваться и после распада СССР, перейдя в распоряжение армий стран СНГ. После 1992 года она получила соответствующие национальные знаки отличия, шевроны. В ВС Российской Федерации она использовалась влоть до начала 2000-х, как и предыдущая, в учебных частях, дисбатах и пр.

### Форма для офицеров и генералов — представителей МО СССР за рубежом

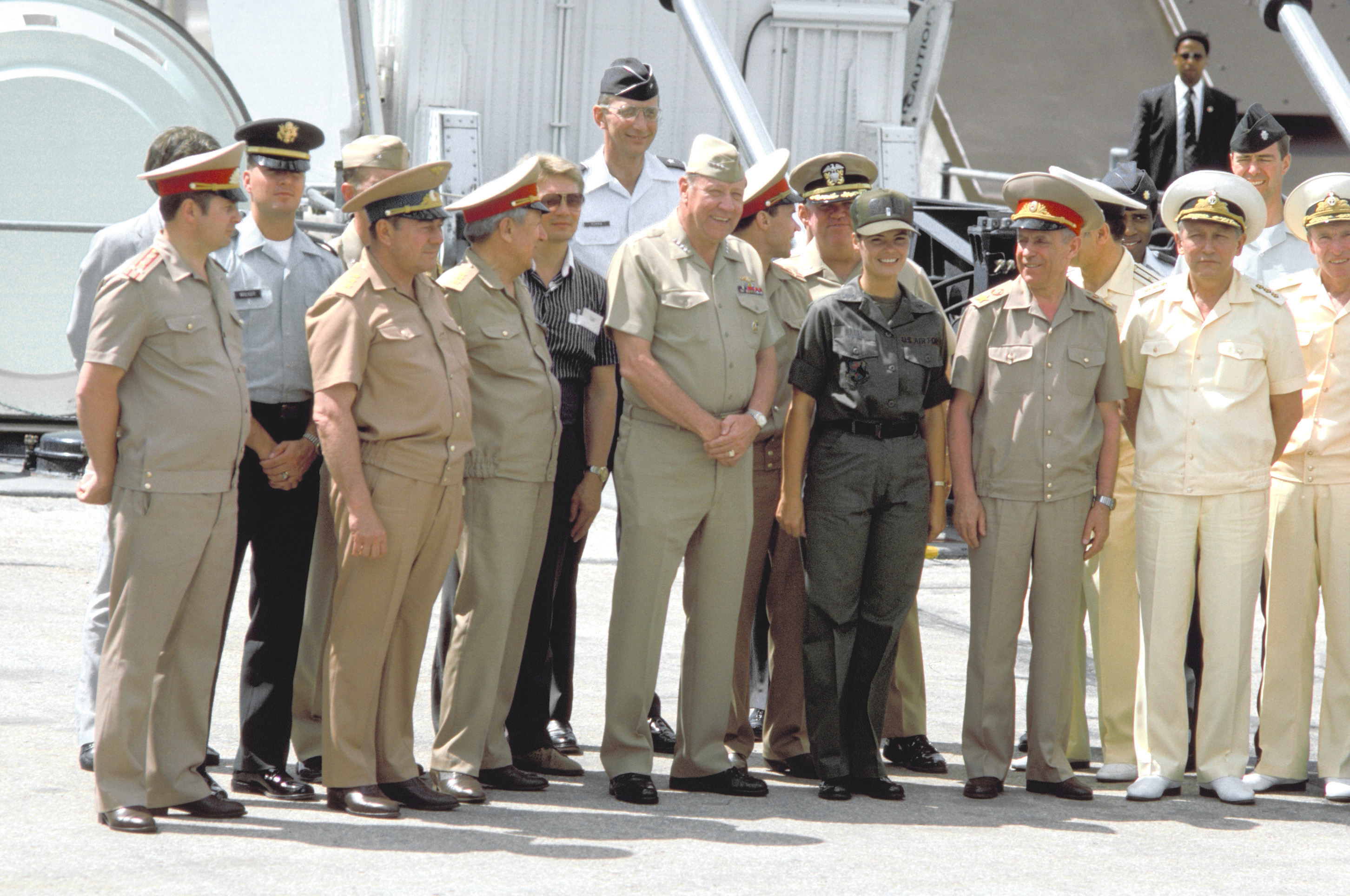
Маршал Советского Союза, начальник Генерального штаба С. Ф. Ахромеев, советские офицеры, генералы и адмиралы во время встречи с американскими коллегами. Военная база. 1988. На всех советских офицерах и генералах специальная форма одежды для зарубежных поездок в составе официальных делегаций МО СССР

В 70-80-х гг. советские офицеры и генерал официально находились в качестве военных советников во многих странах Ближнего Востока и Африки. Для них была установлена специальная форма одежды светло-коричневой ткани, состоящая из
- фуражки с цветным околышем и тульёй основного цвета, с окантовкой в цвет тульи, с филигранным ремешком,
- открытой льняной или хлопковой рубашки навыпуск на золотистых пуговицах, без галстука, с короткими рукавами, с пристежными галунными погонами в цвет рубашки,
- брюк (без кантов и лампасов) навыпуск,
- ботинок коричневого цвета.

С 1985 года во внутренней и внешней политике Советского Союза начались радикальные перемены. Одним из первых реально ощутимых их последствий стало снижение в рамках эпохи «нового мышления» международной напряжённости, расширение переговорного процесса между СССР и США (в частности, после Соглашения об РСМД, декабрь 1987 г.) в том числе и на уровне оборонных ведомств. В 1988 г. первый официальный визит такого уровня состоялся под руководством Маршала Советского Союза начальника Генерального штаба С. Ф. Ахромеева.
Для советских офицеров и генералов, вошедших в делегацию, была пошита особая форма из светло-серой ткани с тёплым защитным оттенком (оттенок мог варьироваться), аналогичная по покрою уже существующей форме военных советников.
Осенью 1988 г. эта форма была официально принята для представителей МО СССР за рубежом в странах с жарким климатом.

### Новые Правила ношения военной формы одежды 1988 г.
4 марта 1988 г. новый министр обороны СССР, генерал армии Д. Т. Язов подписал приказ № 250 «О введении в действие Правил ношения военной формы одежды военнослужащими Советской Армии и Военно-Морского Флота». Это был последний документ подобного рода в истории Советской Армии.
Нововведения 1988 года узаконивали и приводили в систему большинство изменений, произошедших за пятнадцать лет и введённых в действие приказами воинских начальников разного уровня. С другой стороны, они содержали ряд принципиальных новшеств, представлявших своего рода пилотные проекты по дальнейшему преобразованию формы одежды советских военнослужащих.

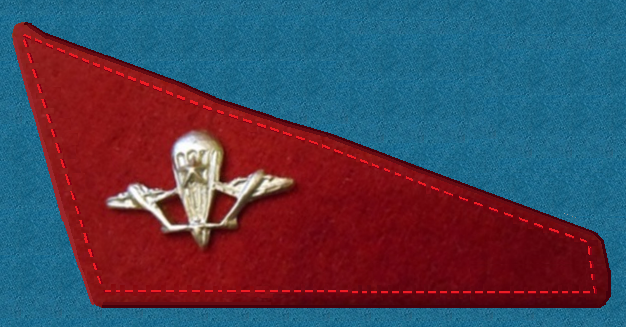
Флажок на берет ВДВ (1988)

Изменения, сохраняя общую принципиальную основу униформы, сводились к следующему:
- фактически завершилась унификация расцветок, в качеств прибора сохранялись три цвета — красный (для генералов — общевойсковой, медслужба, юстиция, адмслужба и т. д., инженерные и технические войска, войска связи, ВДВ; для офицеров, прапорщиков, солдат и сержантов — общевойсковой, мотострелковые войска, медслужба, юстиция, адмслужба и т. д.), голубой (для генералов ВВС; для офицеров, прапорщиков, солдат и сержантов — ВВС и ВДВ), чёрный (для генералов — артиллерия, танковые войска; для офицеров, прапорщиков, солдат и сержантов — всё остальное);
- вновь отменялось ношение кортика офицерами при парадном и парадно-выходном обмундировании;
- на береты ВДВ официально установлен красный флажок (слева) с эмблемой ВДВ, ранее носившийся в войсках только по инициативе и указанию командования ВДВ либо (специальными приказами МО СССР) парадными расчётами на парадах 7 ноября в Москве (справа, в связи с прохождением мимо Мавзолея).
- для летней парадно-выходной формы генералов и маршалов оставлен светло-серый открытый китель существующего образца, для ношения с которым устанавливалась парадная фуражка и брюки цвета морской волны с лампасами;
- на папахи генералов, участвующих в парадах в г. Москве, столицах союзных республик и городах-героях, устанавливалась кокарда с эмблемой (как в ВВС);
- допускалось ношение генералами и офицерами летней парадно-выходной и повседневной формы без кителя, в рубашке с погонами белого (парадная) или защитного (повседневная) цвета (это же право получили военнослужащие-срочники при парадно-выходной форме с рубашкой защитного цвета); к парадно-выходному и повседневному обмундированию мог надеваться плащ или летнее пальто (для генералов);
- к летней повседневной форме вне строя генералов и офицеров допускалось ношение белой рубашки с защитным галстуком и белыми погонами;
- к летней повседневной форме вне строя для генералов и офицеров — ботинки коричневого цвета;
- при повседневной летней форме вне строя офицерам разрешено носить рубашку без галстука с расстегнутым воротником и короткими рукавами; специальная форма офицеров для районов с жарким климатом отменена;
- для повседневной летней формы для строя вводился новый (точнее, хорошо позабытый старый) элемент обмундирования — офицерская пилотка из той же ткани, что и основная форма, в тон ей, с кантами и кокардой; пилотка носится только с офицерской шерстяной курткой (ещё один новый элемент, сразу по достоинству оценённый военными) с прорезными карманами с клапанами, отложным воротником, на пуговицах; при нестроевой форме с курткой надевается фуражка;
- для военнослужащих-женщин при летней форме для строя обязательно облегчённое снаряжение М55;
- на повседневной форме военнослужащих срочной службы, включая специальную форму для районов с жарким климатом, погоны, петлицы, эмблемы — защитного цвета; цветные элементы на кителе сохранили только курсанты, как и повседневную фуражку;
- несмотря на введение новой полевой формы одежды, Правила оставляли для ношения солдат-срочников и курсантов и старую, образца 1973 года (для курсантов — с цветными петлицами и погонами), очевидно, как некоторый переходный вариант;
- в частях, в которых при переходе на летнюю форму одежды весной 1989 года военнослужащим срочной службы была выдана форма образца 1973 года, в жаркую погоду разрешалось засучивать рукава и не застёгивать на вороте крючок и верхнюю пуговицу;
- для военнослужащих срочной службы и курсантов ВДВ в качестве летней повседневной формы вводится с традиционным голубым беретом открытый комбинезон защитного цвета или из камуфляжной ткани («Бутан») особого покроя со скрытой застёжкой, с накладными карманами с клапанами на груди, рукавах, бёдрах; в углах отложного воротника — эмблемы защитного цвета; под комбинезон надевается традиционная тельняшка; ремень — поверх комбинезона.

Все элементы обмундирования офицеров традиционно распространялись на прапорщиков, старшин и сержантов сверхсрочной службы.
Нововведением 1988 г. стала новая полевая форма, созданная с учётом требований Афганской войны и пожеланий из самых разных войсковых частей и соединений. Фактически это был усовершенствованный вариант формы 1984 г.
Полевая форма была единой по покрою и материалу изготовления для всех категорий военнослужащих и могла изготовляться как из простой ткани защитного цвета тёплого оттенка (базовый цвет), так и из камуфляжной ткани, хотя изначально Правилами камуфляж устанавливался только для ВДВ. Точно также единым для всех категорий было полное отсутствие на полевой форме цветных элементов.
Новая форма, получившая все то же неофициальное название «афганка», включала в себя следующие элементы:
а) кепи базового цвета с наушниками (в обычных условиях носятся в свернутом виде), защитным козырьком; на кепи крепилась кокарда защитного цвета (генералы, офицеры, сверхсрочники) или малая пятиконечная звезда защитного цвета; для зимней формы — шапка-ушанка установленного образца с аналогичными кокардами;
б) куртка базового цвета свободного покроя с нагрудными, набедренными и нарукавными нашивными карманами с клапанами на застёжке-липучке, манжетами, с наплечными погончиками, с открытым отложным воротником, в углах воротника — металлическая эмблема рода войск защитного цвета; для зимней формы — утеплённая куртка аналогичного покроя с меховым воротником; поверх куртки — ремень или полевое снаряжение;
в) брюки базового цвета прямого покроя с набедренными нашивными карманами с клапанами на застёжках-липучках; для зимней формы — утеплённые брюки аналогичного покроя, приспособленные для носки с теплым бельём;
г) сапоги установленного образца; ношение иной обуви Правилами не допускалось, однако, судя по фотографиям, не запрещалось ношение высоких ботинок на шнуровке и даже обычных ботинок к повседневной форме.
Полевое обмундирование ВДВ включало в себя комбинезон, аналогичный описанному выше для повседневной формы курсантов и солдат срочной службы ВДВ с заменой берета на кепи. В правилах изображены комбинезон, кепи, зимняя куртка из камуфляжной ткани, однако на практике часто использовался и материал базового цвета.
К погончикам курток пристёгивались полевые генеральские погоны. Звания всех остальных военнослужащих обозначались непосредственно на погончиках звёздочками (без просветов) и тёмно-зелёными лычками.
Новая полевая форма особо серьёзных возражений не вызвала ни у кого, в том числе и в генеральской среде. В последние годы существования Советской Армии и СССР именно новая полевая форма и стала последней её «визитной карточкой» из-за участия армейских подразделений в трагических событиях в Тбилиси, Нагорном Карабахе (1989—1990), Баку (1990), Прибалтике (1991) и т. д. В последний раз в массовом количестве полевая армейская форма была продемонстрирована в августе 1991 года на улицах г. Москвы.
Таблица: Знаки за выслугу старших прапорщиков (с 1981 г.) и прапорщиков (с 1971 г.)
|                                                            | 10 лет и больше | 5-й — 9-й год | 4-й год | 3-й год | 2-й год | 1-й год |
| ---------------------------------------------------------- | --------------- | ------------- | ------- | ------- | ------- | ------- |
| На левый рукав к парадному и повседневному кителю и шинели | нз 1969         | нз 1969       |         | нз 1969 | нз 1969 | нз 1969 |

### Итоги: новые проекты
Не изменив в целом существующей формы одежды Советской Армии (за исключением полевой формы), Правила 1988 года фактически законсервировали в области обмундирования сложившееся положение вещей. Однако ситуация становилась проблематичной: в контексте экономических проблем конца 1980-х годов требовалось внедрение более экономичного, технологичного и эргономичного производства предметов формы одежды.
В ходе решения этого вопроса в 1988—1989 годах министерство обороны дало поручение тыловым и интендантским службам приступить к проработке соответствующих изменений различных видов формы одежды для военнослужащих.
Результаты этой работы оказались очень похожими на рекомендации, например, середины 1960-х годов — введение единого базового войскового цвета, переход к кителю с накладными карманами как более простому и экономичному в производстве, отмена цветных петлиц и кантов и другое. Возможно, по этой причине большинство проектов реформ было в целом негативно оценено руководством министерства обороны.
По другим данным, летом 1991 года коллегией Минобороны всё-таки было принято положительное общее решение относительно изменения военной формы одежды, однако приступить к его выполнению так и не смогли (или не успели) из-за резкого осложнения социально-политической ситуации в стране
11 февраля 1992 года был подписан приказ № 50 главнокомандующего ОВС СНГ маршала авиации Е. М. Шапошникова «О временных изменениях военной формы одежды на период с 1992 по 1995 годы». Точка в истории военной формы Советской Армии была поставлена окончательно и официально.

### Киновоплощения
- В зоне особого внимания (1977)
- Крик гагары (1980)
- Ответный ход (1981)
- Полигон (1982)
- Государственная граница, фильм 8-й (1988)
- Сто дней до приказа (1990)
- Афганский излом (1991)
- Разыскивается опасный преступник (1992)
- Три августовских дня (1992)
- Граница. Таёжный роман (2000)
- 9 рота (2005)